# Jaligny-sur-Besbre
Pour les articles homonymes, voir Besbre (homonymie).
Cet article possède un paronyme, voir Chaligny.
Jaligny-sur-Besbre est une commune située dans le département de l'Allier, en région Auvergne-Rhône-Alpes. Autrefois appelée Jaligny, elle a pris son nom actuel le 20 novembre 1967.
C'est une des plus anciennes villes du Bourbonnais. Elle aurait été fondée en 67 et doit sa célébrité à un château fort dont les différents seigneurs ont joué un rôle assez actif dans l'histoire à compter du XIIe siècle.
Malgré ses dimensions modestes, Jaligny porte le titre de ville depuis le Moyen Âge, qualité confirmée en 1569 et 1752 dans l'énumération des villes closes du Bourbonnais. Jadis close de murailles, son enceinte avait la forme d'une demi-circonférence. La domination des seigneurs de Bourbon ayant longtemps été limitée à la région proche de Moulins, la plus grande partie du territoire arrosé par la Besbre et ses affluents, et, plus à l'est, par la Lodde, se trouvait placée dans le ressort de la puissante seigneurie de Jaligny.
Jaligny doit une relative notoriété à plusieurs romans de René Fallet qui ont été portés à l'écran, comme Les Vieux de la Vieille (1960) avec Jean Gabin, Pierre Fresnay et Noël-Noël, Un idiot à Paris (1967), dans lequel Jean Lefebvre interprète Roger Gouby, un « bredin », idiot de village, ou La Soupe aux choux de Jean Girault (1981).

## Géographie

Situation dans le département de l'Allier.

Jaligny est sise en Sologne bourbonnaise, sur les contreforts des monts du Forez et de la Madeleine, dans la vallée de la Besbre, affluent direct de la Loire. Cette région de la Moyenne Besbre, parfois appelée la « vallée des châteaux », se trouve en pointe de la riche plaine de Forterre. Elle est, de ce fait, l'une des aires les plus prospères de production de bovins charolais, de dindes et volailles fermières.

Le territoire de la commune possède de nombreux atouts : environnement naturel de grande qualité, paysage de bocage, relief vallonné et surfaces boisées, bords de Besbre, étangs, atmosphère de tranquillité, sentiers de promenade, randonnée, pêche et chasse, produits du terroir de qualité et un patrimoine architectural intéressant.

### Faubourgs et lieux-dits

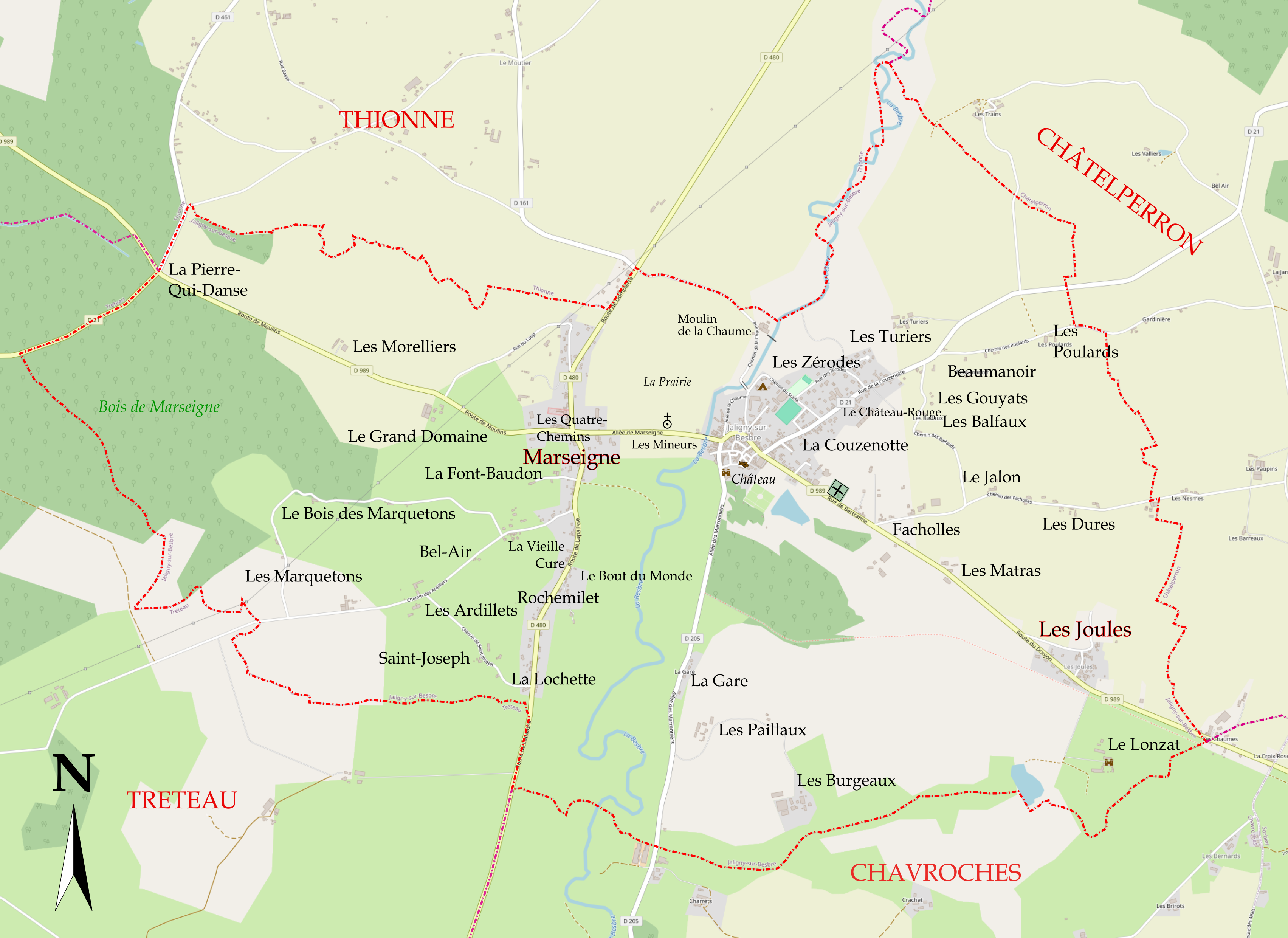
Lieux-dits de Jaligny-sur-Besbre.

- Le faubourg de Marseigne, paroisse sous l'Ancien Régime puis brièvement commune sous la Révolution française, est situé sur la rive gauche de la Besbre.
- Le hameau des Joules occupe l'extrémité sud-est du territoire communal, sur la route du Donjon.

### Communes limitrophes
Le territoire de Jaligny est limitrophe de celui des communes de Thionne, au nord-ouest, de Châtelperron, au nord-est et à l'est, de Chavroches, au sud, et de Treteau, au sud-ouest.
|         | Thionne            |              |
| Treteau | Jaligny-sur-Besbre | Châtelperron |
|         | Chavroches         |              |

### Voies de communication et transports

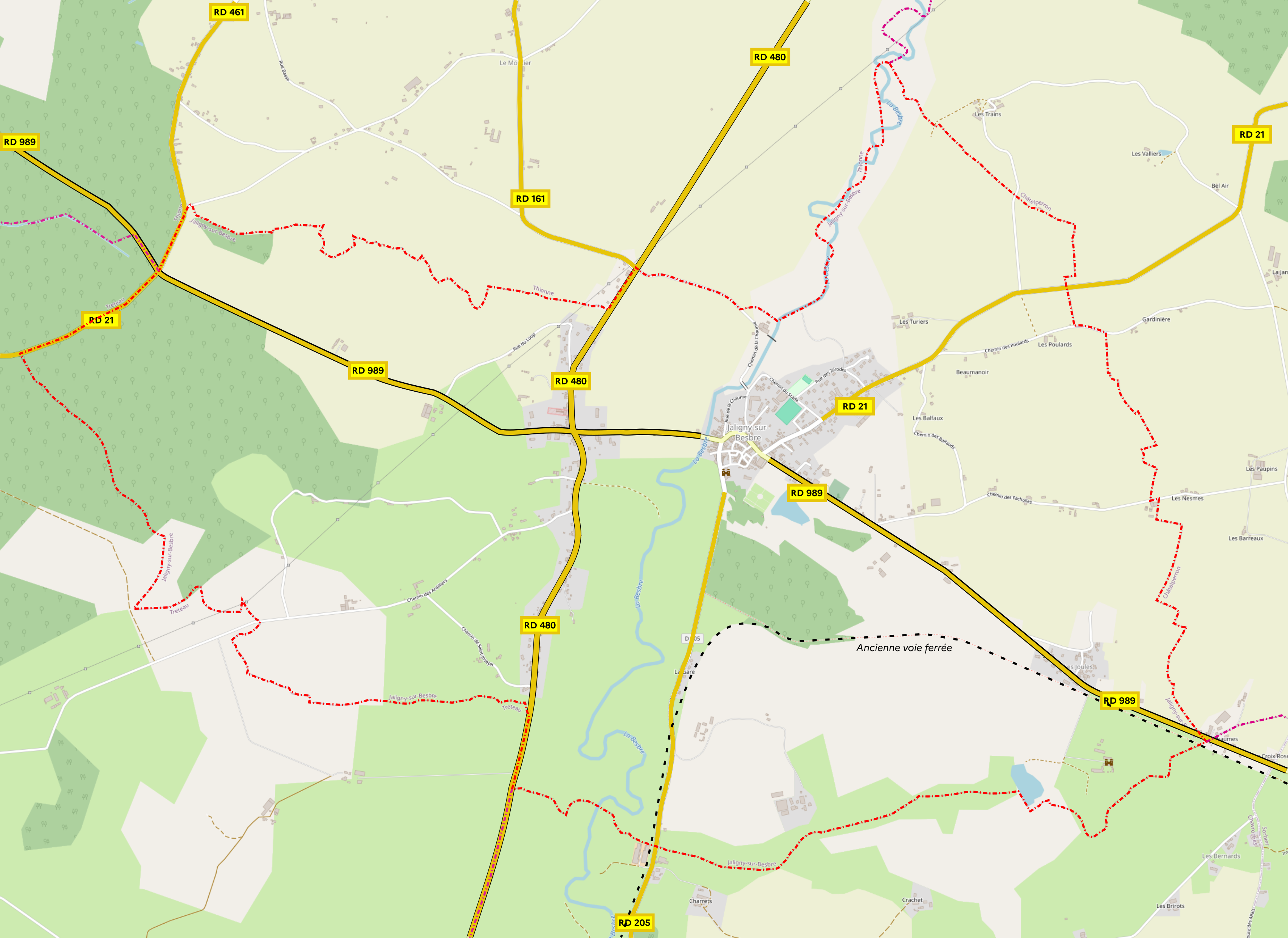
Voies routières.

La commune est située au croisement des axes Moulins - La Clayette (RD 989) et Dompierre-sur-Besbre - Lapalisse (RD 480).
Par voie routière, Jaligny est à environ 30 km au sud-est de Moulins et 40 km au nord-est de Vichy. On peut rejoindre la route nationale 79, portion de la route Centre-Europe Atlantique à Diou (24 km) ou en passant par Le Donjon (environ 18 km).
Les gares ferroviaires les plus proches sont Moulins (30 km), celle de Saint-Germain-des-Fossés (29 km) et Dompierre-Sept-Fons (19 km), gare régionale SNCF, du réseau TER Auvergne-Rhône-Alpes, desservie par des trains express régionaux de la relation « Dijon-Ville (ou Paray-le-Monial) - Moulins-sur-Allier ».
La commune est desservie par une ligne de service régulier des transports routiers interurbains de personnes : la ligne B08 (Le Donjon-Jaligny-Moulins), et une ligne de transport à la demande (TAD) qui permet de se rendre et de repartir de Jaligny le mercredi matin et le samedi après-midi, jours où sont également assurées des correspondances avec la ligne interurbaine B08 à destination ou en provenance de Moulins.
Le transport scolaire est assuré par trois lignes de ramassage pour les élèves de l'école primaire. Ces autocars desservent également le collège.

### Climat
Pour des articles plus généraux, voir Climat d'Auvergne-Rhône-Alpes et Climat de l'Allier.
En 2010, le climat de la commune est de type climat océanique dégradé des plaines du Centre et du Nord, selon une étude du CNRS s'appuyant sur une série de données couvrant la période 1971-2000. En 2020, Météo-France publie une typologie des climats de la France métropolitaine dans laquelle la commune est exposée à un climat océanique altéré et est dans la région climatique Centre et contreforts nord du Massif Central, caractérisée par un air sec en été et un bon ensoleillement.
Pour la période 1971-2000, la température annuelle moyenne est de 11,1 °C, avec une amplitude thermique annuelle de 16,5 °C. Le cumul annuel moyen de précipitations est de 819 mm, avec 10,8 jours de précipitations en janvier et 7,6 jours en juillet. Pour la période 1991-2020, la température moyenne annuelle observée sur la station météorologique de Météo-France la plus proche, dans la commune de Saint-Léon à 8 km à vol d'oiseau, est de 11,7 °C et le cumul annuel moyen de précipitations est de 857,2 mm,. Pour l'avenir, les paramètres climatiques de la commune estimés pour 2050 selon différents scénarios d'émission de gaz à effet de serre sont consultables sur un site dédié publié par Météo-France en novembre 2022.

### Géologie
On trouve à Jaligny, en direction de Lapalisse, des collines de calcaire d'eau douce très prononcées. Elles y sont, de même que dans presque tous les lieux où existe ce type de formation, recouvertes par une terre argileuse, grise, très propre à la culture du blé, qu'on connaît dans cette région sous le nom de « terres fortes », par opposition aux sables et aux débris de granite qui ne produisent que du seigle, et qu'on désigne par le nom de « varennes ».
Ces collines présentent en abondance un dépôt singulier, formé de la réunion dans une concrétion calcaire de tubes droits et courts, considéré par les géologues comme le travail d'animaux analogues aux larves des phryganes (indusia tubulata). L'enveloppe de ces tubes renferme toujours beaucoup de petites coquilles rapportées soit au genre hélice, soit aux ampullaires. Ces coquilles sont très abondantes à Jaligny. On ne les trouve pas seulement engagées dans les parties dures, mais elles y existent aussi, en quantité innombrable, dans un calcaire pulvérulent, où les indusia ne forment que des rognons épars.

### Hydrographie

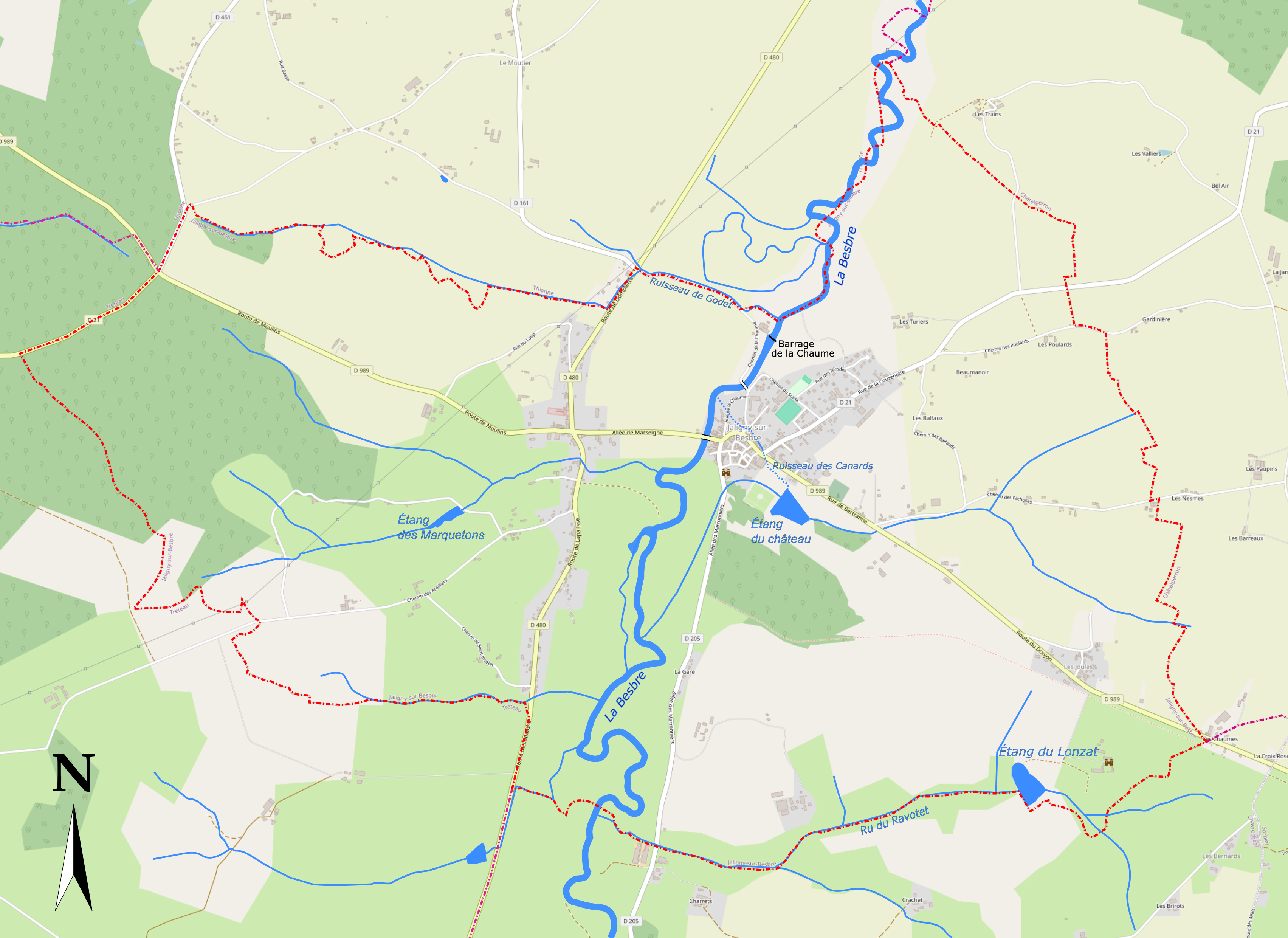
Carte hydrographique.

La Besbre traverse Jaligny du sud au nord après avoir drainé de nombreux cours d'eau de faible ou moyenne importance, principalement sur sa rive droite (Barbenan, Andan, Petite Têche, etc.). Depuis sa sortie de la Montagne bourbonnaise au Breuil, elle adopte un fond plat, de largeur irrégulière (jusqu'à 400 m) et une pente très faible (environ 0,25 %) qui lui donnent une faible profondeur et s'écoule dans une vallée fermée au fond souvent inaccessible. À partir de Lapalisse, où elle rejoint le sud de la plaine de Sologne bourbonnaise, elle devient alors moins large (50 m) et de tracé plus régulier.

Un barrage régule son cours à la sortie du bourg de Jaligny. Cet ouvrage, d'abord en bois jusqu'au début du XXe siècle, a été détruit lors d'une crue dans les années 1980 et remplacé par un barrage mobile à clapets.

### Linguistique
Jaligny est située à l'extrême sud du domaine de la langue d'oïl en Bourbonnais, le croissant, zone intermédiaire oc-oïl, commençant aux alentours de Boucé et de la plaine de Forterre.
De nos jours, seules certaines personnes âgées s'expriment encore assez facilement en français du Bourbonnais. Cependant, quelques tournures ou expressions demeurent employées en français courant, ainsi que certains mots du vocabulaire bourbonnais hérités du français classique.

## Toponymie
Le nom de la localité est attesté sous les formes Castrum Gallinici ; Castrum Gallini en 1036 ; Jaliniacum, Jaligniacus au XIe siècle ; Jalenhiacum ; Jalineic ou Jaliniec vers 1100 ; Galinec vers 1160 ; Jalignet en 1373 ; Jaleigny ou Jaleigni au XVe siècle,,, Jalligny aux XVIIe et XVIIIe siècles,.
Le nom de Jaligny procède de l'anthroponyme latin Gallinius avec le suffixe -acum,, d'origine gauloise et indiquant le lieu ou la propriété. D'où le sens global de « domaine de Gallinius ».

## Histoire

### Paléolithique
Au cours de travaux d'utilité publique, fin 1934, des terrassiers exhumèrent dans le bourg de Jaligny des débris d'ossement de mammouth, en particulier une molaire bien conservée. Celle-ci fut déterminée comme appartenant à l'Elephas primigenius Blum. La position stratigraphique du fossile se trouva précisée comme appartenant à une terrasse ancienne de la Besbre. Par la suite, une seconde molaire fut exhumée en 1938.

### Origines
D'après un ancien titre, Jaligny aurait été fondée en l'an 67.
À l'origine, se dressait un castrum bâti, semble-t-il, pour commander le passage de la Besbre. C'était, comme Lapalisse, un point de défense où s'était établie de bonne heure une famille féodale, héritière d'un guerrier franc ou d'un noble sénateur gallo-romain.
La voie romaine reliant Avaricum (Bourges) à Augustodunum (Autun), venant de Vichy par Treteau où se trouve la borne milliaire XXXVI, se dirigeait vers Jaligny en passant par le lieu-dit la Pierre-Qui-Danse. Selon Edmond Tudot, cette voie reliait Bordeaux à Lyon. Elle traverse obliquement les terres cultivées et n'a que peu de contacts avec la route actuelle reliant Varennes-sur-Allier à Jaligny. C'était une voie large qui dépassait 7 mètres.
On a trouvé à Jaligny plusieurs statères d'or et un tétradrachme gaulois au titre de Philippe de Macédoine.

### XIesiècle: La maison de Jaligny
La terre de Jaligny appartint d'abord aux sires de Jaligny (XIe et XIIe siècles) dont la famille a parfois été considérée érronément par certains historiens comme une branche de la maison de Châtillon, peut-être par confusion avec cette maison qui possèdera le fief au XIIIe siècle.

#### Une famille puissante
En fait issus d'un lignage de troisième rang, au-dessous des influents comtes et barons du nord de l'Auvergne qu'étaient les Bourbons, les « princes » de Jaligny , comme les qualifie le Cartulaire de Marcigny sans que ce terme n'ait aucune valeur institutionnelle, étaient des seigneurs d'un rang élevé et très proche de celui de leurs voisins, les comtes de Nevers ou les sires de Bourbon et de Beaujeu et les Thiers-Montboissier. Les alliances qu'ils nouèrent avec les seigneurs de Bourbon en Auvergne, de Châtillon [-en-Bazois] dans l’Autunois et surtout d’Amboise dans le val de Loire, témoignent d'ailleurs de leur force et de leurs ambitions. Ils tenaient la plus grande partie de leurs terres en alleu, sans dépendre de personne et ne deviendront vassaux que beaucoup plus tard, d'abord des comtes de Nevers, à la fin du XIIIe siècle, puis des ducs de Bourbons, au début du XIVe siècle.
Ces puissants barons avaient constitué leur seigneurie au nord du diocèse de Clermont dans la première moitié du XIe siècle, dans des conditions mal connues, au détriment des pagi d’Auvergne et d’Autunois,. Bien documentés par les cartulaires de Cluny, Paray-le-Monial, Marcigny, Sauxillanges, par la chronique de Moissat et par les chartriers de Tournus et de la cathédrale de Clermont ou encore par la chronique des seigneurs d’Amboise, les Jaligny seraient originaires des curtes de Huillaux et de Lenax, d'où ils investirent dans des châteaux mieux situés : Jaligny, Thiers, et peut-être Montpensier, Thuret, Bulhon et Montboissier.
Aux XIe et XIIe siècles, avant que les sires de Bourbon n'étendissent leur influence jusqu'à la Loire, la domination des sires de Jaligny s'exerçait de l'Allier à la Loire sur la plus grande partie du nord de la région, comprenant le Donjon, et leur seigneurie jouait apparemment en ce temps-là un rôle politique déterminant. Au cours du XIIe siècle, ils possèderont aussi une grande partie de la Limagne, notamment à Saint-Beauzire, Gerzat, Cébazat, Neyrat, Saint-Alyre et, Ségur, à l'Est de Clermont. Il serait donc possible qu'au moins la partie Ouest de la butte de Montferrand ait appartenu à leur domaine.

#### Anthroponymie des Jaligny
Selon Emmanuel Grélois, dans Une histoire ecclésiastique de Montferrand au XIIe siècle, 

« Pister les Jaligny ou leurs vassaux est facilité par leur marquage anthroponymique, recourant aux noms Falconus, Eldinus, Ithier (ou Hector, variante savante et grécisante), dans une moindre mesure Chatard (Teotardus) »

#### Hector et ses descendants
Le plus ancien des documents concernant la première maison de Jaligny est daté du 24 octobre de la sixième année du règne de Henri Ier, correspondant à l'an 1036 ; il s'agit de la « Donation à la Mère de Dieu et aux saints Agricol et Vital, par Hector(ou Hictor ou Ithier), de l’église du Saint-Sépulcre de Beaulieu, qu’il avait fait construire et consacrer à côté de Jaligny, au retour de son pèlerinage à Jérusalem. » Hector s'en réservait l’usufruit, moyennant une livre d’encens portée sur l’autel majeur le jour de l’Assomption. Il précise qu'Eldin, fils de Goufier a doté cette église d'une terre qu'il possédait à Bosco Follo (probablement près de Jaligny, peut-être Boisfou, dans la commune de Gennetines). La charte fut approuvée et souscrite par Rencon, évêque de Clermont.

Le descendant d'Hector le plus connu est sans nul doute Foulques (Faulcon, Falcon ou Faucon ; Falco de Jaligniaco, Falconus), qui fut l'un des refondateur de l'abbaye Saint-Philibert de Tournus. On conserve de lui une charte datée de 1056, par laquelle il donne sa seigneurie de Trézel à ce monastère dont son frère Guillaume était abbé : 

« Toutes les terres qu'il possédait depuis la rivière de la Têche jusqu'à Trézel, de plus tout ce qui lui appartenait dans cette ville, même les portes de ses murs avec leur revenu, le quart de l'église avec la sacristie et ses dépendances, etc. »

 Cette donation fut approuvée par sa femme Béatrix et ses fils Gouffier et Ithier. Guillaume fit bâtir à cet endroit un monastère qui prit plus tard le nom de prieuré Sainte-Croix de Floret-contre-Trezelles. (À partir de 1625, ce prieuré sera possédé par les Minimes de Moulins).
Une autre charte de Faucon est contenue au Cartulaire de Marcigny, où Hugues de Semur avait fondé, entre 1054 et 1056, le premier prieuré de Bénédictines dépendant de Cluny, le prieuré de la Sainte-Trinité, lui adjoignant un petit prieuré de quinze à trente moines pour y assurer les charges spirituelles : en 1055, Faucon, sa femme Béatrice de Trezelles et ses fils Goufier, Itier et Falcon donnent à Marcigny, pour la réception d'Étiennette, fille de Goufier, une condamine et un moulin à la Roche, près de Chavroches, in pago Arvernico, trois meix à la Fée, au pagus d'Autun, une vigne au Pin et un meix près de l'église de Saint-Didier.

Béatrice se retira dans ce prieuré en 1065, ainsi qu'en témoigne une dernière charte de Faucon : 

« Je Faulcon prince de Jaligny au nom de Dieu avec mon épouse Béatrice se retirant au monastère et avec mes fils Guolfier et Itier donnons à la sainte église de Dieu de Marcigny et à ceux qui l'habitent l'église de Saint Pierre de Loude avec le mais même où elle est située et avec toutes les choses qui luy appartiennent, sans en rien retenir du tout. Témoins sont : Faramond archiprêtre ; Hugue de Châteaupierre ; Aimeric de Bar ; Eldin le Chauves; Datbert et plusieurs autres. »

À la mort de Béatrice, Faucon Ier se serait lui aussi retiré à l'abbaye de Tournus après avoir réparti ses biens entre ses fils Eldin et Goufier. Il pourrait, comme tend d'ailleurs à le prouver l'antroponymie marquante des Jaligny, être le rédacteur de la Chronicon Trenorchiense (Chronique de Tournus) dont le récit s'arrête en 1087, dédiée à l'abbé Pierre Ier, deuxième successeur de son frère Guillaume.

#### Scission en deux branches
Entre 1060 et 1073, la famille se divisa en deux branches qui sembleront être devenues assez étrangères l'une à l'autre au XIIe siècle.
La branche aîné, qui conserva Jaligny, issit d'Eldin (Eldinus), encore appelé par les historiens Oudin le Barbu ou Eldin la Barbe, ou Uildin. Par une lettre de 1061, ce « prince » de Jaligny (Princeps Jaligniaci) donna à Franck de Boucé, prieur de Saint-Pourçain, les églises de Parroux et de Villiers.
Son fils Guillaume épousa, en 1081, Ermajart (Ermangarde), fille d'Archambaud IV le Fort, sire de Bourbon qui lui donna pour dot la seigneurie de Beçay. De ce mariage naquirent deux enfants, Oudin et Élisabeth, qui héritera de la seigneurie à la fin du XIe siècle.
Les Jaligny de la branche cadette, qui tenaient également leurs terres en alleu, étaient, au XIIe siècle, les suzerains de Chavroches, de Châtelperron, de Bert, des Choux (près de Lapalisse et de Vichy.

Les premiers descendants de Goufier, second fils de Faucon Ier, et de son épouse Ayma de Châtelperron sont mentionnés dans le Cartulaire de Marcigny quand cette dernière, après son veuvage, s'y fit moniale : 

« Je, Ayme, épouse autrefois de dom Goufier de Jaligny, quand j'ay reçu l'habit de sainte moniale en Marcigny ... Cecy a esté approuvé et confirmé par mes fils, sçavoir Faucon, Goufier et Itier »

 Le cartulaire cite également leur fille Étiennette, reçue au monastère en 1055, pour laquelle ses grands-parents Faucon et Béatrice donnent : 

« quelque chose de nos biens qui sont situez dans le village d'Auvergne prez le chasteau appellé Chaveroche, c'est-à-dire une condemine et le moulin qui sont prez du chateau même et résident au lieu proprement dit la Roche. A cause de la confirmation et de l'approbation de la dame Estiennete fille de Goufier nous faisons la susdite donation et dans le village d'Autun en la ville appellée Fay nous donnons dans leur entier trois mais et une appenderie et les serviteurs que nous avons en notre domaine qui tiennent ces mais. Nous donnons aussy une vigne en la ville nommée le Pin. Nous donnons de plus un mais proche l'église de saint Didier au lieu appelle Adtel »

À la même époque, un autre Faucon de Jaligny est archidiacre de l'Église d'Auvergne (Arvernensis archidiachonus eclesie) : autrement dit, il était le bras droit de l'évêque de Clermont pour l’ensemble de l’Auvergne. Il occupa cette charge pendant une quarantaine d'années (1053–1095).
On mentionne également, en 1095, un Gouffier (Golferius) de Jaligny parmi les témoins d'Archambaud V, dans une assemblée convoquée par le pape Urbain II, « pour régler un différend élevé entre le seigneur de Bourbon et les moines de Souvigny ».

### XIIesiècle: Transmission du fief à la maison d'Amboise

Maison d'Amboise.

À la mort de son père, Oudin hérita du domaine de Jaligny. Il mourut jeune et sans postérité et la seigneurie revint à sa sœur Élisabeth. Cette dame de Jaligny, parfois appelée Élisabeth de Souvigny en raison du lieu de sa naissance, épousa Hugues Ier (ou II) d'Amboise en 1103 et lui apporta la terre patrimoniale de Jaligny. Le couple eut quatre enfants : trois fils, Sulpice II Le Hutin, seigneur d'Amboise ; Hugues II d'Amboise, croisé en Terre sainte ; et Oudin, seigneur de Jaligny ; et une fille, Denyse, qui épousa Ernulph de Bourbon et mourut sans postérité. Certaines sources citent trois autres enfants : Étienne, mort en Terre-Sainte, Élisabeth (v. 1120-ap. 1176), épouse de Robert II de Blou, seigneur de Champigny, et un fils dont le nom reste inconnu, possesseur d'un fief en Touraine.
Veuve en 1129, Élisabeth de Jaligny se mit elle-même à la tête d'une petite armée pour récupérer l'héritage de son père que des seigneurs voisins lui avaient enlevé. La lutte dura longtemps, mais elle finit par triompher et rentra dans son bien. De même, en 1128, elle prit les armes pour défendre quelques-uns de ses enfants qui étaient attaqués. Elle se retira ensuite à Jaligny, qu'elle avait donné en apanage à son fils Oudin.
Vers 1152, elle tenta de convaincre son fils Sulpice d'Amboise de ne pas s'engager dans une guerre contre Goscelin d'Aulnay et Thibaud V le Grand, comte de Blois et comte de Champagne. Ne parvenant pas à l'en dissuader, elle se résigna à l'appuyer et, en 1153, le rejoignit à Maindré, château dépendant de la seigneurie d'Amboise et situé en limite du comté de Blois, qu'elle organisa pour soutenir un siège. Le comte de Blois assiégea vainement la forteresse mais, par traîtrise, réussit à capturer Sulpice et ses fils Hugues II (ou III) d'Amboise et Hervé, qui l'accompagnaient, et à les retenir prisonniers dans son donjon de Châteaudun. Abandonnant Maindré, ses défenseurs se retirèrent alors au château de Chaumont, d'où ils demandèrent l'aide d'Oudin. Mettant ses terres sous la garde de son parent Archambaud VII de Bourbon, le seigneur de Jaligny rassembla ses vassaux et se porta au secours de son frère. Il soutint le siège du château de Chaumont contraignant le comte de Blois à se retirer. Celui-ci, pour se venger de sa défaite, fit soumettre à la torture Sulpice, qui en mourut le 24 août 1153, et fit attacher son cadavre à un gibet. Pour obtenir la libération d'Hugues et d'Hervé, Élisabeth, en 1154, conclut avec Thibaut un traité de paix dont la condition était la destruction du château de Chaumont.
Vers la même époque, son fils Oudin, se rendant en pèlerinage à Saint-Gilles, fut tué par plusieurs de ses hommes-lige, officiers du sire d'Amboise son frère, avec lequel il était en compétition pour la possession de terres. Craignant de voir une seconde fois la terre de Jaligny livrée à la merci des seigneurs des environs, Élisabeth prit aussitôt toutes les mesures pour en assurer la possession à son petit-fils Hugues II (ou III) d'Amboise. Celui-ci se rendit en hâte dans les domaines de son oncle, reçut l'hommage des vassaux et prit le titre de seigneur de Jaligny. Souffrant depuis longtemps d'une pleurésie, Élisabeth de Jaligny mourut le 12 octobre 1154 et fut enterrée à Pontlevoy, près de son fils Sulpice.

### XIIIesiècle

#### La maison de Châtillon-Jaligny

Maison de Châtillon.

Au XIIIe siècle, le fief passa à la maison de Châtillon par le mariage d'Alix d'Amboise, dame de Jaligny, fille de Hugues IV d'Amboise (1170–1218) et de Marguerite de Berrie en Loudunois, avec Eudes Ier de Châtillon-en-Bazois. Celui-ci participa à la 5e croisade : Jacques de Vitry, évêque d'Acre, dans son épître sur la prise de Damiette par les Sarrasins, le cite parmi les prisonniers qu'ils firent dans le combat du 29 août 1219. Pendant sa captivité, sa femme Alix administra les biens de son mari, « par sa volonté expresse, pendant qu'il est outre mer. »
De leur union naquit Hugues Ier de Châtillon (v.1220–1268), seigneur de Treteau et de Billezois, qui épousera Isabelle, fille de Guillaume de Mello-Saint-Bris le Jeune (cf. l'article Dreu), et en aura deux enfants dont Hugues II de Châtillon-Jaligny (v. 1240–1296), son successeur, qui n'eut pas d'héritier mâle.
À la fin du siècle, il ne restait comme descendant mâle de la famille de Châtillon-Jaligny que le frère de Hugues II de Châtillon, Guillaume de Châtillon-Jaligny, chantre d'Auxerre puis évêque de Laon en 1279, ou 1280. Celui-ci maria sa nièce, Isabeau de Châtillon, fille de Hugues II, à Guiot (ou Guy) de Château-Villain, seigneur de Luzy. Devenue veuve, elle épousa, en 1289, Robert III, comte de Clermont, dauphin d'Auvergne, qui lui établit un douaire de mille francs. Elle lui apporta les seigneuries de Jaligny, Dompierre et Treteau.
Dans le principe, ces terres étaient de franc-alleu, bien que Hugues, sire de Jaligny, figurait dans l'énumération des quinze barons du Nivernais qui étaient présents et avaient donné leur consentement à l'octroi de la charte du 6 avant les calendes d'août (27 juillet) 1231, par Gui II, comte de Nevers, et Mahaut son épouse, établissant la commune de Nevers,, qu'il reconnaissait en présence de l'évêque de Nevers, en 1241, que son château était « jurable et rendable à grande et petite force » de la comtesse Mahaut et que Hugues II siégeait en 1249 aux jugements rendus en la cour de Mahaut, comtesse de Nevers.
Cependant, en 1286, les comtes de Nevers prétendirent à la suzeraineté sur ces seigneuries et exigèrent que les possesseurs leur en fissent foi et hommage. Non sans réticences, les sires de Jaligny passèrent avec eux plusieurs compromis. Finalement, à la suite d'un différend entre Robert, comte de Nevers et la prieure de Marseigne en avril 1293, Robert comte de Clermont et Isabeau sa femme reconnurent que Jaligny, Tréteau, Dompierre et tout ce qu'ils tenaient de la succession de Guillaume de Jaligny étaient du fief du comte de Nevers. Il fut également convenu que celui-ci avait la garde des prieurés de Jaligny et de Marseigne et de l'abbaye de Saint-Lieu.

#### L'hôtel-Dieu et les écoles auXIIIesiècle
À cette époque, un hôpital et des écoles étaient déjà implantés à Jaligny. Le rector scholarum (maître d'école) est mentionné dans un procès-verbal du Vendredi saint 1261 dans lequel Robert III déclarait, comme seigneur de Jaligny, que le prieur du Saint-Sépulcre jouissait du droit de conférer, après présentation dudit seigneur, soit à un laïc soit à un clerc, soit à vie soit à temps, l'hôpital de Jaligny et la conduite des écoles de cette ville,. C'est le plus ancien document mentionnant des écoles en Bourbonnais.

### XIVesiècle

#### Les Dauphins de Jaligny

Blason de la cour du château de Jaligny d'après une matrice de sceau.

Robert III (ou IV), comte de Clermont, dauphin d'Auvergne (v. 1255-1324), et sa seconde épouse Isabelle de Châtillon-Jaligny, eurent cinq enfants, dont l'aîné, Robert IV (ou V) Dauphin, surnommé « Le Sage », (1290-1330), hérita des terres de Jaligny, Tretiaux et Saint-Ilpize.
Désormais appelé Robert Dauphin Ier du nom, celui-ci épousa en premières noces Almodie d'Apchon de Combronde. De cette première union, issirent les Dauphins de Saint-Ilpize et de Combronde, par leur fils Robert II Dauphin.
Veuf, il se remaria avec la veuve d'Henri de Châtillon, Isabeau de Châtelperron, dame de la Ferté-Chauderon, pour mettre fin aux débats, procès et luttes armées, qui, depuis des temps immémoriaux, divisaient les seigneuries de Jaligny et de Châtelperron,. Comme Robert et Isabeau étaient parents au quatrième degré, ils adressèrent une supplique au pape Jean XXII, qui commit l'évêque de Clermont, Arnaud-Roger de Comminges, pour l'informer sur la réalité des motifs allégués et accorda la dispense nécessaire. Le mariage fut célébré le 1er juin 1329, à Puyfol. De cette seconde union naquirent Hugues puis Guichard Dauphin.
Le rattachement du fief de Jaligny au Bourbonnais eut lieu à cette époque. Louis II de Nevers, par un acte donné à Dole le 3 mai 1326, remit à Louis Ier de Bourbon « tout le fief et l'hommage que son bien-aimé et féal Robbert dauffin d'Auvergne tenoit de lui pour raison de la terre que il ha dedanz la terre de Bourbonnoys ».
Robert Ier Dauphin mourut le 19 octobre 1330 et fut inhumé à l'abbaye des chanoines prémontrés de Saint-André-lès-Clermont, Après sa mort, une contestation s'éleva entre ses enfants et Isabeau de Châtelperron, sa seconde épouse, au sujet de ses conventions matrimoniales. Une transaction fut conclue fin juin 1331 par laquelle Jaligny et Tréteau demeurèrent à Isabeau et à ses fils Hugues Dauphin et Guichard Ier Dauphin, tandis que le reste de ses biens allèrent à son fils aîné Robert II Dauphin, né de son mariage avec Almodie de Combronde. Isabeau se remaria avec Guy de Bourbon, seigneur de Clacy, dont elle eut trois fils, Géraud (ou Girard), Guillaume, qui fut chambellan du roi en 1374 et Gui (Guyot) ; elle mourut en 1355, âgée de 45 ans.

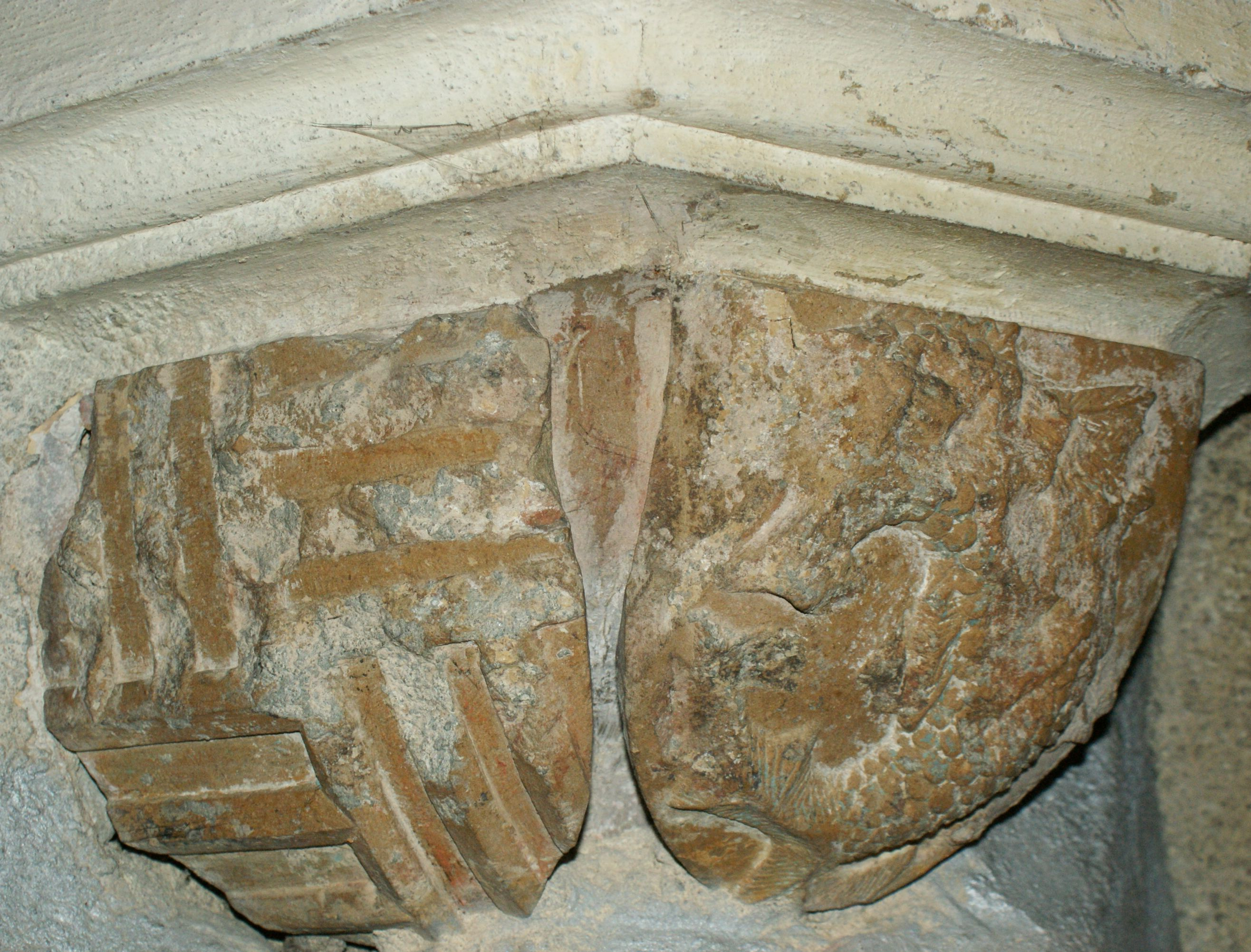
Blason des Dauphin sur un chapiteau de l'église.

Hugues Dauphin fut tué à la bataille de Poitiers en 1356. Il était sans enfant et l'héritage de Jaligny et Tréteau fut transmis à son frère Guichard Ier Dauphin. À partir de cette époque, les seigneurs de Jaligny prirent une part active aux affaires du duché de Bourbon et du royaume et tinrent à plusieurs reprises de grands offices de la couronne.
De son premier mariage, vers 1365, avec Isabeau de Sancerre,, Guichard Ier eut deux fils : Guichard II Dauphin, vers 1365 ou 1371 et Louis, sans lignée, qui finit sa courte vie au monastère de Marseigne. Après la mort d'Isabeau, survenue avant 1375, il épousa Marguerite de Frôlois, veuve de Simon de Châteauvillain puis de Jean IV de Châtillon. En 1381, n'ayant pas d'enfant de leur mariage ni espoir d'en avoir, les époux se firent donation mutuelle de « tous leurs meubles et acquets ».

#### Guerre de Cent Ans

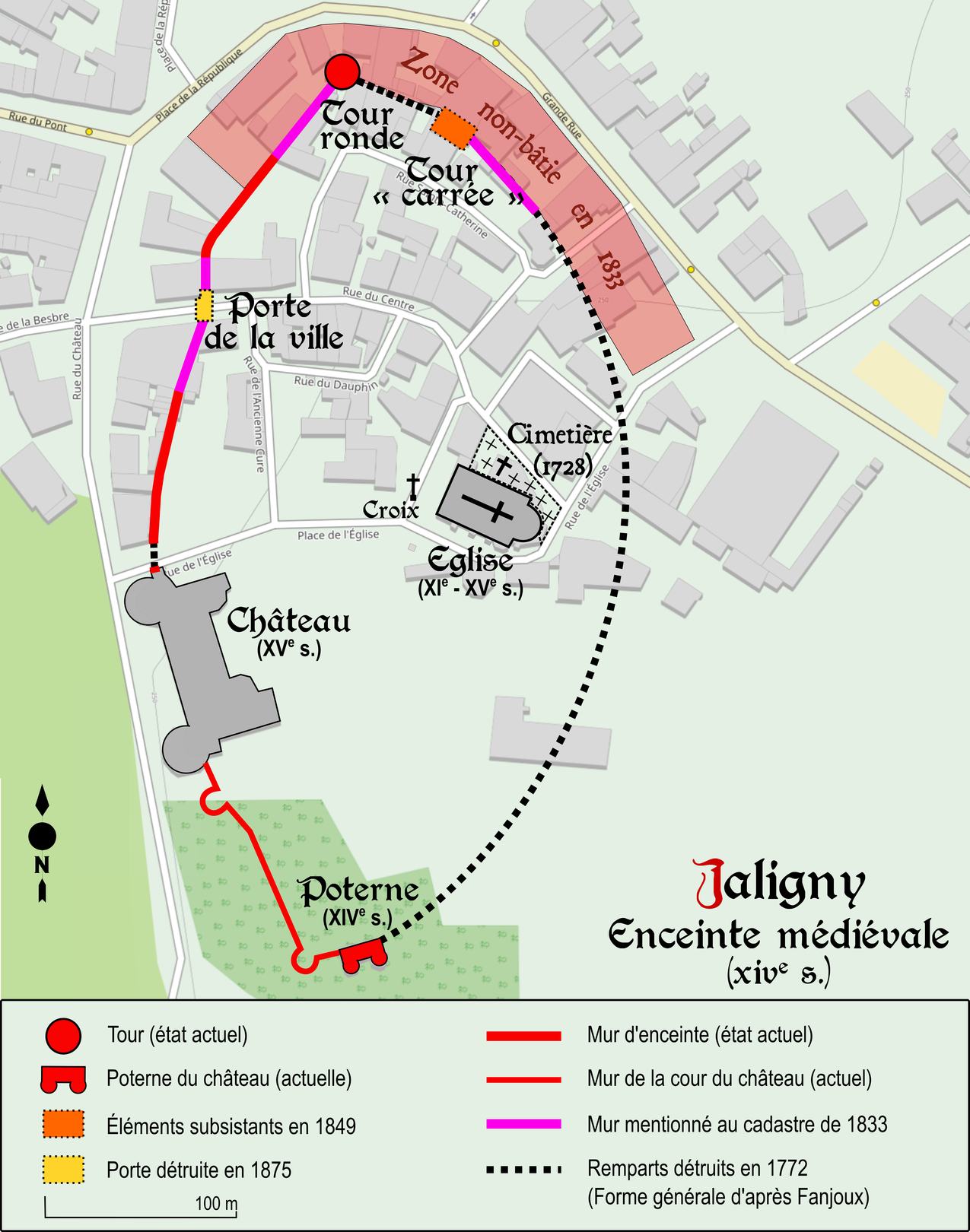
Tracé de l'enceinte.

La guerre avait atteint le Bourbonnais en 1356, près de vingt ans après l'ouverture des hostilités entre la France et l'Angleterre, portée par des « routiers » détachés de l'armée du Prince noir après la bataille de Poitiers (1356). Jusqu'en 1359, elle semble n'avoir touché que l'Ouest du duché dans lequel seules une douzaine de forteresses et les quelques villes fortifiées étaient capables de supporter un siège. En 1359, l'Anglais Robert Knowles et ses hommes, environ mille Anglo-Gascons, au service de Charles II de Navarre, pénétra plus avant en Bourbonnais qui subit partout les incursions des routiers. Malgré le Traité de Brétigny, en 1360, à la suite duquel Édouard III d'Angleterre avait ordonné d'évacuer les places qu'ils tenaient en France, les routiers qui étaient à son service poursuivirent leurs actions. En 1363, ils assiégèrent Jaligny mais Guichard résista et, par des actions longues et pénibles, les contraignit à se retirer. Les opérations poliorcétiques endommagèrent gravement la ville et Guichard dut en refaire presque entièrement l'enceinte. La poterne du château aurait été reconstruite à cette époque.
D'après les éléments subsistant encore au milieu du XIXe siècle, l'archiviste paléographe Georges Fanjoux pourra décrire assez précisément la configuration de cette muraille, qui valait à Jaligny la qualification de ville close : la partie qui longeait la Besbre était construite en ligne droite ; elle était défendue à son extrémité orientale par une tour ; l'autre extrémité aboutissait au château. Une porte, située vers le milieu de cette ligne, donnait accès dans la ville par une arcade en plein cintre ; elle était munie d'une herse et d'un assommoir composé de deux arcatures, également en plein cintre, jetées entre deux contreforts, et laissant entre elles et le mur un espace vide par lequel des hommes, placés dans une salle supérieure, pouvaient lancer à couvert des projectiles sur l'ennemi. Dans cette salle se tenaient aussi les hommes qui manœuvraient la herse. L'autre portion de l'enceinte partait du château et allait, en décrivant une demi-circonférence, se rallier à la tour. Cette fortification était vraisemblablement munie, de distance en distance, de tours destinées à renforcer la muraille,.

#### Jalligny, ville et franchise
Commencé dans la seigneurie de Bourbon à la fin du XIe siècle avec le recul du servage, le mouvement des franchises, concédées par les seigneurs laïques et ecclésiastiques pour des préoccupations financières ou économinques, ne se poursuivit que très progressivement et n'était pas achevé à la fin du XIIIe siècle, des chartes étant accordées plus tardivement, notamment quannd le servage personnel eut disparu après la guerre de Cent Ans. Ce fut le cas pour Jaligny où, le 5 mai 1400, une sentence des Requêtes du palais établit un droit de bourgeoisie entre « puissant seigneur messire Guichard Dauphin, grand maître des arbalétriers de France, baron de Jalligny et les bourgeois et les habitans de la dite ville et franchise de Jalligny ». Ce titre, également fondé sur différents aveux, dénombrements, terriers, transactions et arrêts, exemptait les habitants de la ville de la corvée et des autres servitudes, et sera confirmé par la Coutume de Bourbonnais.

D'après le Détails des fiefs de la Baronnie de Jalligny établi en 1726 devant le commissaire aux droits seigneuriaux Edme de La Poix de Fréminville, ce droit était levé, annuellement, « à chacun jour de Noël », sur « tous les bourgeois, manans et habitants de ladite ville, fauxbourgs et franchise de ladite ville ». Pour les plus riches de ceux qui y avaient « maison et habitation », il consistait en six sols et un bichet de froment, « mesure de Jalligny », pour les « seconds plus aisés et riches », en quatre sols et deux coupes de froment, et pour les « derniers moins aisés » une coupe de froment et deux sols : 

« Lequel droit et devoir doit être imposé par le Baillif du lieu, assisté des Officiers dudit Seigneur de Jalligny, & doivent lesdits Habitans s'assembler, & convenir entr'eux d'une ou de deux personnes, pour, conjointement avec lesdits sieurs Baillif & Officiers, faire ladite imposition. S'ensuivent les confins & limites de ladite franchise &c. »

### XVesiècle

#### Les Dauphins se succèdent

Armes de Guichard II Dauphin.

À la mort de Guichard Ier, en 1403, son fils Guichard II Dauphin (1366-1415), qui avait épousé, vers 1400, Éléonore de Culant, hérita de ses titres et domaines et fit hommage à Louis II de Bourbon pour les terres de Jaligny, Châtelperron et Tréteau. La même année, il reçut en outre de son grand-oncle maternel, Louis de Sancerre, qui avait testé en sa faveur, les terres et châtellenie de Bommiers et la baronnie, château et châtellenie de Luzy. D'après la Chronique du religieux de Saint-Denys, le connétable de Sancerre, sans alliance ni enfants légitimes, lui aurait demandé, « pour ne pas voir périr avec luy les armes de sa maison », de les écarteler avec les siennes.
Guichard II fut une figure marquante de l'histoire du règne de Charles VI. Grâce à l'intervention du duc de Bourbon, il intégra l'hôtel du roi qui se l'attacha comme conseiller et chambellan,, lui commit la gestion des impôts de la Champagne, le chargea de plusieurs missions diplomatiques (1408 et 1409), le nomma Souverain maître de l'hôtel du roi (1409) et l'envoya combattre pour lui à plusieurs reprises, notamment contre les Anglais.
En 1412, Guichard reçut la charge de gouverneur-capitaine de la ville et du château de Montreuil. Il quitta donc son château de Bommiers et réunit tous les biens meubles dans son château de Jaligny. Le 6 juin 1413, il dressa lui-même l'inventaire de sa bibliothèque. Remarquable pour l'époque, celle-ci comptait 83 ouvrages : 42 livres qui étaient originellement au château de Bommiers et qui furent transférés à Jaligny, et 41 volumes constituant le fonds propre de Jaligny. En 1413, il perdit l'office de souverain maître de l'Hôtel. En compensation, on lui accorda le gouvernement du Dauphiné, dont il prit possession par procureurs, mais on n'est pas certain qu'il ait concrètement exercé cette charge.
Guichard II Dauphin fut mortellement touché à la bataille d'Azincourt le 25 octobre 1415, alors qu'il était lancé dans une charge de cavalerie sur l'aile des troupes françaises. Ses compagnons d'armes rapportèrent sa dépouille à Jaligny où on l'inhuma au prieuré du Saint-Sépulcre.

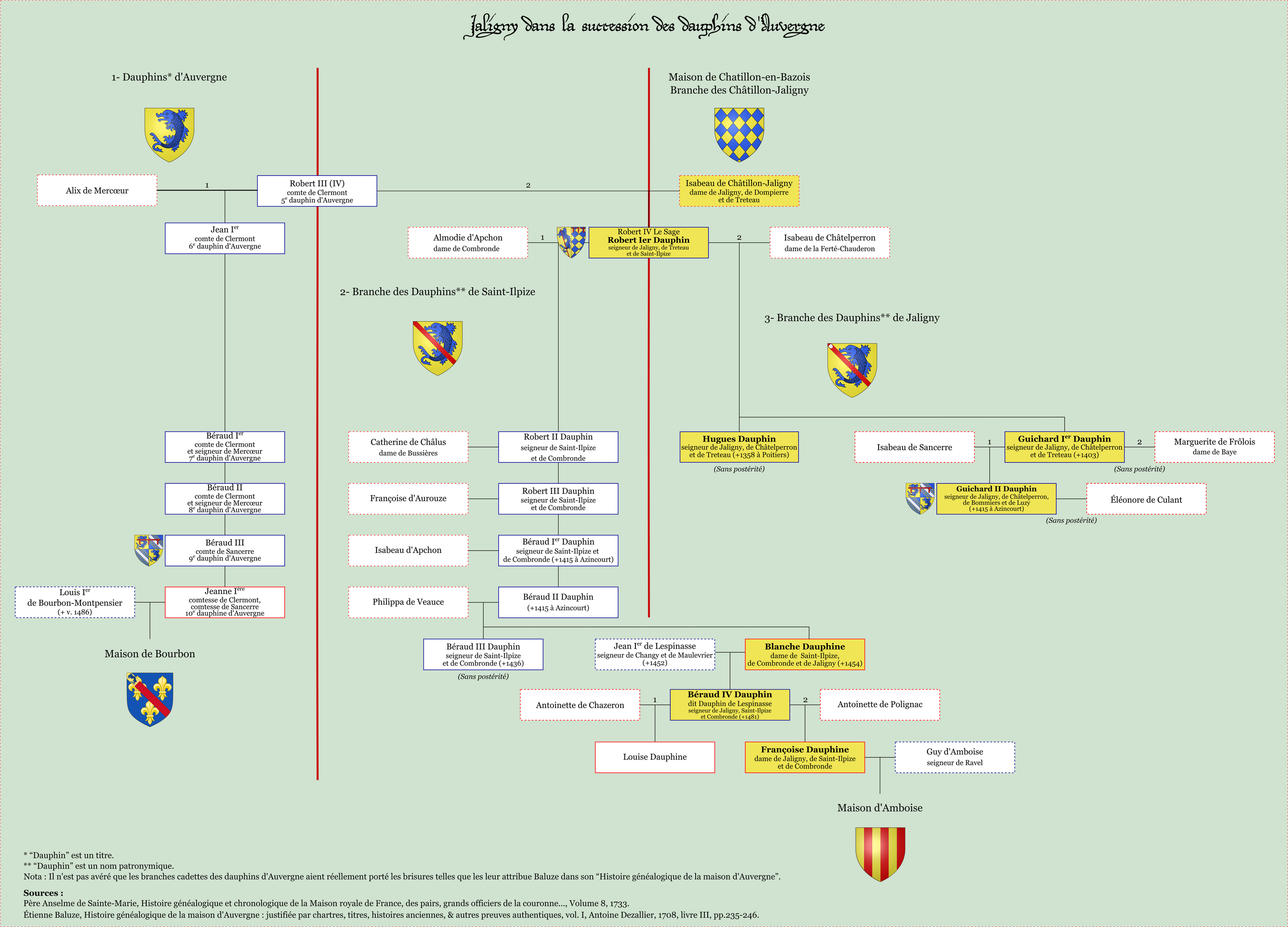
Jaligny dans la succession des dauphins d'Auvergne.

Comme il était sans descendance d'Eléonore de Culan, il avait testé en faveur de ses petits-cousins, Béraud Ier Dauphin, seigneur de Combronde et de Saint-Ilpise, et Robert (IV), mais ceux-ci furent également tués à Azincourt,.

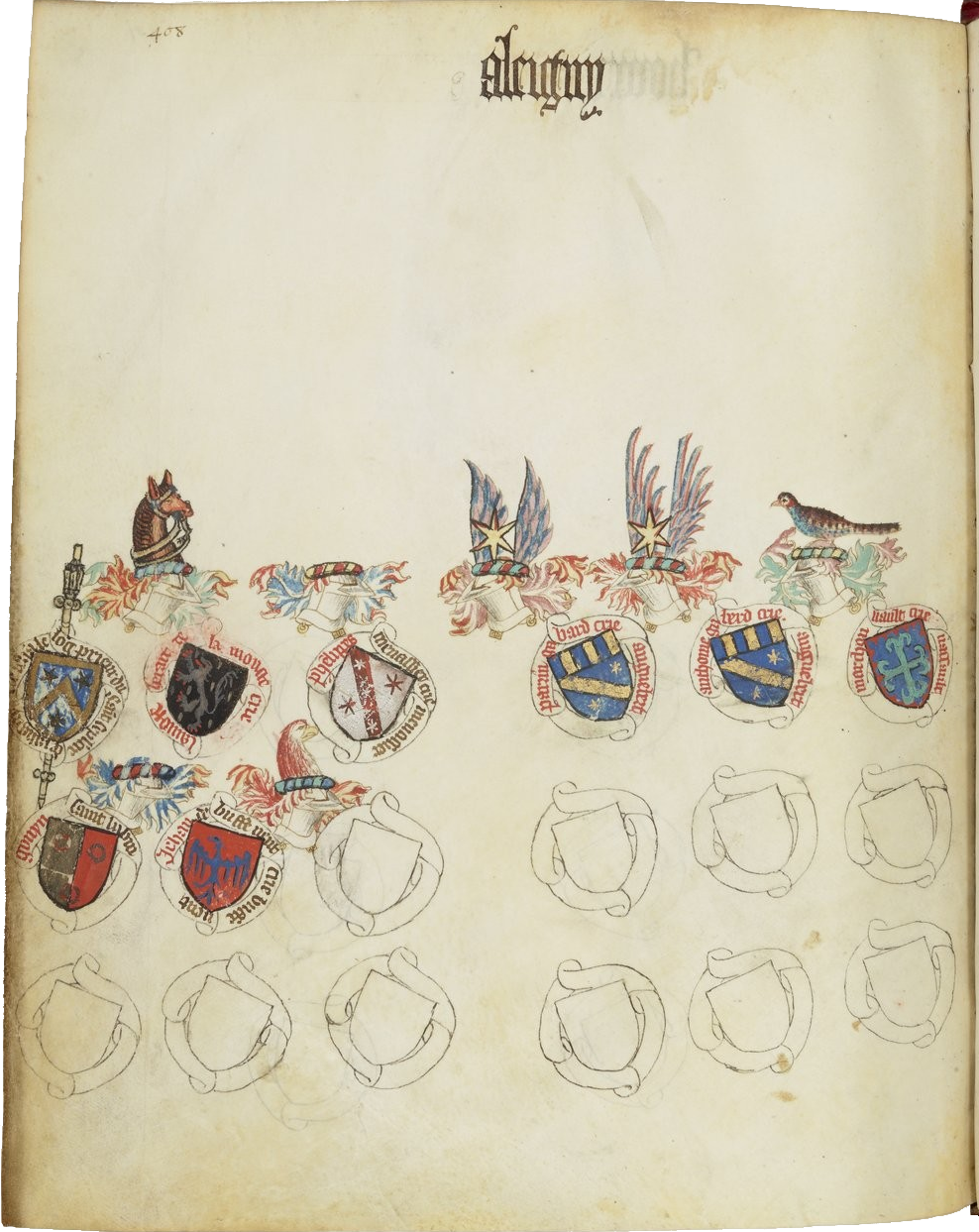
Le fief de Jaleigny dans l'armorial Revel (v.1450).

Après un long procès entre ses héritiers présomptifs, tant du côté paternel que maternel, Jaligny échut finalement à son arrière-petite-cousine, Blanche Dauphine (1410-1454), petite-fille de Béraud I er Dauphin fille cadette de Béraud II Dauphin – lui aussi tué à Azincourt – et de Philippa de Veauce, dame du Châtelard.
À la mort de Blanche Dauphine, en 1454, Jaligny, comme Combronde, St-Ilpize, passèrent à son fils, Béraud IV Dauphin, dit Dauphin de Lespinasse,, conseiller et chambellan du roi Louis XI, dont le testament est daté de 1481,, qui le transmit à sa fille Françoise Dauphine de L'Espinasse, dame de Combronde, de Saint-Ilpize, de Jaligny et de Treteau.
Finalement, le fief retourna à la maison d'Amboise par le mariage, le 18 novembre 1481, de Françoise Dauphine de L'Espinasse(1462–v.1511), dauphine de Jaligny, avec Guy (ou Guyon) d'Amboise (1475– av. le 11 janv. 1508), seigneur de Ravel, 
capitaine de la 1re compagnie des gentilshommes ordinaires de la Maison du Roi, fils cadet de Charles Ier d'Amboise-Chaumont et neveu de prélats mécènes dont Louis et Georges d'Amboise.

#### Jaligny auXVesiècle
Par l'armorial de Guillaume Revel, nous connaissons les noms de personnages possessionnés sur le fief au milieu du XVe siècle : Jehan Le Long, prieur du Saint-Sépulcre ; Hérard de la Mote, écuyer ; Philippe Menassier, écuyer ; Pierre Gabart, écuyer ; Antoine Gabart, damoiseau, frère du précédent ; Marchon Vault ; Hugues de Saint-Lubin, dit Salyz, écuyer ; et Jehan de Buffevent, écuyer.
En 1480, Béraud IV Dauphin débuta la reconstruction du château à la place de la forteresse qui était contemporaine, comme l'enceinte de la ville, de la guerre contre les Anglais, au XIVe siècle, et dont subsiste seulement la poterne.
À la fin du XVe siècle et dans les premières années du siècle suivant, plusieurs chartes autorisèrent la création de foires annuelles à Jaligny : d'abord celles de Louis XI, en 1480 et en octobre 1481 (quatre foires par an), à la requête de Béraud IV ; puis des chartes de Louis XII, à la demande de Guy d'Amboise, alors conseiller et chambellan du roi : entre 1499 et 1501 – à Jaligny, Treteau et Saint-Voir– puis, de nouveau à Jaligny, en 1501.

### XVIesiècle

#### De la maison d'Amboise aux Chabannes

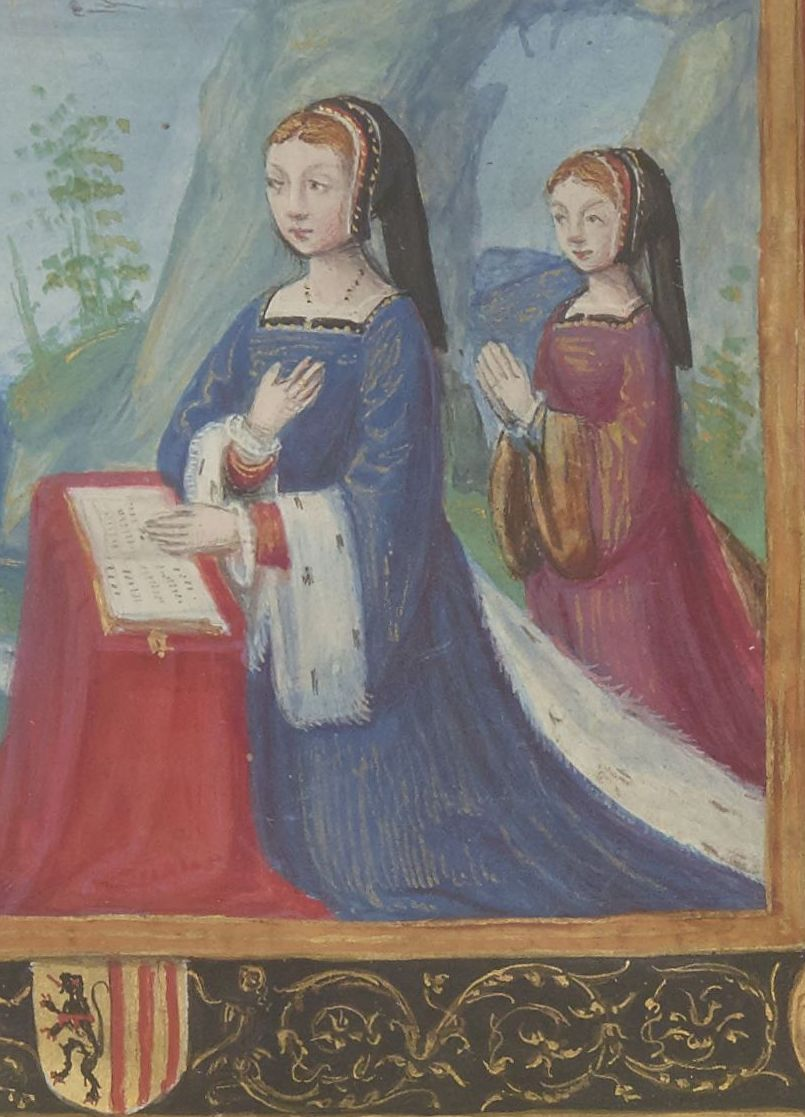
Antoinette d'Amboise (en arrière-plan).

En 1503, Guy d'Amboise rendit hommage à la duchesse de Bourbon pour son épouse, damoiselle Françoise Daulphine, « de son chastel, maison et ville de Jaligny, avec cens tailles, boys, laydes, four, péages, prés, garennes, estangs, en toute justice, haute, moyenne et basse, garde des sceaux et bailliages en ladite seigneurie et justice de Jaligny, avec le petit village de Charnay, où il y a trois estangs. » Le tout était estimé à une valeur annuelle de 300 livres. C'est de cette époque que datent les grandes transformations du château où, sur la colonne centrale de l'escalier de la tour Sud-Est, sont encore inscrits les noms des époux : « Guion Damoese » (d'Amboise) et « Françoise Vadhine » (Dauphine).
Leur fille Antoinette d'Amboise (1495-2 juillet 1552), dame de Chaumont et héritière de la maison de Chaumont d'Amboise, épousa en troisièmes noces, le 23 octobre 1518, Antoine de La Rochefoucauld-Barbezieux, gouverneur de l'Île-de-France (1471-1537).
En 1545, Jaligny passa à la famille de Chabannes, par le mariage de Catherine de La Rochefoucauld, fille d'Antoine et Antoinette, avec Charles de Chabannes, seigneur de La Palice). Catherine eut plusieurs filles de ce mariage, dont l'aînée, Éléonore (ou Aliénor) de Chabannes, dame de Jaligny, épousa successivement Just III de Tournon, puis, le 5 janvier 1570, Philibert de La Guiche, dont elle n'eut pas de descendance. C'est sans doute dans ces années que le cardinal de Tournon, abbé commendataire de la Chaise-Dieu, « acquéreur de Charles de La Rochefoucauld » - le frère de Catherine ? -, rendit hommage à la chambre de France « des terres et seigneuries de Jalligny et Tresteaulx ».

#### La paroisse auXVIesiècle
Le 12 août 1520, Antoine de La Rochefoucauld, en tant que patron et présentateur de l'hôtel-Dieu de Jaligny, présenta Claude Ministrat, « clerc idoine », à Antoine de Chabannes, évêque du Puy et prieur commendataire du prieuré du Saint-Sépulcre de Jaligny, pour pourvoir à l'office de recteur, vacant « par la mort et le trépas » de feu messire Claude Matherat.
En plus des écoles et de l'hôtel-Dieu, il y avait alors dans la paroisse, comme dans un quart des paroisses du diocèse de Clermont, une communauté de prêtres-filleuls, appelés à Jaligny « enfants-prêtres »,, car, étant natifs de la paroisse, ces prêtres en étaient en quelque sorte les enfants. Leur existence nous est connue par le testament de Gilbert Tatevin, recteur de l'hôtel-Dieu de Jaligny, qui, à la date du 10 août 1514, donnait divers objets aux « chaplains baptisés enfants de Jaligny », à charge pour eux de célébrer « trois messes hautes par semaine ». Leur fonction consistait principalement dans la célébration des messes pour les défunts de la paroisse, fondées par testaments ou par donations, mais ils apportaient aussi une plus grande solennité apportée au culte, en permettant les messes chantées avec diacre et sous-diacre, « les processions et surtout la psalmodie commune – voire le chant – de tout ou partie de l’office canonial ». Ces sociétés de prêtres constituaient également « un rouage essentiel » de l'économie et de la société villageoise car ces clercs résidaient dans leur famille ; ils pouvaient ainsi participer à la vie agricole et contribuer à la gestion des biens familiaux. Par ailleurs, comme ils administraient les fondations pieuses, ils étaient souvent amenés à exercer une activité de prêteur. La communauté de Jaligny semble s'être éteinte au milieu du XVIIe siècle : bien qu'il n'en était pas fait mention au procès-verbal de la visite pastorale de l'évêque de Clermont en 1636, messire Ministrat, né à Jaligny et curé de Trézelles, donnait aux « enfants prêtres filheux de ladite église de Jaligny », par son testament du 12 avril 1660, la somme de trois cents livres. En revanche, lors de la visite pastorale de 1666, le curé déclarera « ny avoir point de communauté ny autre prebtre que ledit curé ».
La Description générale du Bourbonnais en 1569, établie par Nicolas de Nicolaÿ, recensait 78 feux (environ 460 habitants) à la paroisse de Jaligny, « tant en la ville et franchise » – c'est-à-dire à l'intérieur de l'enceinte – « que hors la franchise ». À titre de comparaison, les paroisses englobant la ville de Moulins et ses faubourgs (Yzeure et Saint-Bonnet-et-Saint-Jean), comptaient alors 349 feux (± 2.000 h.), la ville de Vichy 194 feux (± 1.100 h.) et la ville et les faubourgs de Montluçon 464 feux (± 2.700 h.).

#### Un séjour royal
En 1541, lors de son 9e séjour en Bourbonnais, François Ier partagea son temps entre Moulins et les divers châteaux de la région. Ainsi, il résida du 29 août au 1er septembre à Jaligny, où il donna une ordonnance royale portant règlement pour la gabelle en Bretagne, des lettres de chevalerie à Philippe de La Grenerie, capitaine des gardes du duc d'Orléans, ainsi que plusieurs lettres patentes et permissions de portée inégale, avant de regagner Fontainebleau par Lyon et la Bourgogne.

### XVIIesiècle

#### La maison de La Guiche

Maison de La Guiche.

Éléonore de La Guiche, dame de Jaligny, mourut le 24 septembre 1595, laissant comme seule héritière sa fille Anne de Tournon (v.1570-1614) qui avait été mariée, la même année, à un neveu de son beau-père, Jean-François de La Guiche (1570-1632), seigneur de Saint-Géran, comte de La Palice. Celui-ci reçut la charge de maréchal de camp au siège d'Amiens, en 1597. De cette union naquirent cinq enfants, dont un fils, Claude-Maximilien. Anne mourut en 1614 et le maréchal de Saint-Géran se remaria, en 1619, avec Suzanne Aux Épaules, dame de Sainte-Marie-du-Mont, dont il aura deux filles. La même année, il fut nommé gouverneur, sénéchal et lieutenant-général du Bourbonnais, gouverneur de Moulins et de Chantelle. Louis XIII l'élèva, le 24 août, à la dignité de maréchal de France et le fit, le 31 décembre, chevalier du Saint-Esprit. Il commanda les armées du roi aux sièges de Clérac, de Montauban, de Saint-Antonin et de Montpellier, en 1621 et 1622. Il mourut en son château de La Palice, en Bourbonnais, le 2 décembre 1632 et fut enterré dans la paroisse de Saint-Géran.

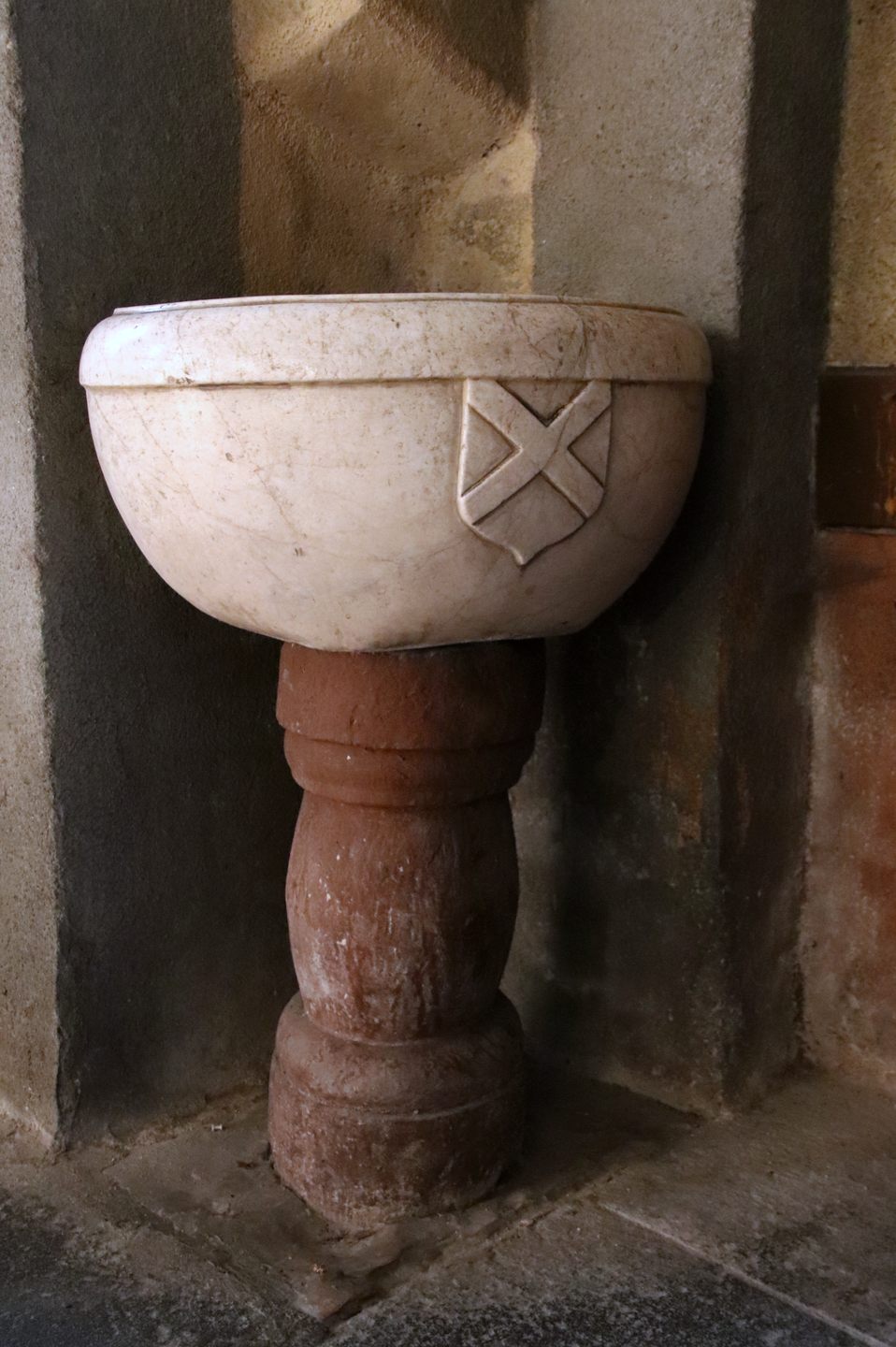
Bénitier de l'église aux armes des La Guiche.

Claude-Maximilien de La Guiche, né en 1603, hérita des titres et possessions de son père et d'une partie de ceux de sa mère et Jaligny eut dès lors les mêmes seigneurs que Lapalisse. Appelé, à titre de courtoisie, le comte de Saint-Géran, Claude-Maximilien, mestre de camp du régiment de Saint-Géran cavalerie, gouverneur (6 mai 1633), sénéchal et maréchal du Bourbonnais, il dut faire face à la révolte fiscale des Moulinois de juin 1640 à laquelle il mit un terme en faisant pendre le chef de la sédition, Rivet, dans la cour du château de Moulins le 25 août. Marié en février 1619, Susanne de Longaulnay, née vers 1605 d'une première union de sa belle-mère, Suzanne Aux Espaules, et de Jean de Longaunay, il en eut un fils, Bernard, le 15 août 1641. L'histoire invraisemblable de l'enlèvement de cet enfant à naissance puis de son retour au château de Saint-Géran six ans plus tard sous l'identité de Henri Baulieu, neveu du régisseur du domaine, sera racontée par Alexandre Dumas dans son roman historique La comtesse de Saint-Géran. Un retentissant procès à rebondissements s'ensuivit, qui dura vingt ans et tint en haleine la cour de Louis XIV et passionna la France entière. L'identité du jeune Bernard fut enfin reconnue par deux arrêts du parlement de Paris, le 19 juillet 1663 et le 5 juin 1666. Entre-temps, Claude-Maximilien, dernier des gouverneurs du Bourbonnais ayant eu y exercer un rôle militaire, était mort au château de Moulins, le 31 janvier 1659. Ses entrailles furent remises au couvent des Minimes de Moulins et son cœur à la chapelle de l'hôpital ; son cercueil demeura six mois dans l'église de Saint-Géran puis fut inhumé dans la chapelle du château de La Palice.
Après qu'il fut rétabli dans ses titres et possessions, Bernard de La Guiche hérita de son père. Comte de Saint-Géran et de La Palice, chevalier de l'Ordre du Saint-Esprit, il fut lieutenant-général des armées du roi et ambassadeur à Florence, en Angleterre et Brandebourg. Il se maria en mai 1667 avec Françoise de Warignies, dame du palais de la reine Marie-Thérèse d'Autriche, avec laquelle il eut une fille, Suzanne-Madeleine, née en décembre 1688 à Versailles, qui deviendra carmélite et trépassera au château de Versailles en 1743, éteignant la banche bourbonnaise des La Guiche.

#### Les cessions de la seigneurie
En 1679, la famille de La Guiche dut se dessaisir de la quasi-totalité de ses biens, à l'exception du fief de Lapalisse, et Bernard vendit la seigneurie de Jaligny – ainsi que celles de Treteau et Châtelperron – à l'un de ses créanciers, Jean-Baptiste Larchier, conseiller à la Cour des aides de Paris, qui en fit l'acquisition en 1682. Ce dernier la revendit, le 31 mars 1685, à Marie-Gabrielle de Marmande, veuve de Charles Guillaud, seigneur de La Motte, terre située à Thiel dont les Guillaud, qui tenaient un rang important dans la noblesse du Bourbonnais, étaient seigneurs dès la fin du XVIe siècle. Bernard de La Guiche décéda à Paris, le 18 mars 1696, âgé de 54 ans.

#### La société jalignoise auXVIIesiècle

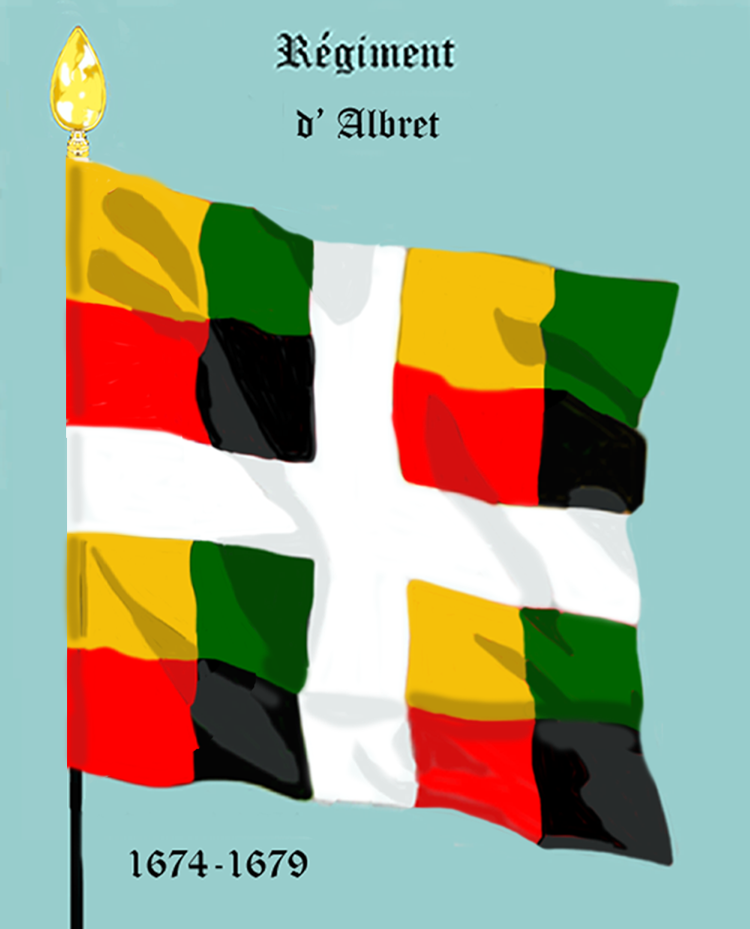
Drapeau d'ordonnance du régiment d'Albret de 1674 à 1678.

Au XVIIe siècle, la France connut une « révolution pédagogique » entraînant l’émergence de la création d’écoles pour les plus pauvres et l’accroissement de l’alphabétisation des populations.
L'instruction des enfants, dont on sait qu'elle était donnée à Jaligny au XIIIe siècle par un rector scholarum, fut, dans la seconde moitié de ce siècle, une préoccupation de l'évêque de Clermont, qui questionnait à ce sujet les curés de son diocèse lors de ses visites pastorales : « Enquis, s'il y a des Maistres d'Escolle en ladite Paroisse, & des femmes qui instruisent les filles, & leur nom, pays et âge. » En 1666 et en 1673, il lui fut répondu qu'il y avait « un maître d'escole qui enseigne les petits garçons et sa femme les petites filles. » En 1679, il n'y avait ni maître ni de maîtresse, le 8 juin 1693, « Messire Pierre Dufour, recteur des Escoles de Jalligny » est mentionné comme parrain sur un acte de baptême, et en 1698, seulement un maître « qui n'est pas stable. » Par la suite, les procès-verbaux des visites jusqu'en 1745 notèrent l'absence d'enseignant.
Par ailleurs, pour le moins avant 1664, l'hôtel-Dieu existait toujours, Jacques du Feytré, curé de Jaligny, étant cité comme recteur. En outre, la présence sur la paroisse d'une ou deux sages-femmes « suffisamment instruites » (sous entendu : de la forme du baptême et de la façon de le conférer en cas de nécessité) est documentée par les procès-verbaux des visites épiscopales jusqu'en 1702.
En avril 1677, deux actes de François Chartier, avocat au parlement et bailli de Jaligny, requis par le curé Jean Burelle, constatèrent les nombreuses dégradation commises par deux escadrons de cavalerie du régiment de Chambert et par l'aide-major et plusieurs cavaliers du régiment d'Albret.
En 1686, le procès-verbal de la généralité de Moulins, précisant que la dame de la Motte-Guillaud en a le fief et justice, notait à Jaligny la tenue d'une foire et l'existence d'un « pont de bois sur la rivière de Bèbre, en très méchant état, qu'il seroit nécessaire de faire de pierre pour le passage des troupes et commodité publique ». Jaligny (ville) comptait alors 35 feux (± 175-210 h.) et Jaligny (paroisse), avec le fief des Escures, 16 feux (± 80-96 h.).

### XVIIIesiècle

#### Le crépuscule du fief

Famille Guillaud de La Motte.

Au décès de Gabrielle de La Motte, Châtelperron échut à sa fille, Marie-Cilénie, épouse de François de Charry des Gouttes, tandis que Jaligny et Treteau, avec Boucé et Sorbier, formèrent le patrimoine de son fils, Clément-Éléonor Guillaud de La Motte, colonel du régiment de La Mothe (1695-1590), brigadier des armées du roi et gouverneur de Moulins-en-Bourbonnais,. Très en faveur, comme l'avait été avant lui son père, auprès des princes de Condé, il s'était vu confier en 1700, « en considération de ses services et de ceux de son frère, » la charge de lieutenant du Roi en Bourbonnais pour tout le pays entre Loire et Allier avec le château de Moulins pour résidence.
Du mariage de Clément-Éléonor et de Françoise de Quatrebarbes de la Rongère, dame de Saint-Denis-du-Maine, en mars 1704, naquirent trois fils, Henri-Éléonor, Charles (1702- ) et Henri-Augustin (1707-1762). Veuve en 1718, Françoise de Quatrebarbes hérita des possessions de son mari. Elle mourut au château de Moulins où, comme veuve de l'ancien lieutenant du Roi en Bourbonnais, elle avait conservé son droit de résidence, et fut inhumée en l'église Saint-Pierre des Ménestraux le 8 novembre 1731. Henri-Éléonor reçut Jaligny et La Motte-en-Bourbonnais, Charles obtint Boucé, Henri-Augustin la terre du Coudray avec la châtellenie de Saint-Denis-du-Maine dans leur intégrité. Celui-ci épousa, le 4 mai 1742, Marie-Charlotte-Geneviève du Boisjourdan. Les époux eurent cinq enfants : Marie-Séraphine, née en mai 1743 au Mans ; un fils, né et ondoyé à Jaligny le 25 octobre 1744 ; Gabriel-Hiérosme-Augustin, né le 17 novembre 1745 au Coudray, décédé avant 1748 ; Louise-Henriette-Gabrielle, née à Jaligny le 6 octobre 1747 ; Louis-Alexandre, né probablement à Jaligny et décédé à Paris le 24 mars 1754.

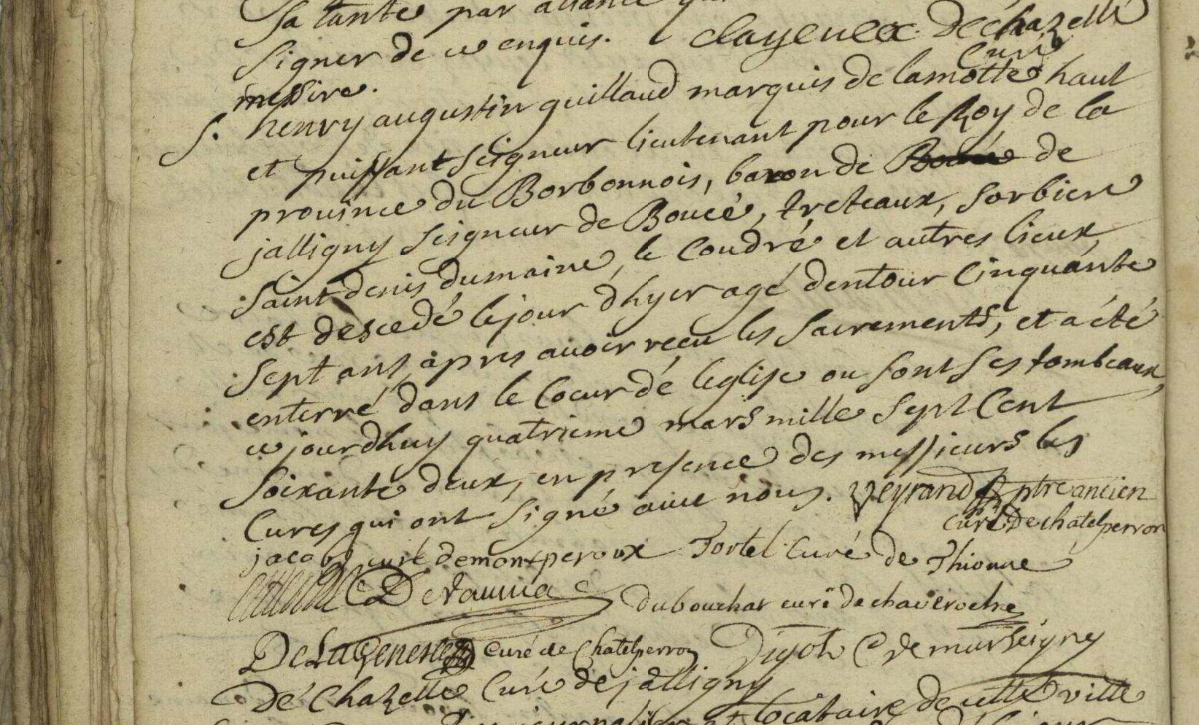
Acte de décès d'Henri-Augustin de La Motte.

Henri-Éléonor, sans postérité, mourut à Paris, en l'hôtel de Châteauvieux, en mai 1744. Henri-Augustin devint donc l'aîné de sa maison et succéda à son frère dans ses possessions et ses charges bourbonnaises. Jusqu'alors comte de Saint-Denis du Maine, du Coudray et autres lieux, il fut désormais qualifié « haut et puissant seigneur Henry-Augustin Guillaud, comte de la Motte, marquis de Jaligny, baron de Boucé, seigneur de Tréteau, Sorbier, le Garry, Servet, le Pinzet, le Coudray et Saint-Denis-du-Maine, lieutenant pour le Roy en la province de Bourbonnais, capitaine du château de Moulins. » Il conserva pendant quelque temps sa résidence au Coudray avant de la transférer au château de Jaligny, probablement avant la fin de l'année 1746. Son épouse mourut pendant un séjour chez son père au château du Bois-Jourdan, où elle fut inhumée dans la chapelle le 13 janvier 1748. Pour avoir des héritiers de son nom, Henri-Augustin contracta un second mariage, le 10 juin 1758, devant les notaires au Châtelet de Paris, avec Marie-Madeleine Texier d'Hautefeuille, cousine d'un célèbre prélat et diplomate de l'époque, Louis de Vauréal, évêque de Rennes, qui intervint comme donateur au contrat de mariage et prêta son hôtel de la rue de Grenelle pour servir de lieu de réunion aux membres des deux familles assemblées pour donner leurs signatures. Mais, sans laisser d'enfant de cette union, il mourut en son château de Jaligny le 3 mars 1762, « agé d'entour cinquante-sept ans après avoir reçu les sacrements » et fut enterré le lendemain « dans le cœur (sic) de l'église où sont ses tombeaux ».

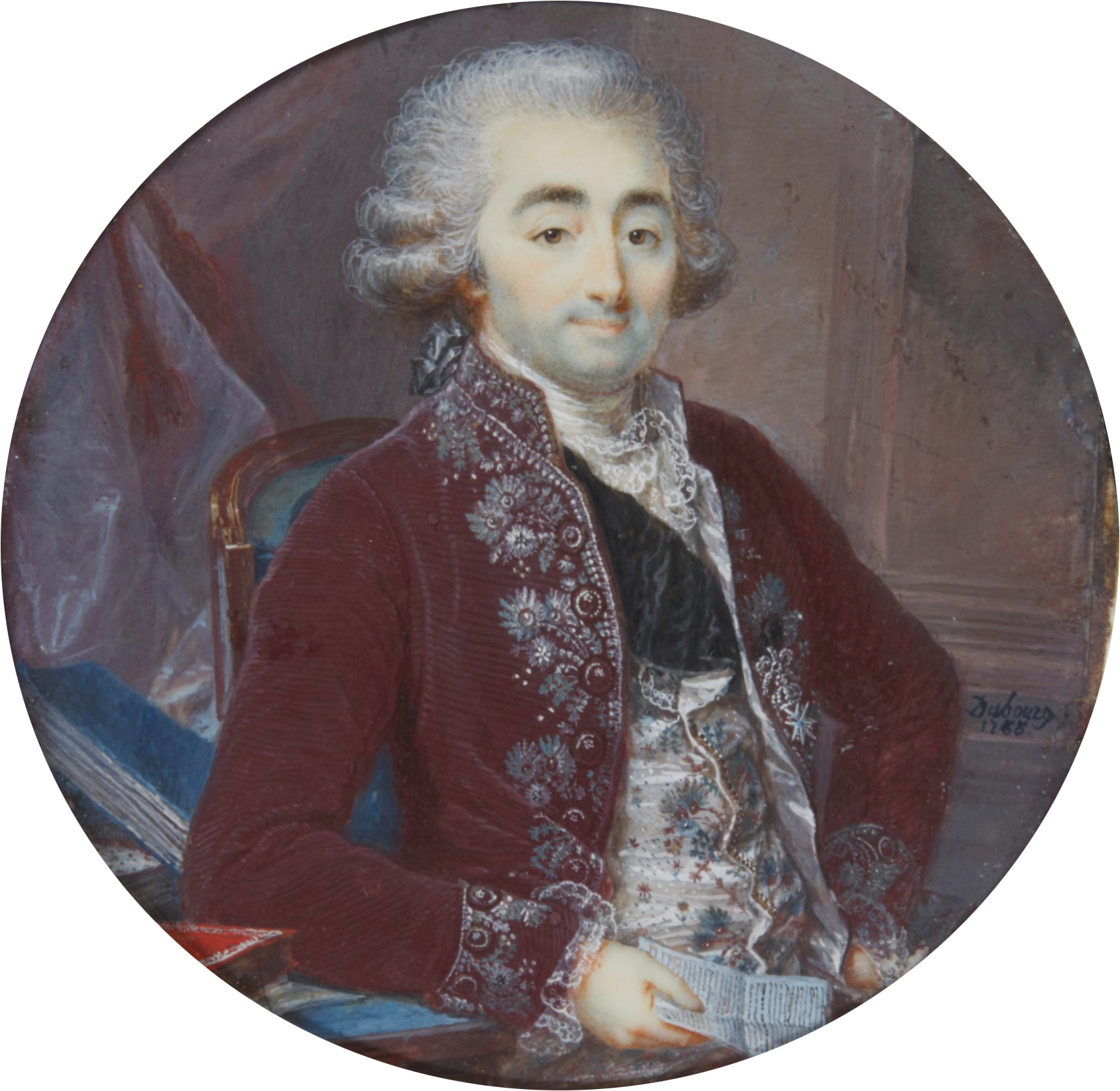
Paulin de Barral.

Armes de la famille de Barral.

Marie-Séraphine et Henriette-Gabrielle, restèrent seules pour se partager sa riche succession. Elles étaient alors âgées, la première, de dix-huit ans et demi, et la seconde d'environ quatorze ans et demi. Émancipées dès le 27 février précédent, quelques jours avant la mort de leur père, par lettres obtenues en la chancellerie du Palais à Paris, elles avaient alors pour curateur « Messire Pierre Charles de Bonnaire, chevalier, seigneur de Marcé, Forges et autres lieux. conseiller du Roy en son grand conseil », chez qui elles étaient logées. Après les inventaires des possessions de leur père, elles se les partagèrent par un acte du 8 septembre 1763 : Marie-Séraphine garda, comme aînée, Jaligny, ainsi décrite : « La terre et seigneurie de Jalligny, ayant haute, moyenne et basse justice dans toute l'étendue de la ville et paroisse de Jalligny et de trois paroisses circonvoisines, avec château très étendu et en bon état, cour, bassin, jets d'eau, jardin dans lequel sont deux canaux et un bassin, pièce d'eau qui dépend du château » etc., et toutes les autres terres du Bourbonnais ; elle renonça, en faveur de sa cadette, à la maison de Paris, rue du Foin, où habitait leur père quand il résidait dans la capitale, et aux deux terres du Maine, le Coudray et Boisjourdan.
Le 15 février 1764, Marie-Séraphine épousa Pierre-François-Paulin, comte de Barral, seigneur d'Allevard en Dauphiné, descendant d'une vieille famille de maîtres de forges, chevalier de Malte et colonel de dragons, lui apportant Jaligny et Treteau. Celui-ci avait été reçu de minorité dans l'ordre de Saint-Jean de Jérusalem le 17 décembre 1747 et dut, pour se marier, être dégagé de ses vœux. À la sortie des Liaisons dangereuses en 1782, Marie-Séraphine obtint une séparation de corps et de biens pour « débauches » de son mari. Paulin, libertin fameux, aurait en effet servi de modèle, parmi d'autres, à son parent, Choderlos de Laclos, pour le personnage du vicomte de Valmont.

#### Foires et marchés en 1726
Outre le marché qui avait lieu chaque samedi, trois foires annuelles se tenaient sur une place qui se situait entre le chevet de l'église et le mur d'enceinte de la ville : le 28 juillet, lendemain de la fête de saint Christophe ; le 16 août, lendemain de l’Assomption et le 22 décembre, lendemain de la fête de saint Thomas. Ces jours-là, Dame Françoise de Quatrebarbes de la Rongère percevait le droit de leyde « dans la ville, faubourgs et franchise ».
L'« Aveu et dénombrement de la baronnie de Jalligny » détaillait la liste des nombreux métiers représentés et le prix de leur place en 1726 : 

« Chaque drapier pour son banc dans la hâle ou place doit dix sols soit 5 sols à la St Christophe et dix sols à la St Thomas. Item le poivrier six sols en deux termes. Les bureliers (bourreliers) doivent cinq sols par années en deux termes comme dessus... »

 S'ensuivait leur liste complète : on y voyait des bouchers, des cordonniers, des sauniers (marchands de sel), des merciers, des panetiers (vendeurs de pain), des ferriers (vendeurs d’outils en fer), des vendeurs de harengs, des groliers (vendeurs de sabots et galoches), des serruriers, des vendeurs de blé ou d’avoine, de fruits et de cuir. Il y avait aussi des laniers, qui vendaient de la laine, un vendeur de futailles, de pelles, de chandelles, d’ails et d’oignons, un marchand de hottes, grandes et petites, et un marchand de cordes. On faisait aussi le commerce des animaux : cheval, âne, mule, bœuf, vache.

#### Les aménagements paroissiaux duXVIIIesiècle
Au début du XVIIIe siècle, une chapelle, titrée Saint-Jean et Sainte-Agnès, attenait à l'église Saint-Hippolyte. On y accédait par une arche percée dans le milieu du bas-côté Sud de l'église. Le mauvais état de l'édifice avait déjà été constaté en 1666 puis, en dépit des mises en demeures épiscopales régulières depuis lors, sa voûte était tombée en 1698 et, à la suite de la visite pastorale de 1702, on avait déplacé dans l'église les statues de saint Jean-Baptiste et de sainte Agnès qui l'ornaient. (La statue de saint Jean-Baptiste s'y trouve encore de nos jours ; celle de sainte Agnès, dont le visage aurait pu être inspiré de celui de Suzanne de Bourbon, ornera par la suite la tombe de la famille de Barral dans l'ancien cimetière communal jusqu'en 1912, avant d'être déposée au château). Lors de son inspection de 1725, l'évêque ordonna donc que la chapelle fût démolie et l'arche murée, « aux frais de la luminaire » (le budget consacré à l'huile nécessaire à l'entretien de la lampe de sanctuaire et aux cierges brûlés pendant les rites liturgiques). Le procès-verbal de cette visite dénombrait sept autels dans l'église, maitre-autel compris, et citait les titulaires de quatre d'entre eux : le Saint-rosaire et le Saint-scapulaire, dont les confréries existaient encore quatre ans plus tôt, et Sainte-Catherine et Saint-Antoine, « auprès de la grande porte où il y a du danger de célébrer la sainte messe », et dont l'évêque commanda la démolition « à cause de la proximité de ladite porte ».
Les premières mentions d'un cimetière paroissial : « enterré au cemitière (sic) », avaient été inscrites dans les registres paroissiaux de 1694, année où, en raison du grand nombre de décès, sans doute provoqués par des épidémies comme le typhus, consécutives à la grande famine de 1693-1694, il avait fallu improviser des sépultures aux abords de l’église : « derrière l’église », « autour de la croix de la mission » ou « vers les cemetière (sic) ». On mentionnait également, le 15 août 1697, l'inhumation au cimetière d'une dénommée Marguerite Tallon. Jusqu'alors, à de rares exceptions près (dans la chapelle Saint-Jean attenante ou dans le chœur de l'église pour un haut personnage), tous les morts étaient inhumés dans l'église. Pourtant, depuis plusieurs décennies – au moins 1672 –, des injonctions étaient portées d'établir, dans les six mois, un cimetière « clos de murailles, hayes, palissades ou fossés en sorte que les bestiaux ne puissent y entrer ». Mais, à la réserve des ensevelissements de 1694 et de celui de 1697, il n'en existait toujours pas au premier semestre de 1698 puisque, le 29 juin, l'évêque de Clermont ordonna qu'il serait « acheté une place pour [en] faire un pour y enterrer les personnes qui n'on point droit de sépulture dans l'église et ce dans un an et aux frais des habitans ». Le même constat fut fait en 1702 et si, en 1725, on enterrait parfois à l'extérieur de l'église, ce n'était pas dans un aître clos. L'évêque ordonna donc à nouveau de « faire un cimetière au milieu duquel il [serait] placée une croix » et permit au curé de le bénir. En 1728, on l'établit enfin, à l'emplacement de l'actuelle sacristie et, lors de sa visite de 1734, l'évêque le trouva en bon état. Son successeur notera toutefois que la nécropole n'avait pas de croix. On continua cependant à inhumer dans la nef de l'église jusqu'en octobre 1775.
Le 3 novembre 1768, le curé Foulhoux, bachelier en théologie, bénit deux nouvelles cloches pesant chacune « douze cent trente quatre livres ».
En 1772, on construisit « aux dépens du roy » le chemin du lieu-dit « Le grand domaine » jusqu'à Marseigne. En raison de la rareté et donc de la cherté du blé, la misère était, à cette époque, « presque générale parmi tout le petit peuple », selon les mots du curé de Marseigne, messire Digot. Pour subvenir aux besoins de plus démunis, Louis XV avait établi dans chaque province du royaume des ateliers de charité, destinés à venir au secours des indigents valides, c’est-à-dire des pauvres capables physiquement de travailler. « On recevait en cet atelier, poursuit le curé Digot, tous ceux qui s'y présentaient, viellards, femmes, enfants. Chacun recevait en fonction de son travail. » C'est cet atelier qui a travaillé à la construction du chemin, employant pour l'empierrer les matériaux provenant de la démolition partielle des fortifications de Jaligny. Le roi attribua une somme d'argent les années suivantes et on poussa les travaux vers le Nord jusqu'à la passerelle franchissant le ruisseau de Godet, en 1774, et vers l'Est, en droite ligne jusqu'à la Besbre, sur laquelle on bâtit un pont de bois, à l'emplacement du pont actuel.
Le curé Joseph Foulhoux mit à l'étude la question des réparations de l'église en 1775. Après sept démarches auprès du sénéchal du Bourbonnais, il obint la désignation d'un expert le 7 janvier 1776 et les travaux, après établissement d'un devis et adjudication, commencèrent le 20 août 1777. Leur montant s'élevait à 2.400 livres, « laquelle somme [fut] imposée sur tous les propriétaires seulement et non sur les autres habitants. » Terminés 12 décembre 1778, les aménagements de l'église avaient été conséquents : on avait recontruit le pignon d'entrée et rétabli le mur collatéral Nord réparé ; édifié la tour de l'escalier qui monte au clocher (400 livres) ; bâti une charpente sur la voûte pour la couvrir en tuiles plates ; carrelé le sol à neuf, avec un perron et deux marches pour monter au chœur ; et pratiqué une niche pour les fonts baptismaux dans le mur du collétéral Sud. Le curé notait aussi qu'il avait fait peindre presque tout l'intérieur et disposer le maître-autel « à la romaine » (sans doute en supprimant un retable) pour la somme de 1.200 livres.

#### La Révolution française
Lors de l'assemblée générale des trois ordres, du ressort de la sénéchaussée de Moulins, le 16 mars 1789, le curé Guillaume-Joseph Fouilhoux faisait partie des représentants du clergé pour la châtellenie de Chavroches, y assistant comme procureur fondé de M. Chacaton, curé de Saint-Bonnet-de-Four, et de M. de Vaulx, curé des paroisses de Floret et de Trezeil, son annexe. Le prieur-curé de Jaligny, Pierre-François Fouilhoux, y assistait également, au titre de la châtellenie des Basses-Marches. Il était procureur fondé de M. Sébastien Gauthier, curé de La Celle-sous-Montaigut, et de M. Brody, curé de Quinssaines. L'ordre du tiers-état était représenté par Antoine Tain et Barthélemy Desfayer, propriétaires, députés de la paroisse de Jaligny.
La commune de Jaligny fut créée par le décret de l'Assemblée nationale constituante du 14 décembre 1789, proclamé par le roi le 28 décembre 1789, supprimant et abolissant « les municipalités actuellement subsistantes en chaque ville, bourg, paroisse ou communauté, sous le titre d'hôtels-de-ville, mairies, échevinats, consulats, & généralement sous quelque titre & qualification que ce soit ». Pour rendre uniforme l'administration du royaume, les lettres patentes du 4 mars 1790, données sur décrets de l'Assemblée nationale des 15 janvier, 16 et 26 février, partagèrent les anciennes provinces en 83 départements regroupant les districts formés de cantons qui avaient été créés le 22 décembre 1789, par le décret de la Constituante « relatif à la constitution des assemblées primaires et des assemblées administratives ». Jaligny devint alors chef-lieu d'un canton appartenant au district du Donjon.
Dès le printemps de 1790, des troubles éclatèrent dans les provinces au prétexte de la cherté des grains. Les rapports faits à François de Saint-Priest, secrétaire d'État à la Maison du Roi, font état, fin mars, d'un attroupement pour piller les blés à Jaligny.
| |  |  |
| Estampes opposant le « prêtre patriote prêtant de bonne foi le serment civique » au « prêtre aristocrate » fuyant le même serment (1790). |  |  |

Comme dans la plupart des communes, la Révolution française entraîna à Jaligny des troubles dus, notamment, à la constitution civile du clergé, décrétée par la Constituante le 12 juillet 1790, à la suite de la nationalisation des biens du clergé en novembre 1789, et qui provoqua la division du clergé français en clergé « jureur » et clergé « réfractaire ».
Dans un premier temps, Jaligny fit exception à la tendance générale de l'époque, même si une plainte d'habitants contre les excès du curé avait été faite en mai 1790 à l'assemblée communale : alors que son plus proche voisin, Joseph Lacombe, curé de Marseigne, avait prêté serment, Guillaume-Joseph Fouilhoux, curé depuis 1766, « après avoir exposé son attachement pour la religion et la patrie, son respect et sa soumission entière pour les lois qui regardent en même temps le citoyen et le chrétien », déclara solennellement que sa conscience lui ordonnait de le refuser. Malgré cela, la municipalité de Jaligny l'autorisa « à continuer ses fonctions comme ci-devant jusqu'à ce qu'il en soit autrement ordonné ».
Mais la liberté dont jouissait le curé Fouilhoux attira les prêtres insermentés qui venaient, dans une paix relative, célébrer l'office dans l'église pour leurs paroissiens. Le 10 et le 17 avril 1791, Devaux, curé de Trézelles, et son vicaire dirent à Jaligny publiquement la messe et confessèrent les quelques habitants de cette paroisse qui les y avaient suivis. Ils furent dénoncés et les officiers municipaux décidèrent de remplacer le curé de Jaligny. Le département de l'Allier décida, le 26 avril, son transfert au séminaire de Moulins et nomma, à sa place, le prêtre jureur Claude-Pierre Marcillat, jusqu'alors vicaire de Saint-Pierre de Moulins. Pourtant, arguant que « tous les citoyens ayant droit de choisir le lieu de leur domicile, il entend demeurer à Jaligny tant qu'une loi positive ne s'y opposera pas », Guillaume-Joseph Fouilhoux, auquel la population était très attachée, continua à officier et, sur les registres paroissiaux, à côté du nom de Marcillat faisait figurer le sien, suivi de la mention « prêtre catholique ». Malgré la résistance du curé jureur qui voulait lui refuser les clefs de l'église, la municipalité l'autorisa cependant à célébrer la messe, « sauf à lui de se pourvoir des ornements et de tout le nécessaire d'après le décret de l'assemblée nationale du 17 mars 1791 » ailleurs qu'à la sacristie. Fouilhoux continua donc à officier ; il signa son dernier acte de baptême le 31 décembre 1792.

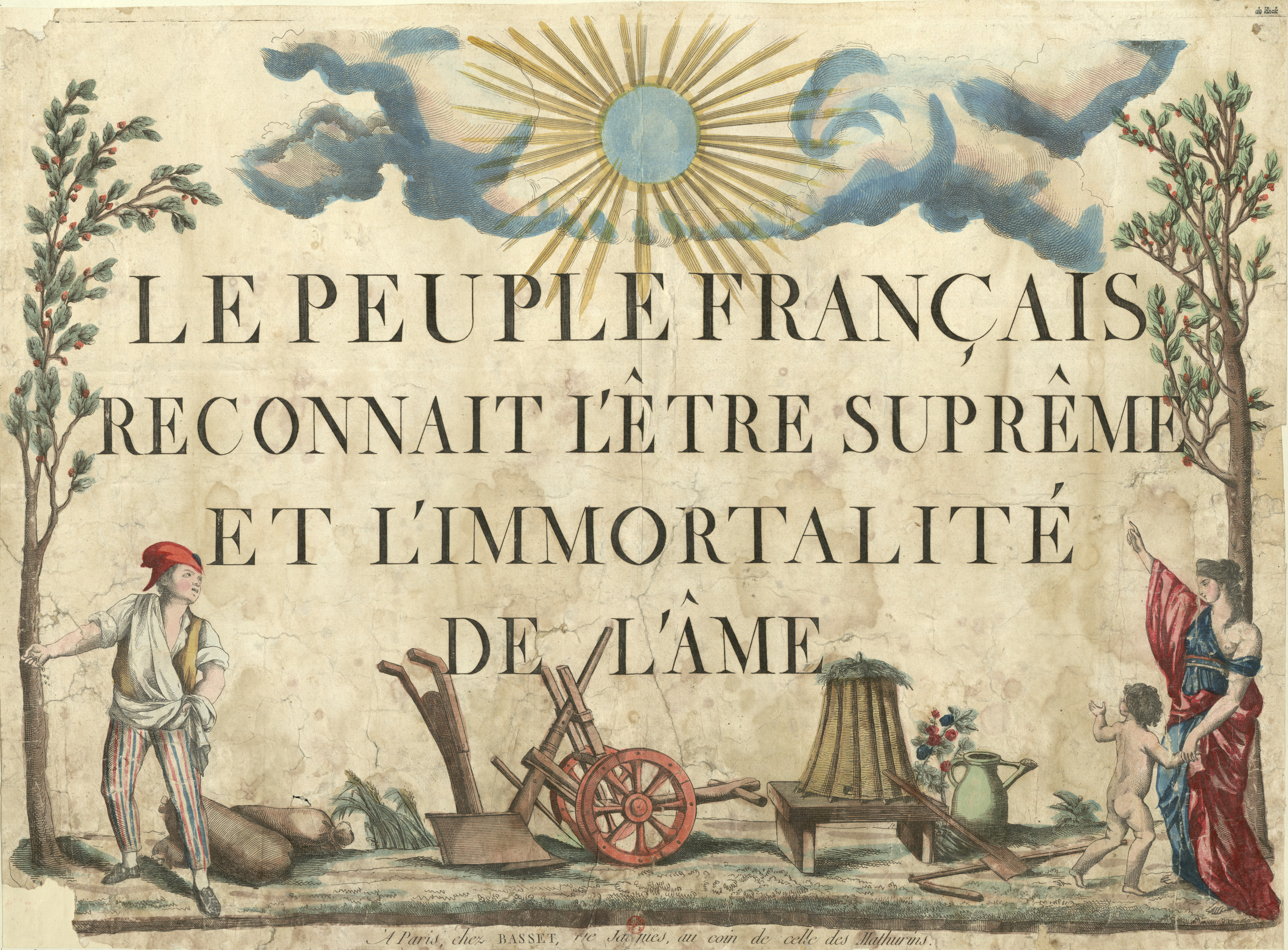
Le peuple français reconnaît l'être suprême et l'immortalité de l'âme, estampe anonyme, 1794, Paris, BnF, département des estampes et de la photographie.

À partir de 1793, la paroisse subit la volonté de déchristianisation imposée par la Convention. Marcillat avait prêté, le 1er octobre 1792, le serment de liberté-égalité et, le 2 décembre, on l'avait nommé officier municipal et chargé des registres de l'état civil. Il conserva ses fonctions jusqu'au mois d'octobre, où Joseph Fouché l'appela à Lyon pour y être membre de la « Commission temporaire de surveillance républicaine » qu'il avait mise en place avec Jean-Marie Collot d'Herbois pour « former un supplément révolutionnaire à toutes les autorités constituées » et maintenir leur zèle révolutionnaire. Le 20 frimaire an II (10 novembre 1793), on constata que Marcillat était parti depuis un mois.
Le 27 nivôse an II (16 janvier 1794), on acta la démolition du clocher, dont les matériaux furent vendus au démolisseur, et, le 29 pluviôse (17 février), on dressa un inventaire des objets mobiliers de l'église, devenue temple de la Raison. Confessionnaux, bancs, tableaux, etc., « des bois encombrant le temple de la Raison, ci-devant église, devenus inutiles, depuis que Jaligny a renoncé aux erreurs du fanatisme », furent vendus le 10 floréal (29 avril). Fouilhoux continua secrètement son ministère, aidé par François Virot, un paysan illettré du hameau des Joules, qui enseignait le catéchisme, récitait les prières et allait chercher le prêtre qui venait de nuit, déguisé, pour baptiser ou marier.

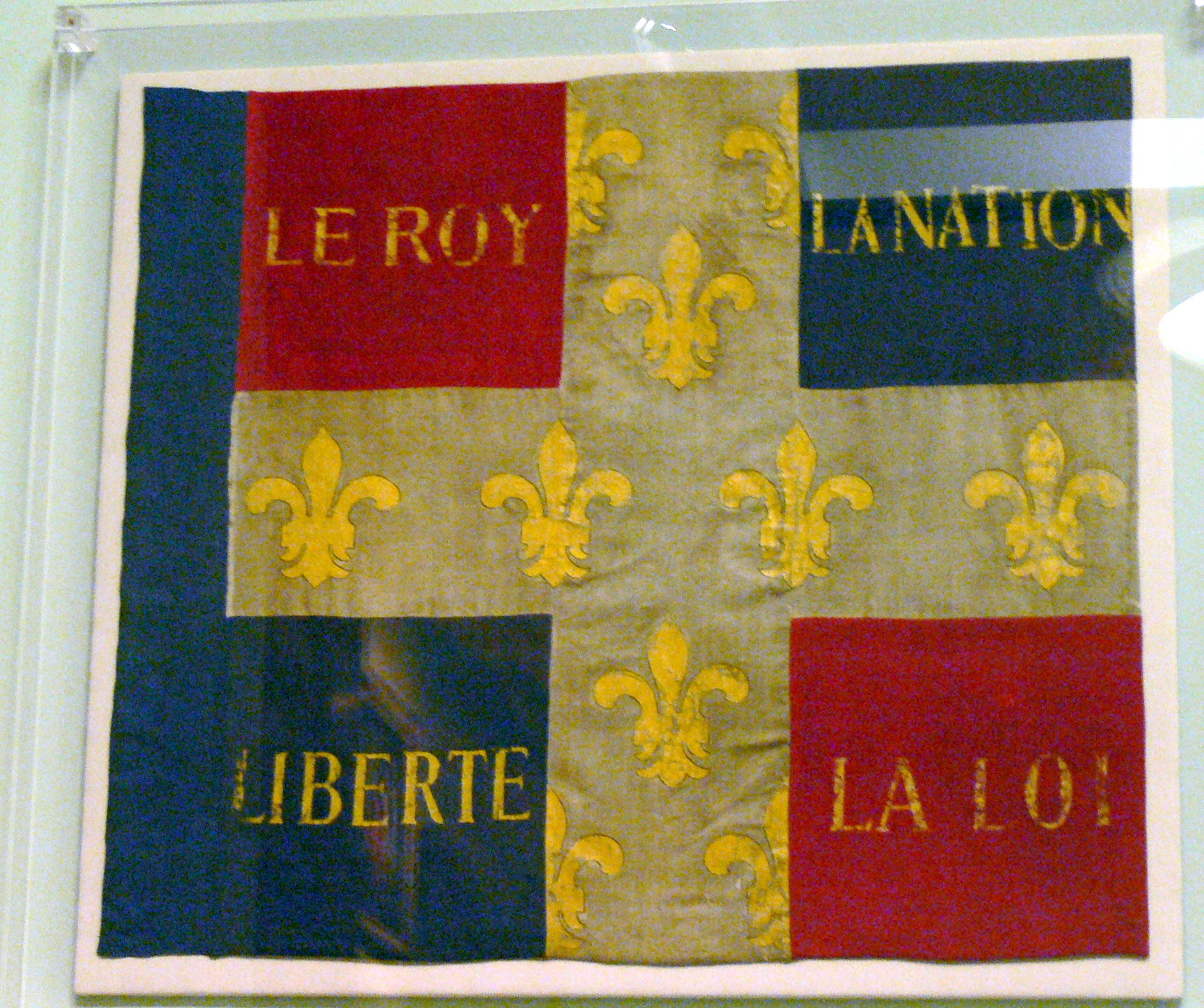
Drapeau d'infanterie de la période révolutionnaire (1789-1793)

Pendant cette période, même s'ils furent largement imputés par les révolutionnaires aux « prédications séditieuses » du clergé insermenté, les troubles ne furent pas seulement religieux. Les procès-verbaux du Directoire, mentionnaient Jaligny comme municipalité royaliste, aux côtés de 19 autres et de 5 municipalités inciviques dans le département de l'Allier. Le 12 septembre 1792, à l'occasion de l'enrôlement des volontaires, on y injuria et on y frappa les commissaires envoyés par le directoire pour procéder à la levée de dix hommes destinés à la formation du 2e bataillon de l'Allier. Des mandats d'arrêt furent lancés contre les quinze principaux meneurs, domestiques chez des prêtres réfractaires ou métayers chez les seigneurs des environs. Six d'entre eux réussirent à se cacher des gendarmes mais tous passèrent en jugement devant le tribunal criminel de l'Allier, le 17 février 1793, qui en acquitta trois, dont un contumace. Les autres, présents ou contumaces, furent condamnés à de la prison ferme, entre trois mois et deux ans, et à une peine de deux heures d'exposition sur la publique du Donjon.

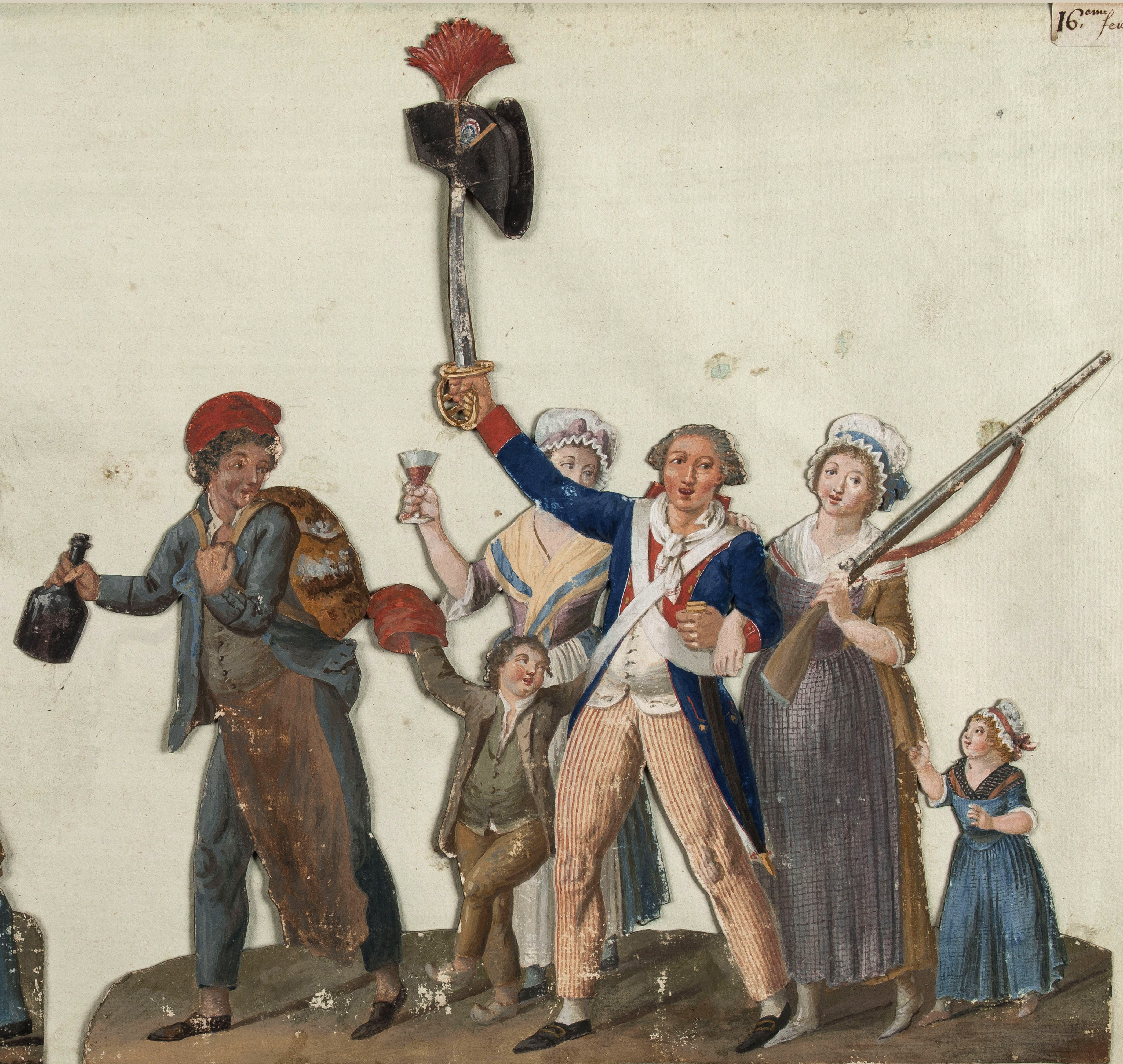
Départ pour les frontières d'un citoyen volontaire

Par ailleurs, les républicains, soucieux de « veiller à la conservation de l'espèce humaine en mettant les mœurs à l'ordre du jour », proscrivirent « l'yvrognerie … et, également cette volupté honteuse ou plutôt cette lubricité qui assimile l'homme à la brute ». Le comité de surveillance de Moulins ayant « pour y parvenir, fait arrêter les femmes et les filles publiques, et celles qui courent les promenades la nuit », le conseil général de Jaligny ne voulut pas être en reste. « Considérant que, dans le moment où la patrie a besoin de défenseurs, il est nécessaire qu'une femme habite avec son mari, à moins qu'il n'y ait incompatibilité entre eux », il fit demander à une femme de Bourbon-Lancy, habitant depuis peu la commune, compte des motifs de sa séparation et l'invita à regagner le domicile conjugal. Le même jour, jugeant que « sous un gouvernement républicain, il fallait que les mœurs fussent régénérées », il expulsa une fille « qui n'a cessé depuis un temps infini de mener une vie contraire aux bonnes mœurs ». Suivant l'exemple des grandes villes de l'Allier, Jaligny, le 12 ventôse an II (2 mars 1794), interdit également aux cabaretiers marchands de vin de « donner à boire à aucun particulier domicilié dans cette commune pendant les neuf jours qui suivront chaque décade » (soit 9 jours sur 10) ; ils étaient autorisés à vendre du vin à emporter « pourvu qu'il n'excède pas demi-bouteille par individu ».

### XIXesiècle

#### Le retour au calme sous le Premier Empire
Les églises de France furent rouvertes le 31 mai 1795 et le mouvement de déchristianisation continua à décroître sensiblement après le coup d'État du 18 fructidor an V (4 septembre 1797) puis la prise du pouvoir par Bonaparte et le concordat de 1801 rétablit officiellement le culte en 1802. La paix religieuse revenue, Fouilhoux rouvrit son église et fut curé jusqu'à la nomination de son successeur, le 26 vendémiaire an XI (19 octobre 1802), mais il signa son dernier acte le 24 avril 1803 et son successeur, Jean Potier, ne fut installé que le 25 mai 1803.
Dans son édition du 1er octobre 1817, la rubrique « Travaux publics » du journal Le Mémorial bordelais remarque, « parmi les grands travaux qui occupent, sur tous les points de la France, une innombrable quantité d'ouvriers », la construction d'un pont à Jaligny (Allier). Cet ouvrage venait vraisemblablement se substituer à la structure bâtie en 1772.

#### Quelques notables de l'Empire

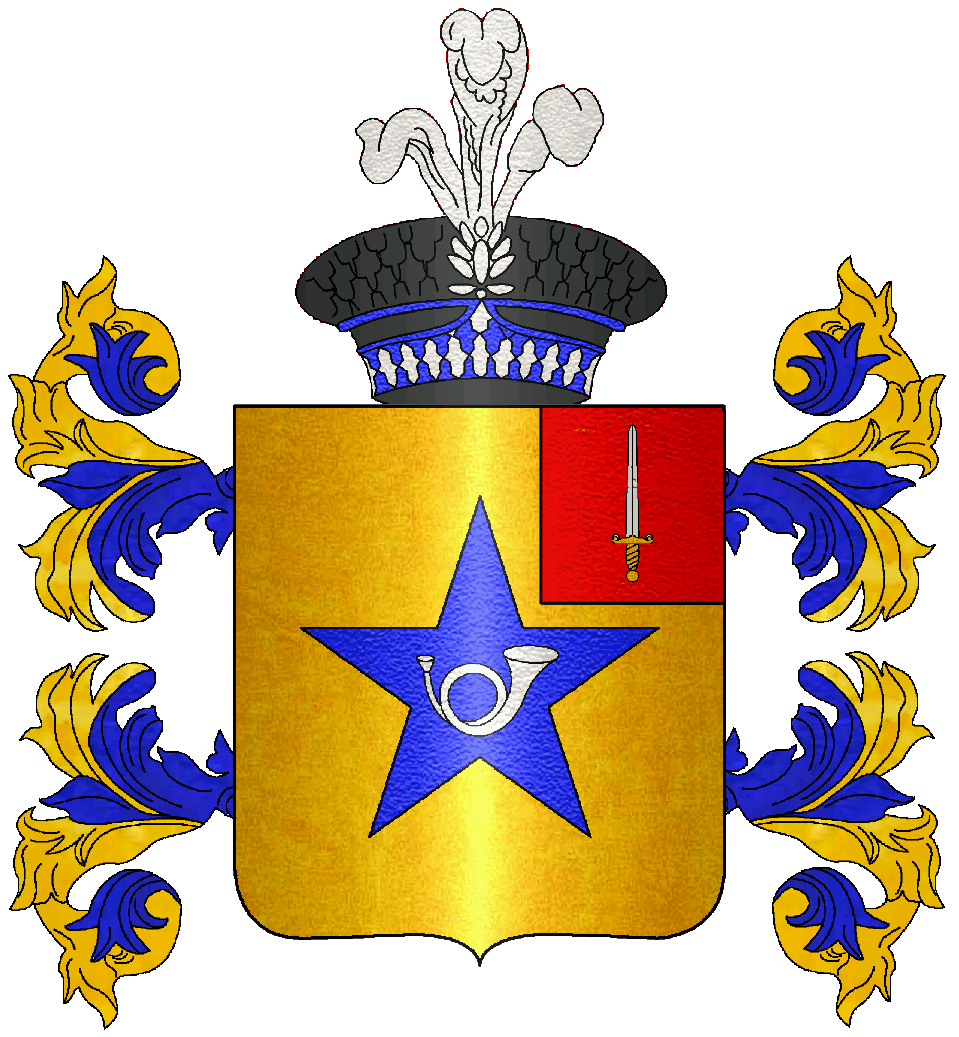
Blason de Nicolas Guyot

Sous le premier empire, Paulin de Barral, chambellan du roi Jérôme de Westphalie et cousin de l'impératrice Joséphine, fut fait baron Barral et de l'Empire par décret du 3 décembre 1809, (lettres patentes signées à Paris le 31 janvier 1810). Peu avant, un décret du 15 août 1809 faisait également baron de l'Empire Nicolas Guyot, né à Jaligny le 6 février 1776, capitaine au 26e régiment d'infanterie légère (constitué à partir de la 16e demi-brigade légère bis et de la 17e demi-brigade légère, elle-même issue, pour partie, du 2e Bataillon de volontaires de l'Allier), membre de la légion d'honneur. Lieutenant de voltigeurs à la bataille d'Ebersberg, le 3 mai 1809, il avait été « exposé au plus grand péril ». Le lendemain, au moment de passer le régiment en revue, Napoléon l'avait fait appeler et lui avait dit : 
« Vous êtes désigné par vos chefs comme l'officier le plus brave du régiment ; je vous nomme baron et vous donne quatre mille livres de rente en dotation. »
— Colonel Pouget, Souvenirs de guerre du Général Baron Pouget

#### Jaligny sous le second Empire
Bien que considérée comme municipalité royaliste, à la fin du siècle précédent - en 1793, le directoire du district du Donjon jugeait que « l'expérience a prouvé que l'on ne pouvait compter sur [la garde nationale] de Jaligny » -, la localité comptait quand même, cinq décennies plus tard, quelques notables républicains. C'est pourquoi, lors du coup d'État du 2 décembre 1851, qui ne rencontra que peu d'opposition dans la région, un médecin, Chomet, et un pharmacien réussirent à soulever une petite partie de la population, plus des artisans que des paysans. Parti du Donjon, un mouvement d'émute se répandit et les insurgés marchèrent sur Lapalisse.

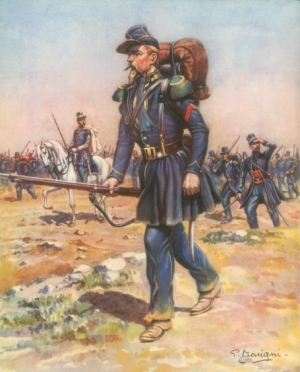
Chasseur à pied.

Le 3 décembre vers midi, 4 à 5 000 insurgés étaient réunis à Marseigne pour y être passés en revue. La nouvelle arrivant de la mise en marche de la troupe de Moulins et de Clermont, ils se dispersèrent. Le 4 décembre, les insurgés de Jaligny firent prisonnier le maire et le gardèrent militairement jusqu'au lendemain. Après avoir distribué des fusils, de la poudre et des balles, ils allèrent ensuite de commune en commune pour recruter des partisans. À Lapalisse, des affrontements armés avaient eu lieu et les insurgés du Donjon s'étaient emparés de la sous-préfecture de Lapalisse, avaient séquestré le sous-préfet et tué sauvagement 2 gendarmes avant de retourner au Donjon et de piller son château.
Sous les ordres de Billard, de Saint-Léon, les insurgés se rassemblèrent de nouveau à Jaligny, rejoints par des gens de Thionne, de Chavroche, de Tréteau et de quelques autres communes. La bande insurrectionnelle tenta de marcher sur Moulins, mais, le 5 décembre, arriva à Jaligny une colonne mobile composée de gendarmes, de chasseurs à pied et de citoyens volontaires aux ordres de M. Devaulx de Chambord. Il fut procédé à 36 arrestations et les insurgés furent containts de se retirer en désordre. La troupe occupa les localités d'où étaient partis les opposants et, le 7, la tranquillité était rétablie. Les biens de Chomet furent mis sous séquestre et plusieurs insurgés jalignois furent déportés en Algérie jusqu'à leur amnistie en 1859.
En 1852, les sœurs de la Présentation ouvrirent une école de filles.
En 1856, on reconstruisit de nouveau le pont sur la Besbre.

#### Le bourg sous laIIIeRépublique
Détruit en 1794, le clocher de l'église fut rebâti dans la 2e moitié du XIXe siècle selon les plans de l'architecte vichyssois Abel Madeleine.
Le 13 mai 1877, la municipalité adopta un projet, déjà présenté en 1874, de construction d'une école communale de garçons, estimant pouvoir approvisionner le tiers de la somme nécessaire, et désigna un architecte de Jaligny pour en établir le devis et en dresser les plans. Lors de sa séance du 10 mars 1878, le conseil municipal décida l'ouverture d'école de filles dès le mois d'avril et annonça en confier la direction à une religieuse de la communauté des Augustines de Moulins, laquelle recevrait les émoluments attachés à sa fonction, à la condition cependant que la commune resterait libre de choisir une institutrice laïque, lorsqu'elle serait en mesure de la loger, et de lui transférer le traitement. L'adjudication pour la construction de la maison d'école fut annoncée par la mairie au 21 décembre 1884.
Un décret du 11 mars 1889 autorisa la création dans la commune d'un bureau de bienfaisance (devancier de l'actuel centre communal d'action sociale).
Le 26 avril 1892, Marie (1872-1944), fille d'Hector Marie Edme de Barral épousa Paulin de Villardi de Montlaur, comte Georges de Montlaur, capitaine de dragons. Seule héritière de la ligne aînée des Barral, elle transmettra ainsi la propriété du château et de nombreuses terres à Jaligny à la famille de Montlaur.
Le 26 octobre 1893, la Société anonyme du chemin de fer d'intérêt local de Dompierre à la Palisse mit en service la ligne qui desservait, entre autres, la gare de Jaligny.

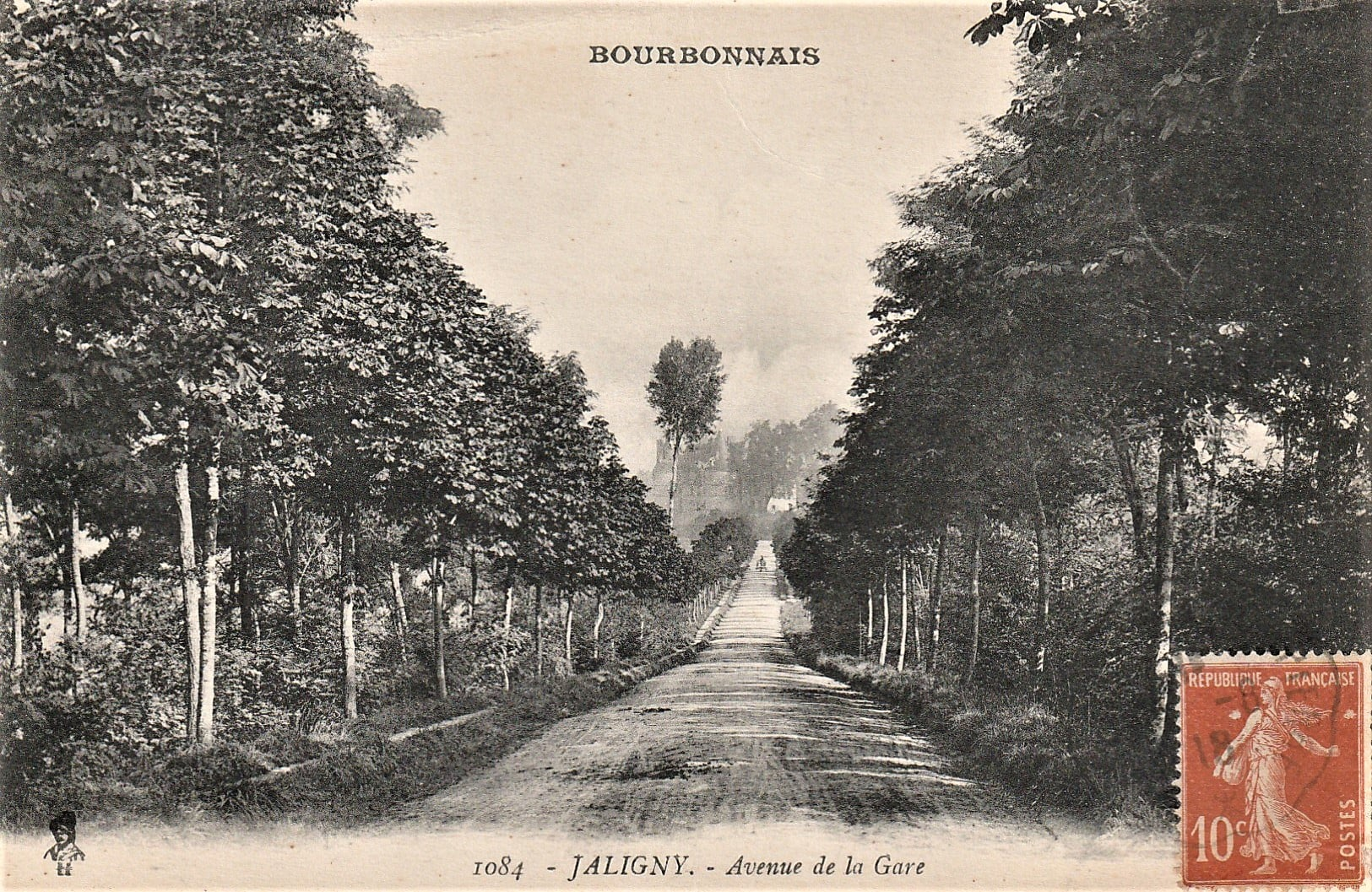
Avenue de la Gare.

En 1894, la municipalité de Jaligny vendit une parcelle de terre au minotier Auguste Turaud pour construire un deuxième pont sur la Besbre, le « pont de la Chaume », permettant de la sorte un accès direct au « moulin de la Chaume » à partir du bourg. Situé sur la rive gauche de la rivière, alors que le « moulin du château » se trouvait sur la rive droite, cette minoterie semblait déjà ancienne à cette époque puisqu'il est documenté en 1820 comme appartenant à la famille Aubert, dont un des membres, Jean, fut maire de Jaligny de 1801 à 1830. Racheté en 1873 par Selaquet, un boulanger de Jaligny, il avait été pris en location par la famille Turaud en 1881 puis était passé dans cette famille en 1889 par le mariage de l'un des fils avec la fille de Jean Selaquet.
Le 27 octobre 1896, le conseil municipal décida de créer l'avenue de la Gare et prévit à son budget une dépense de 5 000 francs (équivalant plus ou moins à 21 300 € de 2022). En échange de l'ancien chemin « étroit et tortueux » qui était devenu insuffisant, Hector de Barral cèda le terrain et le parc du château fut aligné le long de la nouvelle avenue. Finalement, le devis complet pour l'avenue de la gare s'élèva à 10 624 francs et fut accepté par le conseil municipal le 30 mai 1897.
Lors des manœuvres du Centre de 1898, qui débutèrent le 6 septembre, opposant à Dompierre-sur-Besbre les 8e et 13e corps d'armée, Jaligny fut le quartier général de la 6e division de cavalerie.

### XXesiècle

#### Les conséquences locales de la guerre scolaire
Après leur expulsion en 1880, une partie des congrégations religieuses s'étaient reconstituées, donnant lieu à une réaction anticléricale des autorités de la Troisième République, qui fut d'abord relativement tempérée sous le gouvernement Waldeck-Rousseau (1899-1902). Avec l'arrivée aux affaires du gouvernement Combes la lutte contre l'influence scolaire de l'Église catholique, que Combes lui-même exposait comme une « campagne laïque », l'anticléricalisme s'était encore durci avec notamment la fermeture de 3 000 écoles non autorisées de congrégations autorisées par le titre III de la loi Waldeck-Rousseau. Les Sœurs de la Présentation déposèrent alors une demande d'autorisation et le conseil municipal de Jaligny émit un avis favorable, par 6 voix contre 3 de ses 9 membres présents sur 12, au maintien de leur école. Néanmoins, anticipant la nouvelle expulsion des congrégations et pour qu'à la rentrée suivante la situation soit « satisfaisante pour les pères de famille », il décida, le 12 juillet 1903, d'utiliser provisoirement la salle de la mairie pour permettre la création d'un deuxième poste d'institutrice laïque. De fait, 76 filles seront inscrites pour la rentrée. L'école congréganiste de filles ferma définitivement en 1904.

#### Les grands travaux communaux

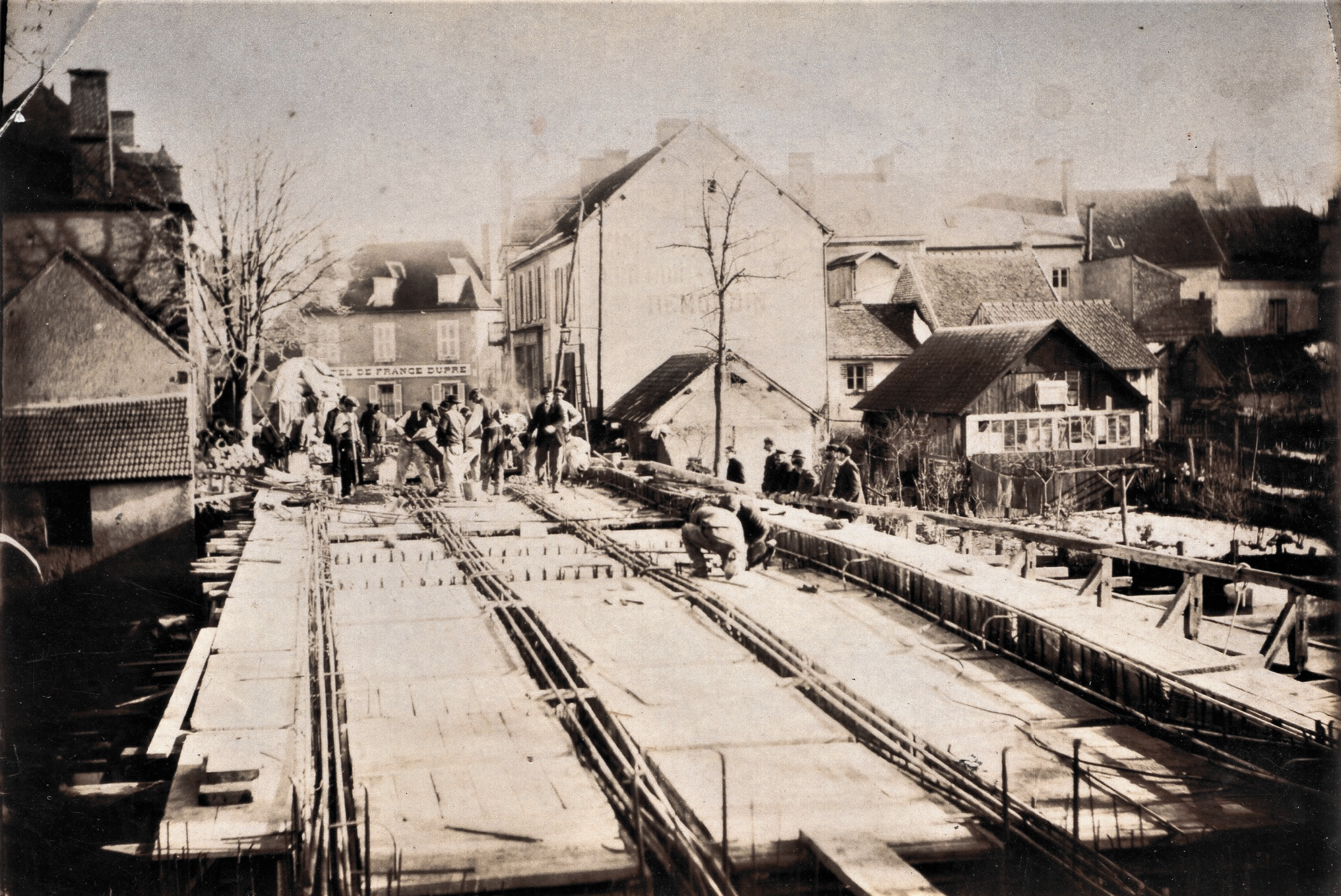
Construction du pont sur la Besbre (1907).

En 1905, débuta la construction d'un pont en béton de 28 m sur la Besbre destiné à remplacer le pont de bois édifié en 1856. La réception définitive des travaux eut lieu le 22 avril 1907.
En 1908, la caserne de gendarmerie, qui était jusqu'alors installée près du pont, fut transférée dans ce qui aurait dû être le presbytère, dont la construction avait été votée par la municipalité le 1er juillet 1900, avant la loi de séparation des Églises et de l'État (actuel hôtel de ville).
En 1912, le conseil municipal décida le transfert du cimetière qui était à proximité du bourg. Le nouveau cimetière ouvrira en 1914, route du Donjon.

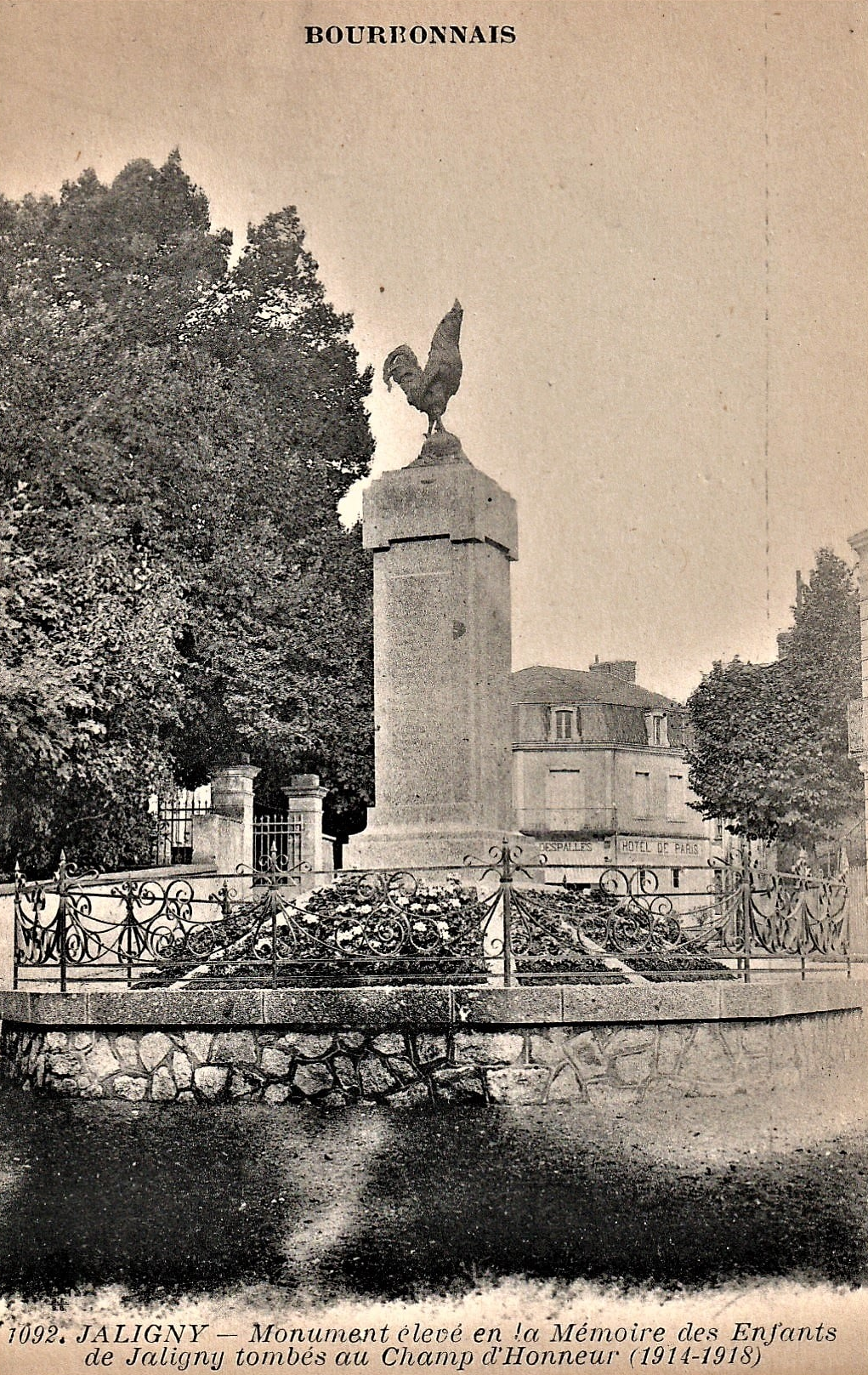
Monument aux morts vers 1921.

Lors de sa séance du 4 juillet 1920, le conseil vota l'érection d'un monument aux morts sur la place de la République, pour perpétuer la mémoire des enfants de Jaligny morts pour la France au cours de la guerre de 1914-1918. Le maire, Auguste Turaud, informa le conseil qu'en mémoire de son fils « Mort pour la France », il faisait don à la commune du coq gaulois écrasant le casque à pointe allemand en bronze destiné à surmonter le monument. L'édifice fut réalisé en granit gris dont les éléments furent taillés au Mayet-de-Montagne, puis acheminés par chemin de fer à la gare de Jaligny puis, avec des voitures à chevaux jusqu'à la place de la République. 43 noms furent gravés dans le granit, auxquels s'ajouteront par la suite 7 noms pour 1939-1945 et 3 pour les opérations d'Afrique du Nord, en 1956, 1957 et 1961.
En 1922, on décida que l'emplacement de l'ancien cimetière serait aménagé en place du marché et, le 22 juillet 1923, on commença la construction de la première halle (travée centrale du marché actuel).

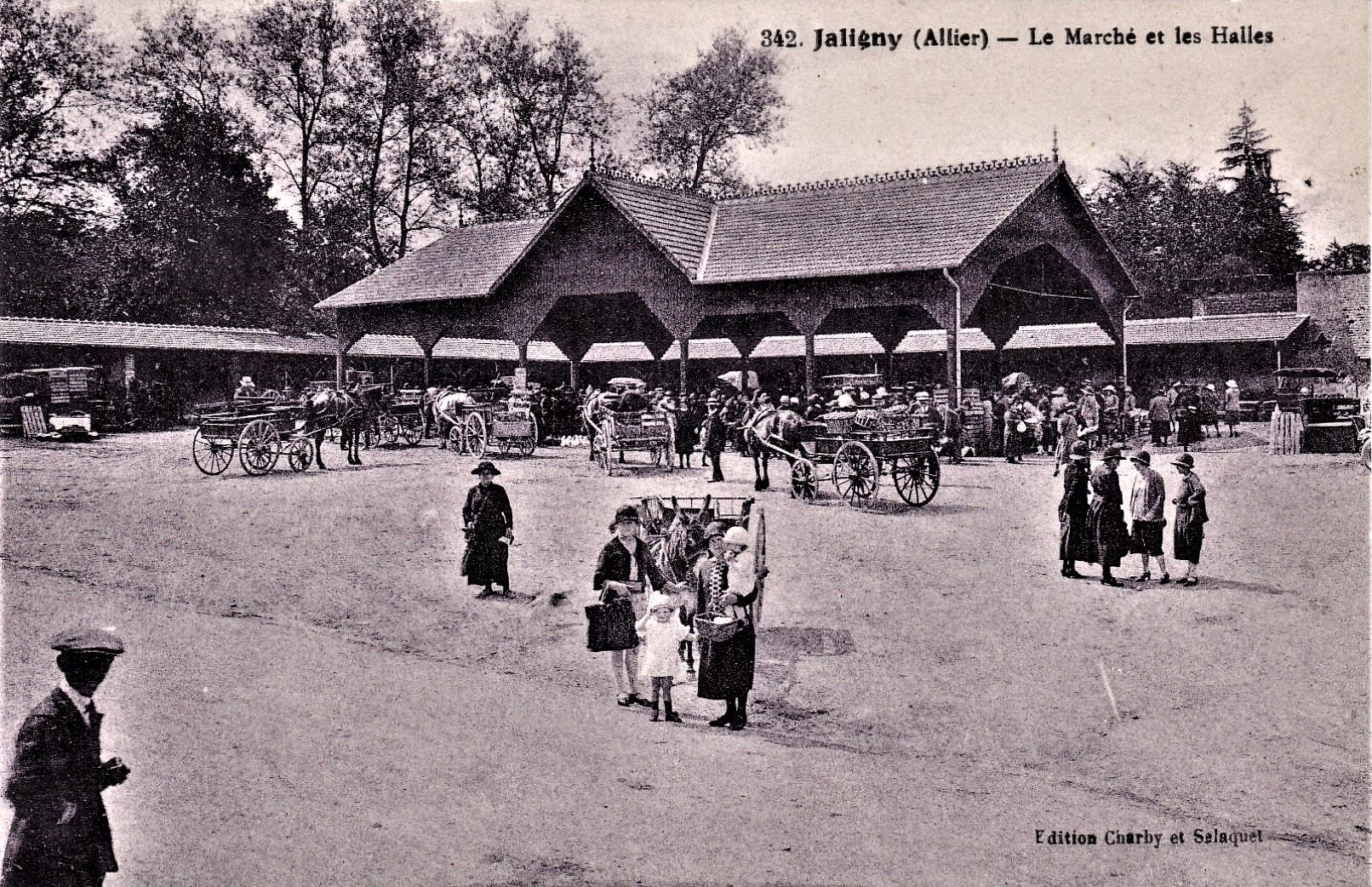
1re halle du marché.

En projet depuis 1897, où les édiles hésitaient encore entre l'éclairage électrique et l'acétylène, l'électrification du bourg de Jaligny fut réalisée en 1927 par la Société Centrale de Distribution d'Énergie. En 1928, l'aménagement de sa traversée se poursuivit avec le goudronnage de la rue de la Poste.
Du 24 janvier au 21 février 1929, la France connut sa plus grande vague de froid depuis 1879 ; le 13 février au matin, on enregistra jusqu'à −30 °C dans la plaine de la Limagne. Dans son édition du 22 février, le journal « Le Gaulois » rapporta que des loups poussés par la faim avaient été signalés dans les bois de Jaligny et le quotidien de Georges Clémenceau, « L'Homme libre », annonça le même jour que des chasseurs avaient aperçu plusieurs aigles dans le parc du château.
Le marché couvert fut agrandi en 1932, par l'édification d'une deuxième travée en bordure de la route du Donjon.
La municipalité inaugura, en 1933, un ensemble architectural regroupant une salle des fêtes, une nouvelle mairie et un bureau de poste, selon les plans de Marcel Génermont, architecte des monuments historiques. Les décors de la salle des fêtes avaient été réalisés par Auguste Sauroy (1864-1946), peintre-décorateur emblématique de la Belle Époque dans l'Allier, qui avait notamment exercé son talent à Louroux-Bourbonnais, où il avait décoré l'intérieur de église Saint-Martin ; à Moulins, dans la maison Mantin, au Grand café et au théâtre municipal ; à Vichy dans le hall des Sources ou à Néris-les-Bains, dans la résidence des Sources,.
Le 8 février 1937, en application de la circulaire ministérielle du 30 octobre relative à l'allongement de la scolarité et aux classes de fin d'études, la commune fit l'acquisition de la propriété dite « l'hôpital » pour y créer de deux classe de scolarité prolongée. Le bâtiment avait été édifié à la fin du siècle précédent par le sénateur-maire de Cindré Louis de Chantemerle, juge de paix et conseiller général du canton de Jaligny, qui voulait en faire don à la commune pour qu'elle en fît une maison de retraite. Dans un premier temps, la commune avait refusé ce don, faute de ressources pour l'entretien et la bonne marche de la maison. À la suite de ce refus – et comme, de surcroît, il n'avait pas été réélu sénateur en 1885 – Chantemerle avait cédé la maison à Auguste Advenier qui en avait fait transformer l'intérieur et agrandir le parc par un nouvel achat de terrain. C'est ce particulier qui, pour acheter le couvent de Marseigne, la revendit à la municipalité. Celle-ci fit alors aménager le parc pour l'ouvrir au public et lança des travaux de construction de préaux, d'un établissement de bains-douches et de terrains de sport. C'est dans ce parc qu'on avait trouvé, à l'occasion de fouilles en 1934, un squelette de mammouth (Cf. supra : Section Histoire - Paléolithique).
Au mois d'août 1937, Jean Zay, ministre de l'Éducation nationale et des Beaux-Arts, inaugura l'école modèle de scolarité prolongée. À cette occasion, il fit, après la réception à la mairie, la visite de l'établissement et le banquet qui suivit, plusieurs annonces importantes concernant les projets de loi qu'il allait présenter aux chambres, lors de la rentrée parlementaire : la réforme de l'enseignement, la création d'une école nationale d'administration et le statut du droit d'auteur et du contrat d'édition. Cette inauguration fut l'occasion d'une grande fête avec attractions et manèges et d'un festival de musique pendant lequel se produisirent, aux côtés de la Fanfare de la Besbre, sept sociétés musicales de l'Allier et une du Puy-de-Dôme.
En 1938, le trafic sur la ligne de chemin de fer local fut définitivement arrêté.

#### Pendant la Seconde Guerre mondiale
Au mois de juin 1940, après la percée de Sedan, le groupe d'armée no 4 de l'armée française, commandé par le général Huntziger établit son quartier général au château.
Comme dans de nombreux villages, la défaite des armées françaises entraîna un afflux de réfugiés civils à Jaligny qui les hébergea jusqu'à leur retour, à partir du mois de juin. Certains d'entre eux, qui louaient la gare, désaffectée depuis la cessation de l'exploitation de la ligne de chemin de fer, étaient encore présents en juin 1941.

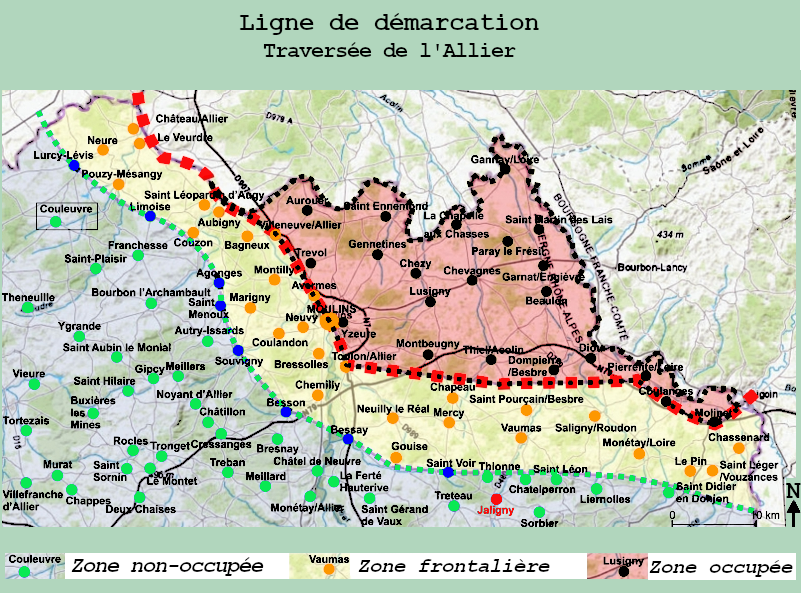
Tracé de la ligne de démarcation dans l'Allier.

Entrée en vigueur le 25 juin 1940, après la signature de l'armistice entre l'Italie et la France du 24 juin, la ligne de démarcation passait dans les bois de Jaligny, au nord du territoire communal. L'invasion de la zone libre le 11 novembre 1942 par les troupes allemandes entraîna sa suppression officielle le 1er mars 1943.
À partir de novembre 1942, en application des clauses de la convention d'armistice, les Allemands vidèrent les stocks de munitions à chargement spécial (gaz de combat, toxiques chimiques et fumigènes) constitués depuis la Première guerre mondiale à l'entrepôt de réserve générale de munitions de La Ferté-Hauterive (situé sur le territoire de Saint-Loup,) et créerent un important dépôt de ces munitions dans la forêt de Jaligny, protégé par une troupe bien équipée. Des unités allemandes s'installèrent dans la commune, au château et dans d'autres propriétés de la commune, notamment à Marseigne.
Le 16 août 1944, un responsable local de la Résistance s'enquit auprès d'un exploitant forestier de l'importance des troupes allemandes en forêt puis décida d'y effectuer une mission de reconnaissance avec quelques hommes. Ils trouvèrent sur place le cuisinier de l'unité et le tuèrent. Le 21 août, en représailles, des soldats du 18e Bataillon regroupèrent des habitants du faubourg de Marseigne et quelques passants au carrefour des « Quatre-Chemins », avec l'intention de les fusiller pour venger l'assassinat du soldat. Sur ces entrefaites, deux véhicules de la compagnie FTPF 1218 du camp « Guy Mocquet » de Dompierre-sur-Besbre, dirigée par le docteur Clusel, médecin et communiste, qui venaient de piller certaines propriétés des environs et se dirigeait vers Sorbier pour y récupérer des armes récemment parachutées,, arrivèrent à Marseigne et, voyant le carrefour tenu par les Allemands, ouvrirent le feu. Les Allemands ripostèrent et les six occupants de la première voiture, immobilisée par un jet de grenades, furent tous tués. Estimant les représailles suffisantes, ils libérèrent ensuite les otages. Les corps des maquisards furent exposés à l'église paroissiale, avec le produit des vols qu'ils venaient de commettre. La population de Jaligny refusa leur inhumation au cimetière communal mais on installa un monument au lieu où ils avaient été tués. Celui-ci fut déplacé par la suite de l'autre côté de la route, le long du mur de l'actuelle brigade de gendarmerie, sur lequel est apposée une plaque mortuaire portant leurs noms ainsi que celui de la jeune Paulette Michelet, âgée de seulement 14 ans, tuée accidentellement à proximité le 5 septembre 1944, d'un coup de fusil par un soldat FFI qui nettoyait son arme.

#### Après 1945
En 1959, un collège d'enseignement général fut créé à Jaligny, équipé et géré, pour l'essentiel, par la commune et les communes environnantes. L'équipement fut réalisé en classes préfabriquées (dont 7 par le budget communal de Jaligny et deux groupes de 3 classes fournies par l'État). Les communes constituèrent alors un syndicat intercommunal pour la construction d'une cantine scolaire afin d'héberger plus de 300 demi-pensionnaires, le service de demi-pension étant géré par un comité de gestion de bénévoles. En préalable à une nationalisation, la situation juridique de l'établissement fut régularisée à la rentrée 1970 par la création officielle du collège d'enseignement général mixte n" 0030019 E de Jaligny-sur-Besbre comme établissement de second degré, sous le régime municipal.

### Marseigne
Le village de Marseigne, situé sur la rive gauche de la Besbre, semble avoir été bâti sur l'emplacement d'un camp romain, comme peuvent le laisser penser son nom de Marsinha des anciennes chartes (Martis signa, enseigne de Mars, périphrase pour désigner un camp), ainsi que sa position topographique sur la voie romaine secondaire reliant Decize à Roanne par la vallée de la Besbre. Cette voie, venant de Dompierre, rejoignait ensuite Lapalisse. Son existence est avérée par les nombreux vestiges gallo-romains découverts à ses abords. Elle remplaçait un chemin protohistorique attesté par le champ d'urnes de Dompierre et le trésor de Marseigne, composé de bijoux d'or (un bracelet d'or uni, une lame d'or enroulée « en ressort de sonnette », des torques d'or hélicoïdal à crochets coniques et un crochet conique en or) et d'un lingot de bronze, datant de l'âge du bronze trouvés en 1868 et 1869. Des restes de cette voie ont été identifiés à Decize, Marseigne et Dompierre.
Aujourd'hui faubourg de Jaligny, Marseigne, dont l'existence est largement documentée depuis le Moyen Âge, était, sous l'Ancien Régime, une paroisse, au sens de subdivision administrative civile, appartenant à la généralité, à l'élection et au bailliage de Moulins et relevant de la coutume de Bourbonnais. C'était une possession de l'abbesse des bénédictines de Notre-Dame de Nevers, qui était titrée dame de Marseigne et y avait droit de justice, haute, moyenne et basse.
En tant que subdivision ecclésiastique, la paroisse Notre-Dame de Marseigne , relevait du diocèse de Clermont. Bien qu'une tradition très ancrée localement la place sous le patronage de saint Blaise,, elle était sous celui de saint Fiacre,. D'ailleurs, le Cadastre napoléonien donnait encore à voir, en 1833, une « maison Saint-Fiacre » à proximité de l'emplacement de l'église paroissiale. Le curé était nommé à la présentation de l'abbesse de Notre-Dame de Nevers,, en sa qualité de dame de Marseigne.
Un prieuré dépendant de cette abbaye est déjà connu à Marseigne en 1293, à l'occasion d'un différend entre Robert III, comte de Clermont, seigneur de Jaligny, et Isabelle, prieure de Marseigne, au sujet de la justice haute et basse du prieuré et des amendes qu'elle devait toucher pour les délits commis dans la ville de Marseigne.
Certains documents mentionnent aussi à Marseigne un prieuré augustin, également sous le vocable de Notre-Dame, qui aurait été rattaché à l'abbaye Saint-Martin de Nevers,,. Quelques-uns d'entre eux considèrent que son prieur percevait en totalité la dîme de la paroisse de Marseigne ainsi que la dîme de Paray, sur le territoire de Saligny, indivise avec le curé prieur de Saligny et le propriétaire de cette terre. C'est vraisemblablement dans ce prieuré augustin que mourut, vers la fin du XIVe siècle, Louis Dauphin, fils cadet de Guichard Ier Dauphin et frère de Guichard II Dauphin, seigneurs successifs de Jaligny.

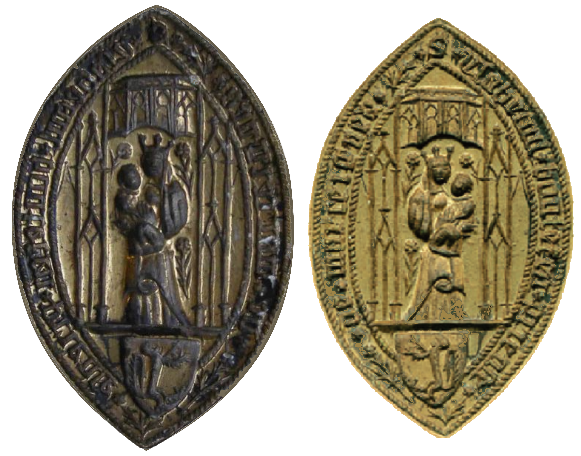
Scel d'Ysabeau Boutefeu.

Au XVe siècle, les « sujets en justice » du prieuré des Bénédictines lui étaient chaque année redevables, au titre de la haute justice, de « trois courvées à beufz et charrecte », ainsi que le demandait la prieure, Dame Ysabeau Boutefeu, au dénommé Pierre Bardin et aux siens, en 1462.
Le terrier de Chavroches, refait en 1509 sur ordre de la duchesse Anne de Bourbon, nous apprend que le fief de La Vauvre (près de Jaligny) appartenait à la prieure de Marseigne et, par la Description générale du Bourbonnais en 1569 établie par Nicolas de Nicolaÿ que la paroisse comptait 28 feux fiscaux, ce qui pourrait équivaloir à environ 140 habitants. À la même époque, Nicolaÿ recensait 78 feux (environ 390 habitants) à la paroisse de Jaligny, « tant en la ville et franchise (dans l'enceinte fortifiée) que hors la franchise ».

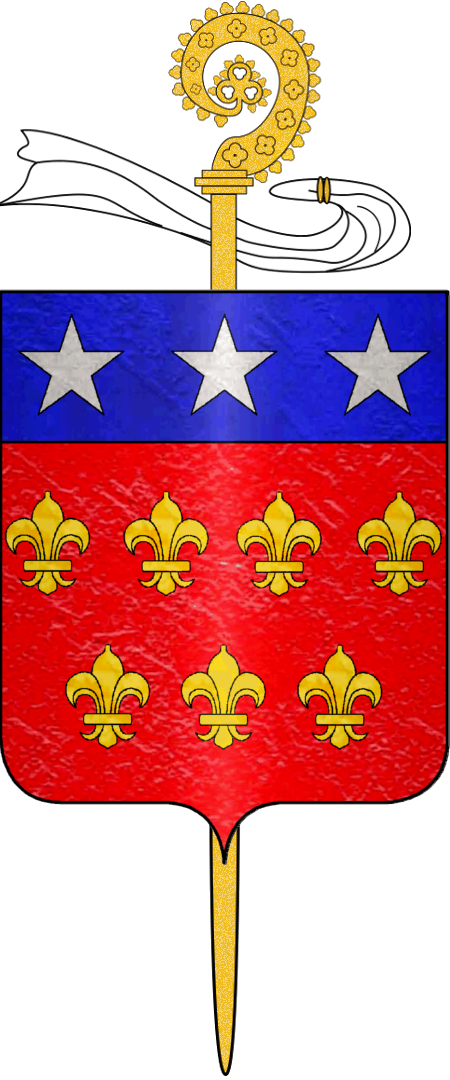
Blason de l'abbaye Notre-Dame de Nevers.

L'exploitation par les sociétés savantes locales des archives de la Nièvre relatives à l'abbaye Notre-Dame de Nevers, a permis de documenter un grand nombre d'autres droits et possessions du prieuré, notamment au XVIIe siècle. Ainsi, trois procès-verbaux d'une visite canonique du prieuré, effectuée le 22 juillet 1624 par Jacques Aubert, prêtre et religieux profès de l'abbaye de Saint-Vincent du Mans, commissaire député par Claude de Gamaches, abbesse de Notre-Dame de Nevers, accompagné du notaire royal au bailliage et siège présidial de Saint-Pierre-le-Moûtier, fournit un compte-rendu très complet de l'état général du monastère, de ses aménagements et de ses revenus.
La prieure, dame Perronne (ou Perronnelle) de La Guiche, étant absente, les commissaires passèrent par le cloître pour se rendre à l'église, où ils constatèrent que « la voulte couvrant le grand aultel est crevassée, fendue et entre ouverte, menassant ruyne et quant à deux petites voultes, estant à l'entrée du choeur de lad. esglise, avons veu qu'elles ont esté puis naguères refaictes à neuf. ». Le soir, « au logis de Nostre-Dame », ils reçurent messire Jean Tungnaud, curé de Marseigne et chapelain du prieuré qui y résidait dans une chambre, « d'aultant que à présent il n'y a aucune maison presbiteralle, estant ruynée de long temps et les parochiens si pauvres qu'ils n'ont moyen de la faire rebastir. ». Il déclara en outre qu'il assurait le service divin et célébrait la sainte Messe au moins un jour sur deux en l'église du prieuré et qu'il y célèbrait même les vêpres les dimanches, ainsi qu'aux fêtes de Notre-Dame et des Apôtres. Le lendemain, les commissaires rejoignirent messire Tungnaud dans le prieuré, où il leur montra une grande chambre planchée à neuf, une des salles attenantes, une cuisine et deux autres petites chambres, « toutes lesquelles chambres, salles et cuisine, avons trouvé en bon estat et suffisamment garnies de meubles ».
Il ressort également de l'audition du chapelain que le prieuré était propriétaire d'un moulin à blé « assez proche et au-dessus de Jalligni, sur la rivière de Besbre, justice dudit prioré, qui s'accense communément 50 quartes froment et seigle ». Il possédait également un domaine – sans doute celui des Ardillers – et « plusieurs articles de cens, rentes et beaux deniers, debvoirs » lui étaient dus, comme en témoignèrent les documents présentés au commissaire de l'abbesse.
La prieure avait droit de dîme aux paroisses de Saligny (dîme de Paray), Collanges et les Fougis, sur la paroisse de Thionne. En outre, elle avait totale justice, haute, moyenne et basse dans l'enclos et pourpris de la paroisse de Marseigne, cimetière et deux maisons devant ladite église, ainsi qu'en la maison du jardinier.

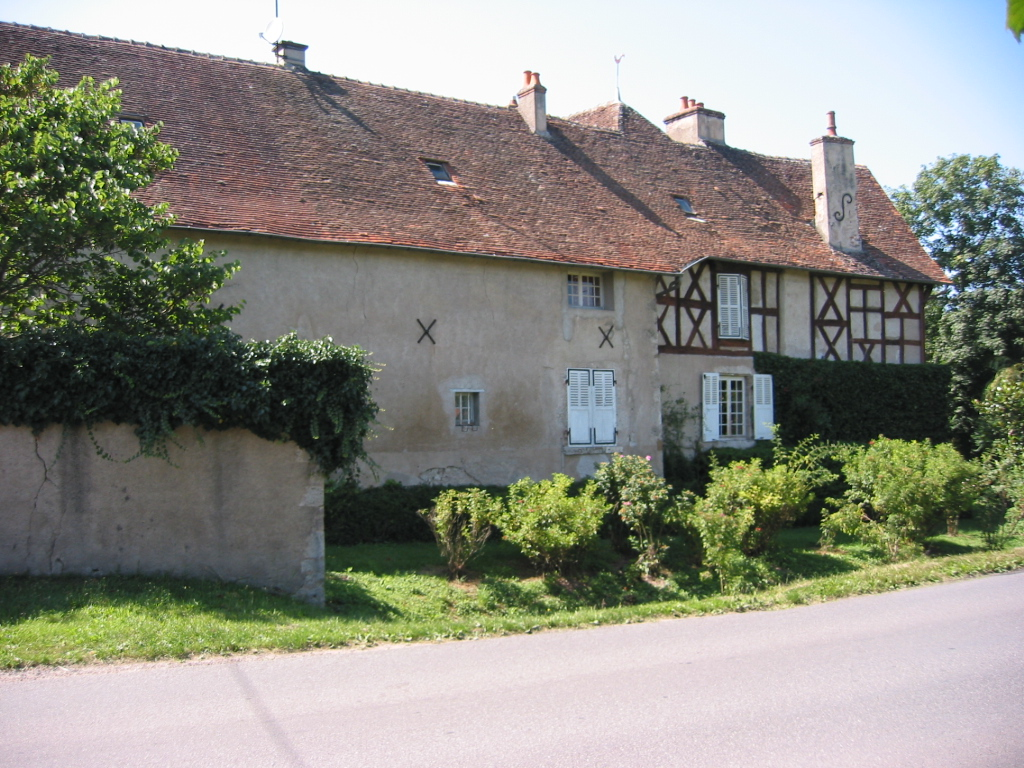
Le Couvent.

En 1686, le procès-verbal de la généralité de Moulins, établi par l'intendant d'Argouges, estimait le revenu du prieuré de Marseigne à 800 livres . La paroisse comptait alors 26 feux ; à titre de comparaison, Jaligny (ville) recensait 35 feux et Jaligny (paroisse), avec le fief des Escures, 16 feux.
En 1734, l'évêque de Clermont, Jean-Baptiste Massillon, notait, à l'occasion de sa visite pastorale, que « toute l'église [était] vousté et en assez bonne estat » (sic), le presbytère – peut-être la « Maison Saint-Fiacre » du cadastre de 1833 – en très bon état et le cimetière, enclos de murailles, en assez bon état, « à la réserve d'une grille à chaque porte... pour empêcher d'entrer les animaux ». Le curé déclarait alors la présence de 34 paroissiens adultes (« communions ») assidus aux offices. Si la paroisse ne comptait ni maître ni maîtresse d'école, elle avait une sage-femme « suffisament instruite ».
Lors de l'assemblée générale des trois ordres, du ressort de la sénéchaussée de Moulins, le 16 mars 1789, deux députés de la paroisse de Marseigne, Claude Lageneste, commissaire en droit seigneuriaux, et Gilbert Puignard, propriétaire, de la paroisse de Marseigne, représentaient l'ordre du tiers état pour la châtellenie de Chavroches.
La commune de Marseigne fut créée par le décret de l'assemblée nationale du 14 décembre 1789, proclamé par le roi le 28 décembre 1789. Bien que décidée le 18 juin 1791, par délibération du département de l'Allier, sa fusion à celle de Jaligny semble avoir été effective antérieurement au 2 février 1791, car ce jour-là, le curé Lacombe annonça son intention de prêter le serment à la constitution civile du clergé « à la municipalité de Marseigne et Jaligny réunis ».
La paroisse catholique disparut de facto quand le dernier curé, Joseph Lacombe, quitta Marseigne pour Vaumas, dont il fut curé « intrus » (« juratus, fuit intrusus à Vaumas ; absque moribus et doctrina ») en 1791-1792. Elle fut alors desservie par Claude-Pierre Marcillat, curé constitutionnel de Jaligny, qui, le 23 août 1791, alla prendre les vases sacrés de l'église qui menaçait ruine et les rapporta à Jaligny, puis elle fut rattachée à Saint-Hippolyte de Jaligny, vraisemblablement vers 1797, quand le curé Guillaume-Joseph Fouilhoux, sortit de la clandestinité dans laquelle il vivait depuis 1793. L'état religieux des ecclésiastiques de l'Allier vers 1802, la mentionnera comme « actuellement réunie à Jaligny ».
Le 16 janvier 1792, « presbytère, jardin, deux petits vergers provenant de la cure de Marseigne » furent adjugés en biens nationaux à un dénommé Bassot pour 4 500 livres et, le 24 prairial an II (12 juin 1794), « les bâtiments du prieuré de Marseigne, dépendant des Bénédictins de Nevers, église, cimetière, jardin, verger » le furent pour 37 000 livres à Jean-Marie Pomer de Péreux. Il ne reste rien de l'église paroissiale, qui n'apparaît déjà plus sur le plan cadastral de 1833, mais, du prieuré, subsiste un beau logis à double corps, nommé « le Couvent ». Le lieu-dit « La Vieille Cure » est un rare témoignage toponymique de l'existence de cette ancienne paroisse.

### Le prieuré du Saint-Sépulcre

#### Histoire du Moûtier
Non loin de la ville, se tenait jadis un monastère bénédictin aujourd'hui éteint, le Moûtier de Jaligny, fondé sous le nom de « Prieuré du Saint-Sépulcre de Beaulieu », par Hector (ou Hictor), seigneur de Jaligny, au retour d'un pèlerinage en Terre sainte, comme il l'expliquera plus tard : « Considérant avec toute l'affection de son esprit la miséricorde des juges célestes, après son retour de son voyage à Jérusalem, il bâtit une église qui lui appartenait, qu'il consacra en l'honneur du roi suprême et de son divin Sépulcre ».
Hector, s'en réservant toutefois le dominium sa vie durant, donna sa fondation « au Seigneur Dieu et au siège de sa mère Marie d'Auvergne, où les très glorieux martyrs Vital et Agricol semblent avoir été miraculeusement enterrés » – autrement dit à la cathédrale de Clermont – le 24 octobre 1036, sous l'épiscopat de Rencon, évêque de Clermont (1030–1053).
Vir honestissimus, il commençait sa charte en « reconnaissant que cette vie actuelle est instable, fugace et difficile pour tous ceux qui ont confiance en eux-mêmes, et combien la récompense [serait] donnée aux bons et le châtiment éternel [serait] donné aux méchants au dernier jour. » Il la concluait en exigeant qu'elle demeurât à perpétuité telle qu'il l'établissait et « vou[ait] quiconque essaierait d'y changer quelque chose, fût-ce le roi même, aux châtiments qu'[avaient] subi les traîtres Judas, Antiochus, Domitien, Néron, Datan et Ambiron. »,,,
Le couvent, composé de 12 moines, fut érigé en monastère après sa cession à l'abbaye de la Chaise-Dieu et soumis à la règle de saint Benoît. La date précise de cette affiliation est inconnue mais se situerait après 1052 et probablement avant 1146, sous l’éiscopat d'Aimeri, qui avait été abbé de la Chaise-Dieu de 1102 à 1111, une bulle du pape Eugène III, datée du 1er février 1146, citant déjà le prieuré de Jaligny pour l'abbaye de la Chaise-Dieu, dont il deviendra une des plus importantes filiales d'Auvergne, comptant 15 moines en 1146.
On sait aussi qu'Armand de Brezons, 17e abbé de la Chaise-Dieu fit un legs au prieuré de Jaligny, afin que l'on pria Dieu pour son âme le jour de son décès (31 octobre 1227) et que l'archevêque de Bourges Simon II de Beaulieu s'arrêta deux fois à Jaligny, « prieuré conventuel de la Chaise-Dieu » : la première visite eut lieu en mars 1284, où il fut reçu processionnellement au son des cloches et mangea avec six des moines du prieuré ; la seconde en 1287,. Quelques noms de prieurs de cette période sont connus : Étienne de Brécon, en janvier 1221 ; Artophle, en 1225 ; Barthélemy, en mai 1237. On trouve ensuite aux archives nationales une charte du 18 juillet 1303 portant procuration du prieur du Saint-Sépulcre de Jaligny, Étienne de Montaigu, pour être représenté à Montpellier devant le vicomte de Narbonne et recevoir de lui les avis du roi Philippe le Bel concernant le conflit avec le pape Boniface VIII,.

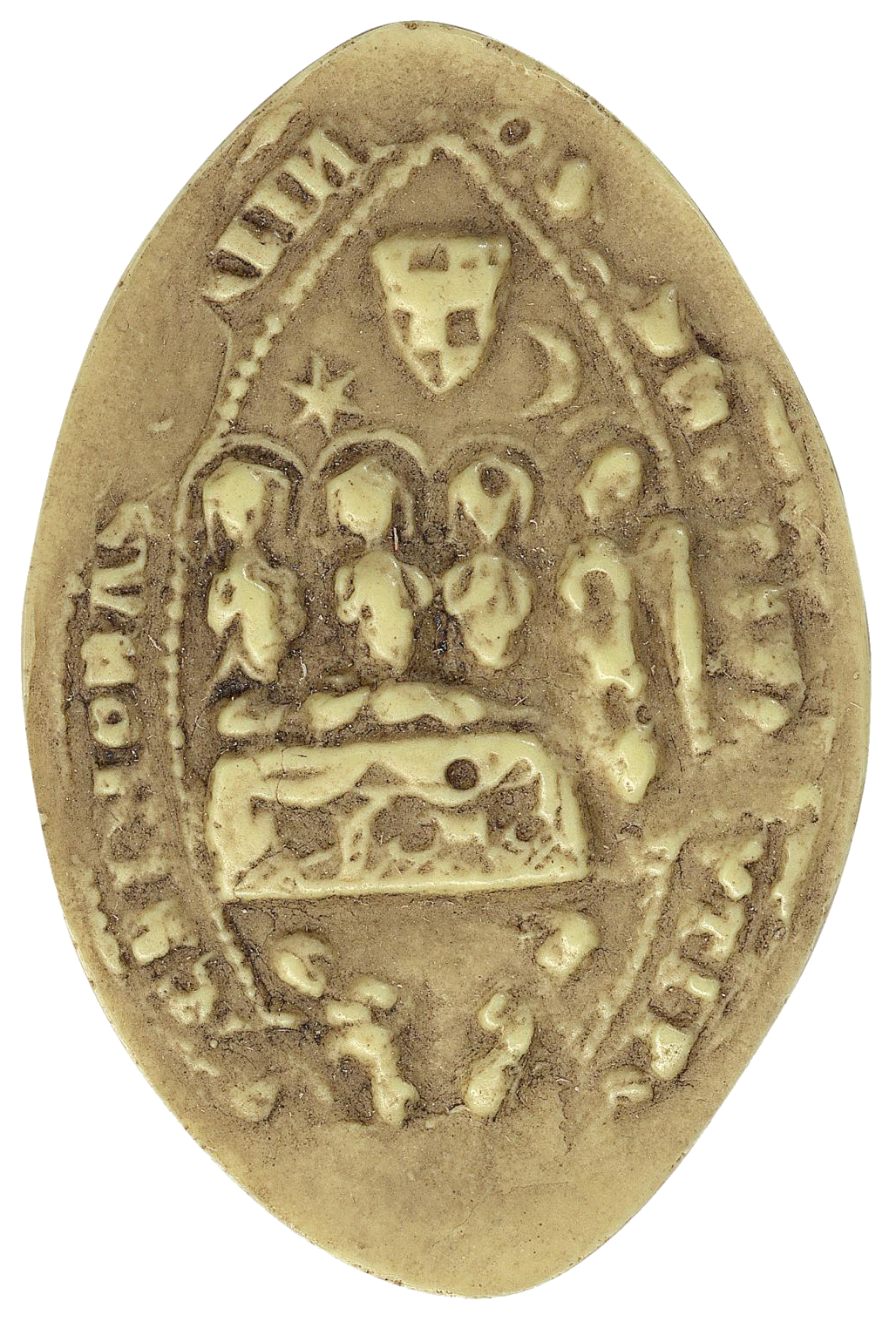
Sceau du frère Étienne de Montaigu (1303).

Au XIVe siècle, ce prieuré avait pris une importance considérable. Outre celle de Saint-Hippolyte de Jaligny – où il conférait aussi, sur présentation du seigneur, la direction de l'hôtel-Dieu et des écoles – le prieur avait la collation de seize cures : au diocèse de Clermont, les églises du Môutier-les-Jaligny, dont le curé vivait avec les moines, de Thionne, ancienne église-mère du Moûtier, de Billy, Chézeaux, Ciernat (paroisse réunie en 1832 à Montaigu-le-Blin avec Saint-Étienne-du-Bas), Montaigu-le-Blin, Montoldre, Saint-Christophe de Vicq, Saint-Révérien (réunie à Vaumas entre 1790 et 1794), Saint-Voir, Tréteau, Toulon et Le Vernet ; au diocèse d'Autun, Le Pal, Saint-Pourçain-sur-Besbre et Thiel. Les desservants de ces églises lui devaient des droits de patronage variables selon les revenus paroissiaux. En dépendaient également le prieuré-cure de Cossaye, celui de Saint-Germain-en-Viry et, à Thyellus (Thiel), le prieuré désigné vers 1460, dans le terrier de la châtellenie de Moulins, sous le nom de « prieuré de Pougny ».
Aux droits ecclésiastiques s'ajoutaient de nombreux droits seigneuriaux qui lui assuraient aussi des revenus appréciables. Ses biens et ses droits, qu'il exerçait par des officiers, s'étendaient à travers toute la région entre la Besbre et l'Allier, de part et d'autre du Luzeray, au Nord jusqu'a Thiel et Dompierre, au Sud-Ouest jusqu'à Varennes et Cusset. Par exemple, il possédait, en plus des droits seigneuriaux, toute justice (haute, moyenne et basse) sur les villages et paroisse du Moûtier et de Thionne et au village de La Brosse (Trézelles) et jouissait du droit de chasse – à un jet d'arbalète des garennes et à condition que ce ne fût pas le gros gibier – sur toutes les terres de Jaligny, qu'elles soient de sa justice ou de celle du seigneur, et, dans toute l'étendue de ses domaines, du droit de faire dresser des tables pour vendre ses denrées. Il pouvait amener l'eau de la Besbre à son moulin d'Anglèze et avait droit de pêche dans la rivière en aval de Jaligny, à partir de l'église du prieuré. Il jouira des droits, cens et devoirs du fief de Toulon jusqu'à la Révolution française.
De nombreux litiges naquirent alors entre les religieux et les seigneurs du voisinage. Le plus curieux concerne la prétention du prieur du Moûtier qui revendiquait le privilège de chasser la grosse bête dans les bois de Jaligny. Plus sérieusement, en 1379, Guichard Dauphin reprochait au prieur Guillaume de Rochefort, d'avoir transformé depuis une quinzaine d'années, sans son autorisation, son prieuré en « une maison forte pourvue d'eschiffes et de tours et environnée de murs et de fossés, et cela à son très grand préjudice, attendu que ledit prieuré est sis près de son chastel de Jaligny, que jusque-là il n'a pas été fortifié, et que l'emparement n'en estant pas suffisant et le lieu n'étant tenable et défendable, grand péril et inconvénient se pourrait ensuir ». Ce à quoi les moines répliquèrent qu'ils n'avaient fait qu'« obéir aux nécessités du moment en fortifiant leur prieuré, attendu que c'est le seul moyen d'assurer le service divin et d'offrir à leurs sujets un lieu où ils puissent mettre eux et leurs biens en sûreté. Les choses, en outre, ont été faictes de façon suffisante pour que la maison fût tenable et défensable, et il serait injuste de les obliger à démolir ce qu'ils ont péniblement édifié à grands frais et labeur ». Un arbitrage intervint et, le 30 mai, un traité fut signé par lequel le prieur était autorisé à maintenir son prieuré en l'état de maison forte, avec ses tours, eschiffres (guérites), murs et fossés, pour protéger les revenus importants du monastère, estimés à 300 livres par an et même à en augmenter les fortifications. En outre, il y pouvait mettre et instituer « un capitaine ydoine et suffisant du pays de Bourbonnais, Auvergne ou de Bourgogne, pour la tuition, seureté et garde dudit lieu, qui permit et réservé toutes foyes que le capitaine qui mis, institué et estably aura esté par les religieux fera serment solennel en la présence du seigneur de Jaligny ou de son bailli, toutes et quantes fois que requis en sera, de bien et loyalement gouverner et exercer l'office de capitaine dudit lieu au proffit dudit seigneur de Jaligny, des religieux et du pays ».

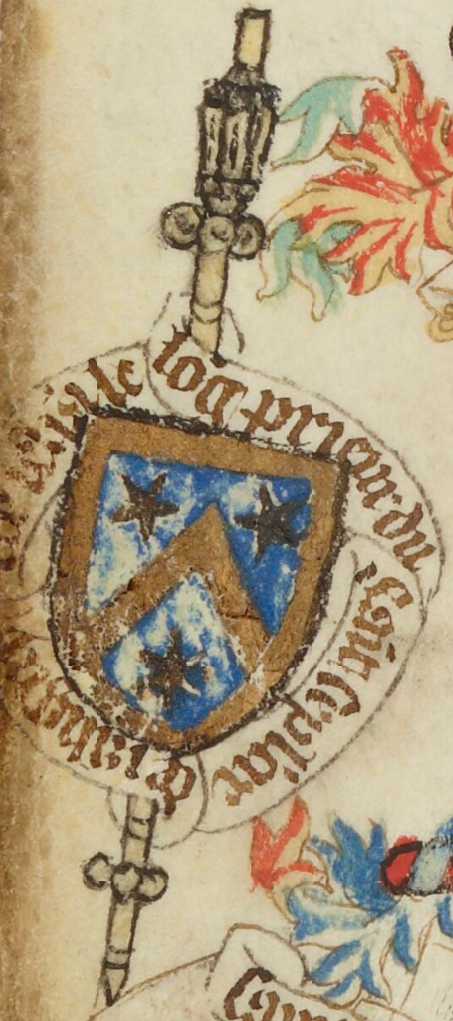
Armes de Jehan Le Long.

Le régime de la commende s'introduisit très tôt dans ce bénéfice. À partir de 1456 où Antoine de Balzac, docteur en décrets, succédant au frère Jehan Le Long, est cité comme prieur commendataire, on voit successivement passer Antoine de Chabannes, prieur d'Ambierle, évêque du Puy (1694–1520), Philibert de la Guiche (1540), François de la Guiche (1545–1578), Pierre Roux (1591), Antoine Challemoux, prêtre de Chambilly (1593–1613), Antoine Berthoux, de Mazerier (1613–1635), Jacques de Bayard, écuyer et aumônier du roi, abbé de Notre-Dame de Bellaigue, seigneur de Marsat et de Langlard (1635-1666), Jean-Jacques de Charry des Gouttes, jusqu'à sa mort le 25 avril 1718 (1666–1718), Jacques Lallement, docteur en Sorbonne, évêque de Séez (mentionné en 1724), puis Jean Oliva ou Olivat, bibliothécaire du cardinal de Rohan puis du prince de Soubise (–1757), et enfin Charles-Louis Taillandier, moine bénédictin de la congrégation de Saint-Maur (1747–1786) et abbé commendataire de Sainte-Croix, en Irlande.

Armes d'Antoine de Balzac

Mettant aux mains de particuliers, la plupart du temps étrangers au monastère, des ressources destinées au culte, la commende avait, de façon générale, mauvaise réputation. Si se trouvaient parmi les commendataires de meilleurs gestionnaires que ne l'étaient les abbés réguliers et qu’en définitive les moines et la régularité y trouvaient leur compte, bien souvent, ces bénéficiers n'avaient « d’autre soin que de piller la maison de Dieu » et réduisaient au maximum le personnel du couvent, auquel ils ne reversaient que la portion congrue (du latin : congruus, convenable), censée lui permettre d'assurer le service divin et de vivre « convenablement ». La mise à profit de la commende avait globalement des conséquences déplorables pour la régularité et la prospérité des ordres religieux mais, au Moûtier-lez-Jaligny, son emploi fut particulièrement scandaleux. Philibert de la Guiche donna le coup de grâce à la vie monastique : il chassa d'un seul coup tous les moines, et, régi dès lors comme un bien ordinaire, le prieuré ne fut plus, dans les faits, qu'une propriété des La Guiche dont Roux, Chalmoux, Berthoud et Bayard ne furent en réalité que des fermiers. Jacques de Charry des Gouttes entreprit, en 1681, de restaurer la vie religieuse, mais, bien que Simon Berroyer, à l'époque notaire en Bourbonnais et châtelain de Crapelles (village de Beaulon), se fut retiré au moûtier en 1696, après avoir cédé au seigneur de Paray « ses droits aux lieux et domaines » qu'il possédait, sa tentative ne semble pas avoir réussi et en 1702 la communauté ne comprenait que le prieur claustral. En 1743, le frère Prévost est mentionné comme titulaire unique de tous les offices claustraux.
Le 16 mai 1744, le roi autorisa le prieur Jean Oliva à poursuivre la suppression de la mense conventuelle et des offices claustraux. Le 6 avril 1746, l'évêque de Clermont prit le décret de suppression de la mense conventuelle. En mai 1746 et le 17 juin 1747, des lettres patentes du roi confirmèrent le décret épiscopal et ordonnèrent son exécution. Enfin, cette même année, le grand conseil de la Chaise-Dieu décida que, moyennant une rente de 400 livres payée à la mense conventuelle de l'abbaye par le prieur du Moutier, les fondations faites à ce monastère y seraient transportées et qu'à leur intention il serait célébré chaque semaine, dans l'église abbatiale, une messe à voix basse. Devenus inutiles, l'église et les bâtiments claustraux furent détruits ; on vendit les ornements et objets servant au culte et, en 1750, de la fondation d'Hector de Jaligny, à laquelle il était interdit de toucher « sous peine de damnation éternelle », il ne restait plus que des domaines et des rentes servant uniquement à rendre la vie facile à un heureux bénéficier.
Du reste, un pouillé de 1762 mentionnait toujours comme étant à la collation du prieur de Jaligny les cures de « Saint-George du Vernet, Sainl-Alyre de Billy, Notre-Dame de Ciernat, Sainte-Anne de Montaigut-le-Blanc, Saint-Eloy de Montordre, Saint-Voyes près Jaligny, Saint-Maurice de Tréteaux, Saint-Lambert de Chasannes, Saint-Vénérand, Saint-Hypolite de Jaligny, Saint-Sépulcre près Jaligny, avec Notre-Dame de Thionne, son annexe. » Les revenus de ce monastère sans moine, gérés en 1766 par Claude Delageneste, receveur du prieuré, dépassaient encore 6 000 livres à la veille de la Révolution.

#### Les bâtiments prioraux
Au milieu du XIVe siècle, les moines avaient transformé leur prieuré en un édifice carré, flanqué de quatre tours et d'échiffes et entouré de murs et de fossés, le faisant ressembler davantage à une maison forte qu'à un monastère. Au XVe siècle, Antoine de Balzac fit reconstruire les bâtiments et leur adjoignit une aile spacieuse dans laquelle il installa ses appartements et une porterie que ses voûtes étroites à arêtes vives ont souvent fait passer, à tort, pour les restes d'une ancienne chapelle. De cette période datent deux pierres sculptées représentant un ange tenant devant lui les armes du prieur : d'azur à trois flanchis d'argent, chargé en abîme d'un écusson de gueules à la croix d'argent, au chef d'or chargé de trois flanchis du champ, chargé en abîme d'un écusson de gueules à la croix d'argent ; l'une est encastrée dans un mur ; l'autre est une ancienne clef de voûte de la porterie.
La partie la plus ancienne du moutier subit un remaniement complet au XVIe siècle et les salles gothiques disparurent pour faire place à des chambres hautes au goût du temps. Ces travaux furent interrompus lors de la scandaleuse gestion de Philibert de la Guiche et il n'en subsiste guère qu'une cheminée inachevée dont les ornements sont seulement esquissés. À la fin du XIXe siècle, on y lisait encore deux inscriptions : Cognosce te ipsum et Facile contemnit omnia quisemper cogitat esse mor(iturus).
L'église prieurale, autour de laquelle s'étendait le cimetière, se trouvait à l'emplacement de la basse-cour actuelle. Lors de travaux au cours du XIXe siècle, on y découvrit de nombreux chapiteaux et pierres sculptées, provenant des démolitions de 1747, qui furent malheureusement brisés pour être utilisés comme moellons. Seule subsiste, dans la cour d'honneur, une margelle de puits du XIIe siècle taillée d'un seul bloc et ornée d'arcatures romanes. Des fouilles récentes, entreprises par l'actuel propriétaire, ont mis au jour des sépultures anciennes à l'emplacement supposé de l'église.
Cet ancien monastère est aujourd'hui située sur le territoire de la commune de Thionne.

## Politique et administration
Jaligny a été le chef-lieu d'un canton qui regroupait huit communes et totalisait 4 280 habitants en 2011. Le canton fait partie de la première circonscription de l'Allier. Depuis fin mars 2015, la commune est rattachée au canton de Moulins-2.
Dans l'ordre administratif, la commune appartient à l'arrondissement de Vichy et au département de l'Allier.
Dans l'ordre judiciaire, Jaligny-sur-Besbre relève du tribunal de proximité et du conseil de prud'hommes de Vichy, du tribunal judiciaire et du tribunal de commerce de Cusset et de la cour d'appel de Riom.
La commune est membre de la communauté de communes Entr'Allier Besbre et Loire.

### Municipalité
Le conseil municipal de Jaligny-sur-Besbre est composé de 15 membres élus au scrutin majoritaire à deux tours. La population communale étant inférieure à 1 000, les candidatures isolées et les listes incomplètes sont autorisées, mais on ne peut plus être élu si l'on n'a pas préalablement fait acte de candidature. Chaque électeur choisit librement parmi tous les candidats ceux qu'il préfère : il peut panacher les listes, sans toutefois dépasser le nombre des 15 élus possibles. Les candidats ayant recueilli au premier tour la majorité absolue des suffrages exprimés et au moins un quart des voix des électeurs inscrits sont élus dès ce premier tour. Au deuxième tour, sont élus ceux ayant alors obtenu le plus de voix. L'élection est acquise au plus âgé lorsque tous ne peuvent être élus compte tenu du nombre de sièges à pourvoir.
Aux élections municipales de 2014, la participation était de 358 votants sur 529 inscrits sur les listes électorales de la commune, soit un taux de 67,67 %. 15 sièges étaient à pourvoir. Tous les candidats de la liste unique ont été élus dès le premier tour.
On remarque également que plusieurs des candidats sont des habitants de la commune récemment installés.
| Période | Période                      | Identité           | Étiquette | Qualité                     |
| ------- | ---------------------------- | ------------------ | --------- | --------------------------- |
| 1983    | 1986                         | Élie Combaret      |           | Vétérinaire                 |
| 1986    | 1989                         | Jean Bernardin     |           | Gérant de coopérative       |
| 1989    | 2008                         | Marcel Achard      | PS        | Retraité de l'enseignement  |
| 2008    | 2010                         | Lucie Jaboin       | DVG       | Retraitée de l'enseignement |
| 2010    | 2014                         | Pierre-Henri Vinay |           | Directeur de galerie d'art  |
| 2014    | 2020                         | Michel Laurent     |           | Agent technique             |
| 2020    | En cours (au 8 juillet 2020) | Annie Deborbe      |           | Avocate                     |

#### Hôtel de ville
Les services de la mairie sont installés depuis 2005 dans l'ancienne caserne de gendarmerie, rue de la Couzenotte.
La construction de ce bâtiment sur des plans de l'architecte Antoine Percilly de Vichy avait été décidée le 1er juillet 1900 par le conseil municipal pour être le presbytère. Le financement du projet fut assuré pour partie par la vente de l'ancien presbytère situé route du Donjon, qui fut vendu le16 mars 1902, et une subvention de l'État, le reste étant pris en charge par le conseil de fabrique de la paroisse. Lors de la suppression de cet établissement public du culte par la Loi de séparation des Églises et de l'État du 9 décembre 1905, la commune recouvrit à titre définitif la libre disposition du presbytère et c'est finalement la brigade de gendarmerie, qui devait s'installer au « Château Rouge », à la sortie du bourg, sur la route de Saint-Léon qui occupa ces locaux, peu fonctionnels pour accueillir des bureaux et des logements, de 1908 jusqu'à la construction de la nouvelle brigade à Marseigne dans les années 1980.

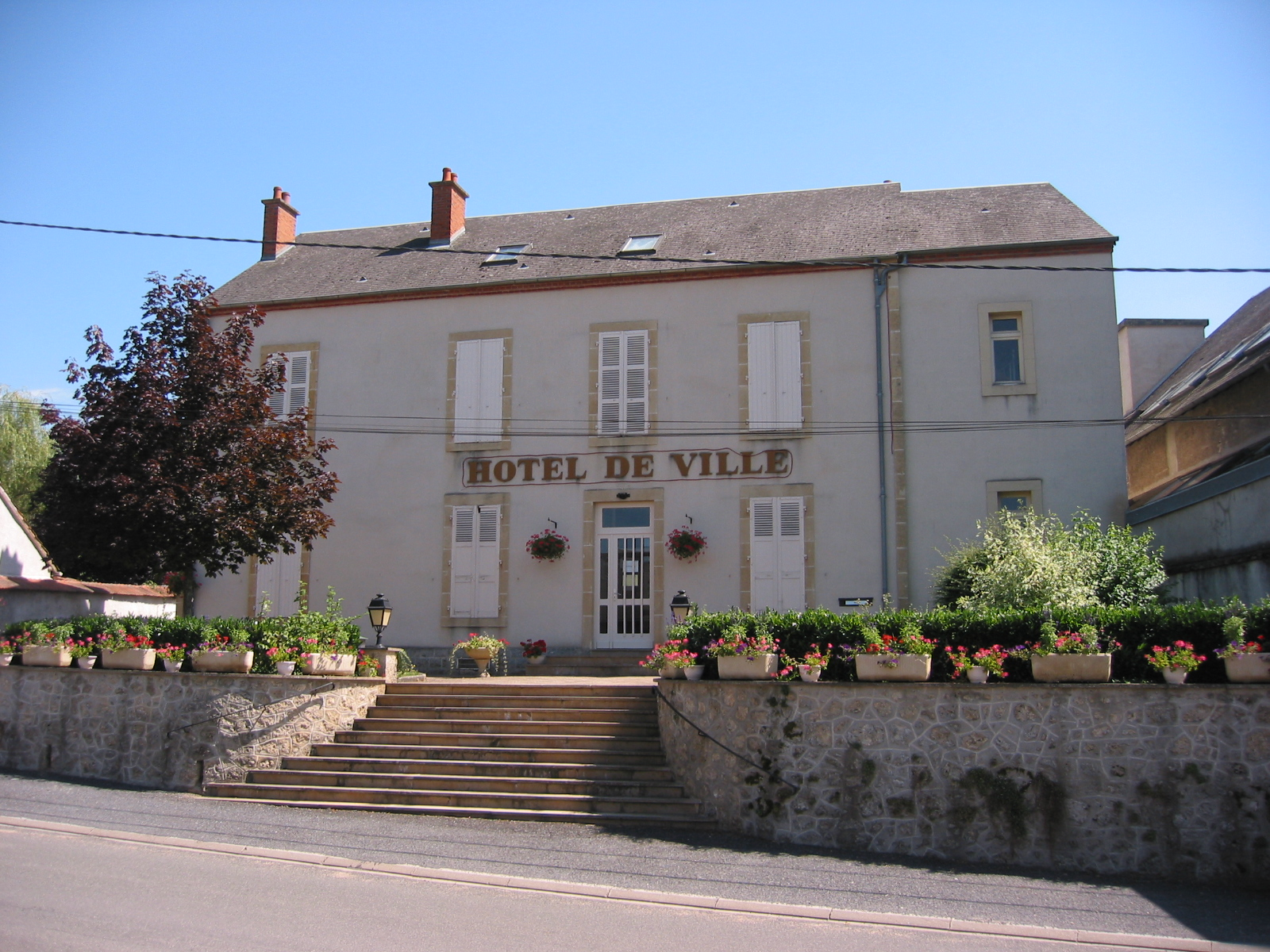
L'hôtel de ville depuis 2005.

### Services publics
- Le corps des sapeurs-pompiers a été fondé en 1886, année de l'achat de la première pompe à bras[227]. Depuis la départementalisation des corps de sapeurs pompiers, le centre de secours de Jaligny, autrefois communal, est rattaché au S.D.I.S. de l'Allier et appartient à la compagnie N3 du groupement Nord basé à Moulins[228].

24 sapeurs-pompiers volontaires - dont six féminines - commandés par un officier, sont affectés au centre de secours de Jaligny, renforcé par les 13 volontaires, commandés par un sous-officier, du centre de première intervention de Trézelles. 4 recrues, issues de la filière « Jeune sapeur-pompier », ont rejoint le centre en juillet 2024.
La caserne des pompiers, située près du cimetière, a été construite en 1995. Lors de sa session du 7 décembre 2023, le conseil départemental de l'Allier a annoncé une subvention d'investissement d'1 million d'euros par an sur 2 ans soutenir la construction de trois nouveaux centres de secours, notamment à Jaligny-sur-Besbre.
En plus d'un camion citerne contenant 4 000 litres d'eau et pouvant transporter 5 sapeurs-pompiers, le centre est doté d'un véhicule de secours et d'assistance aux victimes et d'un V.P.I. (Véhicule de protection et d'incendie). La dotation d'un V.L.T.T. est prévue au budget 2024-2026 pour renforcer la chaîne de commandement « feux espaces naturels ».
En 2024, l'activité opérationnelle du centre a compté 410 interventions, dont 46 pour feux, 304 secours d'urgence aux personnes, 36 accidents sur la voie publique et 16 opérations diverses, soit une disponibilité de 80.000 heures sur année.
- La brigade de gendarmerie de Jaligny assure la sécurité des personnes et des biens. Elle est rattachée à la communauté de brigades de Lapalisse et appartient à la compagnie de gendarmerie de Vichy. Ces unités dépendent du groupement de gendarmerie départementale de l'Allier et de la région de gendarmerie d'Auvergne-Rhône-Alpes. Sur le plan judiciaire, les agents et officiers de police judiciaire relèvent de la compétence du tribunal de grande instance de Cusset.
- Depuis la fermeture de l'agence postale en mai 2023, la municipalité a installé une agence postale communale dans la « salle de mémoire » de l'ancien hôtel de ville[232].

D'autres administrations ont été présentes dans la commune :
- une agence postale ;
- une agence du trésor public à compétence cantonale (perception) assurait le recouvrement des impôts directs et de certaines taxes ;
- une justice de paix réglait les litiges de la vie quotidienne par une démarche conciliatrice. La salle de justice de paix existe toujours dans les locaux de l'ancien hôtel de ville.

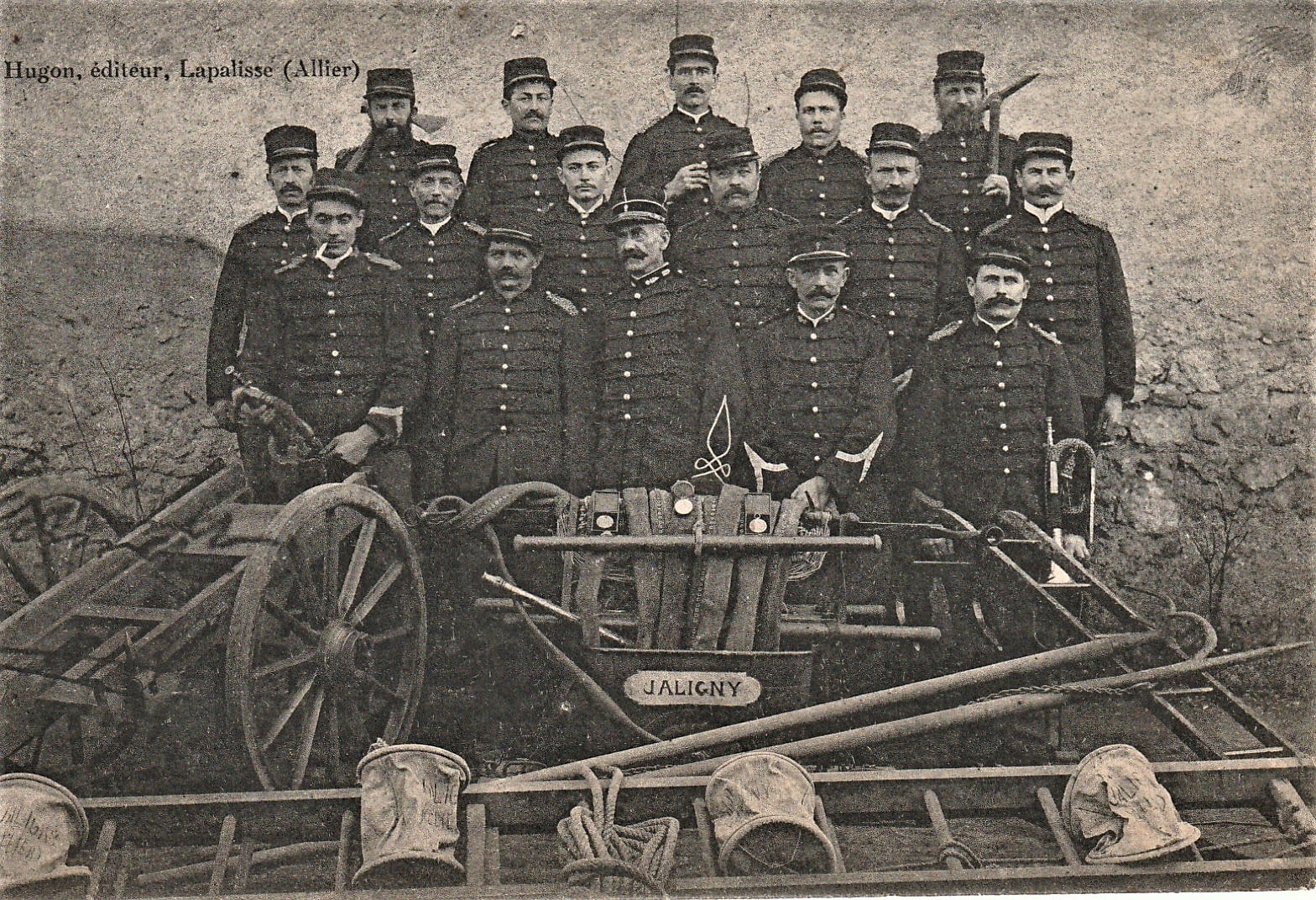
Les pompiers vers 1904.
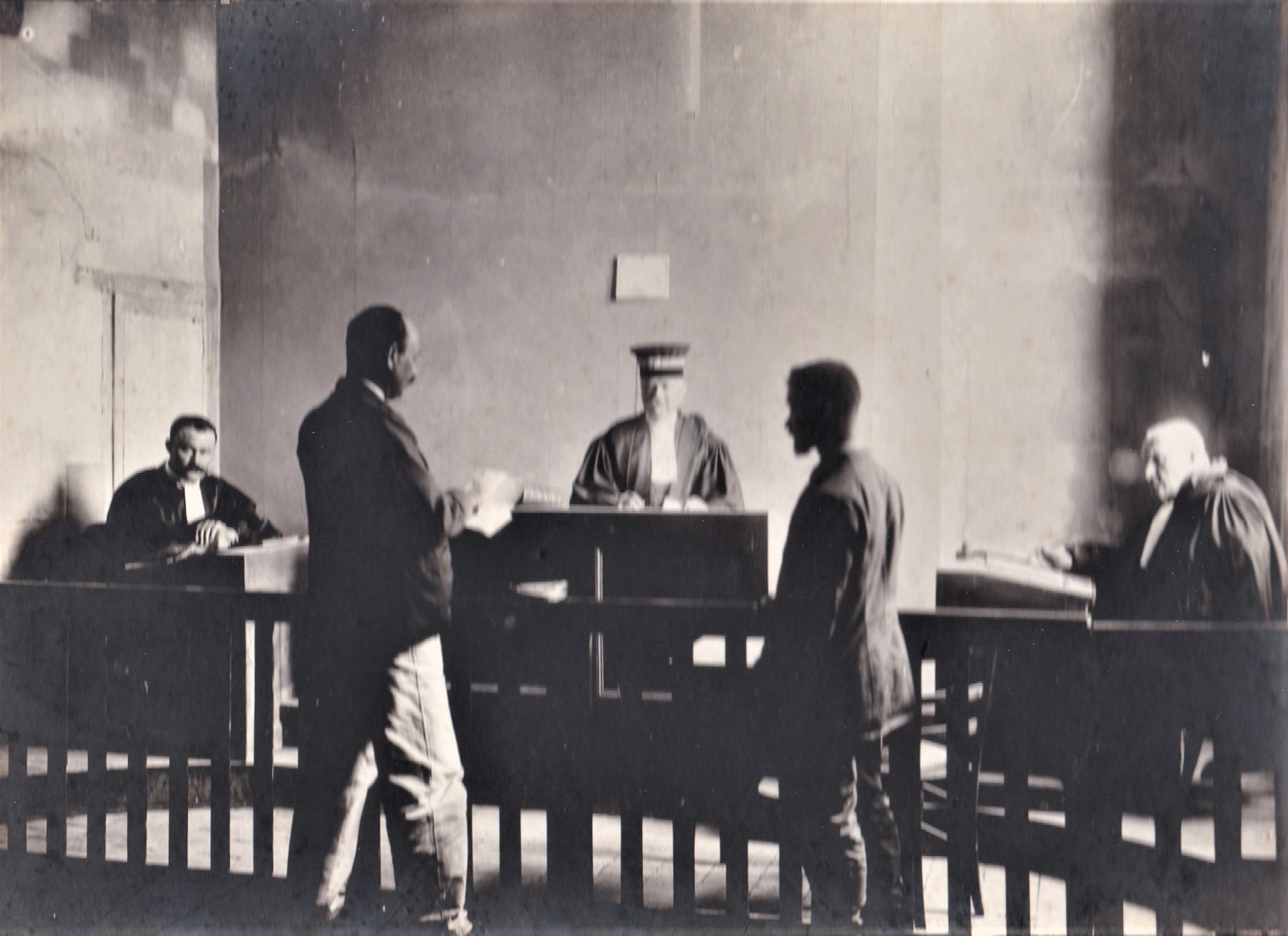
Une audience de justice de paix à Jaligny.
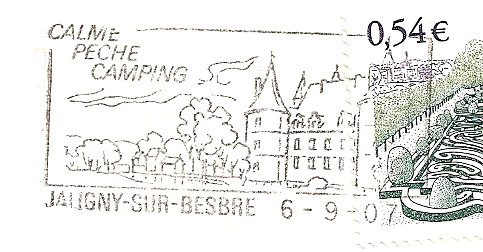
Ancienne marque postale.

### Enseignement
Depuis la délibération du conseil municipal du 12 septembre 2024, les écoles de Jaligny s’appellent : « Groupe scolaire Jean Zay ». En 2024, 83 élèves fréquentent ces établissements : 56 dans les 5 classes de l'école élémentaire et 27 l'école maternelle. Les prévisions de l'inspection académiques pour 2025 s'établissent à 52 élèves en primaire et 33 en maternelle. Plus de la moitié des élèves provenaient des communes environnantes : Châtelperron, Mercy, Saint-Voir et Thionne.
Construit en 1978, le collège des Chenevières compte 14 salles. 12 professeurs enseignent à 133 élèves, répartis sur 8 classes. À la rentrée 2022, s'est ouvert un dispositif d'inclusion scolaire Ulis, qui permet la scolarisation d’élèves en prenant en compte leur handicap, singularité et besoins particuliers. Le collège propose également à tous les élèves de bénéficier d’heures supplémentaires en arts plastiques.
En 2022, le taux de réussite au brevet des collèges était de 73,7 % en 2022, avec 28 admis pour 38 inscrits, dont 60.71 % de réussite avec mention. Le collège des Chenevières se classait au 6 402e rang des 8 732 établissements français.
Ces établissements sont rattachés à l'inspection académique de Moulins et dépendent de l'académie de Clermont-Ferrand.

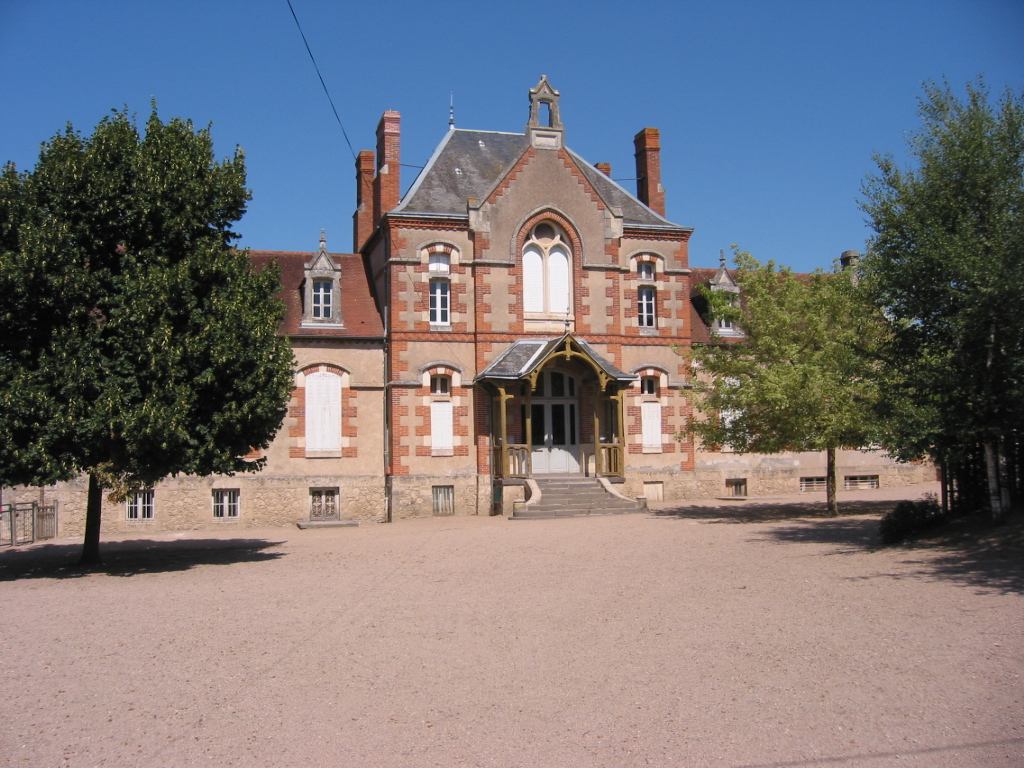
Groupe scolaire Jean Zay.
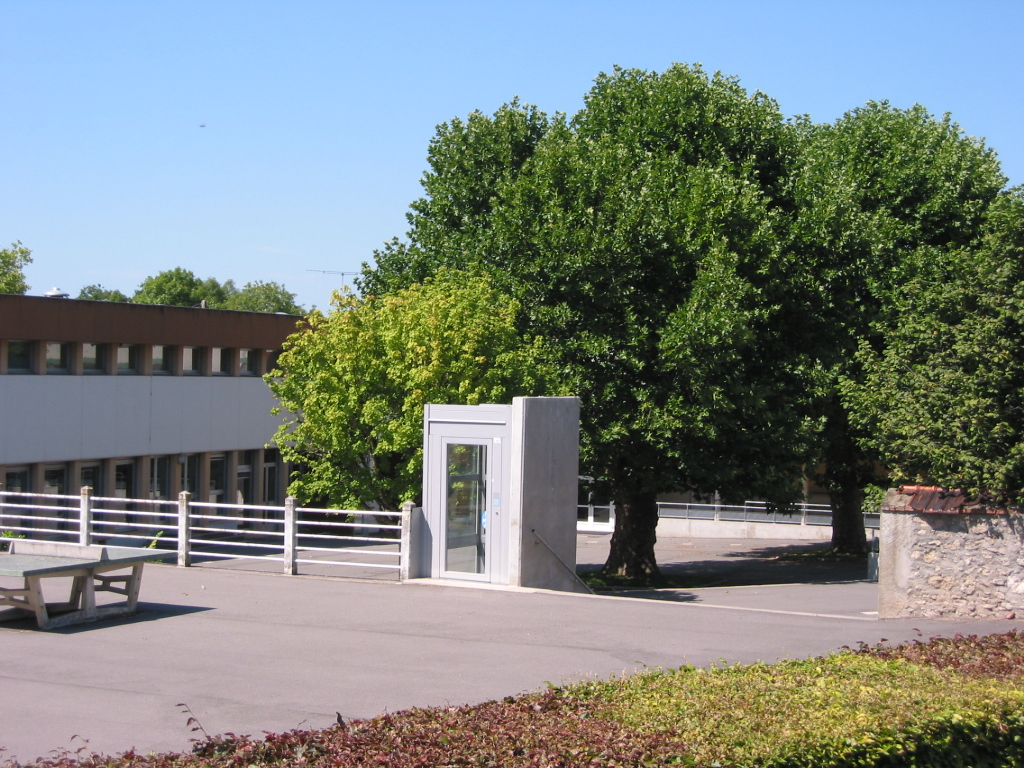
Collège des Chenevières.
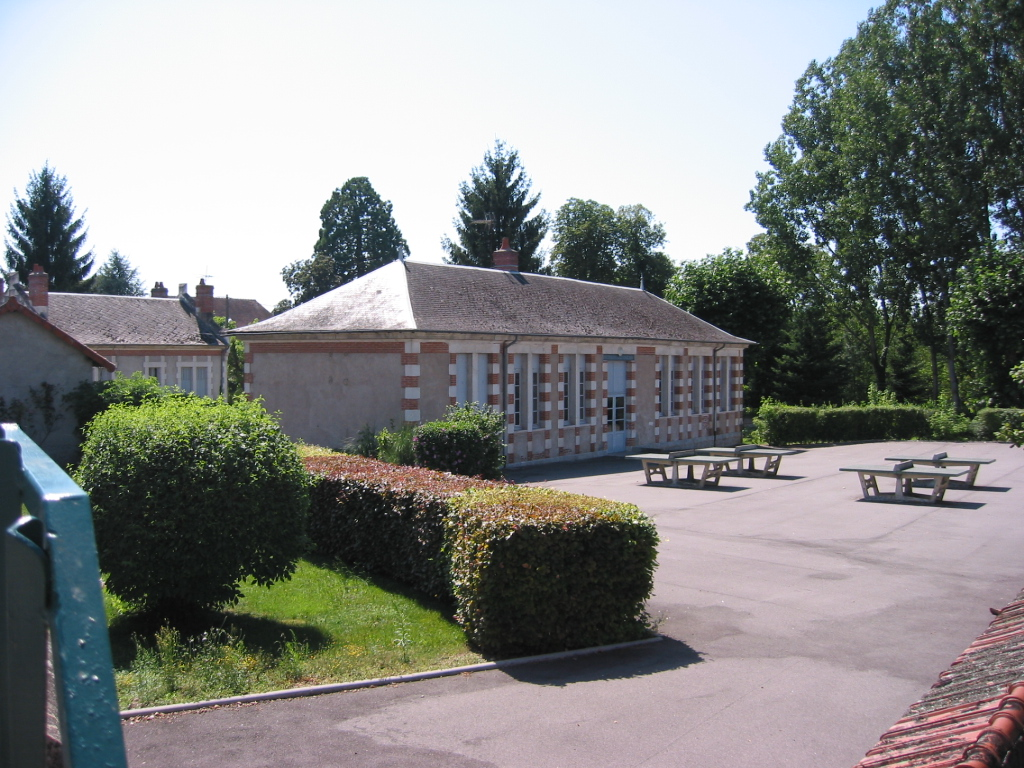
Collège des Chenevières.

### Santé et social
- Une pharmacie, un kinésithérapeute et deux cabinets infirmiers sont implantés dans la commune.
- Le Centre Social[240] a été fondé en 1966 de par l'initiative des élus, des responsables des caisses locales de la Mutualité Sociale Agricole et de quelques personnalités locales intéressées par l'action sociale. C'est une association loi 1901 avec pour but de « promouvoir, créer, gérer toutes les activités et les services d'ordre sanitaire, social, culturel, éducatif, familial, en faveur des enfants, des adolescents, des malades, des vieillards et des familles en général ». Dès son origine, Le Centre Social est créé par et pour la population afin de répondre à l'ensemble des besoins sociaux de son territoire. L'activité du Centre Social a considérablement évolué au cours de toutes ces années. Si durant les quinze premières années, les actions entreprises étaient d'ordre médico-social, le Centre Social, depuis 1980, se présente comme un équipement de proximité à vocation d'animation globale et tend à s'inscrire comme un véritable instrument du développement social local. L'animation globale développée par cette structure participe à un soutien de l'animation de la vie locale et au développement social de son territoire par une approche favorisant l'exercice de la citoyenneté et l'échange social. À ce titre, le Centre Social s'attache particulièrement à la participation des habitants, dans tous les projets qu'il conduit. Équipement de quartier à vocation globale, familiale et plurigénérationnelle, c'est un lieu de vie sociale et un lieu d'inventions sociales concertées et novatrices. Dans les axes prioritaires de son projet social, on retrouve des objectifs tels que l'intégration des nouvelles populations, le développement des solidarités locales, voire européenne, la valorisation de la politique enfance jeunesse, la mise en réseau des associations et des collectivités, le soutien technique aux projets…
- Un établissement d'hébergement temporaire pour personnes âgées (EHTPA), financé par la communauté de communes Val de Besbre - Sologne Bourbonnaise, est ouvert depuis le 3 janvier 2015. La « Résidence du Val-de-Besbre » possède une capacité d'accueil non-médicalisé de 27 personnes.

### Jumelages
La commune n'est actuellement jumelée à aucune localité étrangère.

## Démographie

### Évolution démographique
Jaligny est marqué par une forte baisse démographique, plus prononcée que sur la globalité du département de l'Allier. En un siècle, entre le recensement de 1896 et celui de 1999, la commune a perdu plus de 35 % de ses habitants. Avec 694 habitants en 1999, on y dénombre 68 habitants de moins qu'en 1990, soit une baisse de 8,92 %, pendant que l'ensemble du département perd seulement 3,77 % de sa population sur la même période. Plus que l'important déficit migratoire constaté dans les années 1970, aujourd'hui c'est surtout le déficit naturel qui est la cause de cette décroissance. L'excédent des décès sur les naissances explique actuellement les trois-quarts de la baisse démographique. La constante dégradation du bilan naturel résulte plus d'une chute du nombre des naissances que d'une augmentation des décès.
Comme dans le reste des zones rurales du département, les personnes âgées y sont sur-représentées. Cependant, la population des campagnes semble baisser à un rythme moins soutenu que celles des principaux pôles d'activités de l'Allier. Le bilan migratoire devenu légèrement positif annule une partie du déficit naturel.
Situé par l'Insee entre 25 et moins de 30 %, le taux de renouvellement de la population fait apparaître une plus grande stabilité que sur l'ensemble de l'Allier. En revanche, les personnes qui s'installent dans la commune sont plus âgées que dans les aires urbaines, où les nouveaux habitants sont principalement de jeunes ménages. La part des 60 ans ou plus parmi les nouveaux arrivants se situe entre 15 et 20 % contre 13,5 % pour la globalité du département et moins de 10 % pour ses pôles d'activités.
La part des actifs parmi la population âgée de 15 ans ou plus est de moins de 46 % quand elle est de 50 % pour l'Allier, en raison de la population plus âgée et d'une diminution de l'emploi agricole. La part des femmes actives parmi la population féminine âgée de 20 à 59 ans est inférieure à 70 % contre 75 % pour la moyenne du département.
On dénombre en 2005 dans la commune 370 foyers fiscaux. 147 sont imposables (soit une évolution de 13,9 % par rapport à 2003), 223 non-imposables (-3,9 %). Le revenu net imposable moyen (12 933 €) a baissé de 1 % entre 2003 et 2005 alors que le revenu net imposable global (4 785 000 €) a progressé de 1,2 % pendant la même période.
Le taux de chômage de la population active est de 11 % (5 % des hommes, 18,4 % des femmes).

L'évolution du nombre d'habitants est connue à travers les recensements de la population effectués dans la commune depuis 1793. Pour les communes de moins de 10 000 habitants, une enquête de recensement portant sur toute la population est réalisée tous les cinq ans, les populations de référence des années intermédiaires étant quant à elles estimées par interpolation ou extrapolation. Pour la commune, le premier recensement exhaustif entrant dans le cadre du nouveau dispositif a été réalisé en 2008.

En 2022, la commune comptait 556 habitants, en évolution de −5,28 % par rapport à 2016 (Allier : −1,38 %, France hors Mayotte : +2,11 %).
| 1793 | 1800 | 1806 | 1821 | 1831 | 1836 | 1841 | 1846 | 1851 |
| ---- | ---- | ---- | ---- | ---- | ---- | ---- | ---- | ---- |
| 597  | 408  | 427  | 568  | 643  | 627  | 689  | 888  | 889  |

| 1856 | 1861 | 1866 | 1872 | 1876  | 1881  | 1886  | 1891  | 1896  |
| ---- | ---- | ---- | ---- | ----- | ----- | ----- | ----- | ----- |
| 921  | 905  | 950  | 924  | 1 014 | 1 062 | 1 079 | 1 095 | 1 073 |

| 1901  | 1906  | 1911  | 1921 | 1926 | 1931 | 1936 | 1946 | 1954 |
| ----- | ----- | ----- | ---- | ---- | ---- | ---- | ---- | ---- |
| 1 059 | 1 039 | 1 012 | 946  | 927  | 954  | 924  | 869  | 825  |

| 1962 | 1968 | 1975 | 1982 | 1990 | 1999 | 2006 | 2008 | 2013 |
| ---- | ---- | ---- | ---- | ---- | ---- | ---- | ---- | ---- |
| 822  | 827  | 778  | 767  | 762  | 694  | 652  | 641  | 598  |

| 2018 | 2022 | - | - | - | - | - | - | - |
| ---- | ---- | - | - | - | - | - | - | - |
| 563  | 556  | - | - | - | - | - | - | - |

### Pyramide des âges
En 2021, le taux de personnes d'un âge inférieur à 30 ans s'élève à 23,6 %, soit en dessous de la moyenne départementale (29,0 %). À l'inverse, le taux de personnes d'âge supérieur à 60 ans est de 43,6 % la même année, alors qu'il est de 35,6 % au niveau départemental.
En 2021, la commune comptait 256 hommes pour 295 femmes, soit un taux de 53,54 % de femmes, légèrement supérieur au taux départemental (52,03 %).
Les pyramides des âges de la commune et du département s'établissent comme suit :
| Hommes | Classe d’âge | Femmes |
| ------ | ------------ | ------ |
| 2,4    | 90 ou +      | 3,7    |
| 13,8   | 75-89 ans    | 19,7   |
| 24,7   | 60-74 ans    | 22,5   |
| 22,3   | 45-59 ans    | 21,4   |
| 10,4   | 30-44 ans    | 11,5   |
| 14,9   | 15-29 ans    | 9,0    |
| 11,5   | 0-14 ans     | 12,2   |

| Hommes | Classe d’âge | Femmes |
| ------ | ------------ | ------ |
| 1,2    | 90 ou +      | 3      |
| 10     | 75-89 ans    | 13,4   |
| 21,3   | 60-74 ans    | 22     |
| 20,6   | 45-59 ans    | 19,6   |
| 15,7   | 30-44 ans    | 15     |
| 15,6   | 15-29 ans    | 12,9   |
| 15,7   | 0-14 ans     | 14     |

## Urbanisme

### Typologie
Au 1er janvier 2024, Jaligny-sur-Besbre est catégorisée commune rurale à habitat dispersé, selon la nouvelle grille communale de densité à 7 niveaux définie par l'Insee en 2022.
Elle est située hors unité urbaine et hors attraction des villes,.

### Occupation des sols

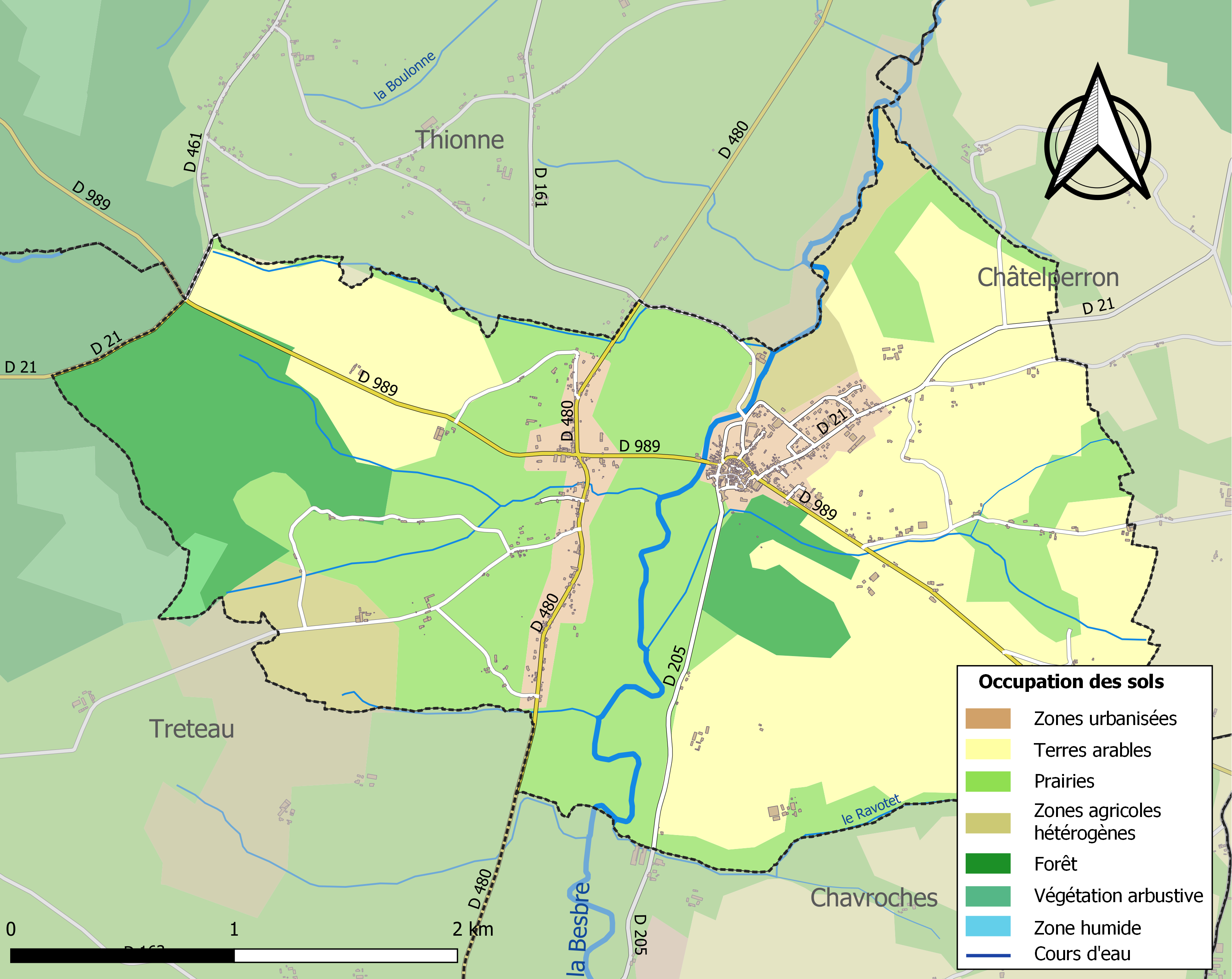
Carte des infrastructures et de l'occupation des sols de la commune en 2018 (CLC).

L'occupation des sols de la commune, telle qu'elle ressort de la base de données européenne d’occupation biophysique des sols Corine Land Cover (CLC), est marquée par l'importance des territoires agricoles (81 % en 2018), une proportion identique à celle de 1990 (81 %). La répartition détaillée en 2018 est la suivante :
terres arables (39,4 %), prairies (35,3 %), forêts (12,4 %), zones agricoles hétérogènes (6,3 %), zones urbanisées (6,2 %), milieux à végétation arbustive et/ou herbacée (0,5 %).
L'IGN met par ailleurs à disposition un outil en ligne permettant de comparer l'évolution dans le temps de l'occupation des sols de la commune (ou de territoires à des échelles différentes). Plusieurs époques sont accessibles sous forme de cartes ou photos aériennes : la carte de Cassini (XVIIIe siècle), la carte d'état-major (1820-1866) et la période actuelle (1950 à aujourd'hui).

### Logement
Jaligny comptait 389 logements en 1999. Le parc est relativement ancien, plus de la moitié des résidences principales (56 %) ayant été construites avant 1949, contre 32,9 % en France. Cela s'explique par le fait que la presque totalité des zones non bâties est consacrée à l'agriculture.
Les résidences principales représentent 74,6 % du parc, soient 291 logements dont le nombre moyen d'occupants est de 2,3 personnes.
Les résidences secondaires (43 en 1999) ont évolué de 19,4 %, au cours de la décennie précédente.
La majorité des résidences (92 %) sont des logements individuels. On note une augmentation de 72,2 % de logements en immeubles collectifs ans la période 1990-1999, mais cela ne représente que 9 logements supplémentaires construits sur cette période.

### Zones protégées
- Une grande partie du château est inscrite depuis le 29 février 1972 à l'inventaire supplémentaire des monuments historiques. À l'extérieur, ce sont les façades et les toitures du château et de la poterne, la tourelle d'escalier sud avec sa voûte en palmier. À l'intérieur, sont inscrits, au rez-de-chaussée : le grand salon avec son décor (à l'exception des colonnes), la salle de billard avec son décor, la cheminée de la salle-à-manger, le plafond à solives peintes de l'office ; au premier étage : les deux cheminées en pierre des tours nord et sud.
- Le parc et le château du Lonzat, y compris ses décors intérieurs (salle à manger, salon, escalier à ferronnerie, chambres à cheminées et trumeaux), ses communs et dépendances, chaumière, allée d'honneur, avant-cour et cour d'honneur sont inscrits depuis le 10 novembre 1997.

## Économie
Jaligny est un pôle de services intermédiaires du bassin de vie de Moulins, éligible au Programme régional des petites villes d'Auvergne, tiraillé entre les petites villes de Dompierre-sur-Besbre, Lapalisse et Varennes-sur-Allier.
Le pôle de Jaligny-sur-Besbre est fragile. Son statut de chef-lieu de canton permet le maintien de son activité, mais sa faible population, en baisse continue (taux de variation annuel total de -1,03 % entre 1990 et 1999) risque de le faire passer sous la taille critique. Sa capacité à rester un pôle de service local dépend du maintien des services publics (collège, sapeurs-pompiers, gendarmerie), de la modernisation et de la mise en valeur du pôle.
Une étude menée dans le cadre du programme « Equal » indique que près des deux-tiers des entrepreneurs jugent le territoire de la Communauté de communes Val de Besbre Sologne Bourbonnaise peu attractif. En septembre 2003, aucune installation d'entreprise n'y avait eu lieu depuis au moins cinq ans. Les raisons mises en avant par les chefs d'entreprises sont très diverses et concernent, en particulier, l'éloignement du territoire et sa mauvaise desserte, l'absence de zones d'activités, la faiblesse des équipements et des services publics, des moyens de communication, l'insuffisance des structures d'accueil, de maintenance et de promotion des entreprises, la faible structuration du territoire, le peu d'implication des élus dans des actions de développement économique, ainsi que la difficulté à pourvoir des postes qui demandent des compétences particulières. 73 % des chefs d'entreprises interrogés citent notamment des difficultés de recrutement de personnels qualifiés et motivés.

### Secteur primaire
L'activité économique de la commune ressortit principalement au secteur primaire, notamment à l'agriculture. Onze exploitations agricoles sont recensées en 2000 à Jaligny. Le territoire agricole se compose essentiellement d'une grande zone de plaine d'élevage extensif en systèmes herbagers. Les céréales et les oléagineux se développent peu à peu. Toutefois, les productions agricoles restent peu diversifiées.

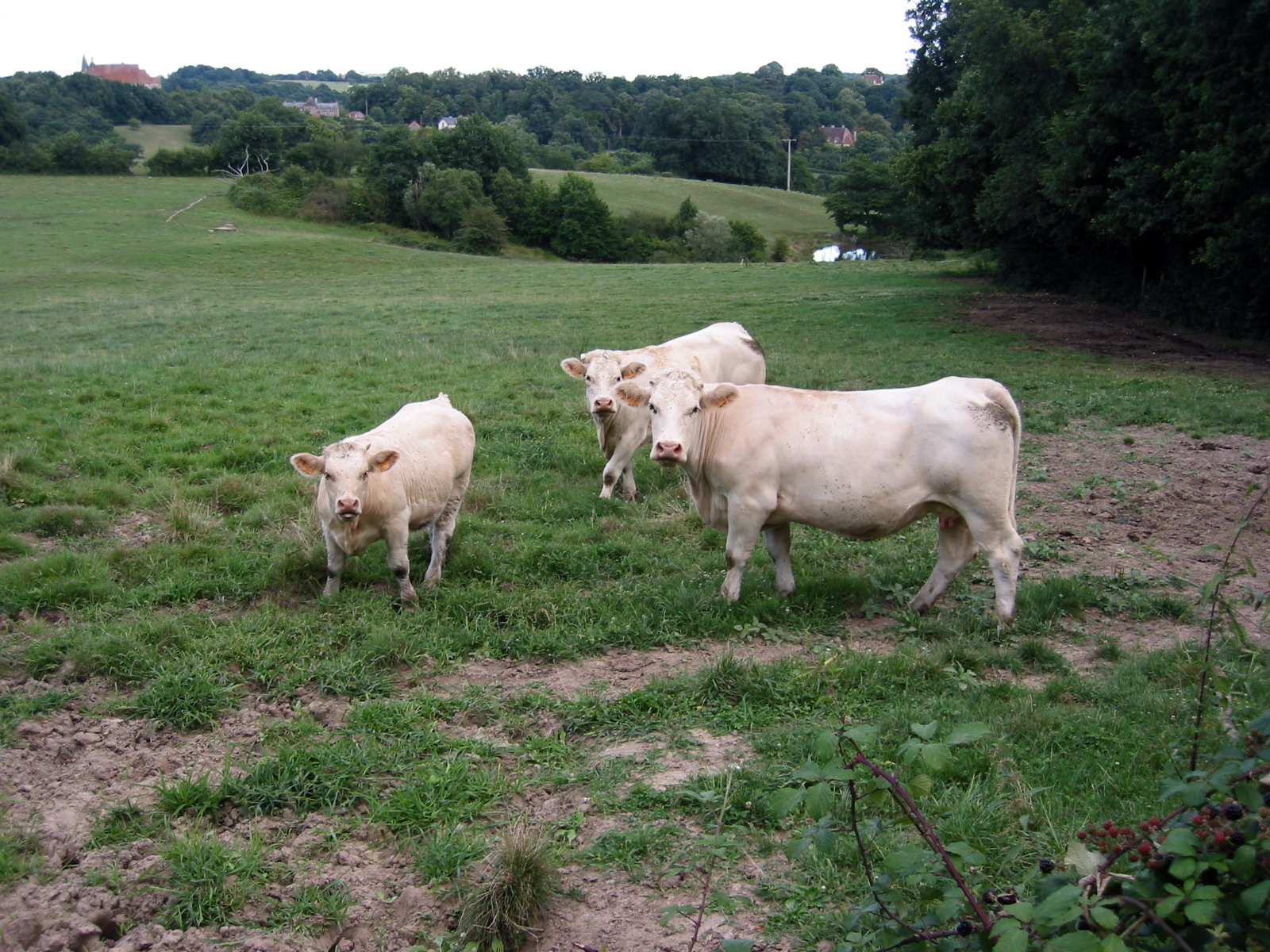
Bovins de race charolaise.

Mais l'agrandissement des exploitations (60 ha de surface agricole utilisée moyenne en 1988, 102 ha en 2000) rend leur reprise et l'installation de jeunes agriculteurs problématique. Ce problème est d'autant plus préoccupant que les chefs des exploitations sont, selon la Chambre d'agriculture de l'Allier en 2004, « plus âgés que la moyenne du département » sur le territoire de la Communauté de communes Val de Besbre Sologne Bourbonnaise.
Toutefois, La chambre d'agriculture prône la vigilance à l'égard de l'agrandissement des exploitations. Elle soutient le développement de voies alternatives (bio, filière qualité). Dans le Val de Besbre –Sologne Bourbonnaise, les productions agricoles sont depuis toujours orientés vers la qualité. Le Charolais du Bourbonnais a été, en 1974, le tout premier label rouge bovin décerné en France. Cette race est depuis clairement authentifiée pour sa qualité supérieure et bénéficie depuis 1996 d'une identification européenne : l'IPG (Indication Géographique Protégée). Un autre label a été attribué au « Charolais Label Rouge ». La filière avicole s'est engagée dans la même direction, avec la reconnaissance, dès 1961, du label de qualité A.F.A.Q. pour le « Poulet Bourbonnais ». 20 % des exploitations fournissent des produits certifiés « labels qualité ». Des productions labellisées « Agriculture biologique » ont fait leur apparition, avec encore cependant quelques difficultés en matière de débouchés et de rentabilité.
L'étendue des surfaces boisées assure également des activités d'exploitation forestière.

### Secteur secondaire
Ce secteur n'est pratiquement pas représenté à Jaligny. Seule subsiste une scierie, dont les activités ont dû se diversifier pour faire face aux difficultés qui touchent ce genre d'entreprise.

### Secteur tertiaire
La commune reste un pôle de services intermédiaires, avec commerces de proximité (supérette, boulangerie, coiffure...), école, collège, brigade de gendarmerie, notaire, médecins, pharmacie, banque, etc. Mais l'artisanat, les commerces et les services de proximité sont en perte de vitesse. On constate, au sein de l'EPCI, la même répartition de l'activité par secteur qu'au niveau départemental : 45 % dans le bâtiment, 30 % dans les services, 15 % dans l'alimentaire et 10 % dans la production. Les artisans se raréfient dans la majorité des communes. Plusieurs raisons expliquent cette crise de l'artisanat rural : la diminution de la population, le changement des habitudes de consommation et les futurs départs à la retraite (selon la Chambre des métiers, 45 % des chefs d'entreprises ont plus de 50 ans). Certaines professions sont plus touchées que d'autres : la boulangerie connaît une situation relativement stable, alors que la boucherie rencontre de grosses difficultés (du fait notamment de la modification des circuits de distribution). Ce phénomène touche également les services publics : le Trésor public a clos son bureau à Jaligny.

## Vie locale

Plans de Jaligny-sur-Besbre
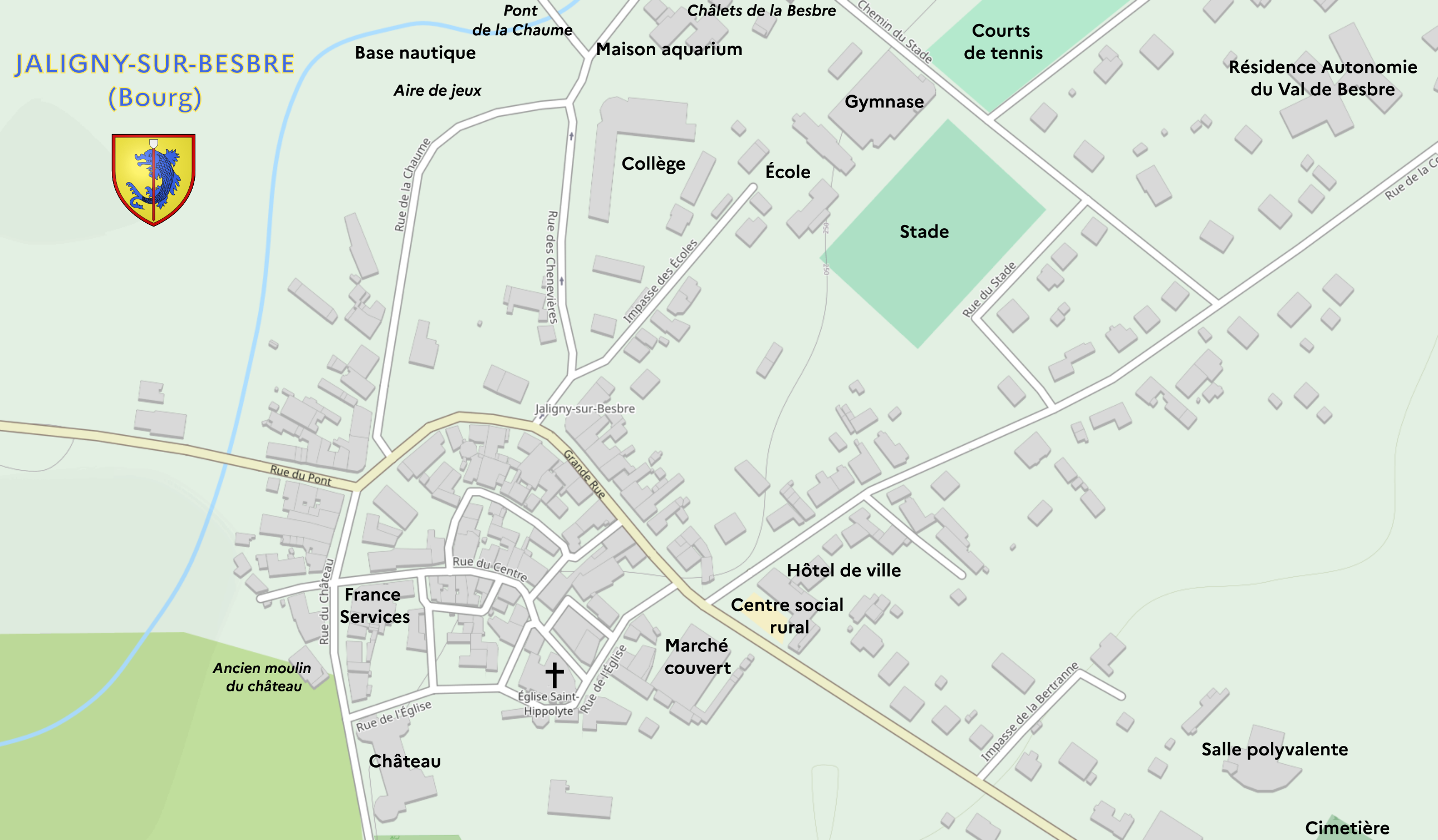
Le bourg.
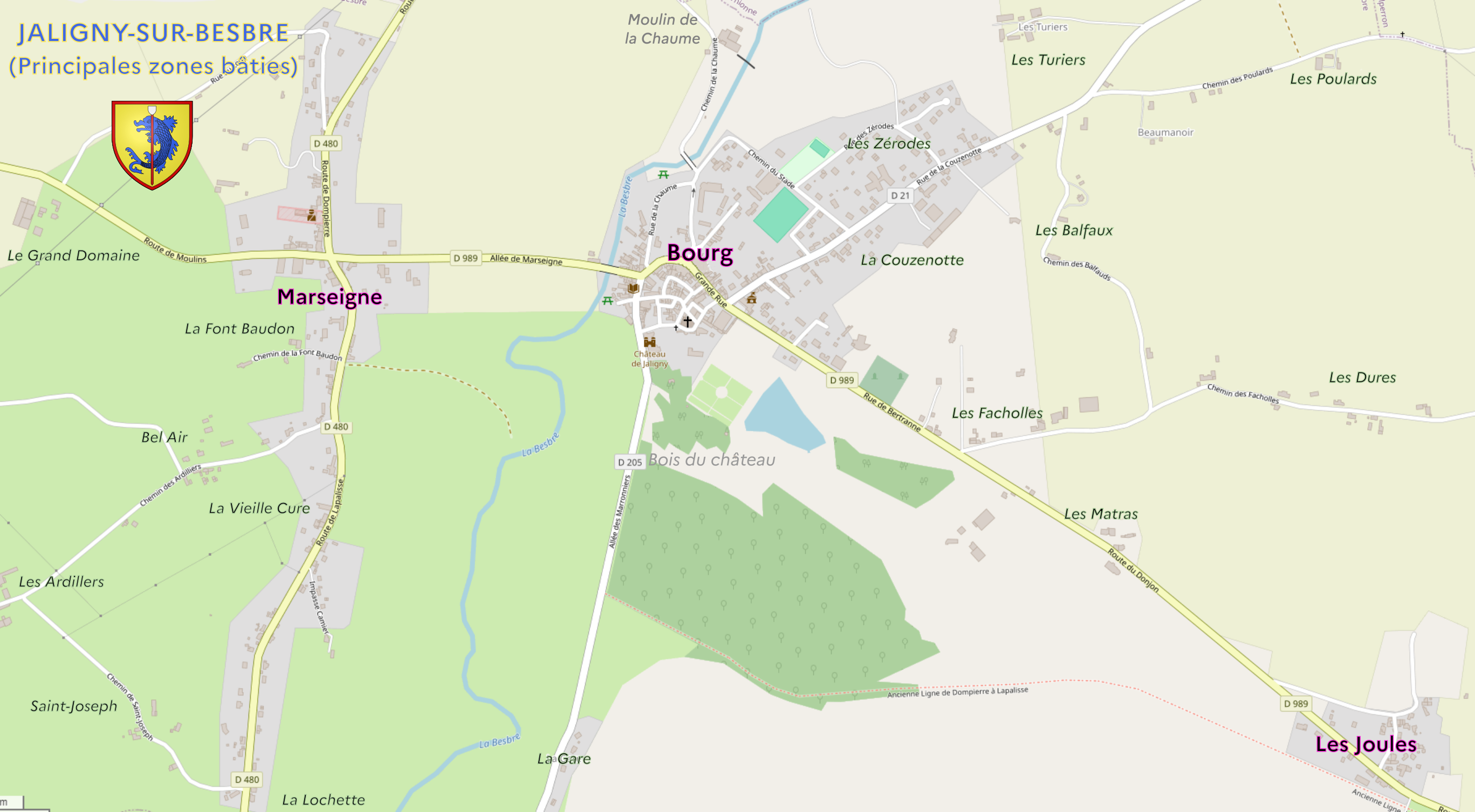
Faubourgs et principaux lieux-dits.

### Marchés
- Le marché couvert, silhouette familière de la commune, fut construit en trois étapes. Les travaux du premier bâtiment débutèrent le 22 juillet 1923. On dépensa alors 32 000 francs (36 428 € de 2022[254]) pour édifier une halle en bois de 24 mètres sur 13, augmentée d'une ligne d'appentis de 3 mètres de largeur et 60 mètres de longueur, qui prendrait appui sur le mur du parc du château. La deuxième travée fut construite en 1932 pour agrandir la halle. Le marché prit son allure définitive en 1954 avec l'ajout d'une troisième travée s'appuyant sur le mur des communs du château. Il accueille chaque année le concours agricole et la « foire aux dindes ».

À l'occasion de son centenaire, il a été entièrement restauré par des entreprises bourbonnaises sous l'égide de l'architecte Timothée Gaudron, spécialisé dans le patrimoine, et de l'architecte des bâtiments de France Guillaume Prapant, de façon que « le bâtiment s’inscrive dans le périmètre historique du château de Jaligny tout en facilitant les usages ». Le budget total des études et des deux années de travaux s'est élevé à 636 731 €. La préfète de l'Allier, Pascale Trimbach a inauguré la nouvelle halle le 9 décembre 2023.

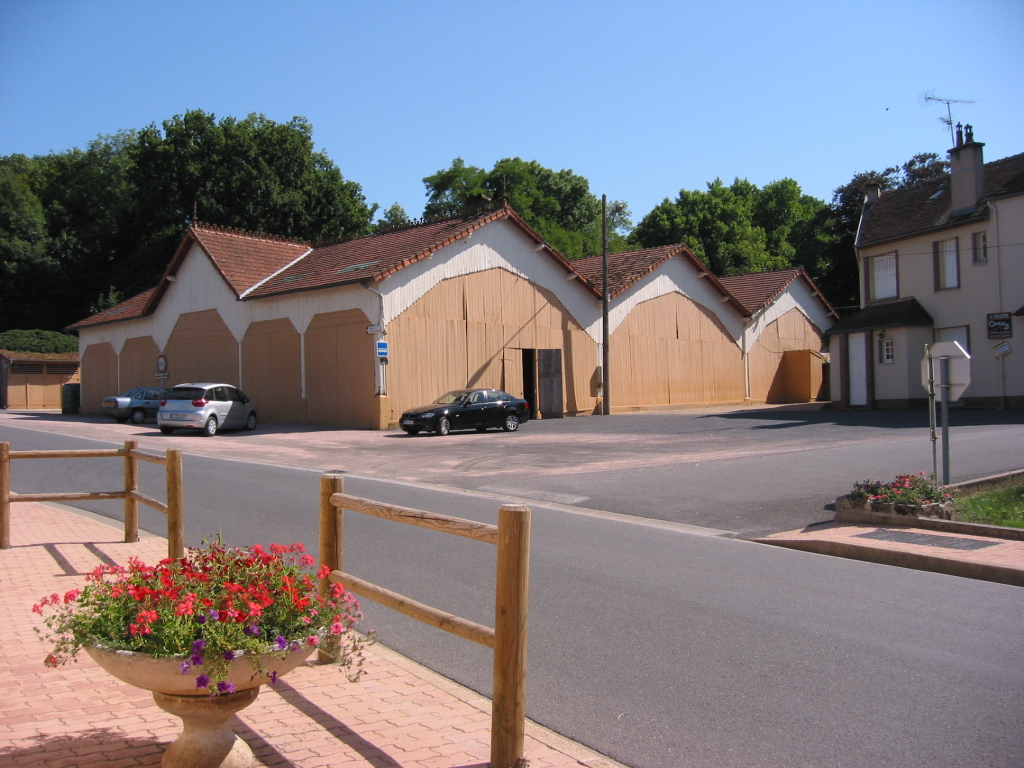
Le marché couvert avant sa rénovation.
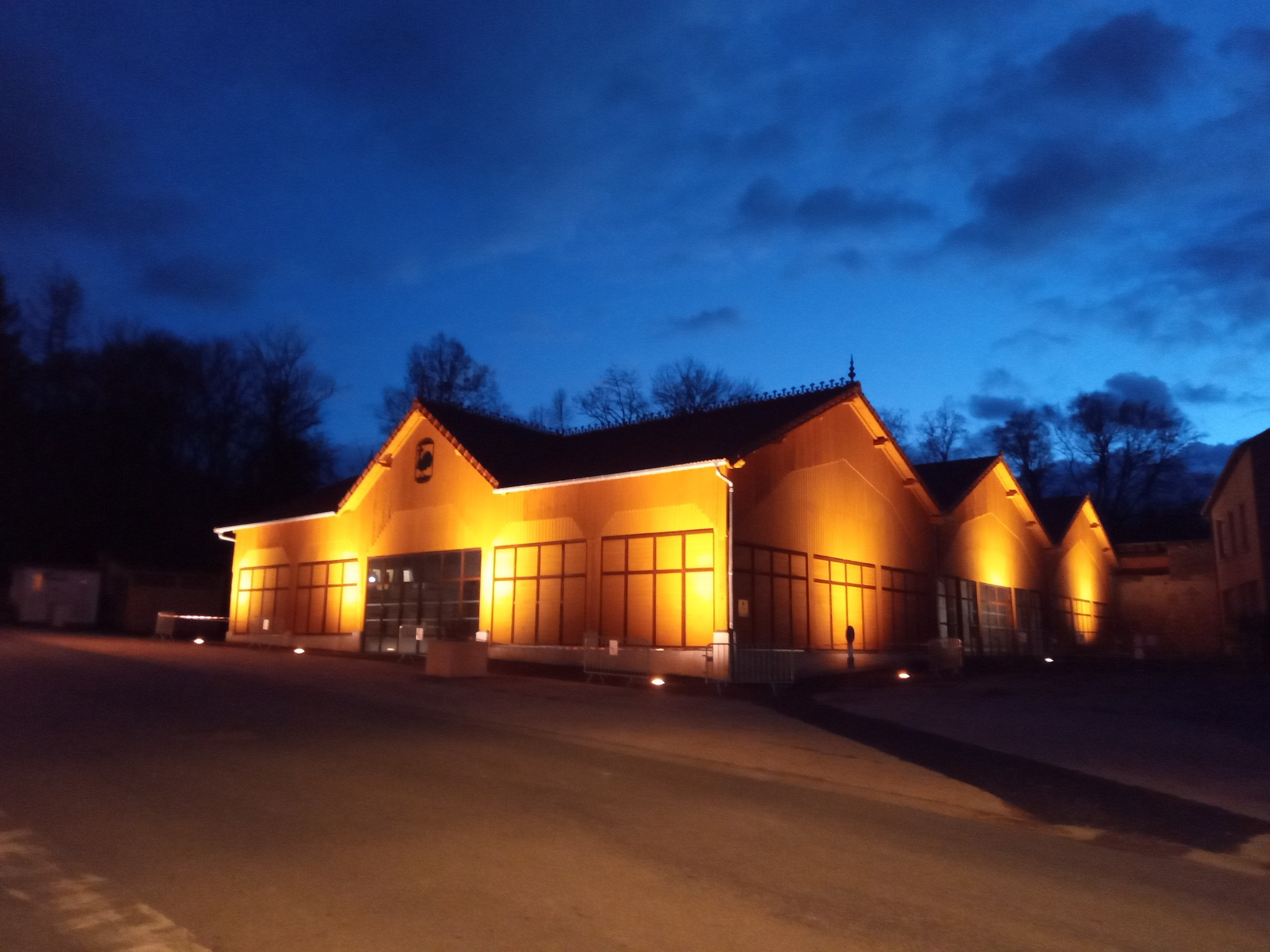
La halle restaurée.
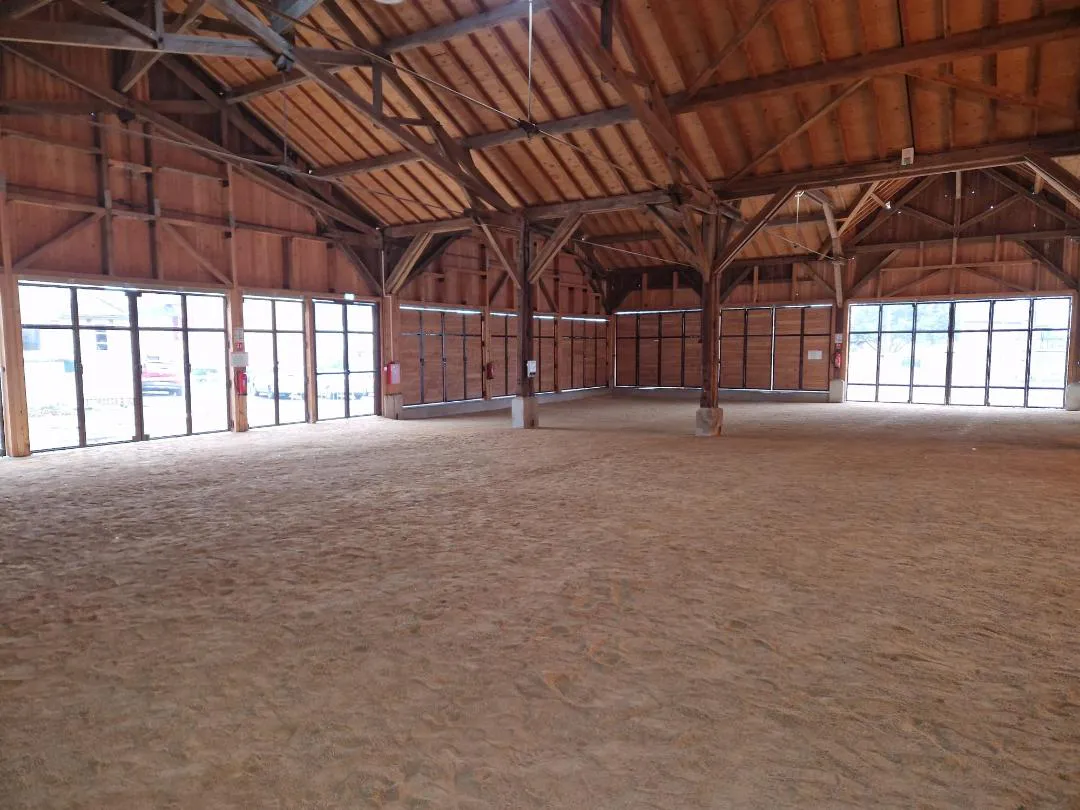
L'intérieur.

- Chaque mercredi, un marché se tient dans les rues du bourg. En plus des commerçants itinérants, des agriculteurs des environs viennent proposer leurs produits.

### Cultes
La paroisse Saint-Hippolyte a été supprimée le 3 juin 2005, lors de la réorganisation du diocèse de Moulins et rattachée à la nouvelle paroisse Saint-Jean XXIII, comportant 24 « clochers », dont le curé réside à Varennes-sur-Allier.

### Vie associative

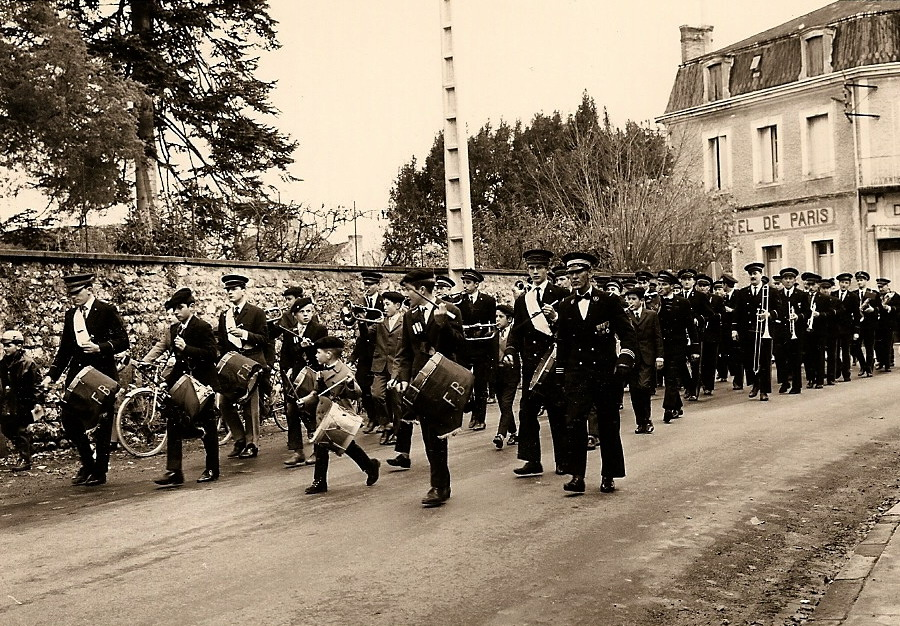
La Fanfare de la Besbre au début des années 1960.

De nombreuses associations régies par la loi de 1901 ont leur siège à Jaligny et animent la vie locale. Elles sont groupées dans une « inter-société ».
- La plus ancienne est sans doute la Fanfare de la Besbre, harmonie-fanfare fondée en 1884. Formation en déclin à la fin des années 1970, elle a repris vie -même si elle compte beaucoup moins de musiciens que par le passé- grâce à l'initiative de quelques habitants.
- L'Union sportive de Jaligny (USJ) est le club de football de la commune. Créé entre les deux guerres, ses couleurs sont traditionnellement « jaune et noir », les premiers équipements ayant été fournis par le pensionnat Saint-Gilles de Moulins dont c'étaient les couleurs des équipes sportives. En juin 2002, une entente a été conclue avec l'Union sportive de Vaumas puis en juin 2007, les deux clubs ont fusionné pour former un club unique de football, « Jaligny-Vaumas Foot »
- D'autres associations sportives sont également actives dans la commune : des clubs de handball, de boxe, de tennis, de tennis de table, de judo, de gymnastique, de pétanque, ainsi qu'un club de football pour les plus jeunes, l'Entente sportive du Val de Besbre.
- L'association « Agir en Pays Jalignois » est née en 1989 à l'initiative de quelques personnes afin d'honorer la mémoire de René Fallet. Elle travaille à la promotion du livre et de la lecture en milieu rural et, notamment, elle organise chaque année les « Journées littéraires du Bourbonnais » au cours desquelles sont remis le prix René Fallet, décerné à l'auteur d'un premier roman en langue française, et le prix Bourbonnais.
- L'association « Les Amis du patrimoine de Jaligny », fondée le 25 mai 2019, a pour objet de préserver, restaurer et mettre en valeur le patrimoine matériel et immatériel de la ville[257].
- Diverses autres associations existent, tels anciens combattants, généalogie et histoire, développement agricole, pêche, retraités, etc.

### Sports et loisirs
- Le stade municipal Georges Sulima est le stade de l'US Jaligny et du CS Vaumas. Cette entente sportive est composée de deux équipes seniors évoluant respectivement en 1re et 3e division de district, ainsi que des équipes de jeunes en entente avec d'autres clubs.
- Le gymnase a été construit en 1998 à proximité du stade pour remplacer un terrain de basket-ball et l'ancien préfabriqué qui servait de salle de sports.
- Les installations sportives communales comprennent également un stade de handball et un terrain de tennis.

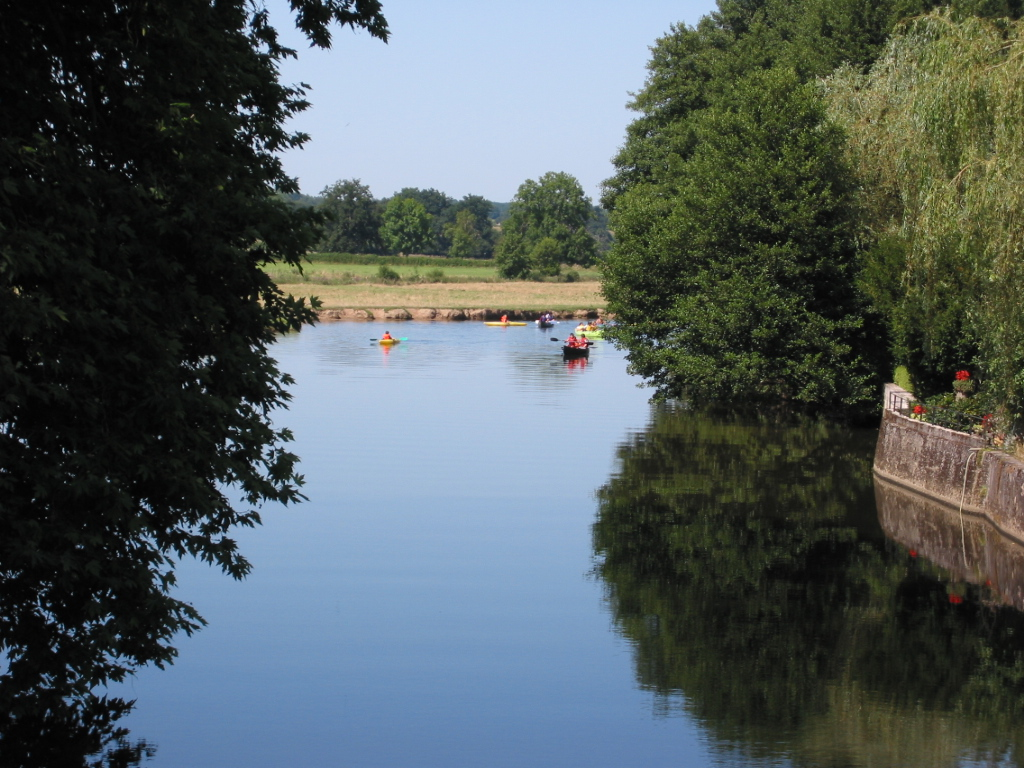
Canoë-kayak sur la Besbre.

- Canoë-kayak sur la Besbre.Une base de canoë-kayak est située au bord de la Besbre, en face de la place René-Fallet.
- La « Maison aquarium », située près de la Besbre, entre le collège des Chenevières et le terrain de camping municipal, présente une trentaine d'espèces de poissons et d'écrevisses de la rivière et une signalétique complète apporte des informations sur chaque espèce. Un étang reconstitué de la Sologne bourbonnaise, avec vue subaquatique, permet notamment d'observer de belles carpes. Elle propose également un film sur les quatre saisons de la Besbre ainsi qu'un espace d'observation des invertébrés aquatiques et un espace de jeux pédagogiques et de dessins pour les enfants. Elle organise des expositions thématiques temporaires, scientifiques ou artistiques, relatives à l'eau, la pêche ou la vie aquatique.
- Le camping municipal est équipé de chalets en bois sur un terrain ombragé et tranquille situé en bordure de la Besbre.
- Un sentier de petite randonnée (no 49 et 50), le « Circuit du tacot », permet une promenade d'environ 1 h 45 à pied ou 45 min à vélo. Ce circuit emprunte une partie de l'ancienne ligne de chemin de fer et 76 % de son tracé est constitué de chemins de terre.
- La commune possède sa propre bibliothèque, située dans l'ancienne perception. Outre son fonds propre, constitué d'un grand nombre de livres qui lui ont été donnés, elle bénéficie de nombreux autres ouvrages de tout genre à l'occasion des passages réguliers d'un bibliobus[237].

## Patrimoine architectural

### Église Saint-Hippolyte
Au début du XIe siècle, Hector de Jaligny, de retour d'un pèlerinage à Jérusalem, fit construire ce qui deviendra le chœur de l’église Saint-Hippolyte. Le plan de cet édifice primitif, centré et couvert d’une coupole sur trompes, aurait été inspiré de celui de l'église du Saint-Sépulcre qu'il avait assurément visitée pendant son séjour en Terre sainte.
On lit parfois que Hector avait établi dans l'église un Saint-Sépulcre – qui aurait alors pu prendre la forme d’un ensemble statuaire ou d’une chapelle – et qui aurait disparu « pendant les mauvais jours de 1793 ». Aucune source ne semblant appuyer cette allégation, il s'agit peut-être d'une confusion avec l'église du Saint-Sépulcre construite par Hector au lieu-dit Beau-Lieu, près de Jaligny : « hujus aecclesiȩ qui  [sic] vocitatur Sanctum Sepulcrum a Bello Loco, que est sita in pago Arvernico juxta castrum Galiniacum », qu'il donna à la cathédrale de Clermont le 24 octobre 1036 et qui deviendra le prieuré du Saint-Sépulcre après sa transmission l'abbaye de la Chaise-Dieu.
La construction de l'église s'est poursuivie par celle de la nef au XIIe siècle. Les derniers grands travaux datent de la fin du XVIIIe siècle.

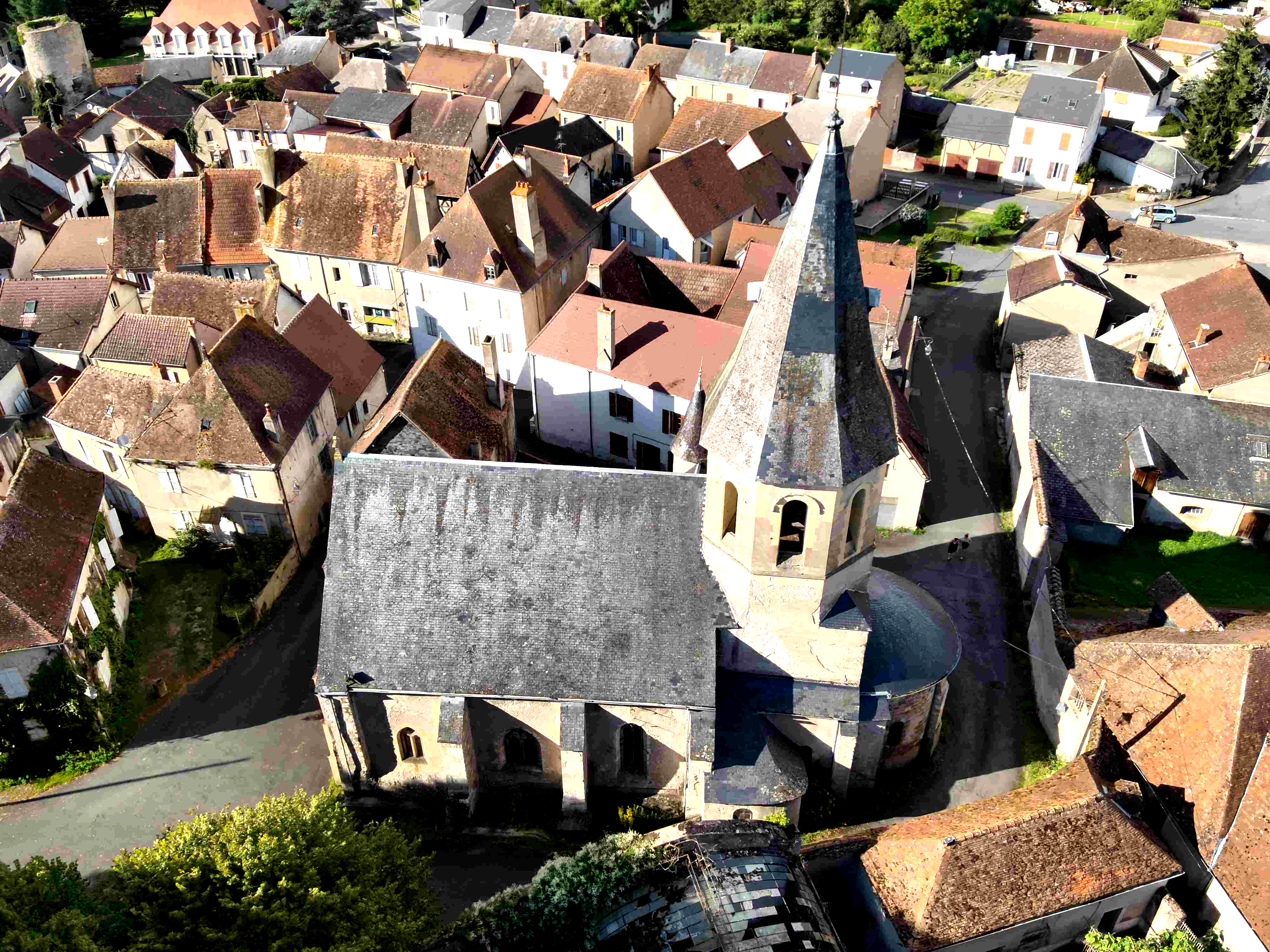
Vue aérienne Sud.
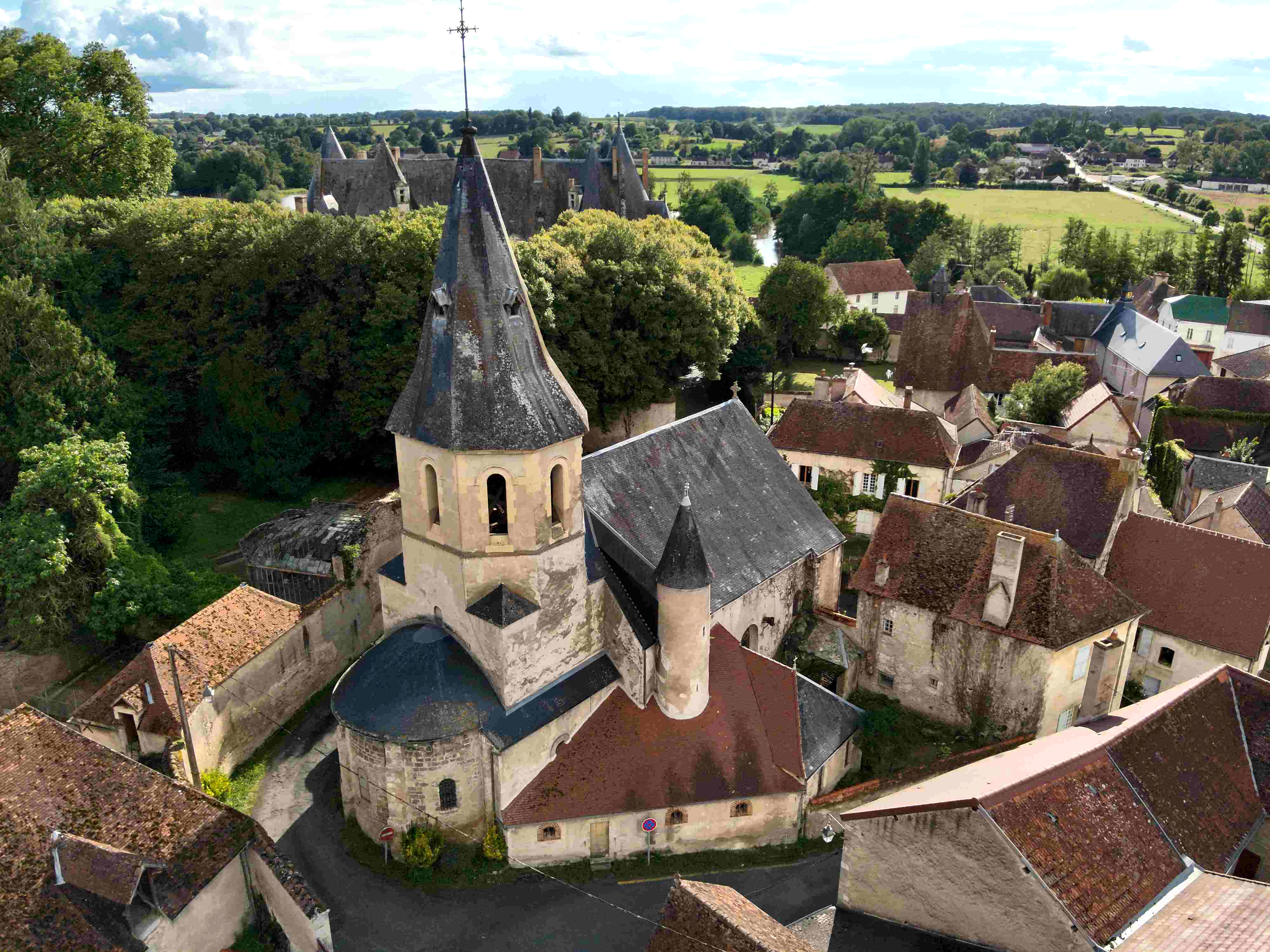
Vue aérienne Nord.
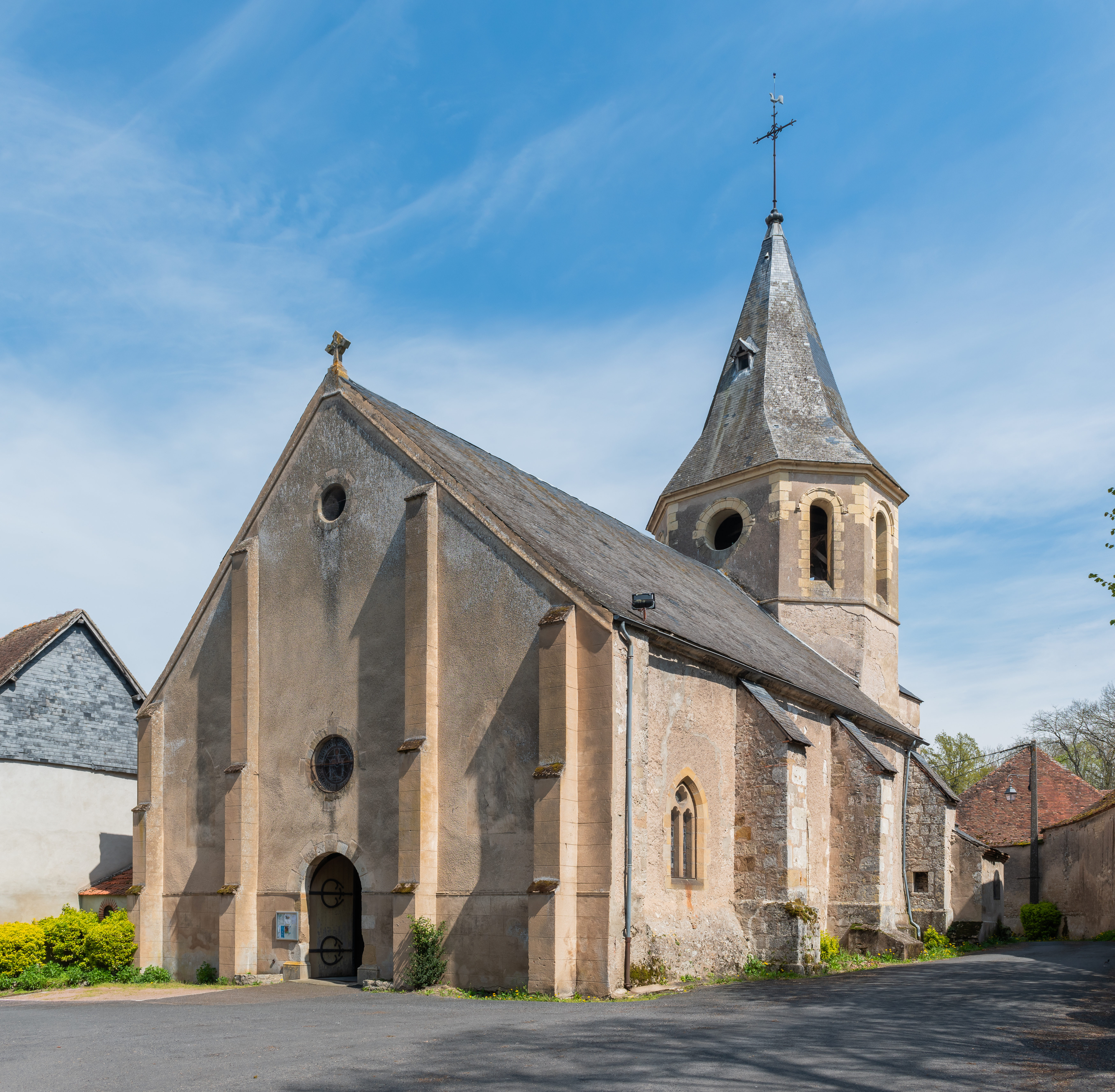
Pignon Ouest.
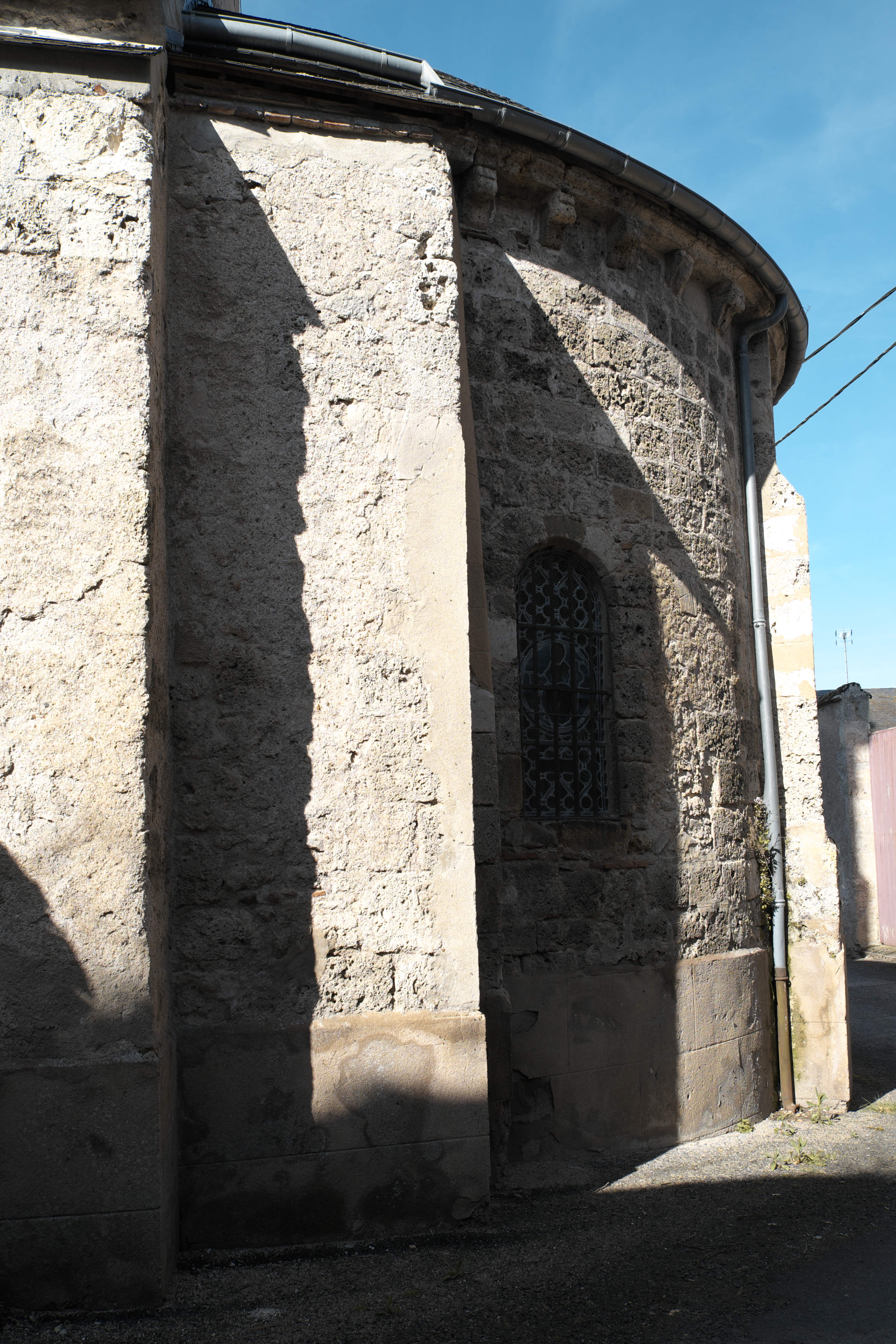
Chevet.

#### Chœur
Partie la plus ancienne (XIe siècle) et la plus originale de l'édifice, le chœur est un rectangle surmonté d'une coupole. La construction d'une coupole sur un plan quadrangulaire étant irréalisable à l'époque, on a comblé de maçonnerie chaque angle du rectangle, de manière à former un octogone, puis on a construit une calotte polygonale de quatorze côtés, arrondie sur les angles. Cette coupole est ornée de peintures murales de la fin du XVIIIe siècle.

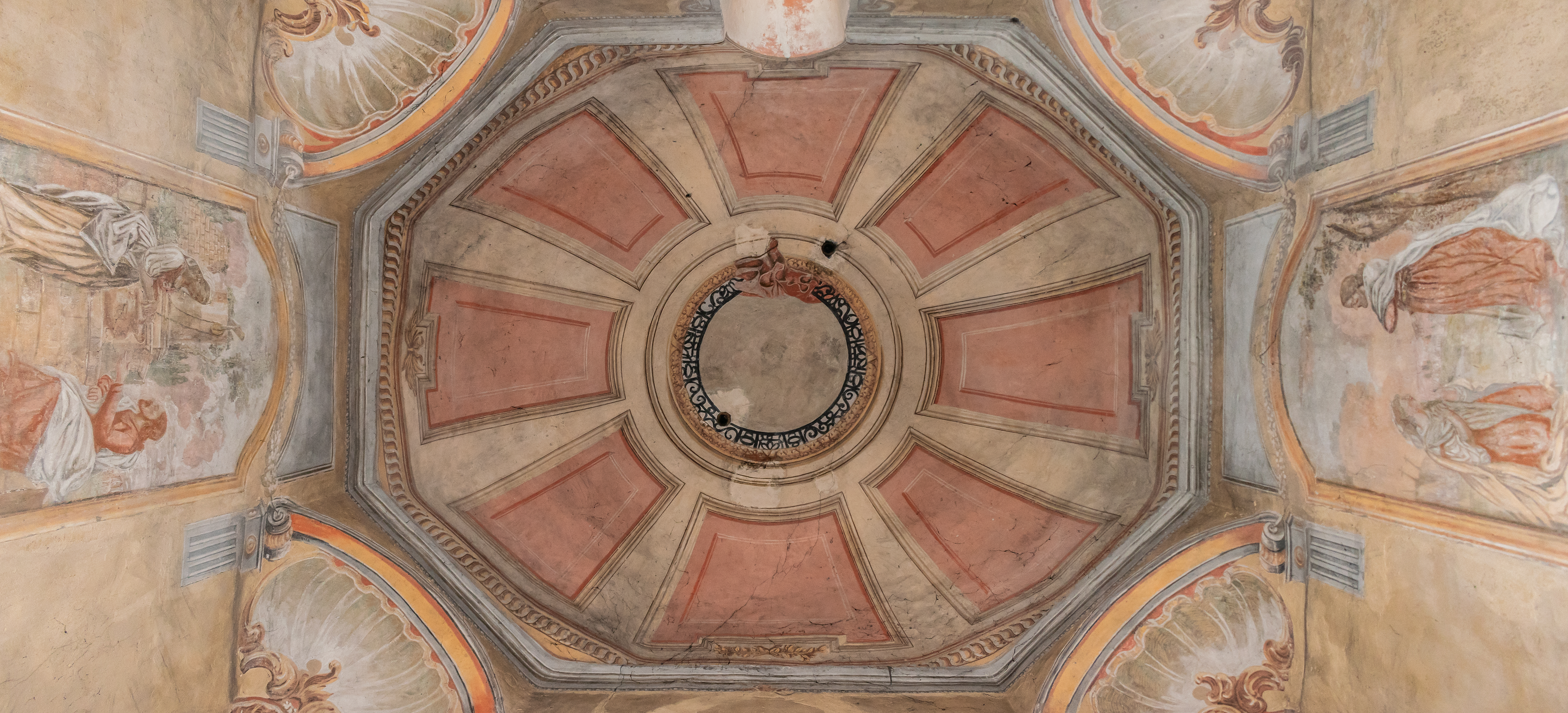
Coupole.
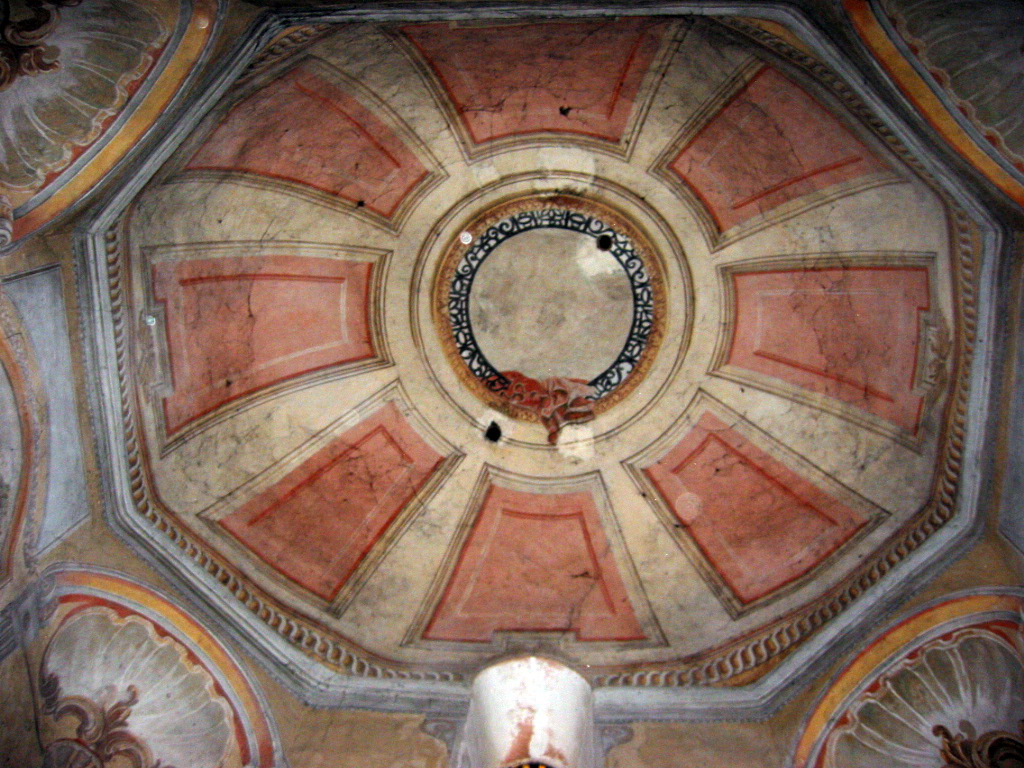
Coupole.
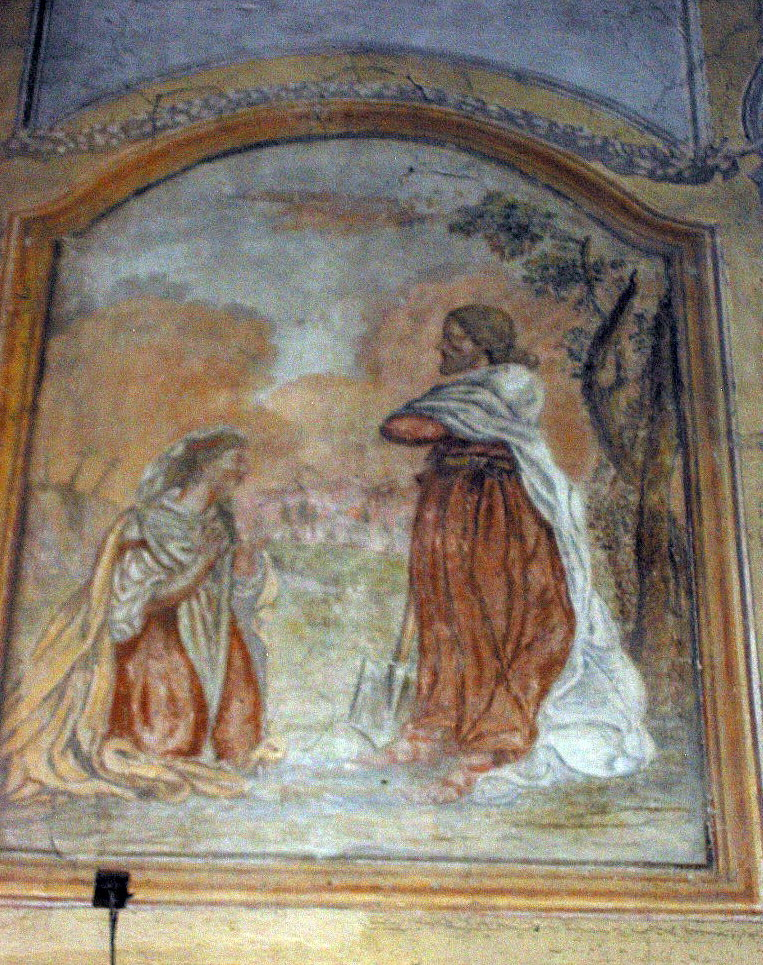
Jésus et Marie-Madeleine au matin de la Résurrection.
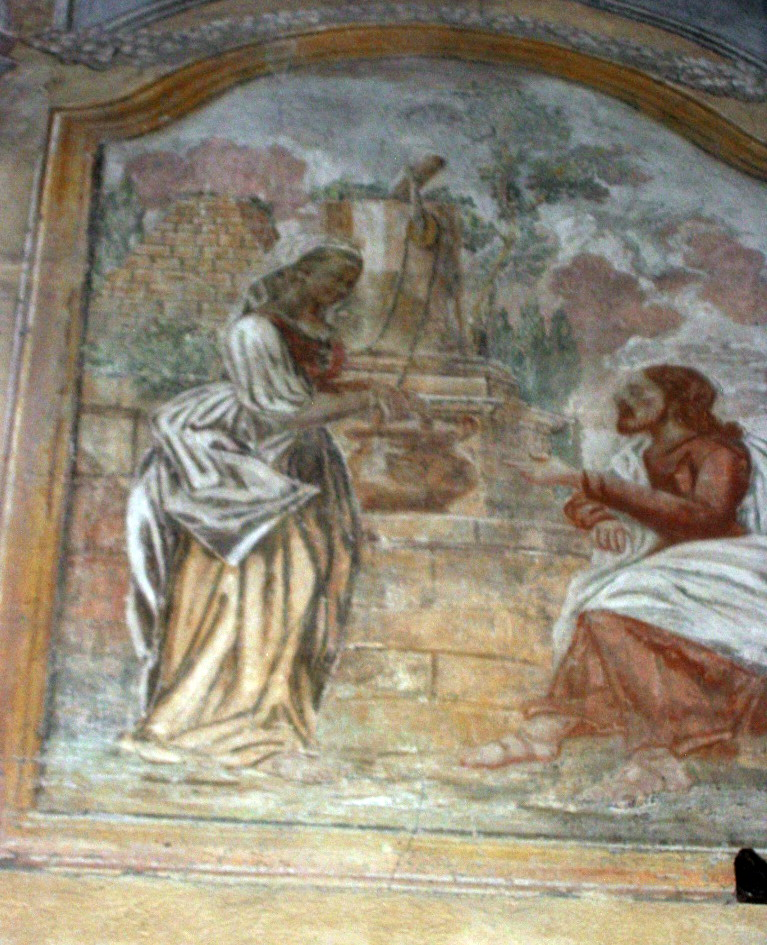
L'Eau vive : Jésus et la samaritaine.

Les arcades, toutes en plein cintre, reposent sur douze piliers cylindriques couronnés de chapiteaux romans : certains sont ornés de beaux entrelacs, d'autres de larges rinceaux grossièrement sculptés et mal disposés ; quatre représentent des personnages, des anges, des animaux, dont un agneau, ou des monstres. Le plus étrange montre un homme tenant deux oiseaux près de son visage et laisse le champ libre à l'interprétation : les oiseaux ayant une allure chimérique (une tête d'oiseau et le corps d'un autre animal), certains y voient un homme dont les yeux sont dévorés par deux monstres qu'il s'efforce vainement de repousser, tandis que, pour d'autres, l'homme écoute les oiseaux qui lui prédisent l'avenir.

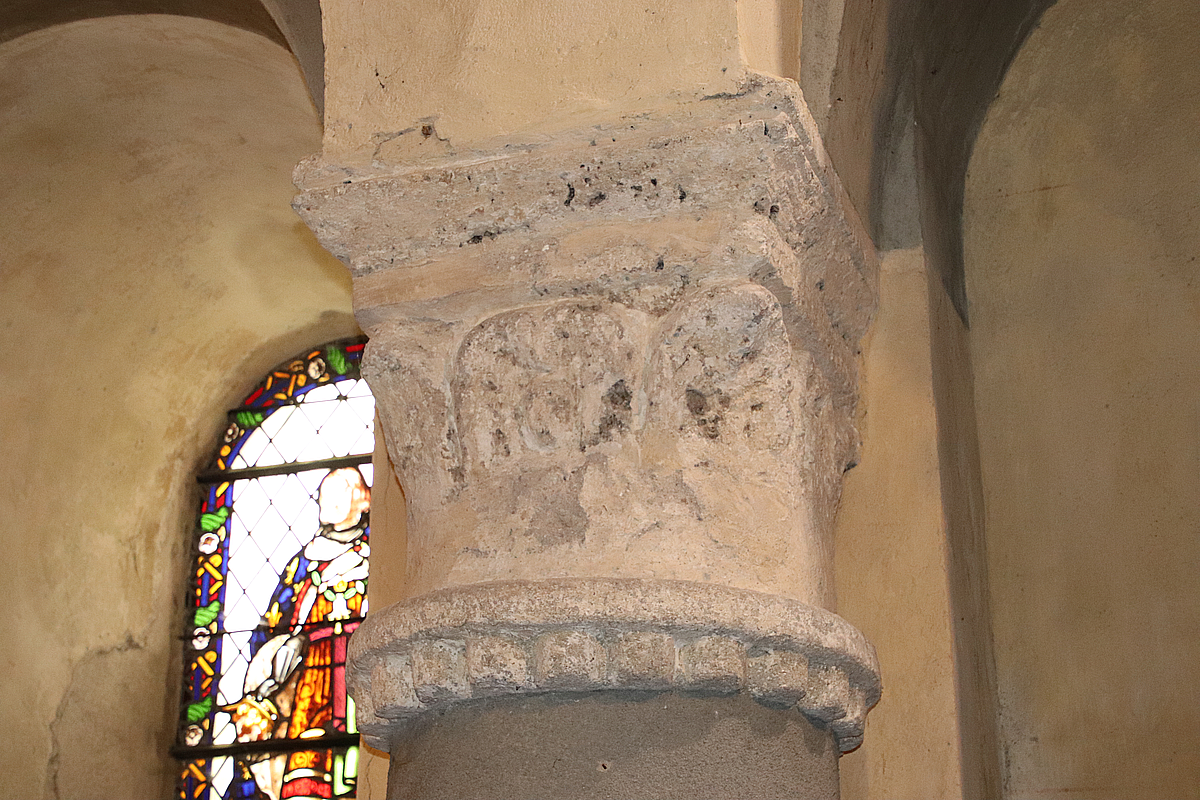
Rinceaux.
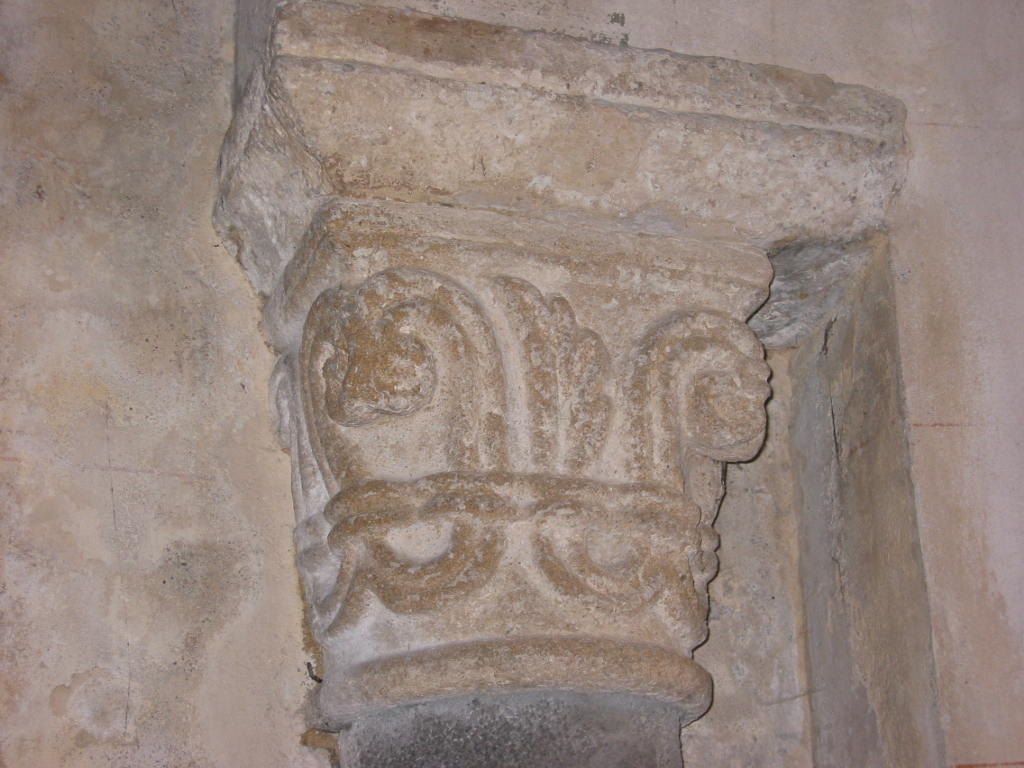
Rinceaux.
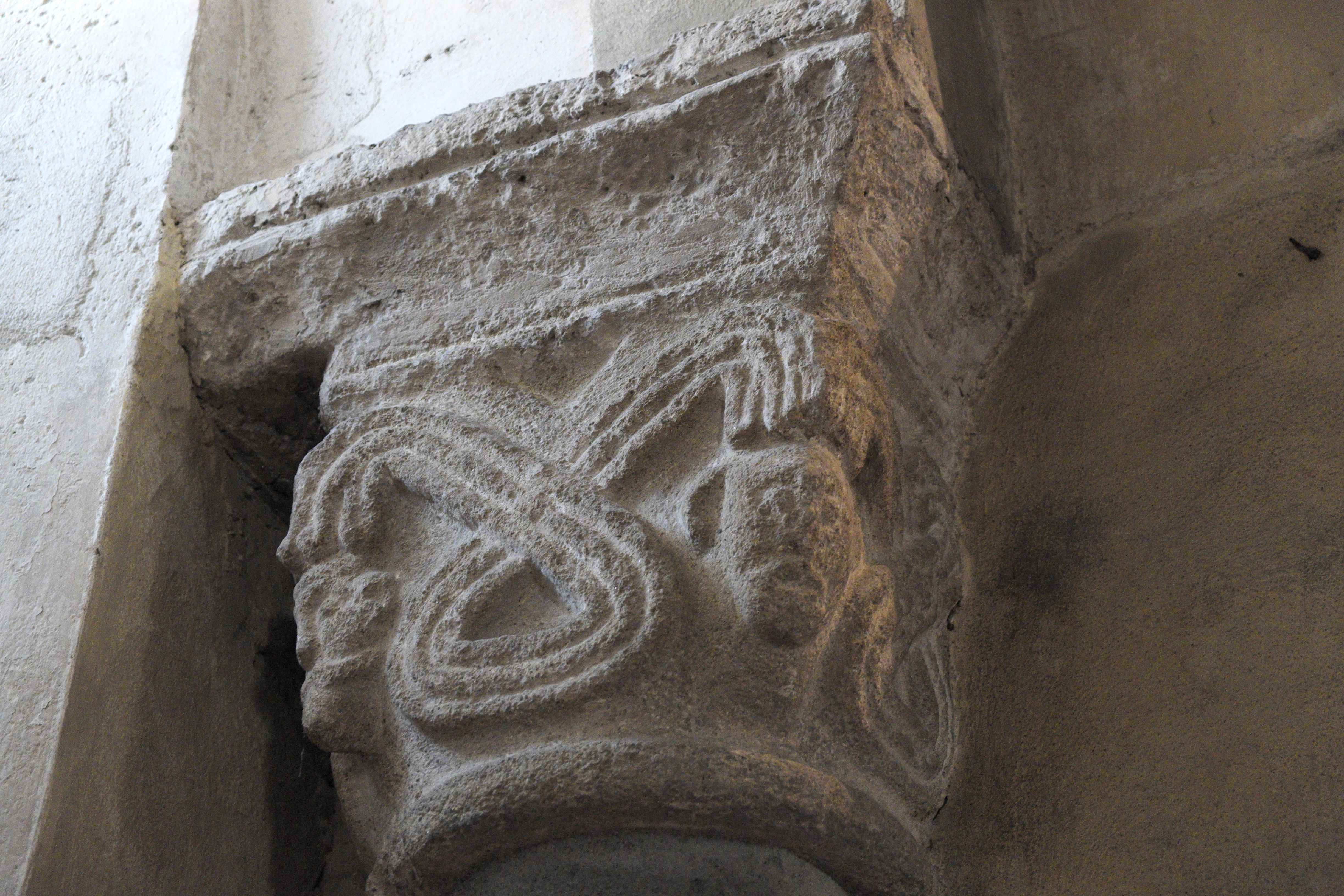
Entrelacs.
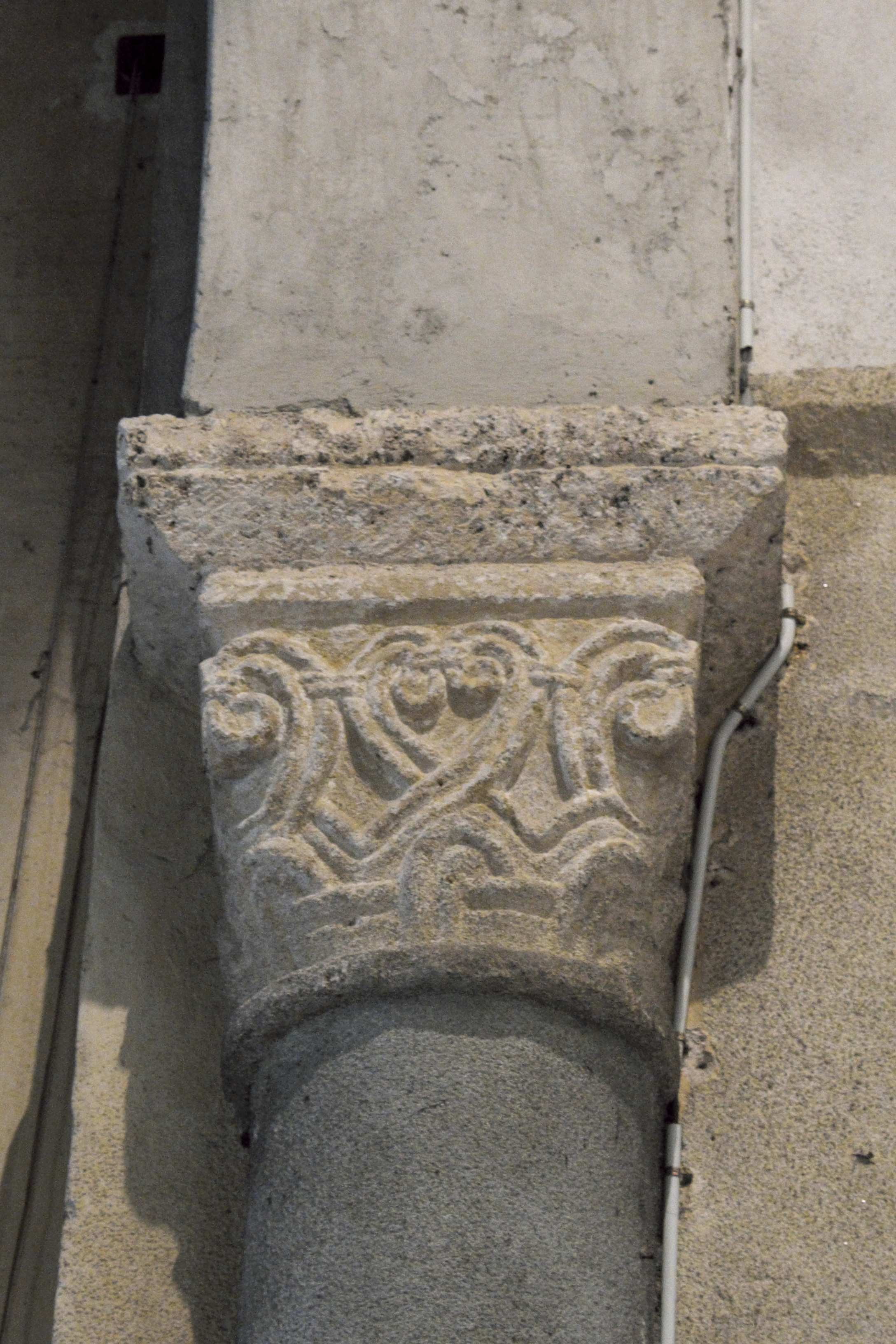
Entrelacs.
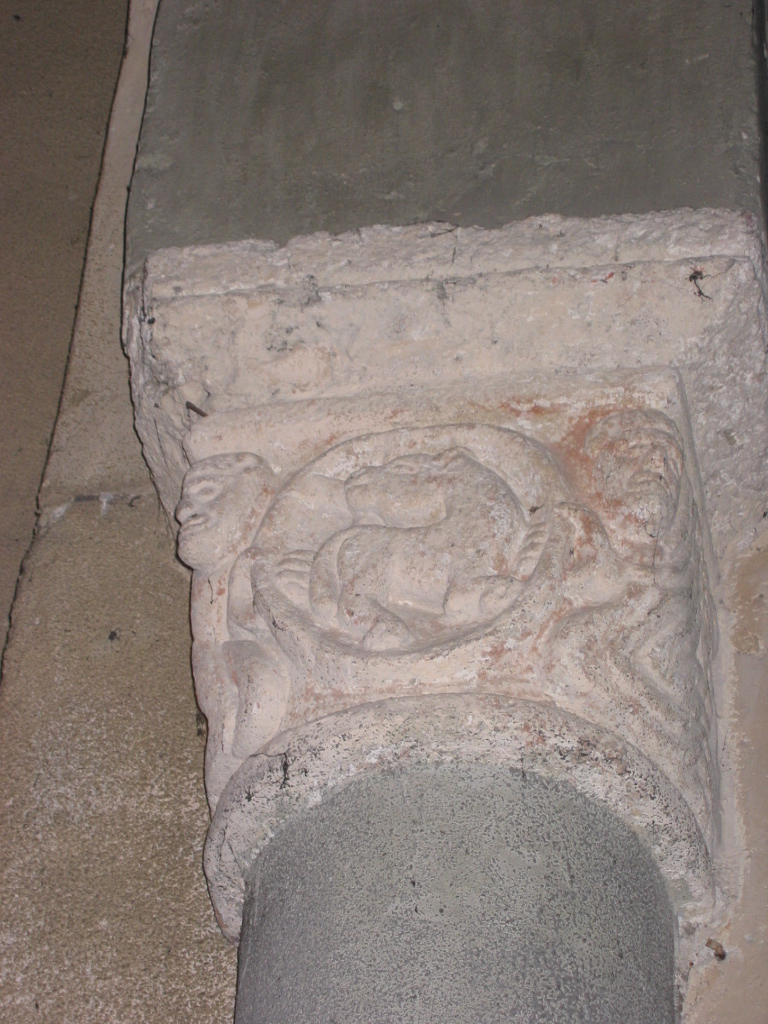
Agneau.
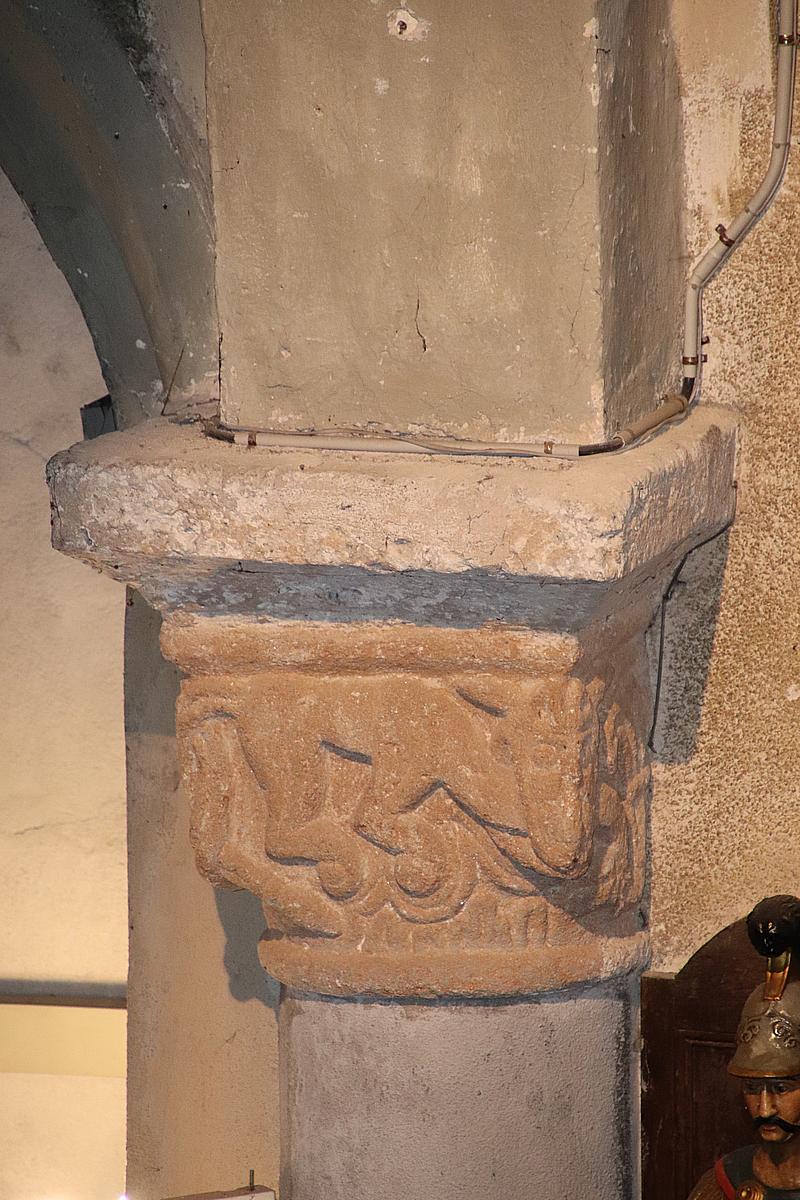
Animal.
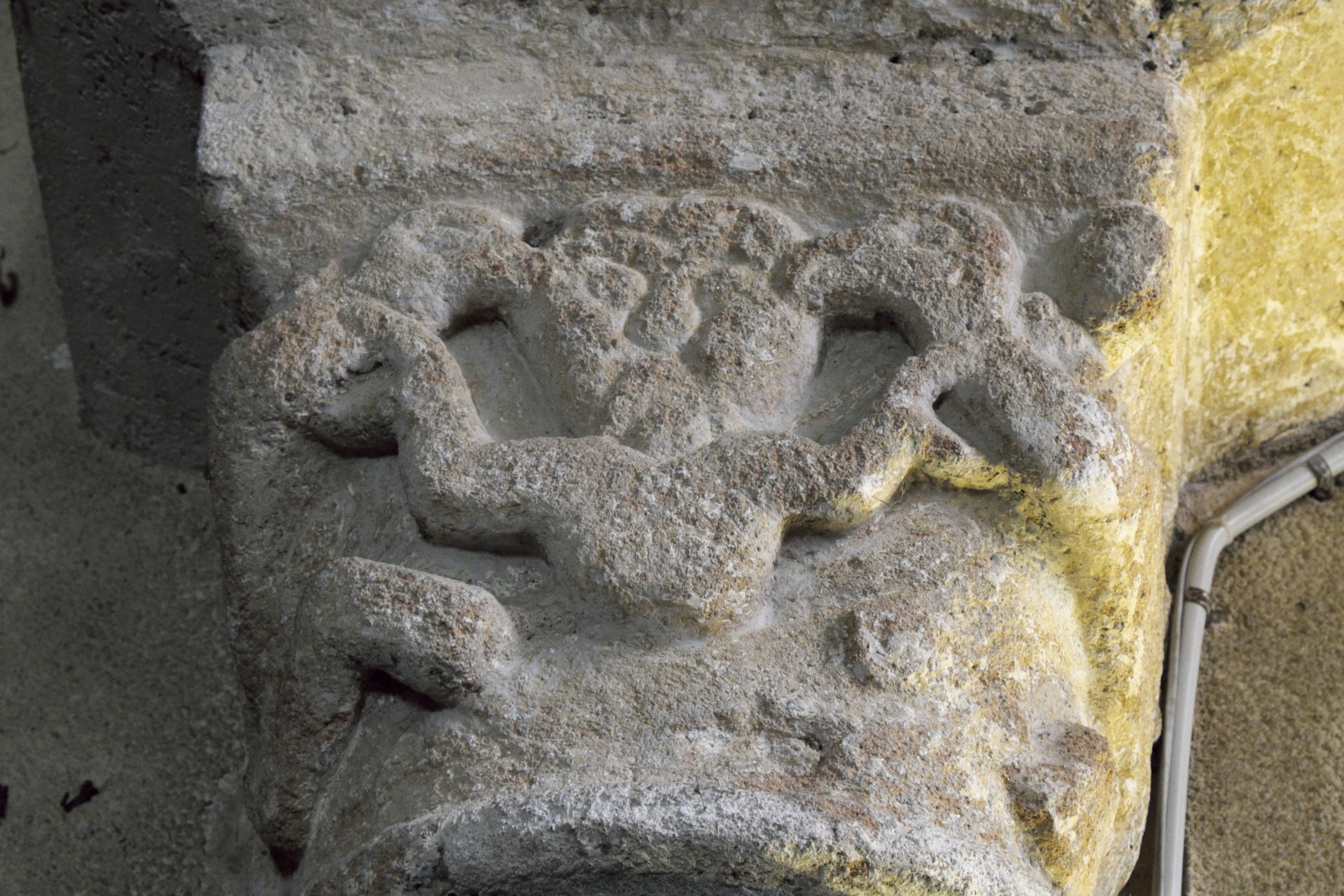
Homme avec deux oiseaux chimériques.

#### Nef
La nef, édifiée au XIIe siècle, est d'architecture de transition. Elle est constituée d'un vaisseau principal et de deux collatéraux dont les voûtes sont soutenues par des berceaux brisés. Ses murs, sans fenêtres, portent sur de grandes arcades brisées, à doubles rouleaux, retombent sur des piliers cruciformes, couronnés d’impostes.
Ceux des collatéraux présentent de grandes arcades de renforcement, brisées et à faible saillie. Le mur du collatéral droit était jadis percé en son milieu par une arche ouvrant sur la chapelle Saint-Jean-Sainte-Agnés, démolie après 1725 en raison de son état dégradé. Au fond des collatéraux, deux autels similaires en pierre blanche de Tonnerre, taillés par le sculpteur Moretti, furent installés en 1863, celui du Nord dédié à Saint-Hippolyte (sur lequel se trouve maintenant la Pietà du XVe siècle) ; celui du Sud dédié à la Vierge Marie (désormais remplacé par l'ancien maître-autel).
Il se dit que, d'après les plans initiaux, la nef aurait dû comporter cinq travées et n'en possède que trois car elle serait restée inachevée. On explique généralement ce fait par la longueur des constructions de cette époque : on construisait alors par travée, fermant d'un mur provisoire la partie terminée, afin de pouvoir l'utiliser pour le culte, et la construction se poursuivait devant ce mur. Les raisons qui auraient motivé l'arrêt des travaux après la troisième travée ne sont pas documentées. On sait en revanche que le pignon ouest, menaçant ruine, a été entièrement reconstruit à la fin du XVIIIe siècle. Il est possible qu'il ait remplacé le dernier mur provisoire.

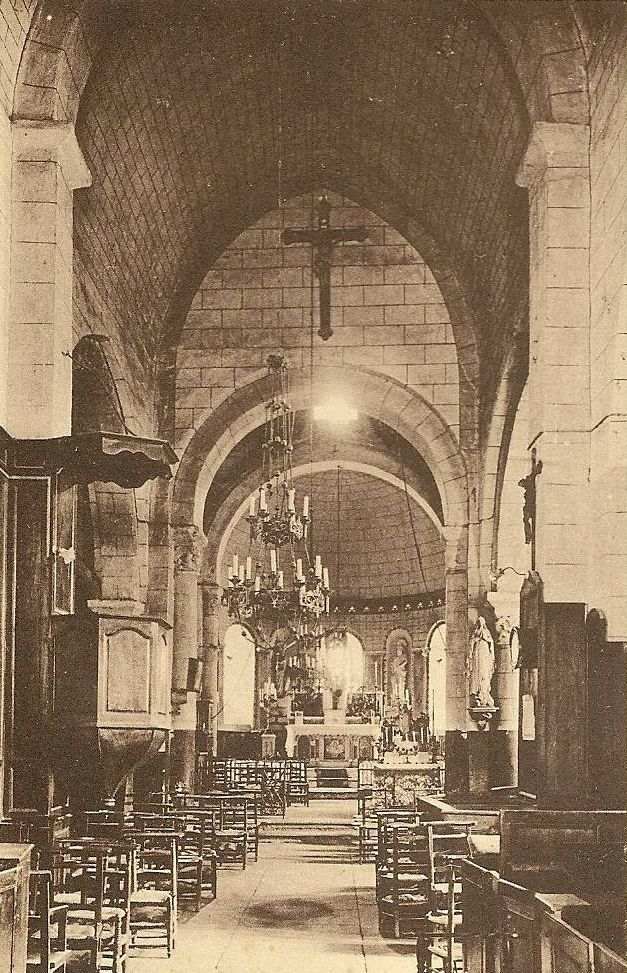
Au début du XXe siècle.
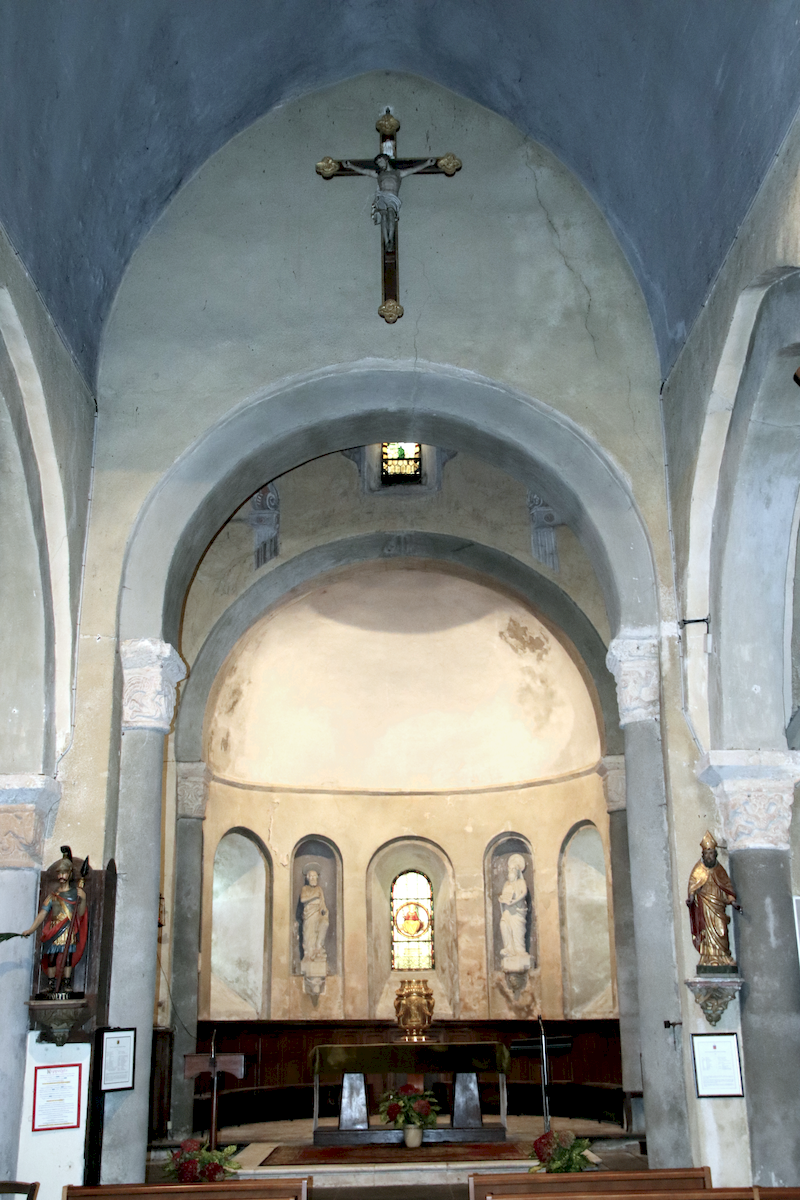
Époque contemporaine.
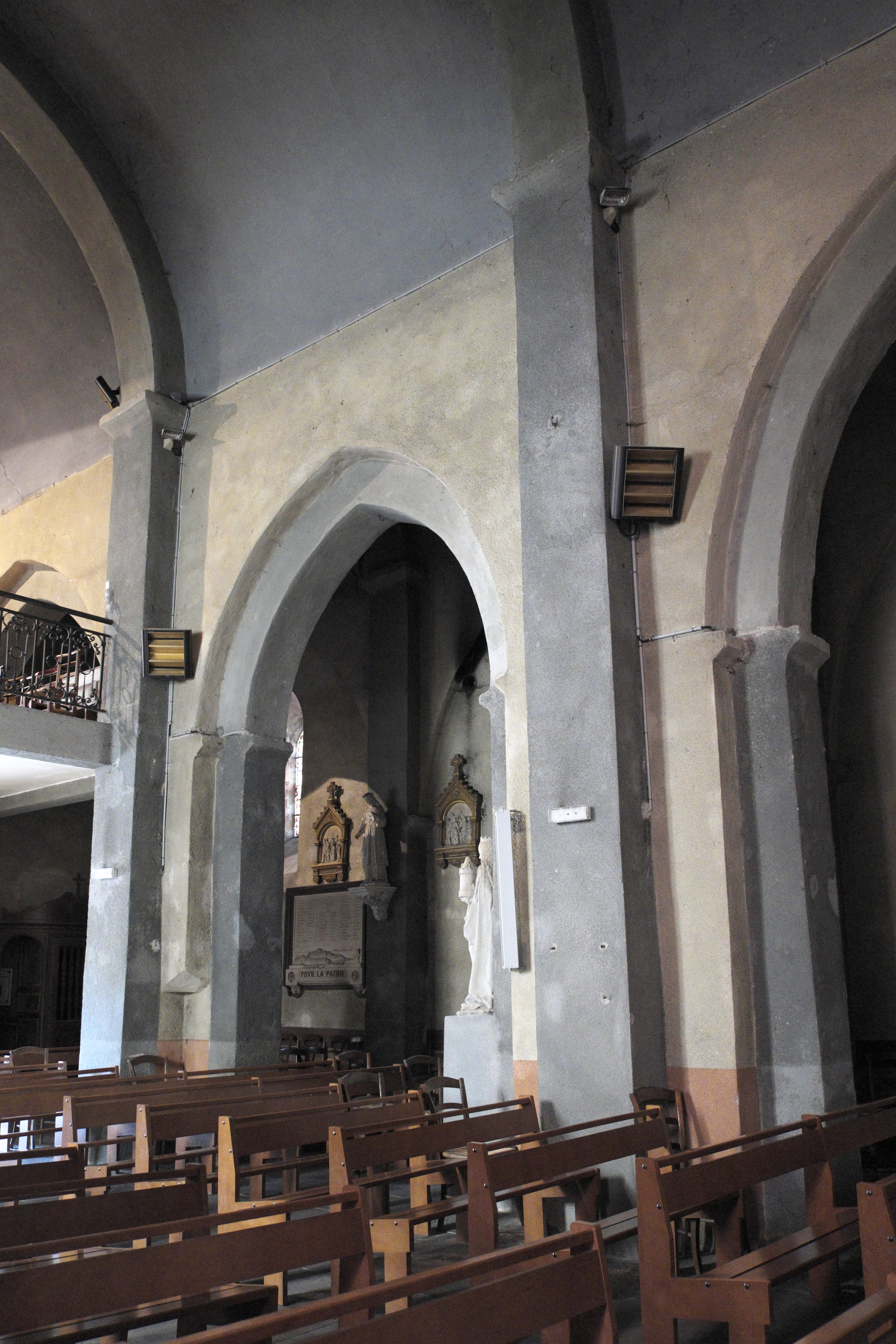
Vue sur le collatéral Nord.
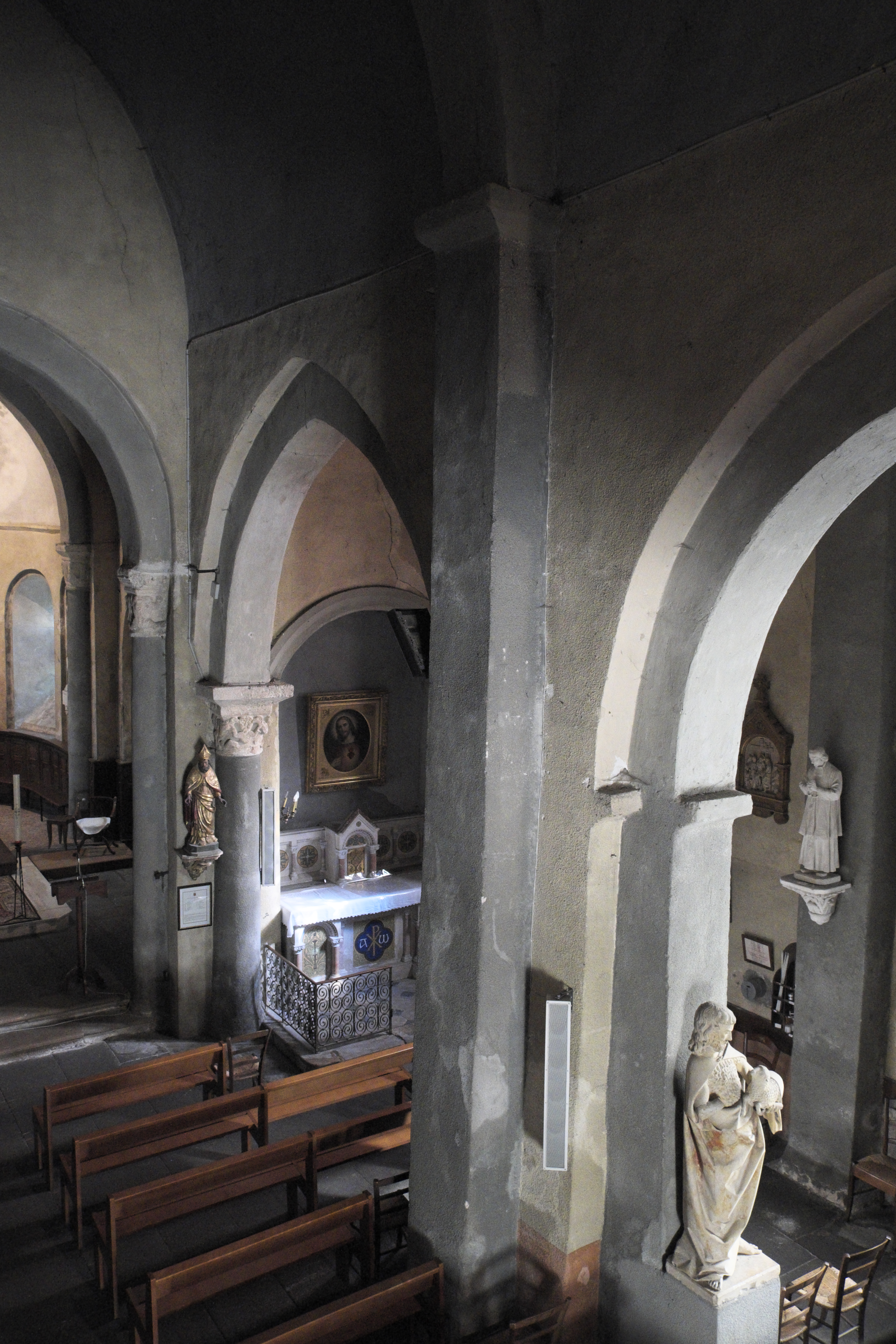
Vue sur le collatéral Sud.
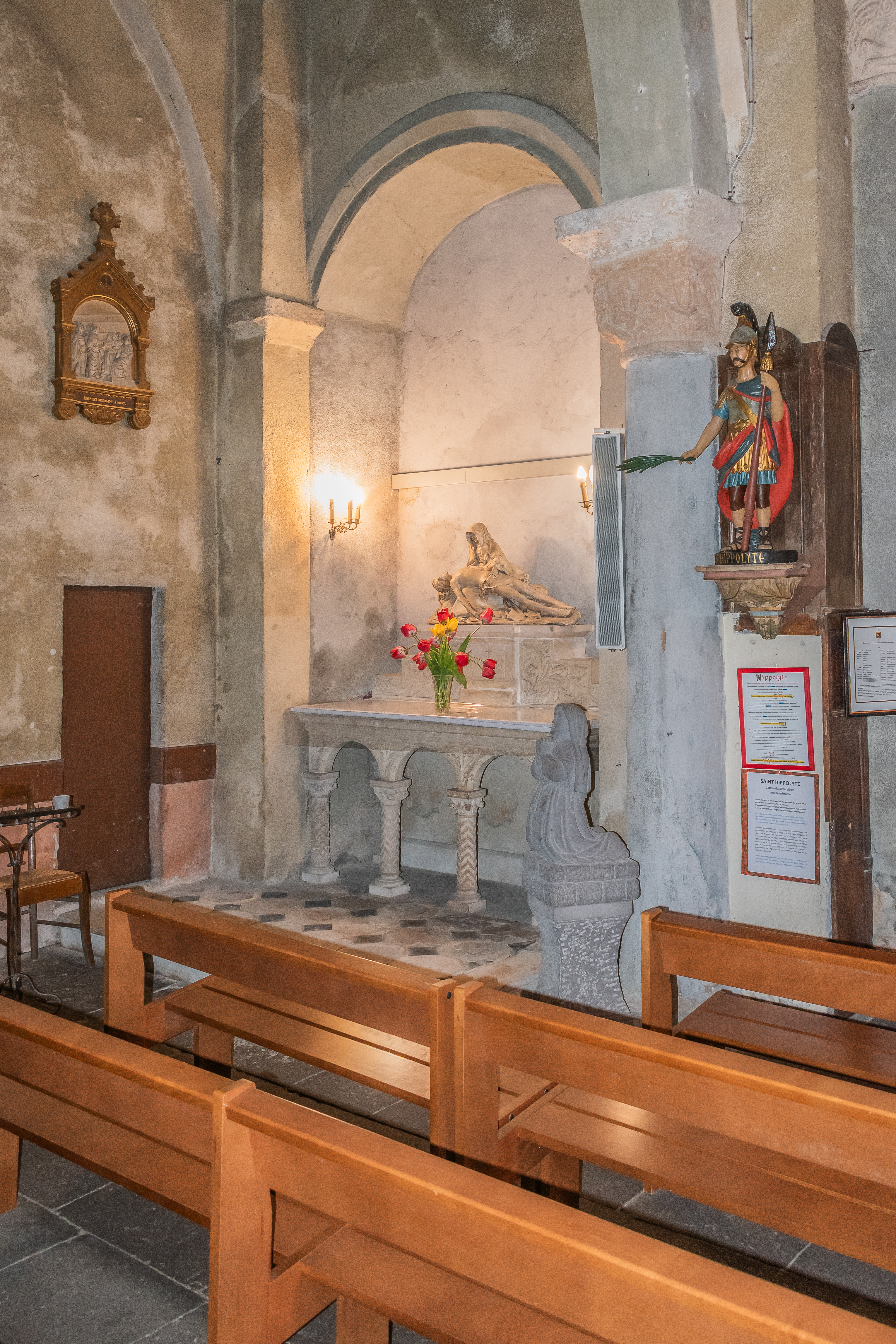
Autel de saint Hippolyte.
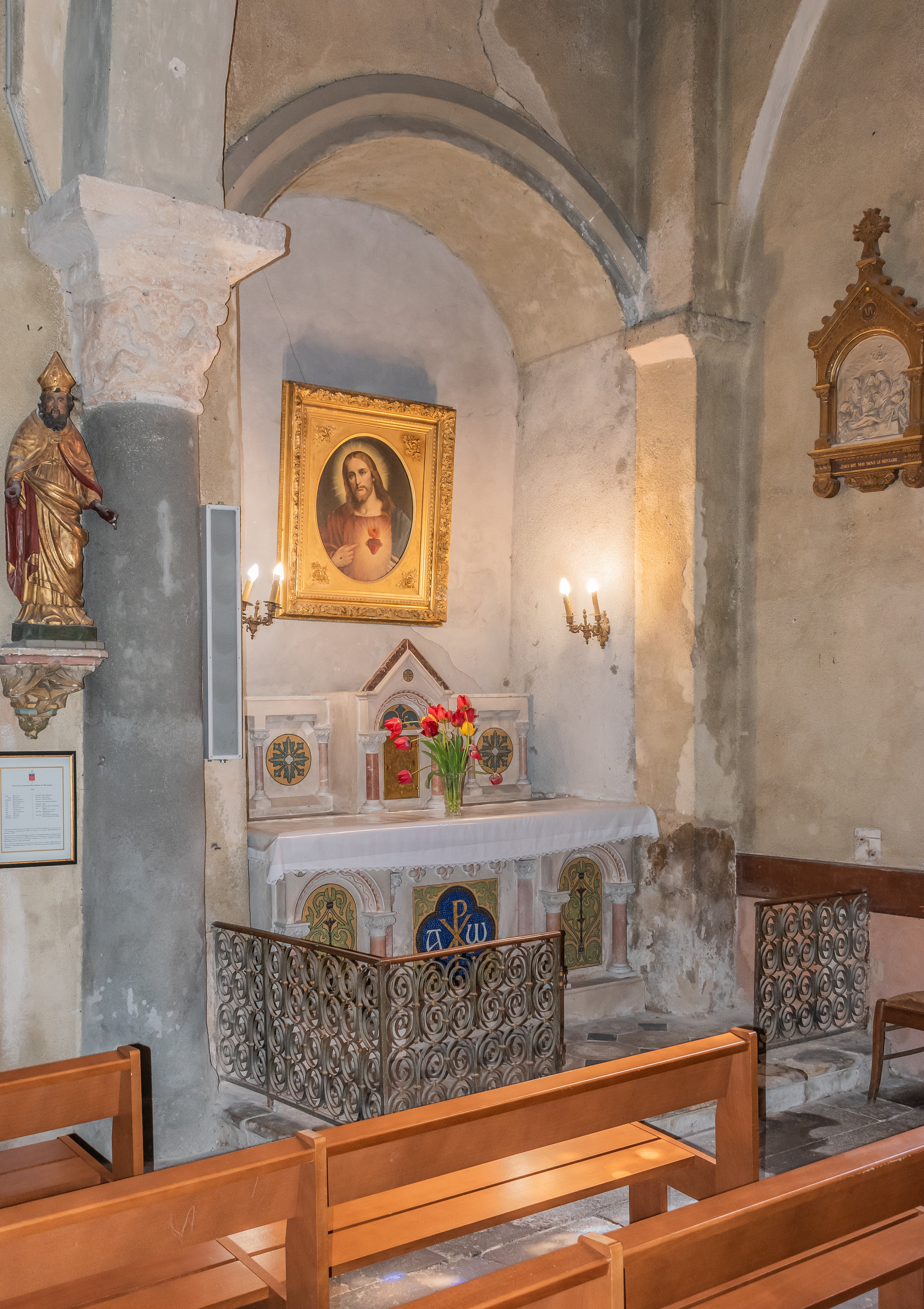
Ancien maître-autel.

#### Clocher
Le clocher, abattu le 16 janvier 1794 et reconstruit dans la deuxième moitié du XIXe siècle siècle, est de forme octogonale. Chaque face comporte une baie voûtée en plein cintre, sauf la face ouest ouverte par un oculus, visible de loin, qui était destiné à recevoir l'horloge municipale. Ce projet fut ensuite abandonné et n'a jamais été repris.
|  |
|  |

|  |
|  |

|  |
|  |

|  |
|  |

#### Statuaire
« La grande statuaire de Jaligny », selon l'expression de l'universitaire et historien d'art Jacques Baudoin, montre trois exemples typiques de la sculpture bourbonnaise à l'époque d'Anne de Beaujeu, dont le style caractéristique – visage au front haut et bombé, yeux en amande sous des arcades sourcilières à peine ébauchées, bouche mince à l’expression mélancolique, menton marqué, mains élégantes aux doigts fuselés – pourrait être dû à l'influence de Michel Colombe, maître-sculpteur de la sainte chapelle de Bourbon-l'Archambault.
Ce sont d'abord les statues en pierre de saint Jean-Baptiste (1,54 m), qui ornait jusqu'en 1702 la chapelle Saint-Jean-et-Sainte-Agnès contiguë à l'église, et de sainte Barbe (1,27 m), datant toutes les deux de la fin du XVe siècle. La similitude de l'esthétique de sainte Barbe avec celle du triptyque de l'Annonciation de Vic-le-Comte, peint vers 1497, laisse supposer qu'elle a été réalisée à cette époque. Malgré l’absence de sources écrites, elles pourraient être l'œuvre du sculpteur Jean de Chartres dont la présence est attestée à la cour du duc de Bourbon dès 1501. Sainte Barbe est peut-être à mettre en rapport avec les seigneurs de Jaligny, Guy d’Amboise et Françoise de l'Espinasse.
La Pietà, comme celle de l'église Saint-Pierre de Montluçon et celle, grandeur nature, de l'église Saint-Léger de Varennes-sur-Tèche dont elle est une version simplifiée, est probablement due à l'atelier d'un suiveur de Jean de Chartres. Elle est sans aucun doute un don de Guy d'Amboise, neveu du Cardinal d'Amboise, dont la dévotion à la Pietà est connue, ainsi que celle de la famille d'Amboise et du roi Louis XI.
Ces trois statues étaient primitivement peintes de couleurs vives dont on devine encore quelques traces. Elles sont classées au titre des monuments historiques.
À l'entrée du chœur, se trouvent les statues en bois polychrome du XVIIIe siècle de saint Hippolyte, titulaire de l'église et patron de la paroisse, et d'un évêque qu'on présente habituellement comme saint Blaise, qui aurait été patron de l'ancienne paroisse de Marseigne, actuel faubourg de Jaligny. Or, outre le fait que rien ne documente un éventuel transfert de mobilier à la suppression de cette paroisse en 1791-1792 – hormis les vases sacrés – il est établi que, placée sous le vocable de Notre-Dame, son patron était saint Fiacre. Cette statue pourrait donc représenter saint Augustin, dont l'église Saint-Hippolyte vénérait à cette époque une relique insigne (le corps ou le membre entier d’un saint, en l'occurrence un os de bras) : « Dans un tafetas deux os de bras avec chaqu’un leur inscription de St Augustin, St Dominique, et os de vertèbre avec cette inscription de St Nicolas. ».
Au fond du chœur, l'abside est décorée des statues des quatre évangélistes, réalisées en 1866 par le sculpteur Moretti, de Moulins. Sous les statues est sculpté l'attribut de chaque évangéliste, tel que les artistes, s'inspirant du tétramorphe de la première vision d'Ézéchiel (Ez 1, 5), ont coutume de les représenter : saint Matthieu par un homme : son évangile commence par la généalogie humaine du Christ ; saint Marc par un Lion : dans les premières lignes de son évangile, Jean le Baptiste crie dans le désert : “Voix de celui qui crie dans le désert : Préparez le chemin du Seigneur” (Mc 1, 2) ; saint Luc par un taureau : le taureau servait pour le sacrifice et son évangile commence par le rôle de Zacharie, prêtre et sacrificateur ; saint Jean par un aigle : le prologue de son évangile s'élève jusqu'au mystère céleste du Verbe de Dieu.

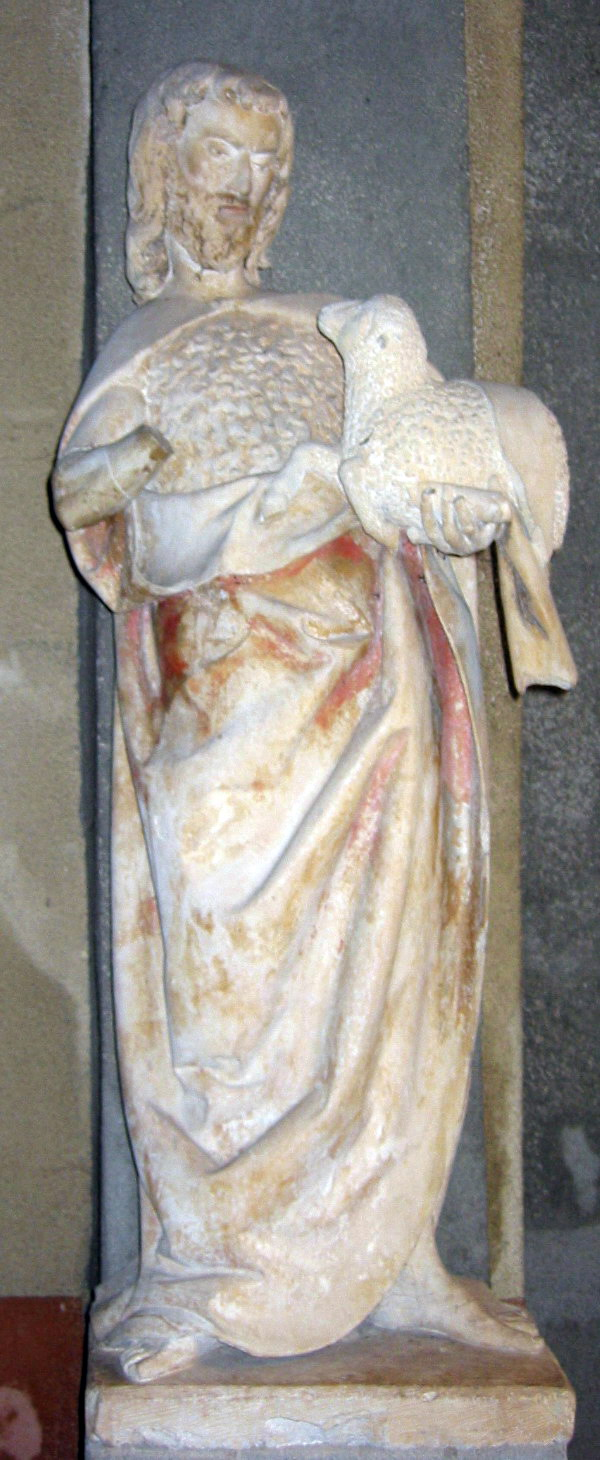
Saint Jean-Baptiste (XVe siècle).
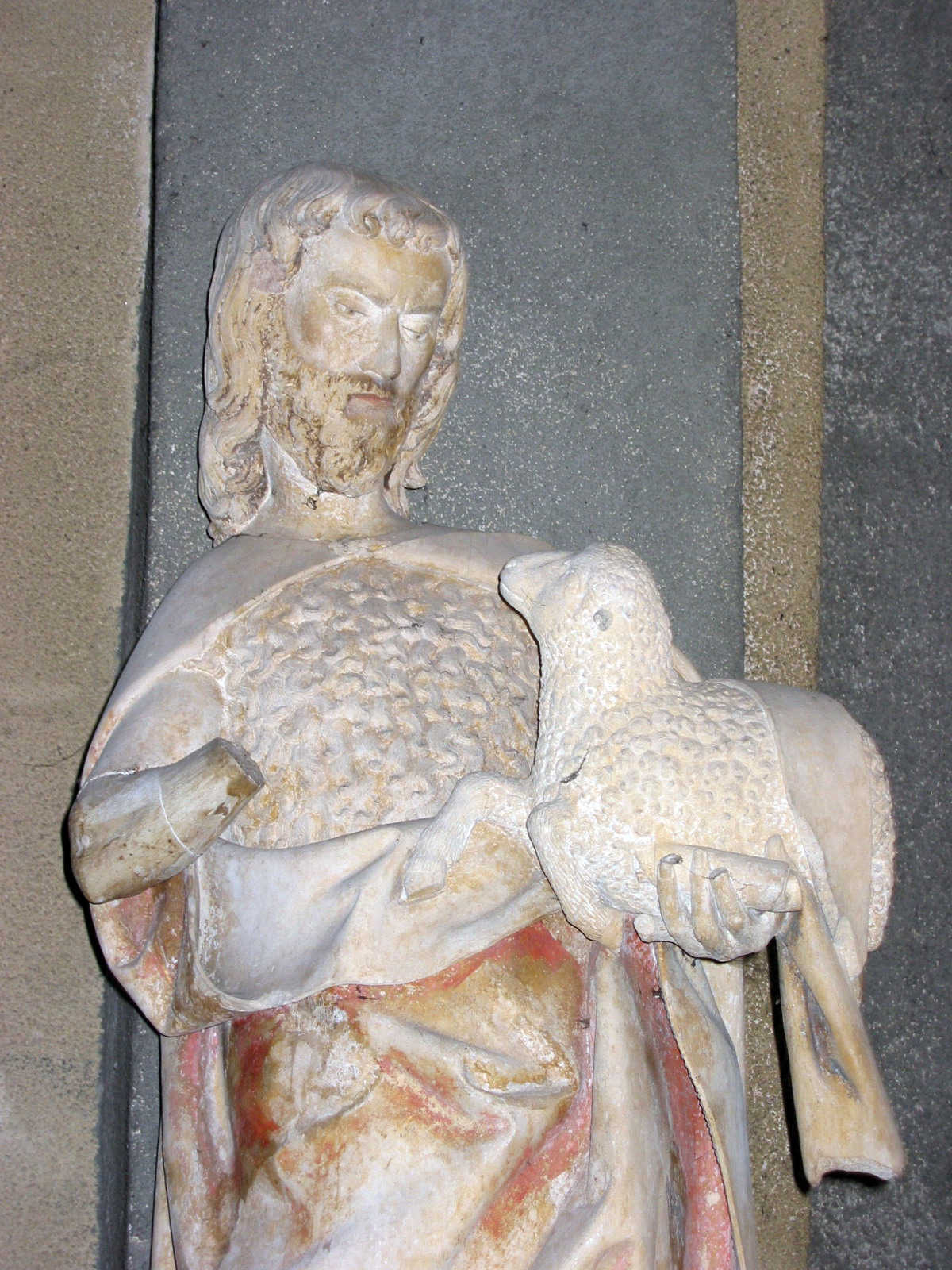
Saint Jean-Baptiste.
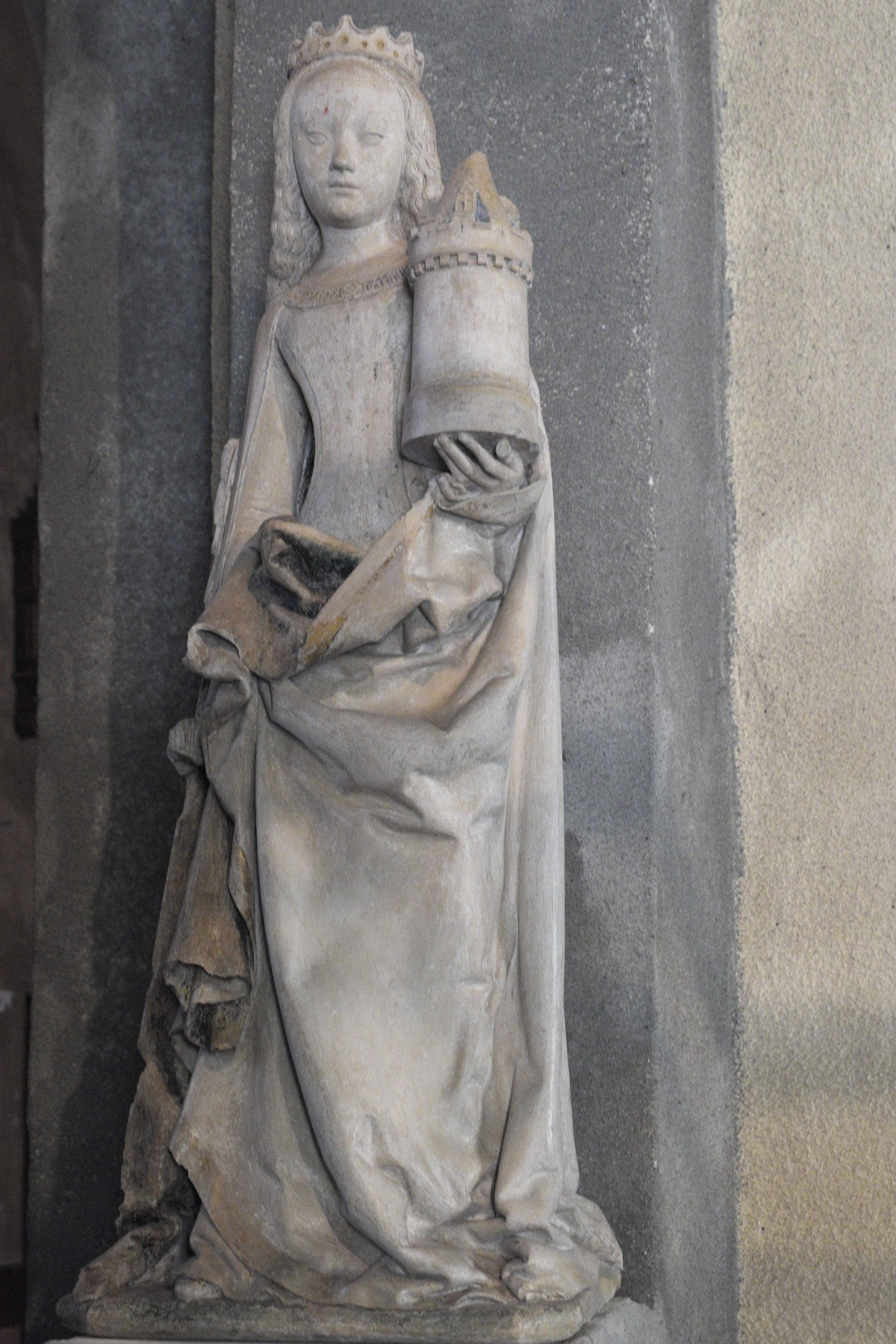
Sainte Barbe (XVe siècle)
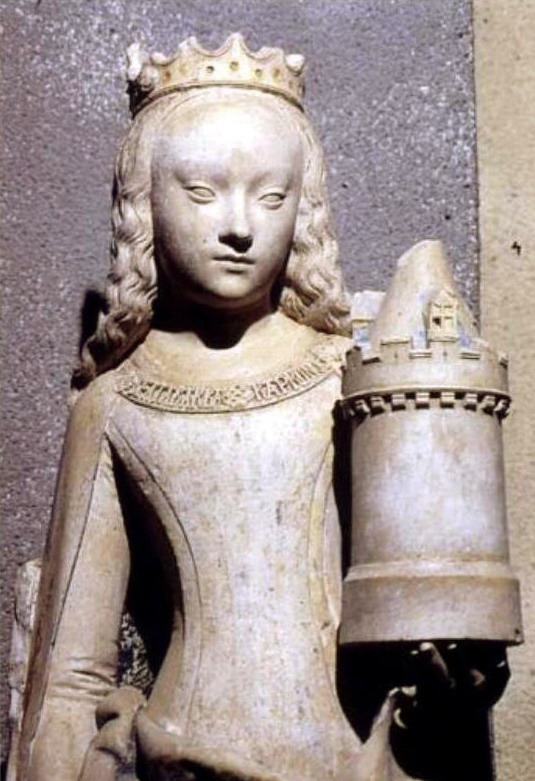
Sainte Barbe.
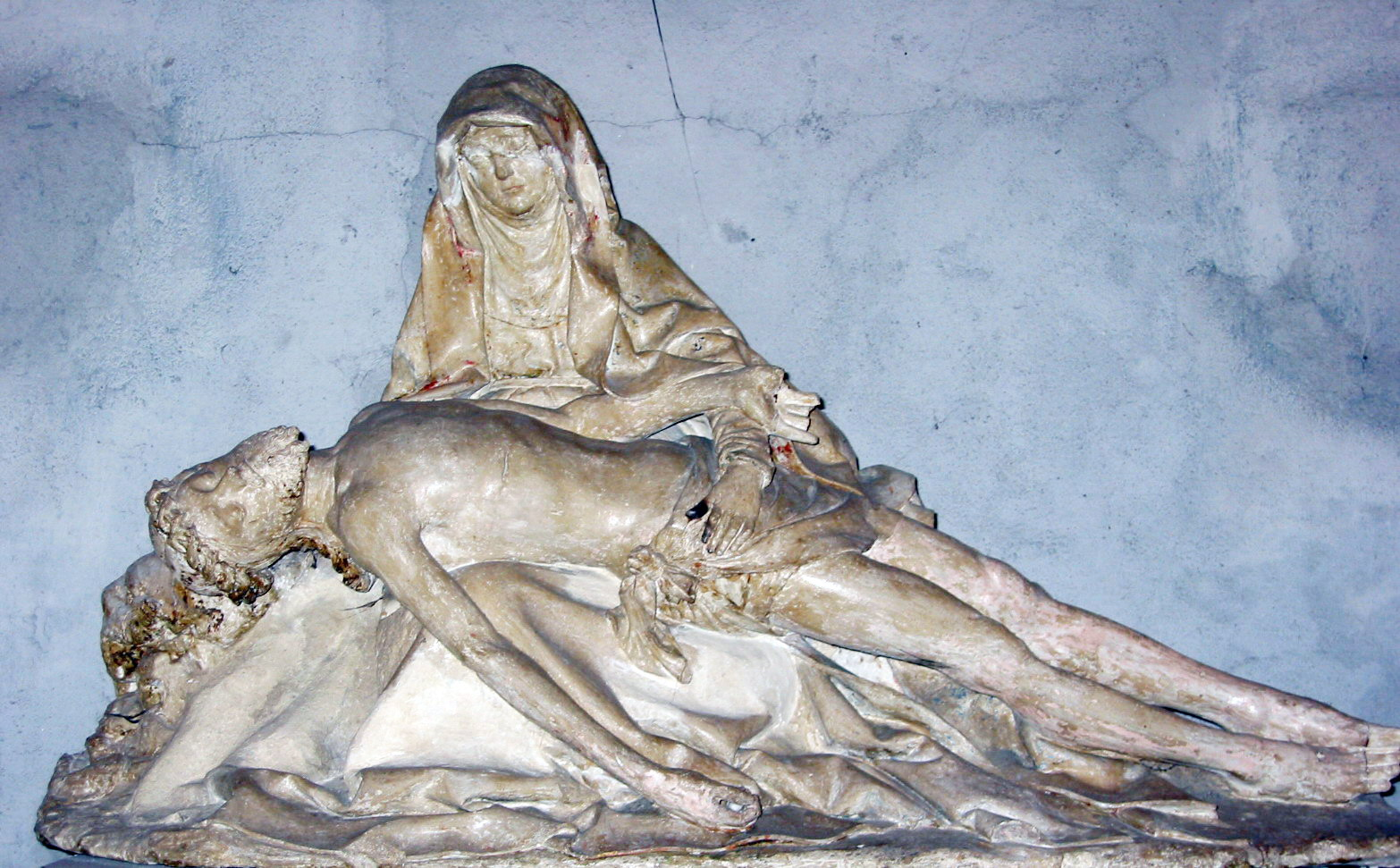
Pietà (XVe siècle).
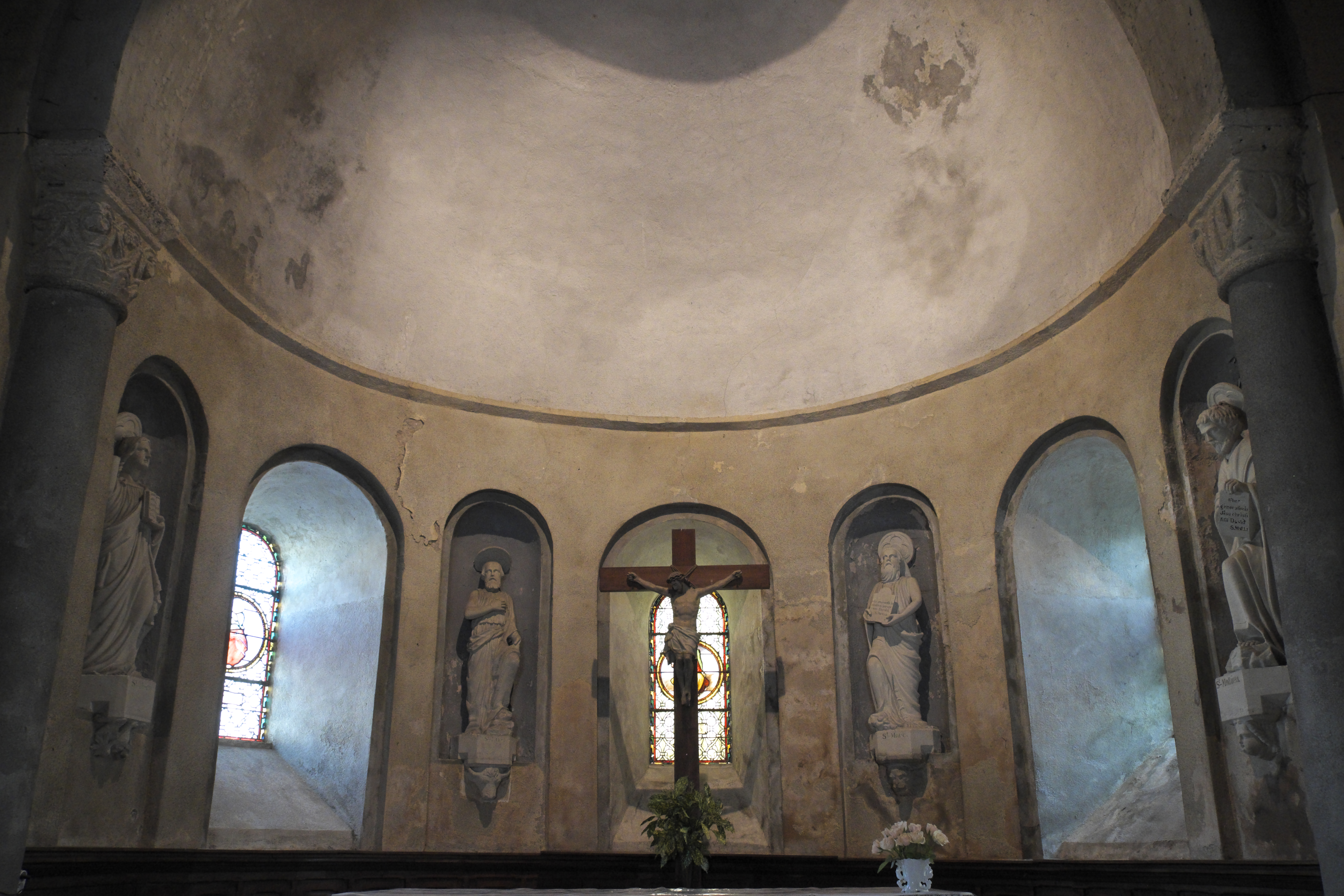
Les quatre évangélistes (XIXe siècle).

#### Vitraux

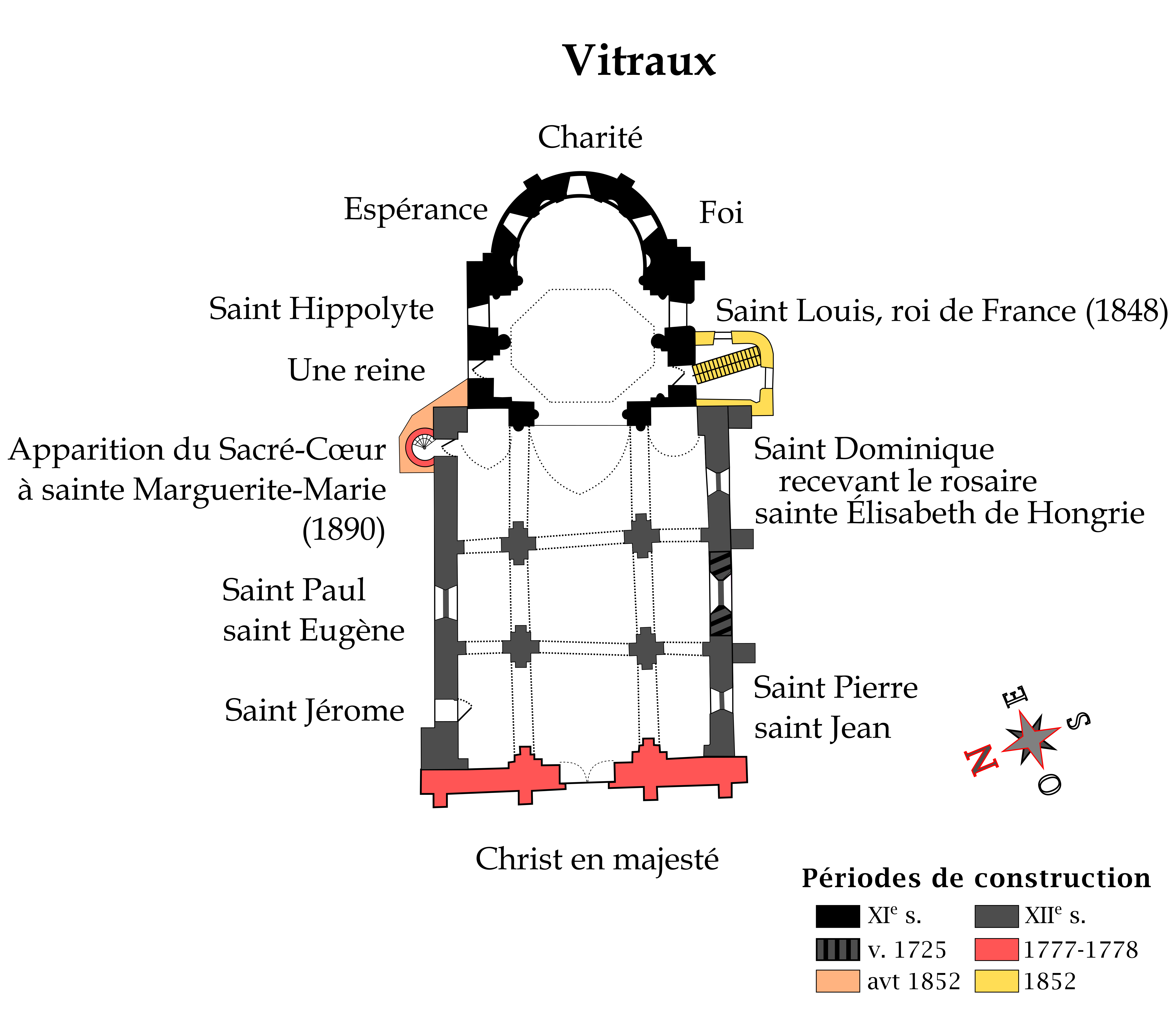
Emplacement des vitraux.

Les vitraux de l'église datent du XIXe siècle. Le vitrail le plus ancien a été réalisé en 1848 dans l'atelier de vitrail d'Alexandre Mauvernay à Saint-Galmier. Éclairant le côté Sud du chœur, il représente saint Louis portant la couronne d'épines sur un coussin. La signature est en bas à gauche de l'image : « Mauvernay et Pagnon St. Galmier 1848 ».
Un autre vitrail, représentant l'apparition du Sacré-Cœur à la religieuse Marguerite-Marie Alacoque, porte la signature « Étienne et Mouilleron, à Bar-le-Duc, 1890 ».

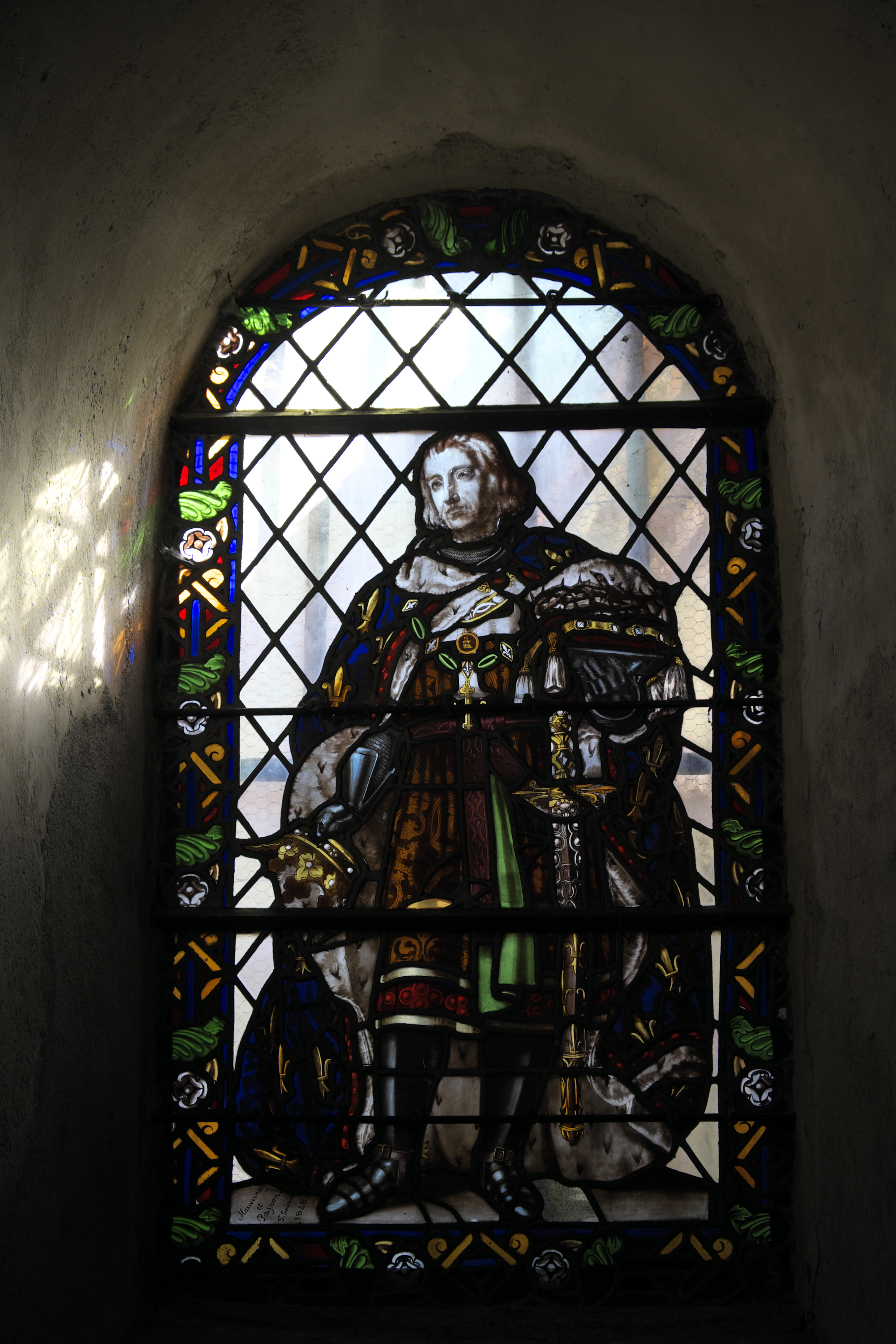
Saint Louis, roi de France.
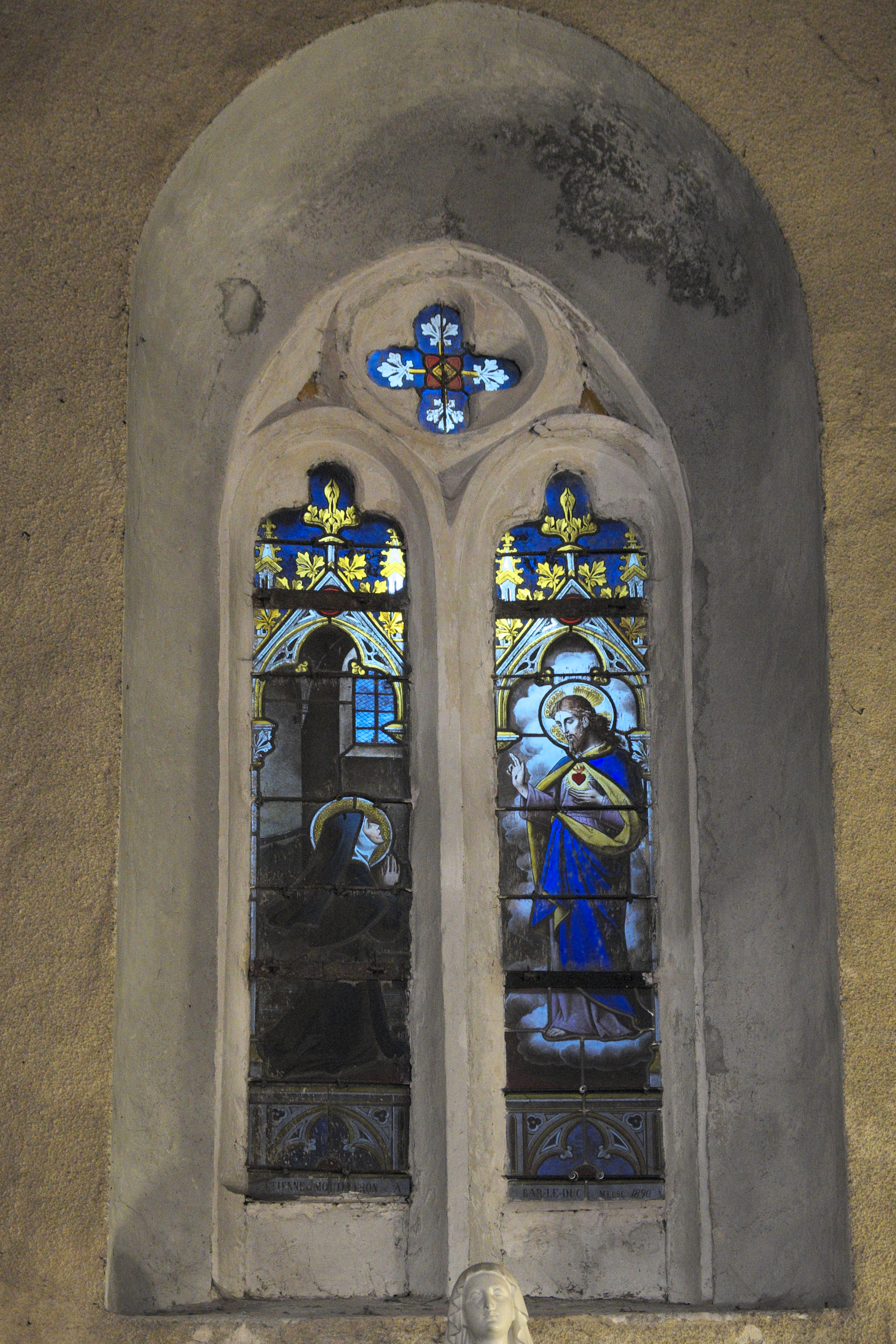
Sainte Marguerite-Marie et le Sacré-Cœur.

Les autres ne sont pas signés. L'abside est ouverte par les allégories des trois vertus théologales : la foi, symbolisée par une croix (le cartouche devant contenir le mot « Fides » a, curieusement, été remplacé par le mot : « Pax » lors d'une récente et malheureuse restauration) ; l'espérance, représentée par une ancre, et la charité, figurée par un cœur enflammé. Dans le chœur, côté Nord, un soldat romain qui pourrait être saint Hippolyte fait face à saint Louis et, au-dessus de la porte de la sacristie, l'arcade est percée d'une fenêtre décorée par une sainte portant une couronne et tenant un livre ouvert (qui figurent parmi les attributs, notamment, de Catherine d'Alexandrie, patronne de nombreuses corporations).

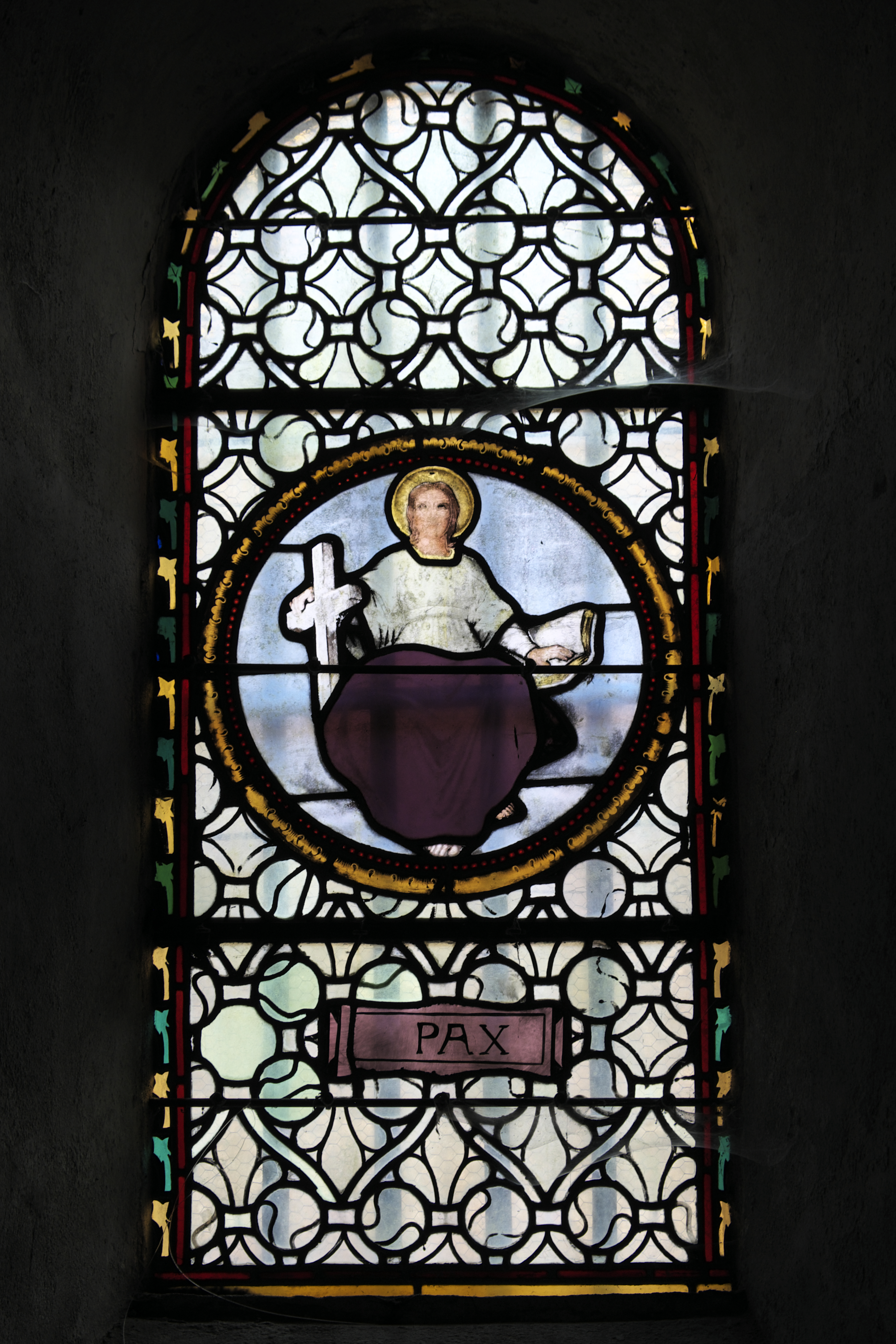
Foi.
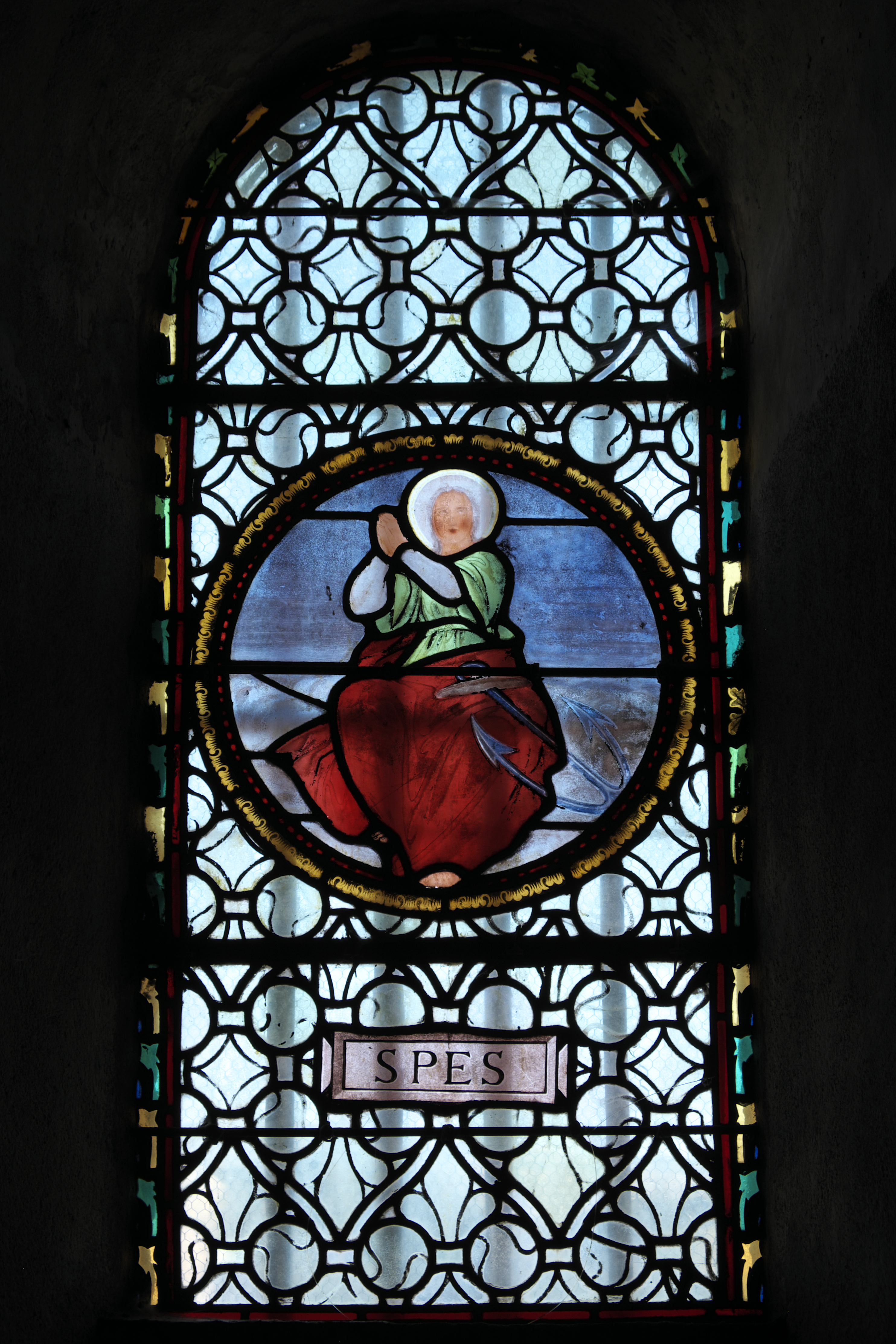
Espérance.
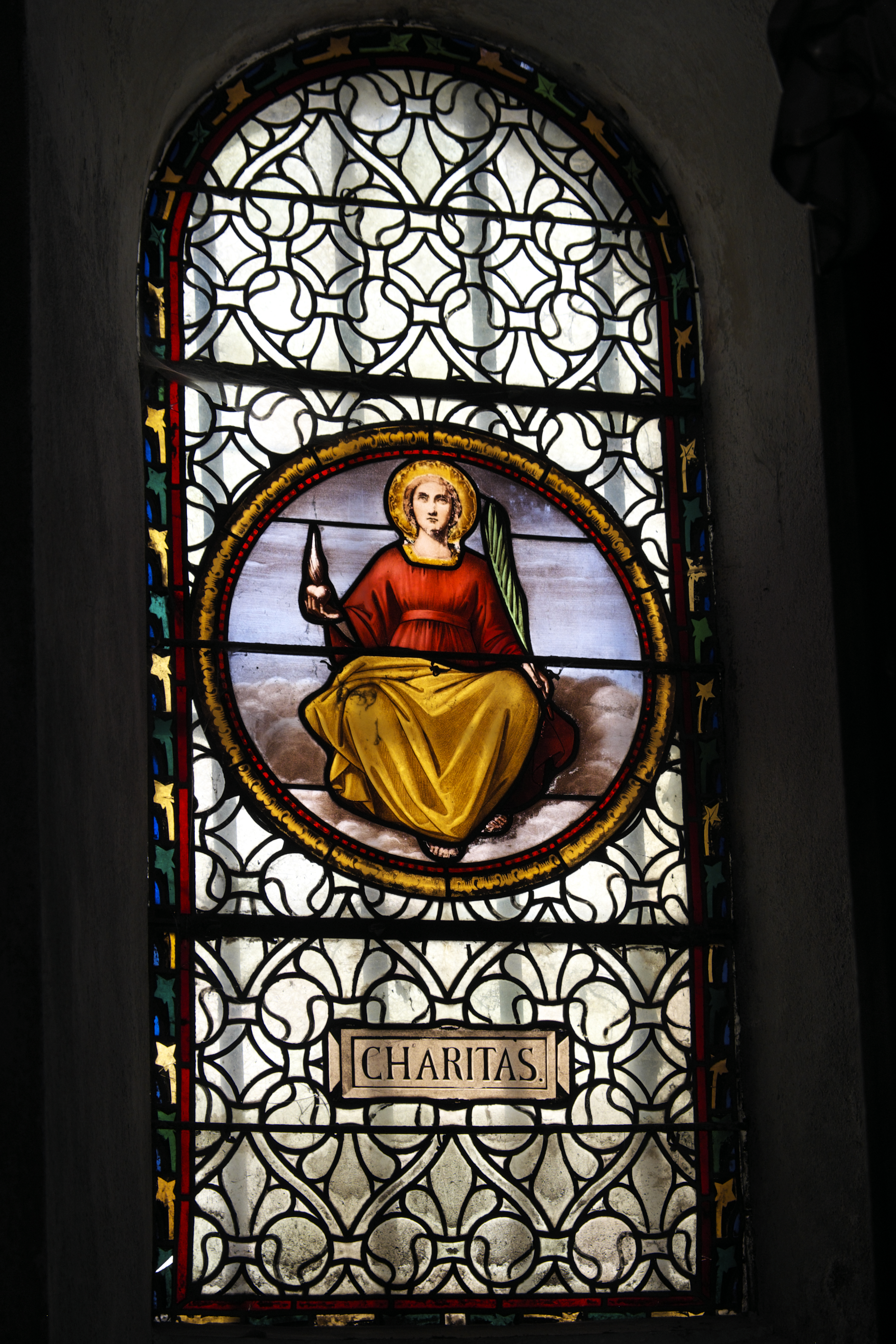
Charité.
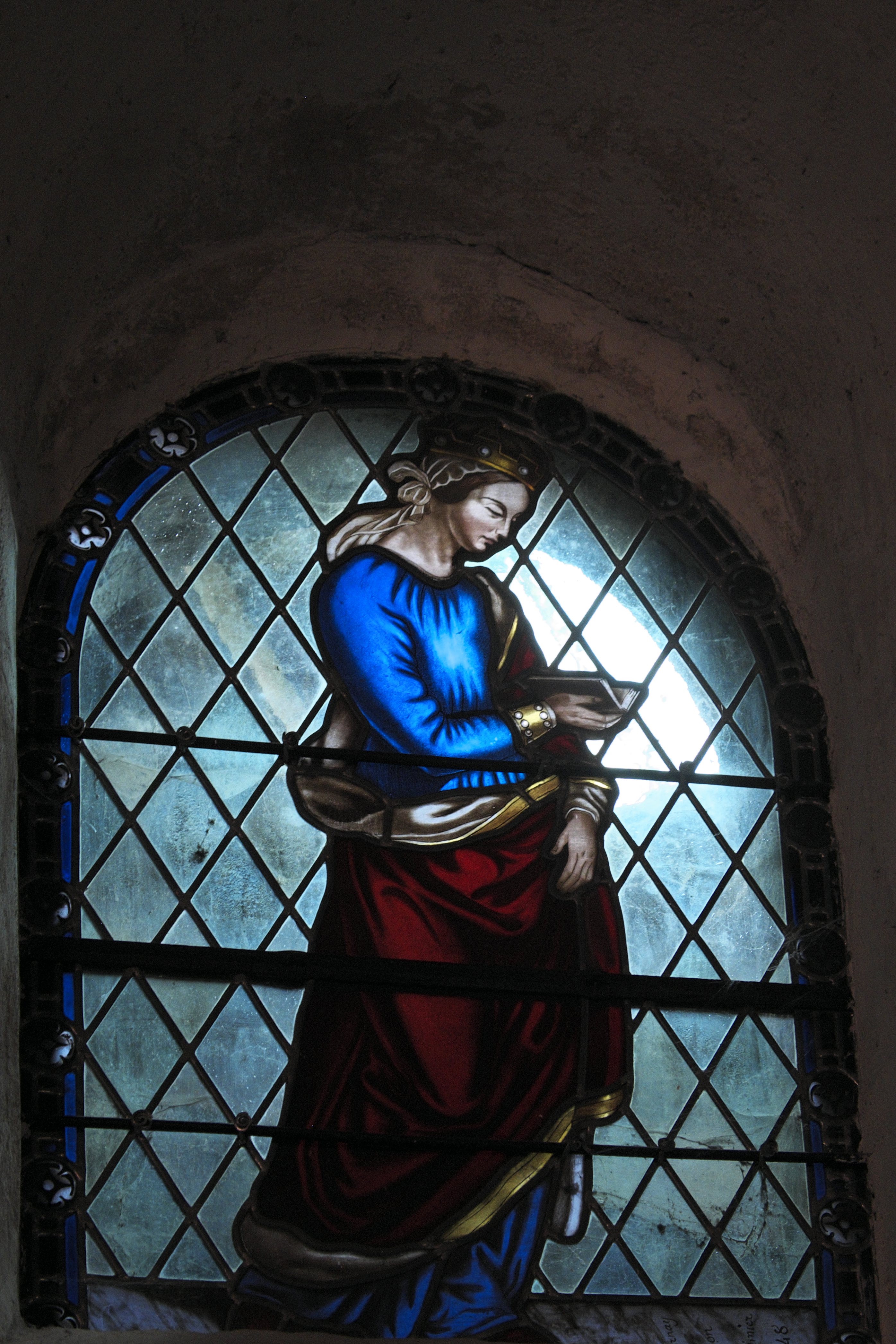
Sainte non-identifiée.

Dans la nef, les vitraux représentent les apôtres Pierre et Jean ; l'apôtre Paul et saint Eugène, évêque et martyr (Eugène de Chersonèse (IVe siècle), fêté le 7 mars ou Eugène de Deuil-la-Barre (IIIe siècle), évêque de Tolède, fêté le 15 novembre) ; saint Dominique recevant le rosaire, au-dessus de sainte Élisabeth de Hongrie portant du pain aux pauvres et d'une sainte tenant un sceptre (qui pourrait être Radegonde de Poitiers ) ; et saint Jérôme, reconnaissable au livre ouvert devant lui et au lion couché à ses pieds.

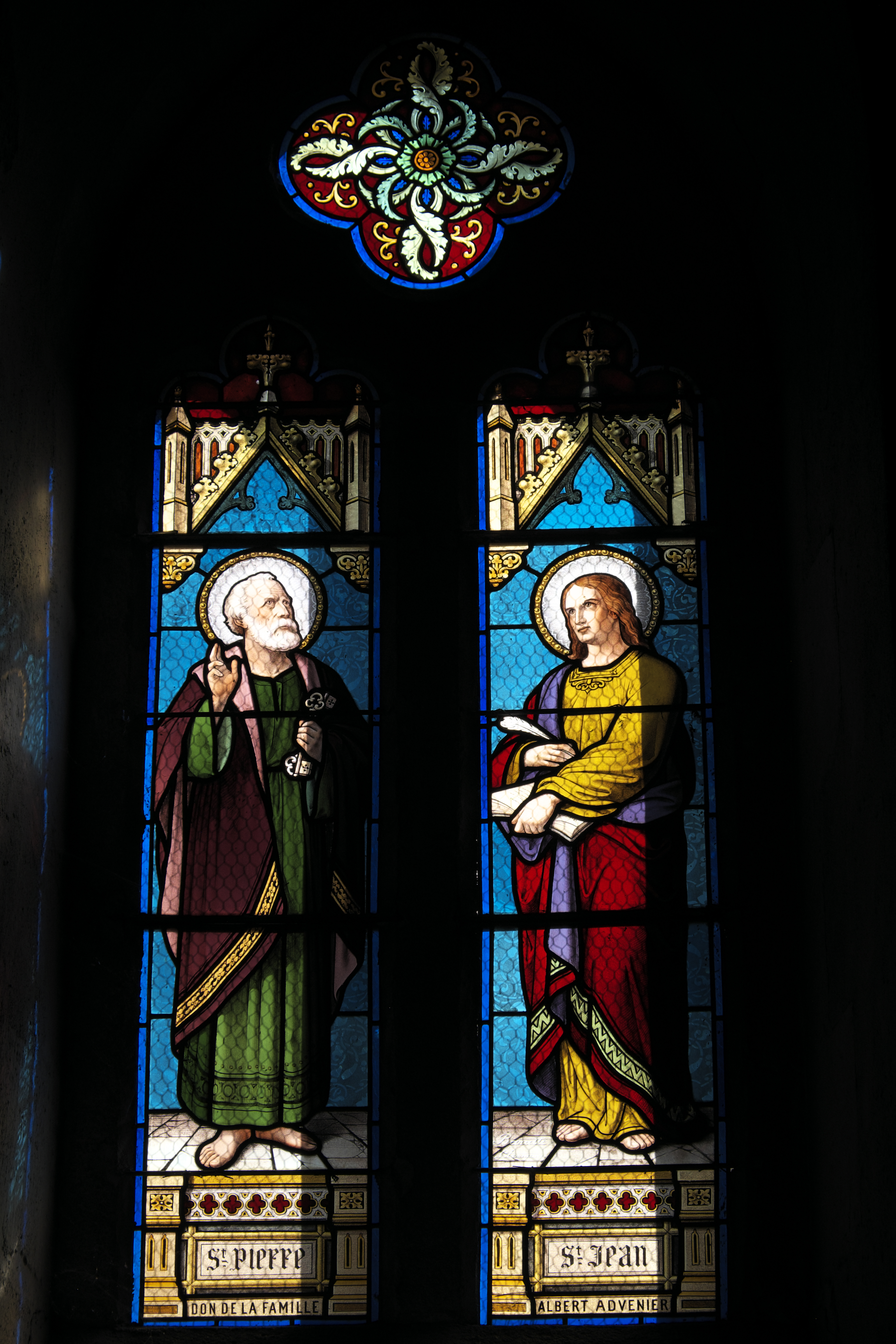
Saint Pierre et saint Jean.
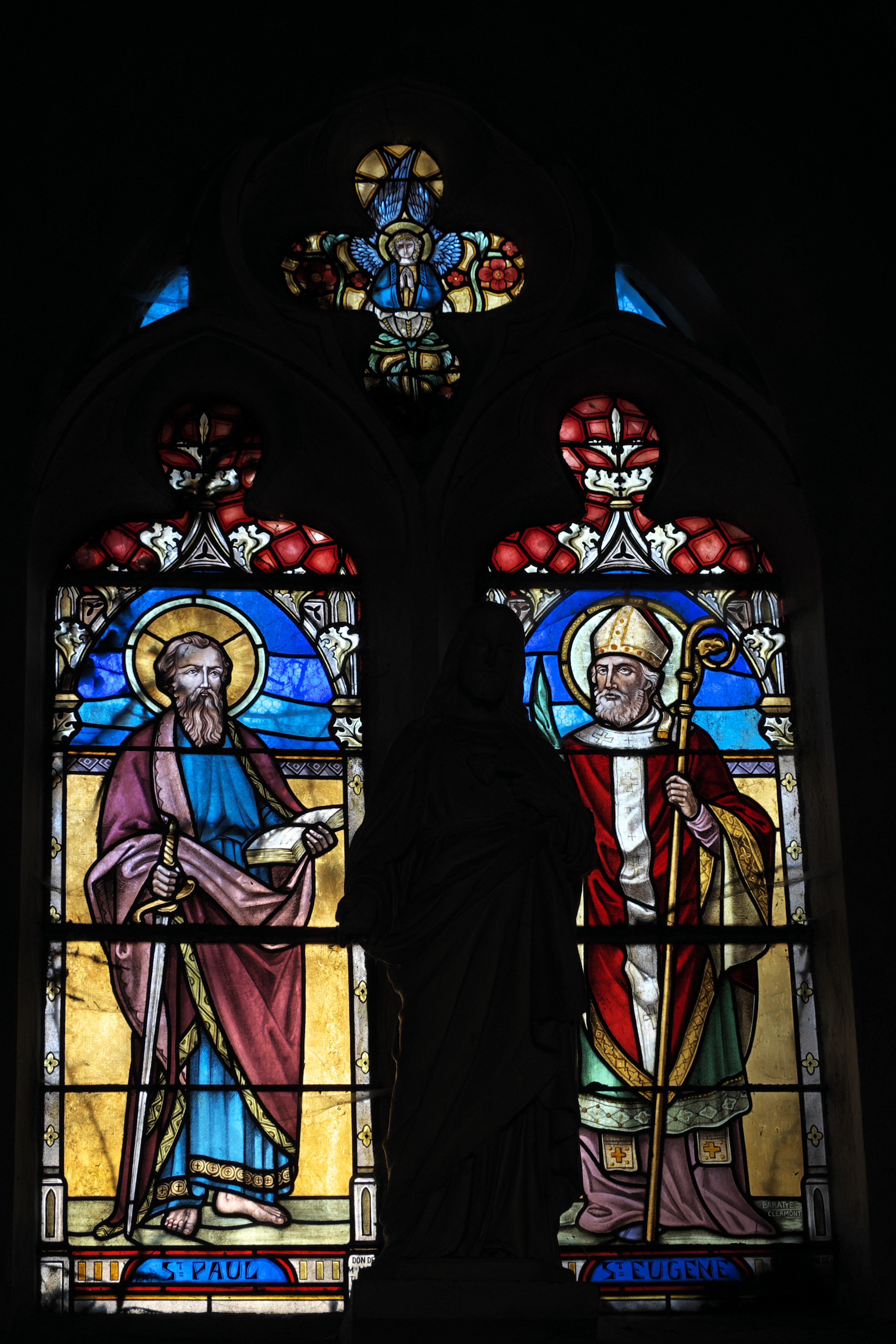
Saint Paul et saint Eugène.
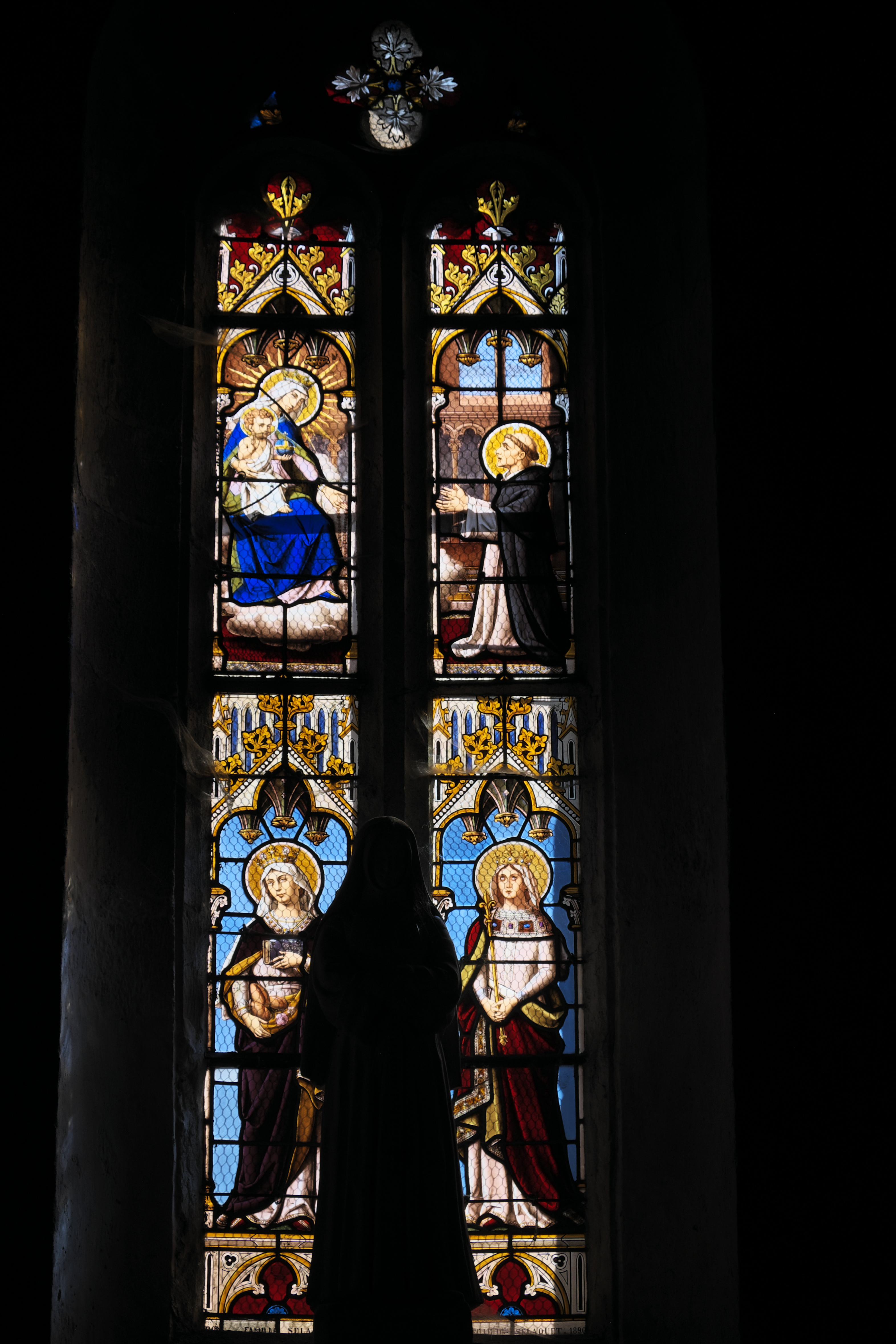
Saint Dominique, sainte Élisabeth...
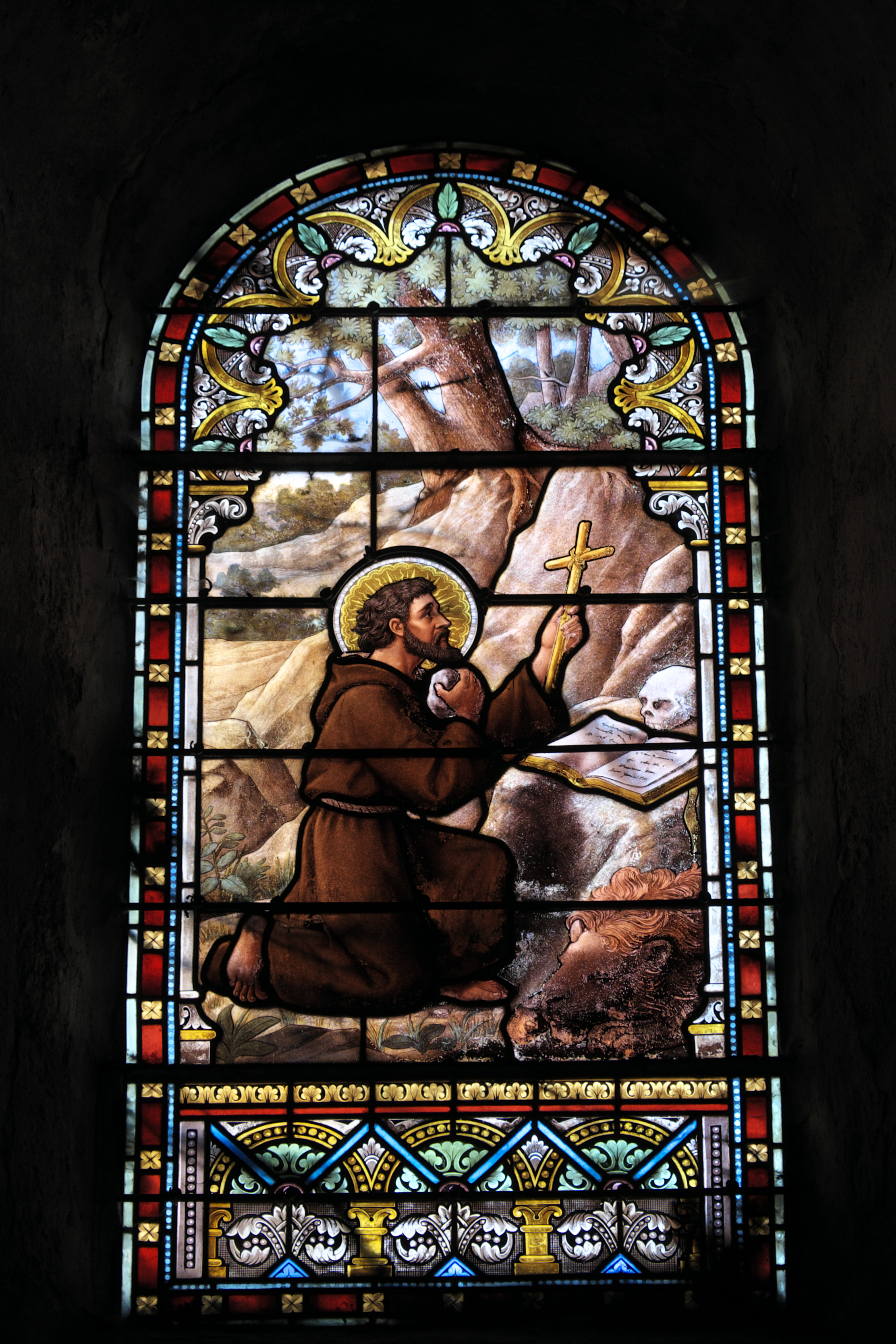
Saint Jérôme.

Une fenêtre ronde s'ouvre sur le pignon Ouest, représentant le Christ en majesté.

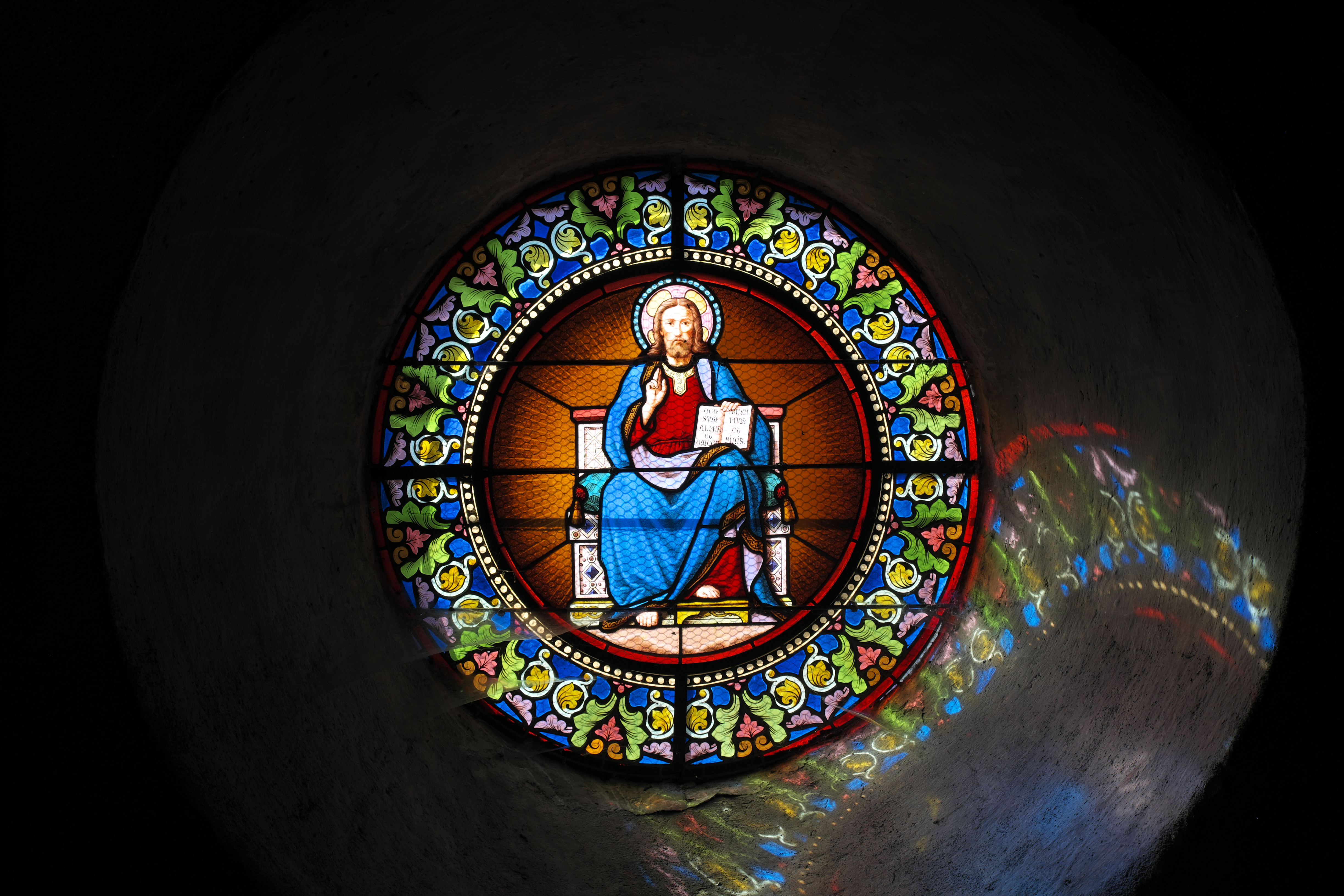
Christ en majesté.

### Château
Un château Renaissance se dresse à l'entrée de Jaligny, sur la rive de la Besbre. Il s'élève au pied d'une petite colline, et est entouré de jardins et d'un vaste parc. Il fut reconstruit à la fin du XVe siècle (après 1489) à la place d'un édifice plus ancien, dont subsiste un châtelet d'entrée du XIVe siècle (après 1363), autrefois rattaché à l'enceinte. Construit sur un plan rectangulaire, deux tours rondes, hautes et épaisses, flanquent sa façade ouest. Des lucarnes Renaissance à fronton triangulaires ont été ajoutées aux toitures au cours du XVIe siècle. La façade opposée est complétée, à l'angle sud-est, par un pavillon rectangulaire, dont l'étage contenait une chapelle, construite par le cardinal d'Amboise, premier ministre de Louis XII, et deux tours d'escalier. À cette époque se rattachent les constructions de l'escalier principal et de sa porte décorée en anse de panier.

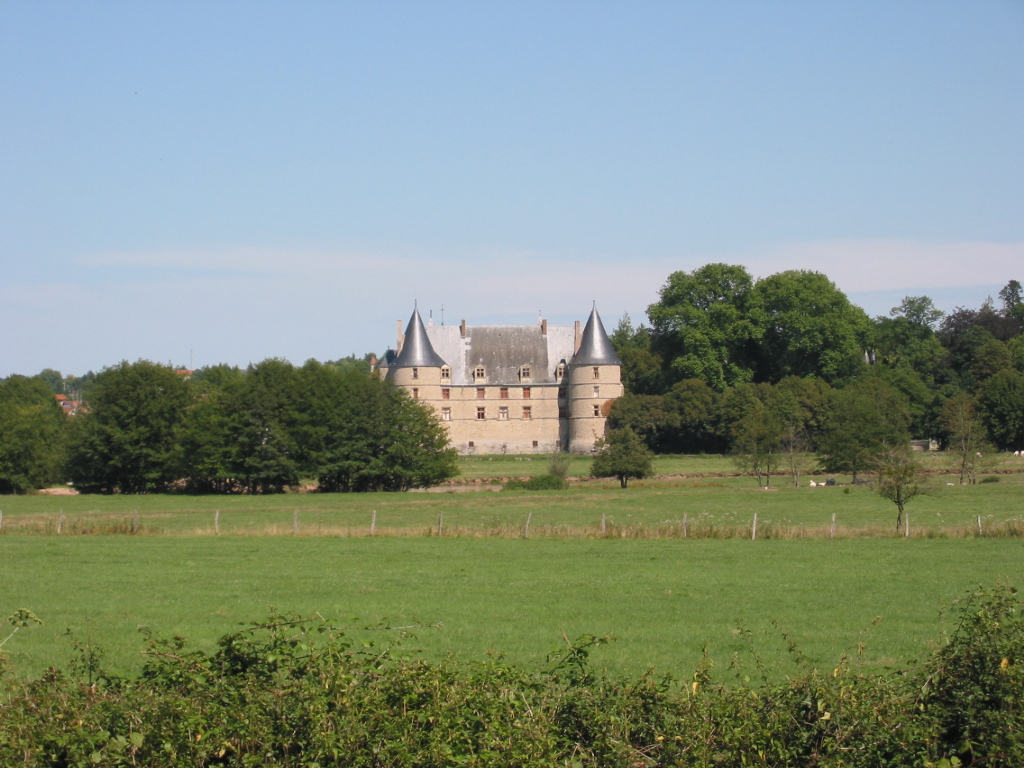
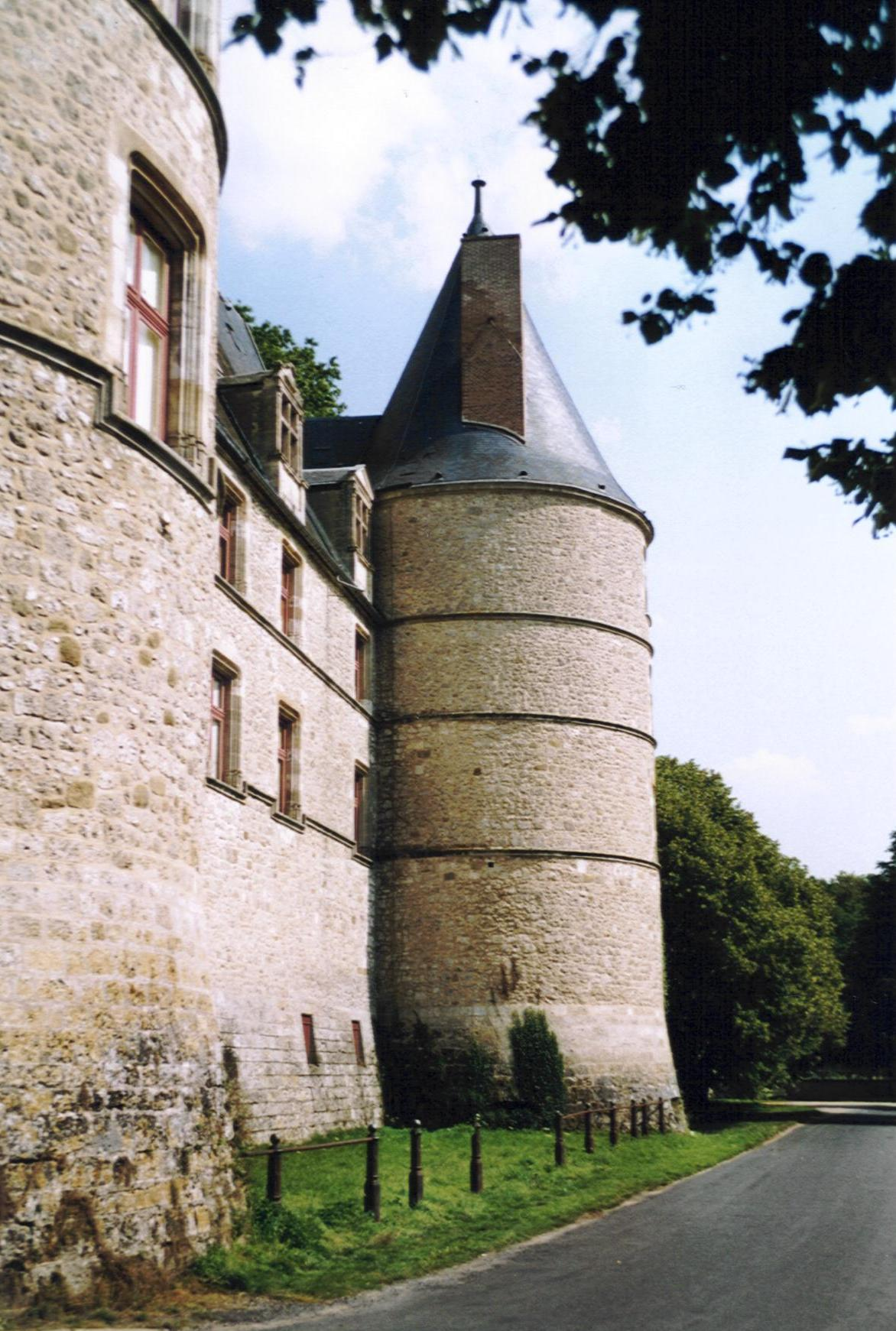
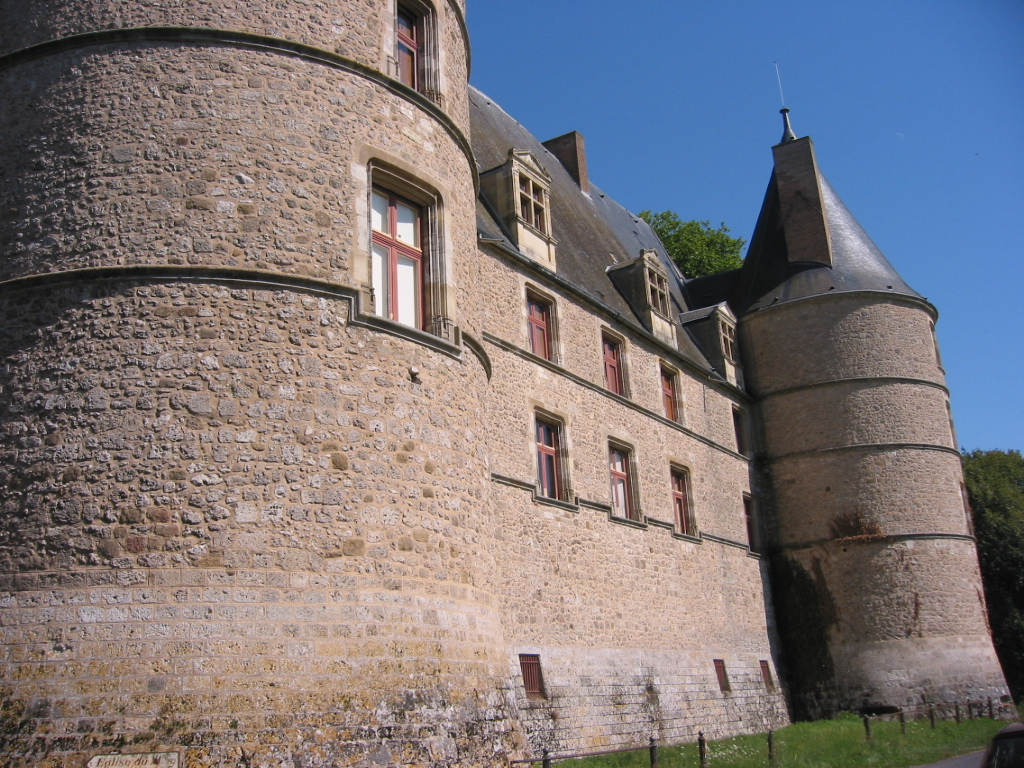
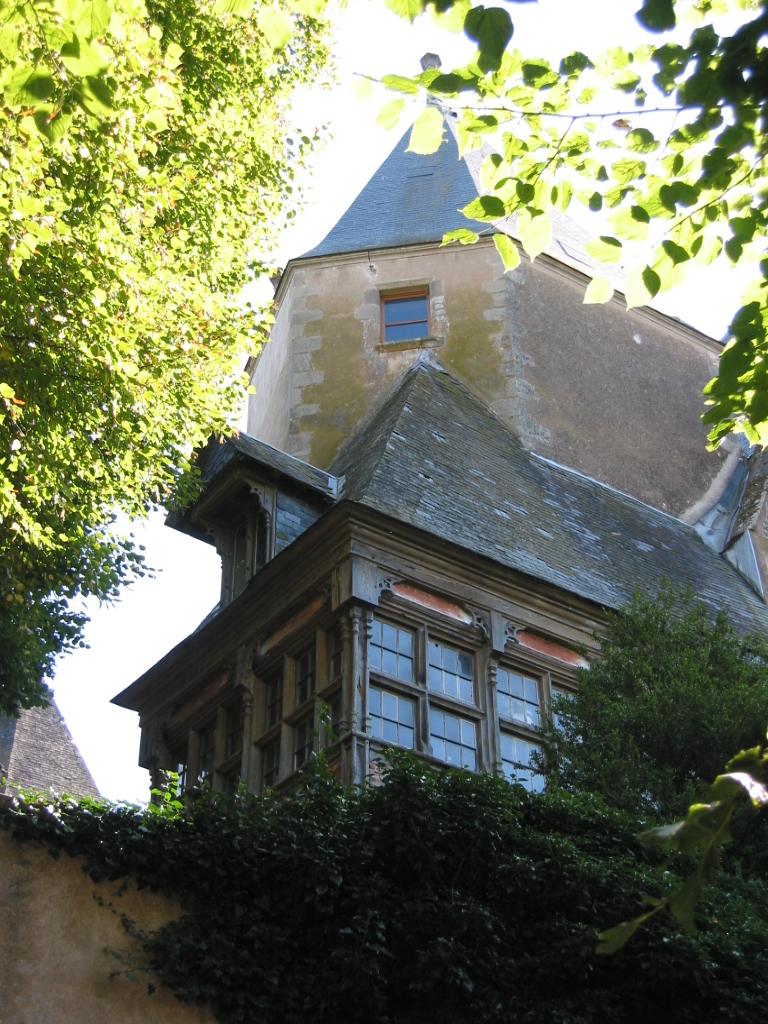

### Autres monuments
- Vestige des fortifications de la ville, dont les premières mentions sont antérieures au XIIe siècle et qui en comptaient sept autres, dont une tour « carrée » qui a subsisté jusqu'au milieu du XIXe siècle, la Vieille tour aurait été construite entre le XIIe et le XIIIe siècle. Elle fut en partie détruite pendant la guerre de Cent Ans et reconstruite après 1367 par Guichard Ier Dauphin[66]. Elle servait de prison au XIXe siècle et les insurgés de 1851 y enfermèrent le maire de Châtelperron, M. Collas, et celui de Jaligny, Couvreux[87]. Elle a été transmise à la commune par testament.
- De nombreuses constructions du bourg datent de l'époque médiévale, notamment quelques maisons à colombages du XIIIe siècle. La façade de l'une d'elle a été démontée puis rapportée contre la tour Nord-Est du château vers le milieu du XIXe siècle.
- L'ancienne fontaine du bourg alimentait les habitants jusqu'à l'arrivée de l'adduction d'eau. Il ne s'agit pas d'un puits : l'eau provient d'une citerne située sous la maison voisine[271].
- Les Matras, primitivement dénommés « Fontanière[272] », ferme fortifiée du XVe siècle ou du XVIIe siècle, selon les auteurs, berceau des Matherats, ancienne famille bourgeoise de la région[14].
- La discrète fontaine appelée « Fontanère », prononcé aussi « Fontanière », a donné son nom à la seigneurie de Fontanière, possédée par les Fradel du Lonzat, qui ajoutaient parfois ce titre à leur nom, comme on le lit sur un acte de baptême de 1699 et un inventaire de 1722[272]. Elle se trouve à environ 700m à l'Est du bourg de Jaligny.
- Le « pont romain » franchit le ruisseau qui alimente l'étang du château pour joindre les Matras. Avant la construction de la route actuelle, il était placé sur le chemin qui menait à Sorbier. Des fragments de poterie romaine ont été trouvés à sa proximité et peuvent laisser suggérer qu'il daterait de la période gallo-romaine. Il pourrait cependant ne remonter qu'à l'époque médiévale.
- Le château du Lonzat est une gentilhommière construite en 1643[272] par Jean-François de Fradel, petit-fils de Marc de Fradel, écuyer, mentionné comme seigneur du Lonzat en 1615[273], au moment de son mariage avec Michelle Brirot[274]. Le corps de logis à un étage est flanqué de deux tours carrées disposées en diagonale, auxquelles s'ajoute, au centre de la façade, une troisième tour édifiée au XIXe siècle, époque où les ouvertures ont été refaites et les pavillons de la cour d'honneur mansardés.

|               |
| Vieille tour. |

|                             |
| Vieille tour, vue aérienne. |

|                           |
| Porte de la Vieille tour. |

|                |
| Ancienne cure. |

|                                     |
| Maison à colombages (XIIIe siècle). |

|                                     |
| Maison à colombages (XIIIe siècle). |

|                    |
| Fontaine du bourg. |

|                                                           |
| Façade de maison (XIIIe siècle) rapportée sur le château. |

|                                          |
| Ferme fortifiée des Matras (XVe siècle). |

|                               |
| Les Matrats vus de Fontanère. |

|            |
| Fontanère. |

|                  |
| « Pont romain ». |

|                                   |
| Château du Lonzat (XVIIe siècle). |

|                                   |
| Château du Lonzat (XVIIe siècle). |

## Personnalités liées à la commune
- Léon Henry Éléonor Brun (1733-1803)[275], homme politique né à Jaligny, député du tiers état aux États généraux de 1789.
- François Méténier, industriel né à Jaligny, en 1896. Membre influent du Parti social français en 1937, il est surtout connu pour avoir été membre du Comité secret d'action révolutionnaire (CSAR), plus communément dénommé la Cagoule et co-organisateur de l'attentat commis au siège du patronat français, le 11 septembre 1937. Il sera ensuite chef des Groupes de Protection du maréchal Pétain à Vichy. Il restera un proche de François Mitterrand du début de l'Occupation jusqu'à sa mort, le 24 juillet 1956.
- Madeleine Robinson possédait une maison à Marseigne.
- René Fallet, écrivain et scénariste, habitait le quartier de Marseigne. S'inspirant souvent de personnages locaux et d'anecdotes glanées dans les estaminets jalignois, il a ainsi donné Jaligny et sa région pour cadre à plusieurs de ses romans. Certains d'entre eux ont été portés à l'écran, comme Les Vieux de la Vieille (1960) avec Jean Gabin, Pierre Fresnay et Noël-Noël, Un idiot à Paris (1967), dans lequel Jean Lefebvre interprète Roger Gouby, un « bredin », idiot de village, ou La Soupe aux choux de Jean Girault (1981). Ces films n'ont cependant pas été tournés dans la région, même si l'histoire d'Un idiot à Paris se passe à Jaligny même et celle de La Soupe aux choux dans un hameau des environs.
- Didier Derlich, astrologue, a habité Jaligny.

### Personnage de fiction
- Françoys de la Haya, capitaine de Jaligny, est le destinataire de la Description de fortune, dans La Penthaire de l'Esclave fortuné, ouvrage du poète Michel d'Amboise publié en 1530[276].

## Évènements annuels
Les évènements sont liés aux traditions locales, qui sont essentiellement rurales et agricoles.
- Le Concours agricole, institué en 1948, a lieu le week-end, trois semaines avant Pâques. En 2007, il a rassemblé une quarantaine d'éleveurs qui ont présenté une centaine de bovins d'engraissement de race charolaise et quelques ovins. Les critères principaux de jugement sont l'état d'engraissement et la conformation.
- « Capitale de la Dinde », Jaligny organise chaque année, depuis le 16 décembre 1950, sa « Foire aux Dindes[277] », deux semaines avant Noël, le mercredi. Une personnalité y est invitée à recevoir une dinde primée. Winston Churchill, la reine Élisabeth II, le pape Paul VI, le dessinateur Piem ou la chanteuse québécoise Fabienne Thibeault (en décembre 2006) sont au nombre de ceux qui ont reçu une dinde d'honneur[278],[279].
- La fête patronale, qui attirait par le passé de nombreux forains, a lieu un dimanche proche du 13 août, fête de saint Hippolyte.
- Le Prix littéraire René Fallet (du nom de l'écrivain, voir ci-dessus) et le Prix Bourbonnais sont décernés chaque année depuis 1990, à l'occasion des « Journées littéraires du Bourbonnais », organisées à Jaligny par l'association « Agir en pays Jalignois ». Le prix René Fallet est décerné à l'auteur d'un premier roman de langue française. Cet auteur doit être âgé de 40 ans au plus l'année de la publication de son ouvrage. Les Prix du Bourbonnais ont été créés dans le but de faire connaître les auteurs, les éditeurs et les ouvrages bourbonnais. Toutes les catégories littéraires peuvent y participer.
- Une brocante se tient chaque année à la mi-octobre, aux alentours de la fête de saint Luc, patron d'un quartier de Jaligny. Autrefois, la coutume existait, à l'occasion de cette fête, d'organiser un banquet pour déguster une oie.

## Héraldique
| Blason de Jaligny | D'or au dauphin pâmé d'azur, au bâton de gueules brochant, sur lequel un écusson d'argent broche à son tour en chef, et à la filière de gueules brochant sur le tout. |

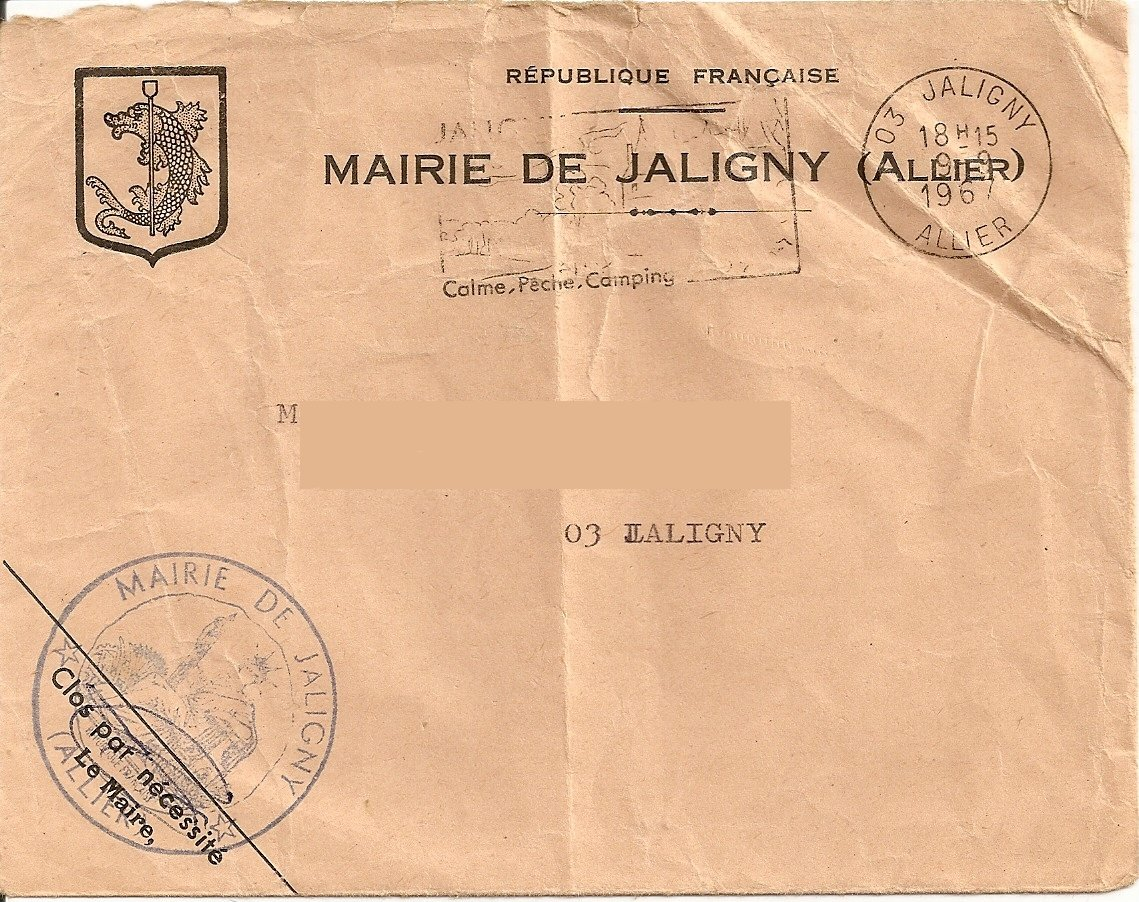
Enveloppe officielle aux armes de la ville, 1967.

Les armes de la ville tirent leur origine de celles des seigneurs de Jaligny aux XIVe et XVe siècles, d'après le dessin donné par Georges de Soultrait dans l'Amorial du Bourbonnais, dont elles se différencient par l'ajout d'une filière de gueules propre à la commune.
|                                            |  |                      |
| Blason des seigneurs de Jaligny par Baluze |  | Blason par Soultrait |

Le blason des sires de Jaligny était issu de celui des Dauphins d'Auvergne (D'or au dauphin pâmé d'azur), brisé une première fois pour leur branche cadette des Dauphin de Saint-Ilpize et de Combronde par l'adjonction d'un bâton de gueules (D'or au dauphin pâmé d'azur, au bâton de gueules) et surbrisé d'un écusson d'argent pour les Dauphin de Jaligny, eux-mêmes collatéraux des précédents (D'or au dauphin pâmé d'azur, au bâton de gueules en bande, chargé d'un écu d'argent en chef).
Les dessins d'Étienne Baluze, dans son Histoire généalogique de la maison d'Auvergne, publiée en 1708, montrent clairement un bâton disposé en bande, comme c'est la norme, alors que Soultrait semble le considérer comme un meuble et le dispose en pal. Celui-ci donne par ailleurs un blasonnement incorrect à l'appui de son dessin : D'or au dauphin pâmé d'azur, au bâton de gueules, brisé en chef d'un écu d'argent, brochant sur le tout. En effet, à la place de « chargé » ou « brochant », il utilise le terme « brisé » qui n'est normalement employé que pour qualifier les armes d'une branche puinée dont les ainés sont nominativement désignés ; par exemple : Des Dauphin de Saint-Ilpize, brisé en chef d'un écusson d'argent.

## Galerie photographique

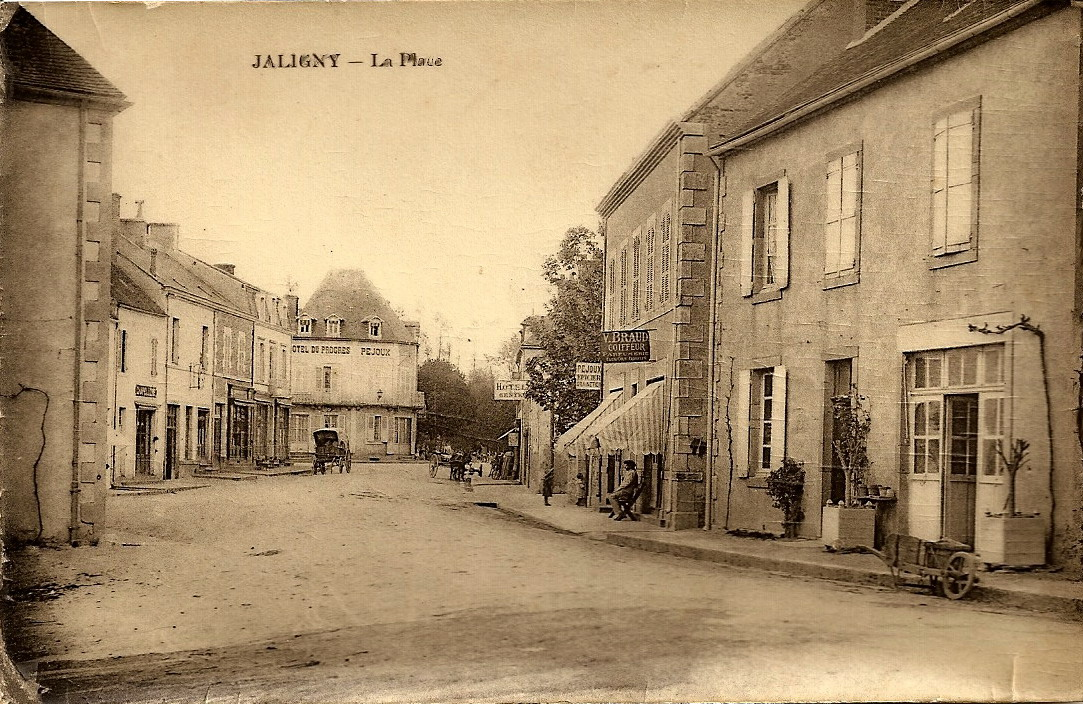
Avenue de la Gare, vers 1900.
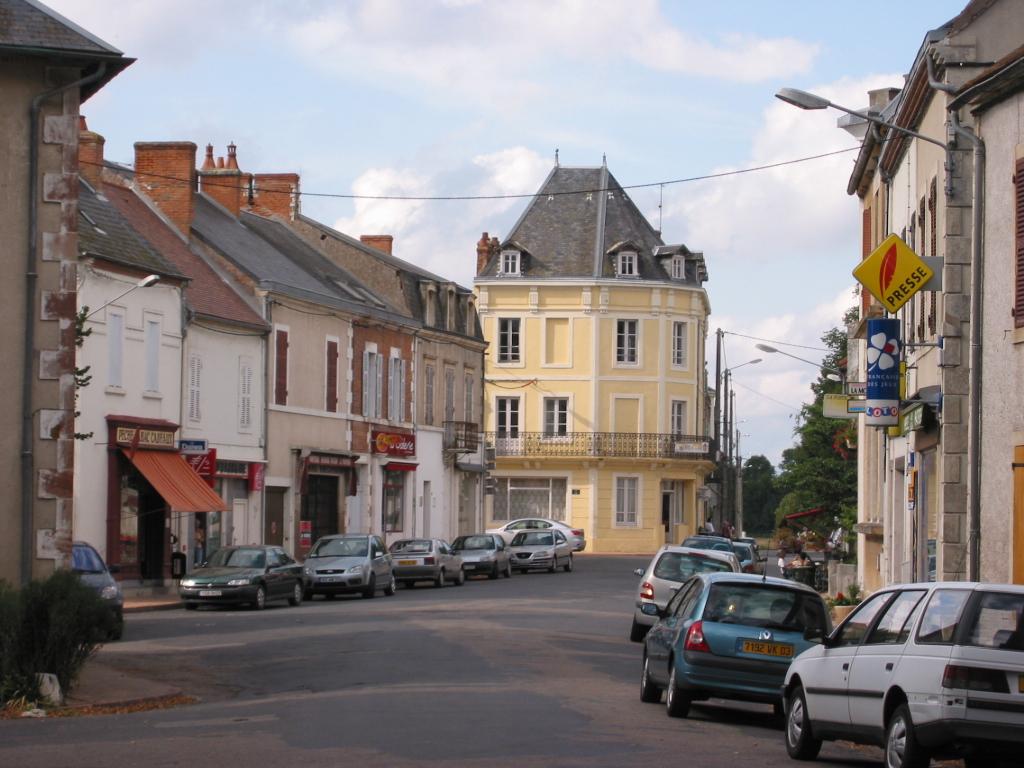
Avenue de la Gare.
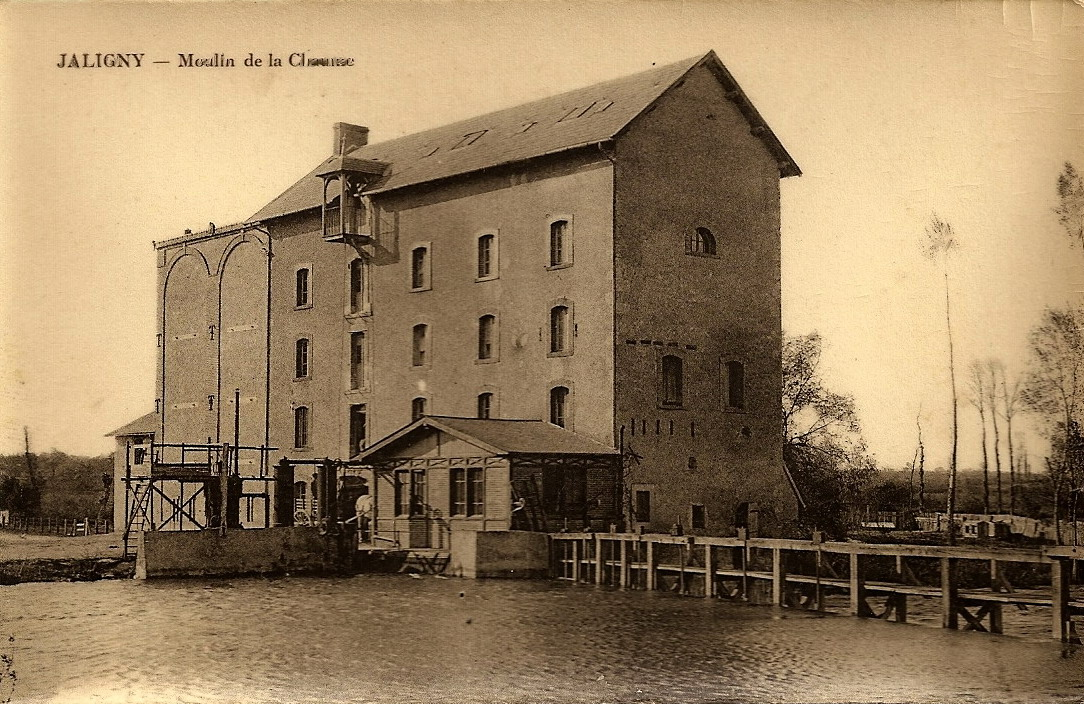
Moulin de la Chaume et barrage sur la Besbre, début XXe siècle.
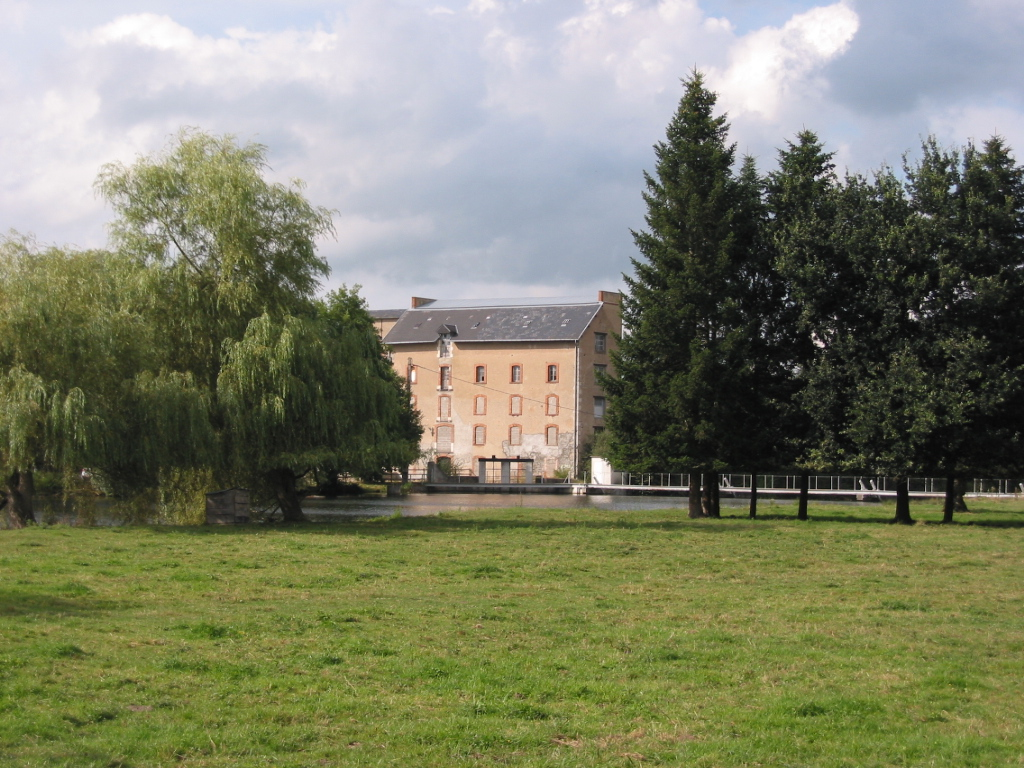
Moulin de la Chaume et barrage sur la Besbre.
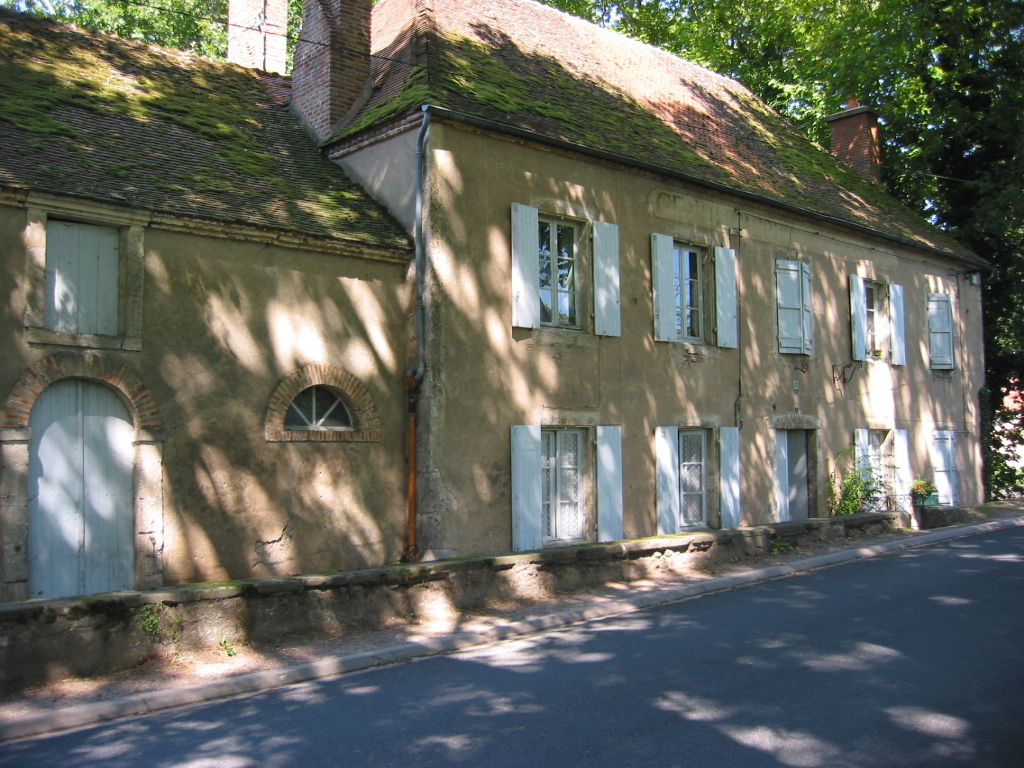
Ancienne gendarmerie jusqu'en 1908.
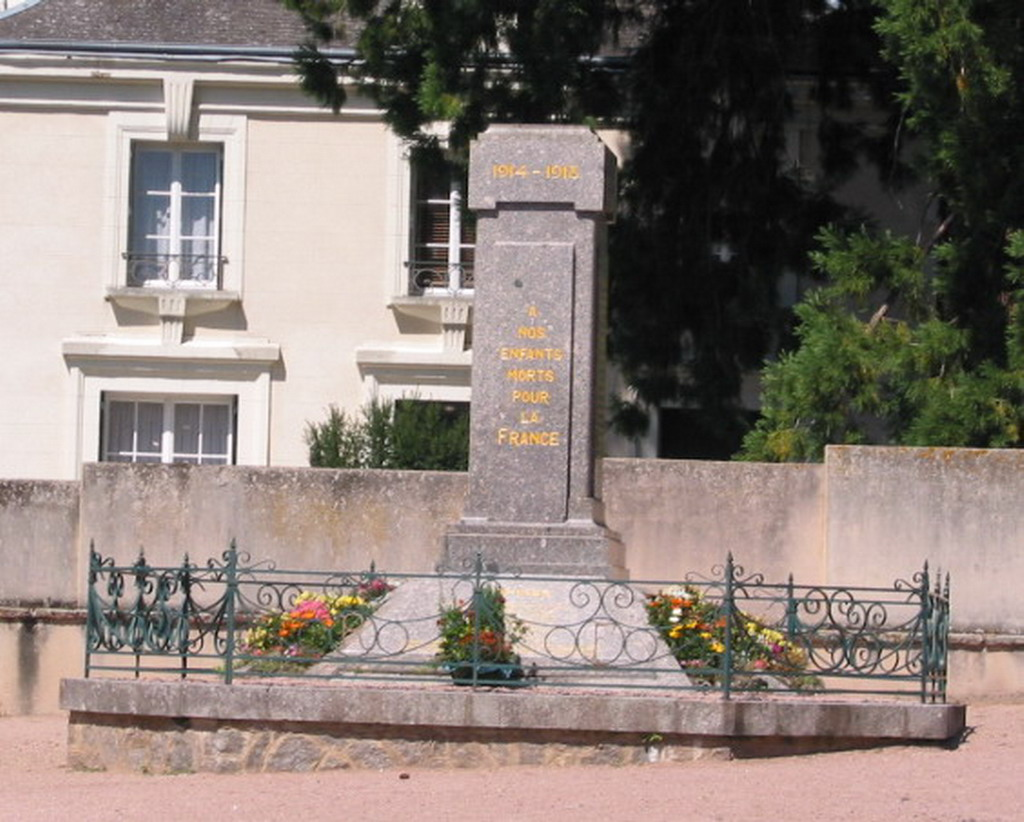
Monument aux morts[N 44].